# Histoire de la construction

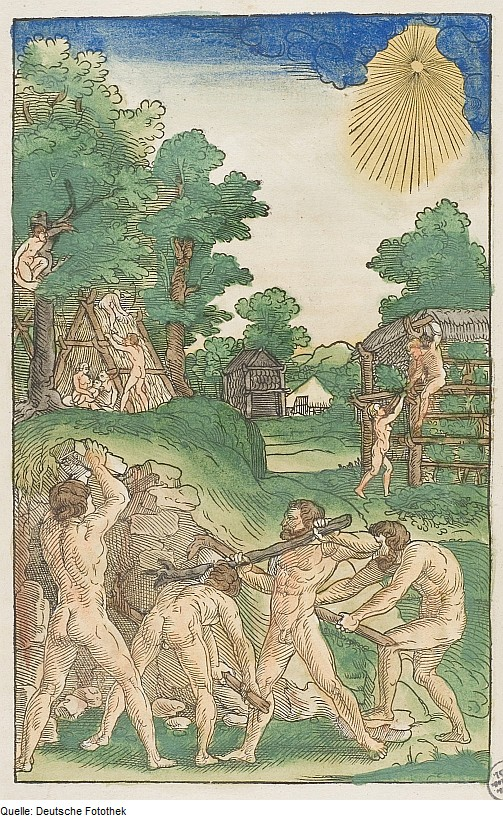
Johann Petrejus, illustration du Livre II du De architectura de Vitruve, par Walther Hermann Ryff, 1547.

Une définition de l'histoire de la construction, qui la distingue de l'histoire de l'architecture, pourrait nous être donnée par Vitruve : elle s'attache à décrire les matériaux que fournit la nature et l'usage qu'on en fait. Il n'y est pas question de l'origine de l'architecture, mais bien de celle des bâtiments, ainsi que de la manière dont on est parvenu à donner à l'art de bâtir les développements et le degré de perfection où nous le voyons aujourd'hui (Vitruve, De architectura, Livre II). Le champ de l'histoire de la construction s'est constitué dans certains pays comme un domaine d'étude universitaire à part entière.
L'histoire de la construction est liée intimement à la disponibilité des matériaux, et la plupart des matériaux utilisés et des techniques pratiquées en construction depuis les temps reculés le sont encore aux XVIIIe – XIXe siècles. Jusqu'à la révolution industrielle qui se profile à partir du XVIIIe siècle, où elle devient progressivement une industrie, la construction est étroitement liée au terroir et se constitue de manière agreste.

## Matériaux de construction primitive et antique
Il n'existe au sein de l'humanité qu'un nombre restreint de principes d'art : du point de vue de la structure, il existe seulement deux méthodes principales. La première, et la plus ancienne très probablement, du moins dans les pays tempérés, consiste à employer le bois que l'on associe à du feuillage ou à des peaux d'animaux. La seconde comprend tous les systèmes d'« agglutinage », méthode que l'on désigne sous le nom général de maçonnerie. Cette technique emploie des briques crues ou cuites, des pierres ou encore des moellons assemblés par de l'argile voire un ciment. Pour les régions du globe où la végétation est rare, ainsi que pour la plupart des rivages méditerranéens, l'argile est le matériau le plus utilisé. On retrouve par la suite l'argile et le bois associés dans une architecture plus mûre, constituant les structures dites de maison à pans de bois,.

### Terre crue

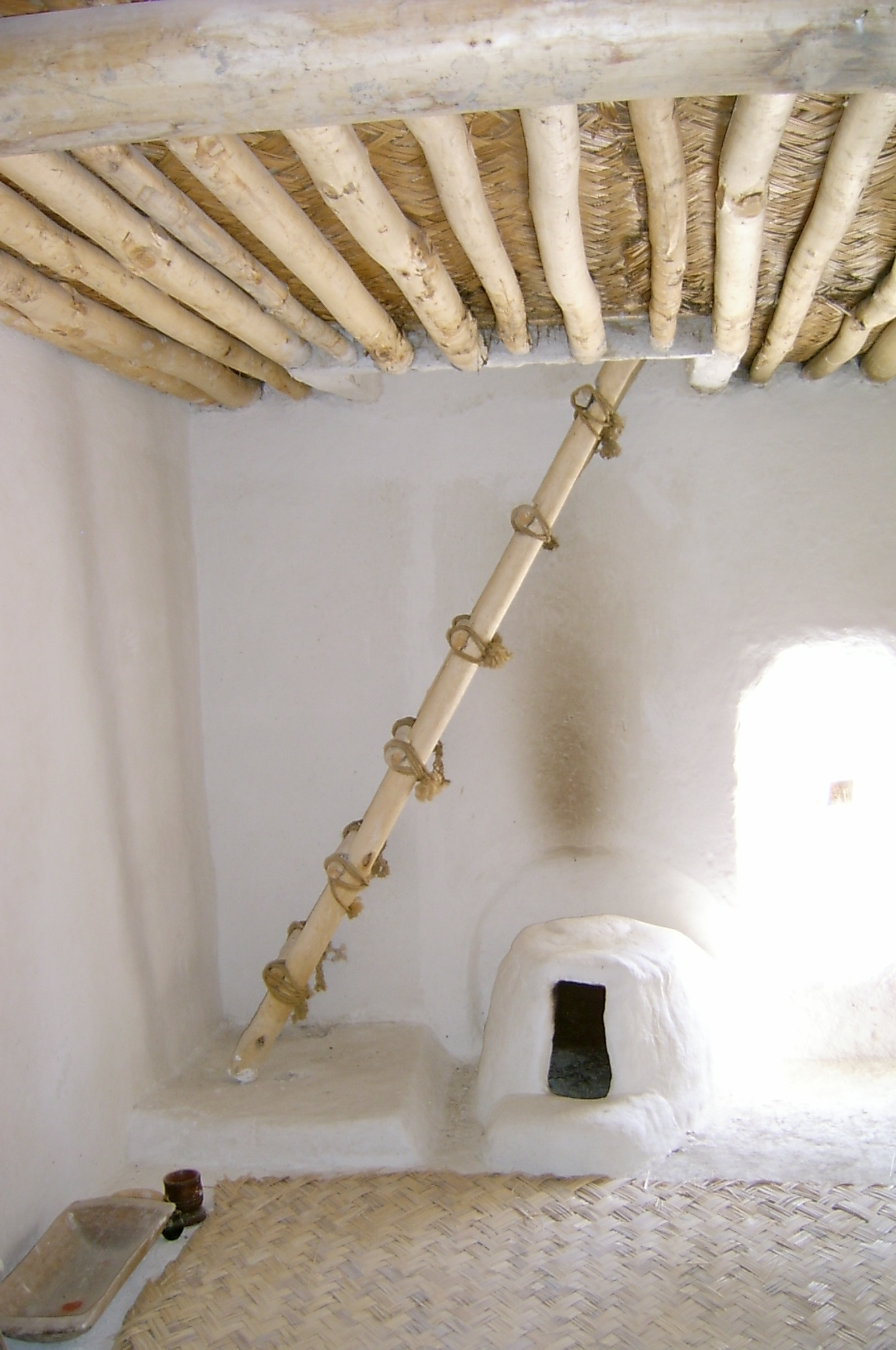
Çatal Höyük, 6000 avant J.-C., enduits en argile blanche reconstitués. Le mortier de liaison est noir et riche en cendres et débris d'ossements, mais un véritable liant y est inexistant.

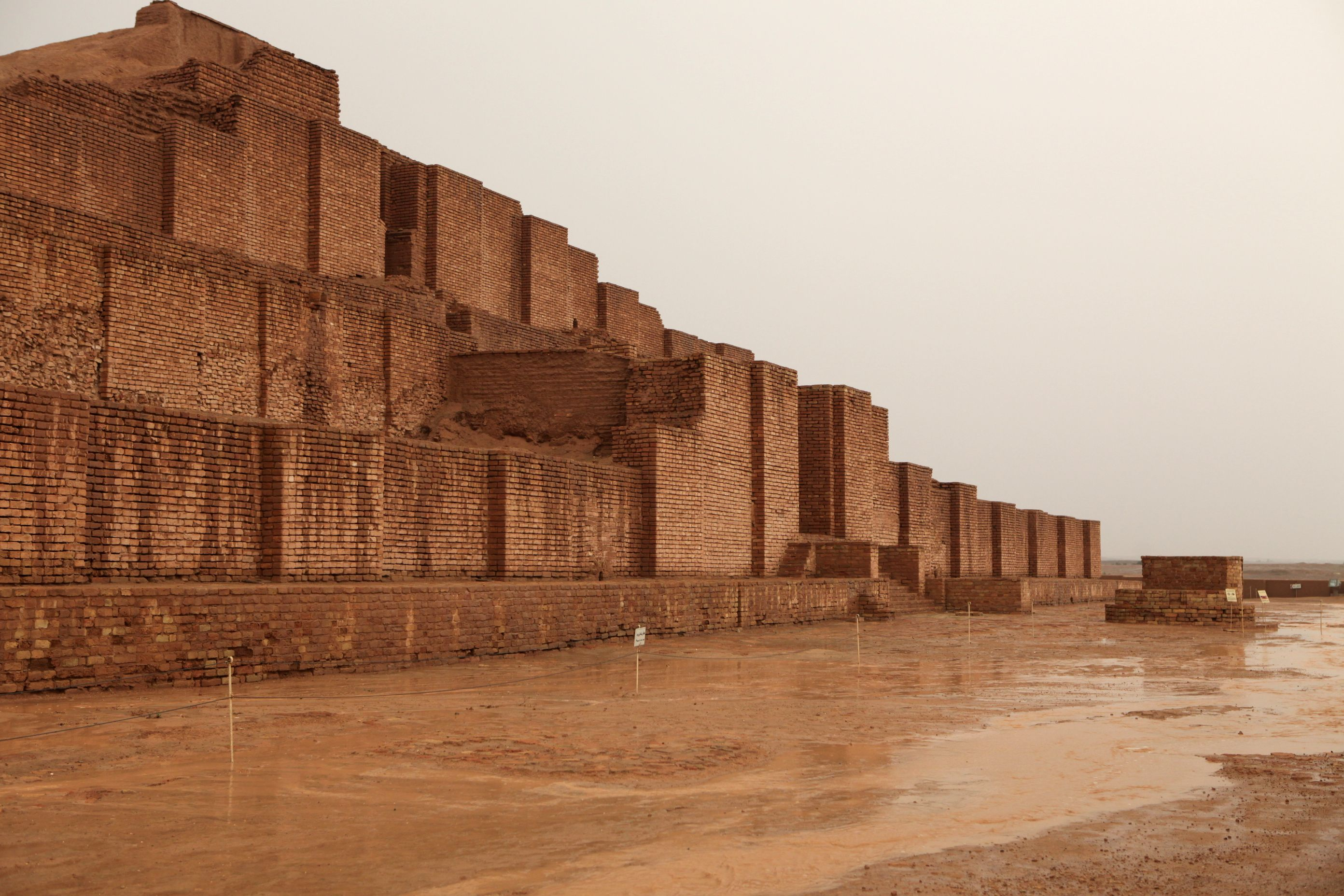
Chogha Zanbil Ziggurat 1. Province du Khouzistan en Iran

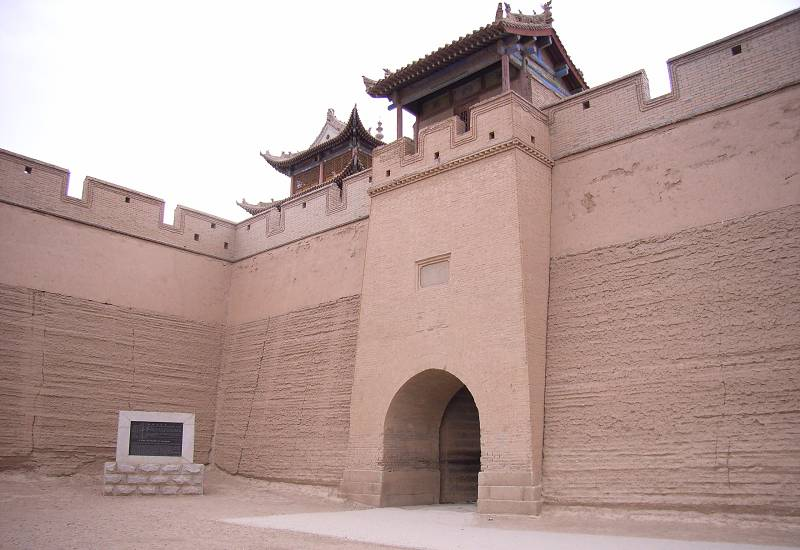
Mur partiellement en pisé, Fort de Jiayuguan, Dynastie Ming.

Les termes associés au travail de la terre crue sont pléthore. Le matériau de base est constitué par une pâte ou une boue réalisée avec de la terre ou du limon. Il peut être dégraissé au sable, éventuellement fibré de foin ou de paille, utilisé comme mortier ou appliqué comme enduit, en remplissage d'une ossature ou encore modelé sous forme de briques. La terre qui n'est pas cuite se délaye dans l'eau et, accompagnant la production céramique de temps immémoriaux, la brique est cuite, voire émaillée lorsque susceptible d'être exposée à l'humidité.
Le pisé, technique de maçonnerie dans laquelle un mortier de terre est battu au pisoir entre deux banches, sera remis au goût du jour en France au XIXe siècle par l'architecte François Cointeraux. Celui-ci se place en continuateur des romains qui, selon Pline l'Ancien (23-79 ap.J.C), construisent en pisé dans la région du Rhône. Pline, par ailleurs, dans ses « Naturae Historiorum », évoque les murailles de pisé (formaceos) construites par les carthaginois en Afrique et en Espagne. L'Espagne de son temps voit encore les guérites d'Hannibal et les tours de terre placées sur le sommet des montagnes.
Le torchis, synonyme de bauge, une terre grasse ou franche, détrempée avec de l'eau et mêlée de foin ou de paille coupée, associée à un clayonnage, est depuis le néolithique le matériau récurrent des habitations en Europe occidentale. Le torchis servira encore en France au XIXe siècle à bâtir les murs de clôture, à hourder les pans de bois, les cloisons, et à faire les planchers.
Les briques apparaissent en Mésopotamie dès le Xe millénaire av. J.-C., d’abord sous la forme de simples pains modelés à la main, puis, jusqu’au VIIe millénaire av. J.-C., moulées entre deux planches en longs éléments qu’on casse si besoin aux dimensions voulues. Les moules parallélépipédiques au format standardisé n’apparaissent qu’au VIIIe millénaire av. J.-C. Les briques présentent souvent des trous ou des nervures. Ces imperfections, tracées avec les doigts sur la surface bombée, sont destinées à faciliter l’adhérence du mortier. Les briques de terre crue sont employées dans les constructions monumentales et les simples maisons de la Mésopotamie, du Delta du Nil et du bassin de l'Indus. Parmi les sites en terre les plus remarquables de l'Asie, on trouve Harappa (Civilisation de la vallée de l'Indus vers 6000 av. J.-C., Pakistan), Mari (importante cité mésopotamienne dès le IIIe millénaire av. J.-C., Syrie), Merv (faisant partie du Complexe archéologique bactro-margien dès le IIIe millénaire av. J.-C., Turkménistan), Chogha Zanbil (complexe élamite, à partir de 2400 av. J.-C., Iran), Arg-é Bam (Citadelle forteresse achéménide du Ve siècle av. J.-C., Iran) ou Shibam (Ville ancestrale connue pour ses immeubles de terre crue dont les plus anciens datent du XVIe siècle, Yémen).
Le monde antique du pourtour de la Méditerranée connaît l'emploi de l'argile sous toutes ses formes. La Grèce antique connaît un appareillage de maçonnerie réalisé à l'argile, similaire à l'Opus caementicium romain, appelé emplekton. Les murs de fortification de la ville sicilienne de Gela sont un exemple de l'usage de briques de terre crue par les Grecs. Ici, c'est la carence en pierre naturelle de l'île, employée préférentiellement dans la construction des fortifications, qui détermine l'usage de la terre (La qualité de résilience de la terre sera redécouverte à l'ère du canon et de la poudre, dans les fortifications bastionnées). Vitruve recommande l'usage de paille comme dégraissant à l'argile qui était tordue (du latin torquere) pour être brisée, fragmentée, d'où est issu le terme torchis. Les Romains connaissent les techniques de torchis, de pisé et les briques de terre crue. Les Romains associent communément la terre crue à la chaux, lorsqu'ils ne sont pas trop regardants sur la solidité de leurs maçonneries.
L'adobe, terme qui a fait son chemin en français de manière relativement récente, renvoie à des murs maçonnés en terre ou constitués de briques de terre crue. Le terme descendrait du Moyen égyptien brique de terre. La tradition ou l’appellation se rencontrent en Orient, dans le nord de l'Afrique, en Espagne et par voie de colonisation en Amérique latine où la technique est connue depuis bien avant la colonisation. Au Pérou, quelques exemples remarquables de l'usage de la terre se rencontrent à Huaca del Sol (Pyramide à degré Mochesvers 100 apr. J.-C., Pérou), Chan Chan (Ville Chimú, entre 850 et 1470 apr. J.-C., Pérou), Tambo Colorado (Complexe Inca, vers 1470, Pérou). Au Mexique, en Colombie, Équateur, Pérou, Bolivie, Argentine et dans le sud et le nord du Chili, les maisons en adobe sont encore le patrimoine de beaucoup de familles pauvres, qui conservent cette tradition depuis des temps immémoriaux. Actuellement, diverses universités du Chili, organismes d'État et bureaux privés étudient une façon de rénover l'adobe et de lui ajouter des propriétés sismo-résistantes afin de maintenir l'identité culturelle du pays. Le banco est le nom du matériau de prédilection de l'Afrique de l'ouest. La Grande mosquée de Djenné (1907) est le plus grand ouvrage réalisé en banco.
D'autres termes sont associés au travail de la terre : batifodage, bauge, glaise. Le bousillage, synonyme de bauge s'est transmis à l'époque de la Nouvelle-France, au Canada, en Acadie et en Louisiane française, où il fait désormais partie du patrimoine culturel de l'Amérique du Nord. L’appellation moderne de béton de terre raccroche tous ces matériaux à la famille des bétons.

### Bois d’œuvre

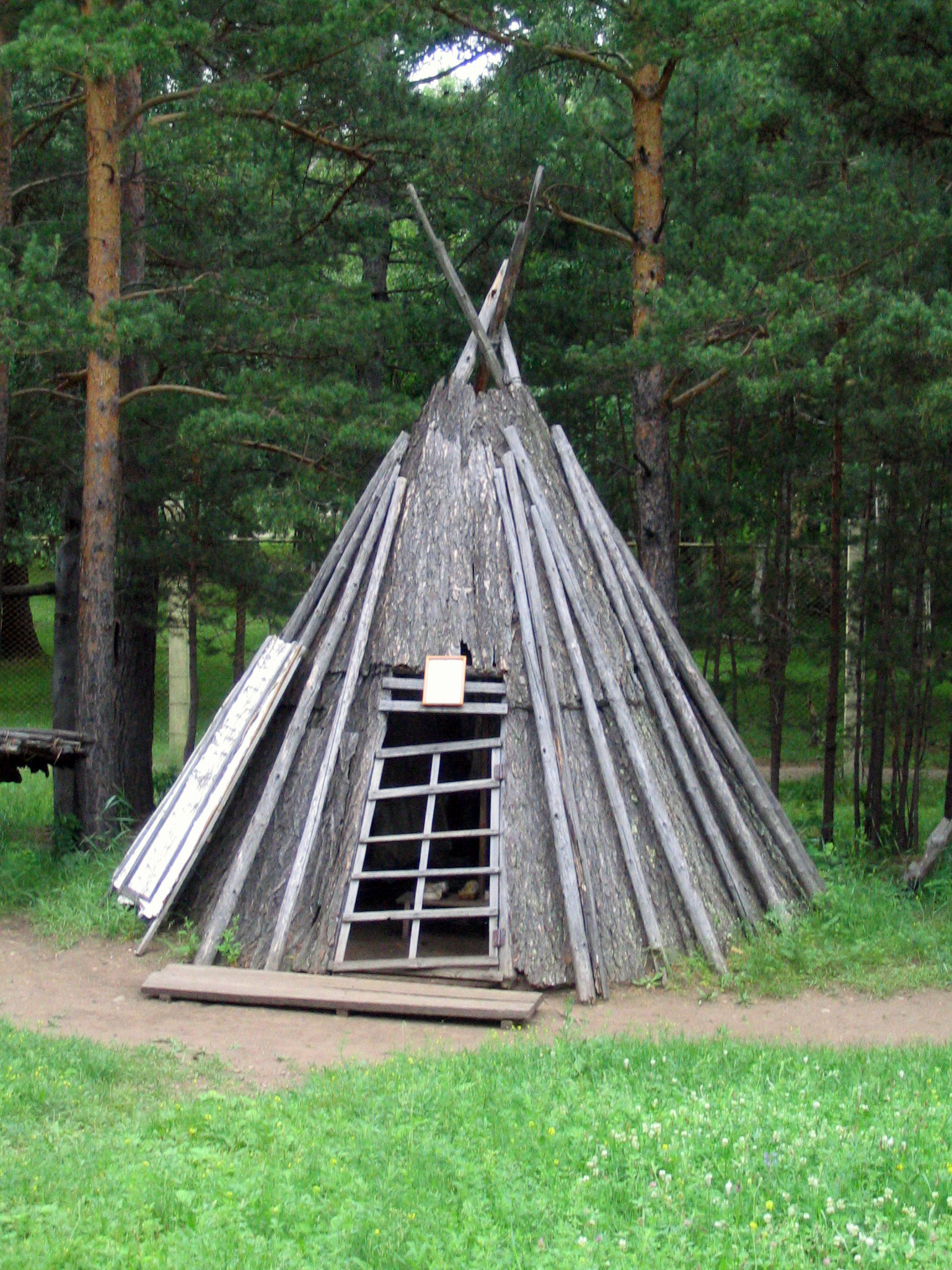
Tchoum Evenks, Musée ethnographique, Oulan-Oude, Russie.

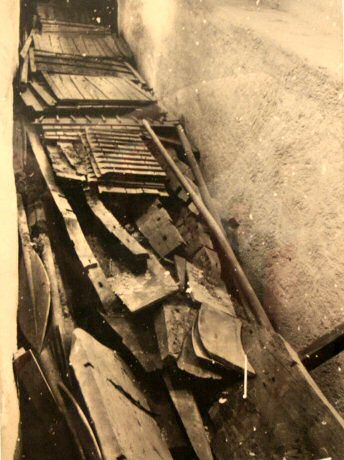
Barque solaire de Khéops (vers 2500 av. J.-C.)

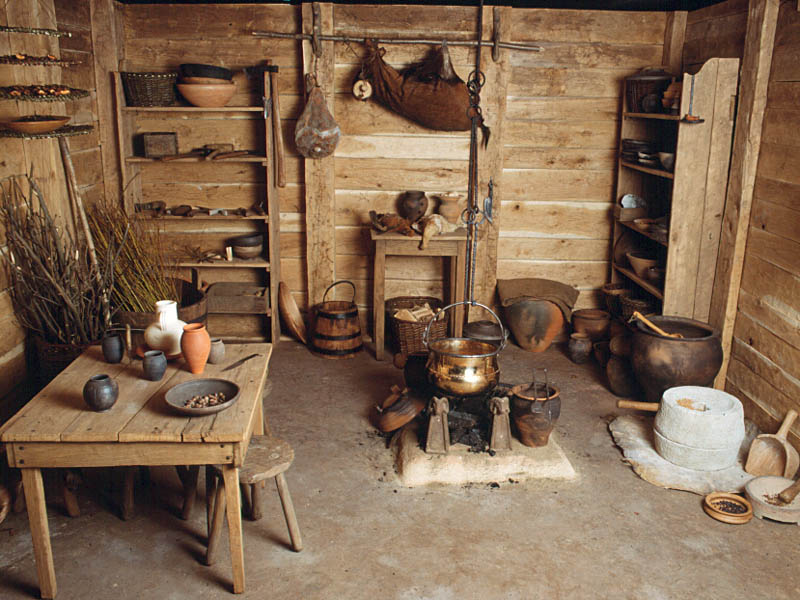
Reconstitution hypothétique d'un habitat gaulois, Bibracte, Musée de la civilisation celtique.

Le bois constitue un matériau de choix pour les premiers constructeurs. Résistant à la compression mais surtout à la flexion, il est, dans les pays de forêts, le matériau employé de manière quasi irremplaçable dans la confection des planchers, jusqu'à la révolution industrielle où on lui substitue partiellement l'acier et le béton armé. Seule l’ingéniosité de la voûte en encorbellement d'abord, de la voûte clavée et de la voûte concrète - principalement par les Romains - ensuite, permettent de réaliser des planchers employant la pierre ou la brique - matériaux qui ne se comportent de manière correcte qu'en compression - qui égalent ou surpassent en portée celle autorisée par les poutres en bois. La quasi-totalité des anciennes réalisations en bois ont toutefois malheureusement disparu du fait de la grande vulnérabilité du matériau. On peut seulement imaginer l'importance de certains bâtiments à la mesure des trous de fondations laissés dans le sol, relevés sur une multitude de sites archéologiques.
Une structure de bois comprend principalement deux systèmes. L'un consiste à empiler des troncs d'arbres les uns sur les autres comme de longues assises, en les enchevêtrant à leurs extrémités pour former des murailles solides. L'autre est proprement ce qu'on appelle la charpente, l'art d'assembler les bois de manière à profiter des qualités particulières de ces matériaux en les utilisant en raison même de ces qualités. Les rondins de bois sont la manière la plus rapide de construire des palissades défensives. La construction en rondins empilés est particulière aux pays où les conifères droits et hauts, tels que le pin et l'épinette, sont abondamment disponibles : en Suède, Finlande, Norvège, les États baltes et la Russie (Isba). La technique se retrouve aussi en Europe Centrale et de l'Est, dans les Alpes (chalet), les Balkans et certaines parties de l'Asie.
Le tronc, la partie non divisée du bois d’œuvre, est aussi employé dans la construction de radeaux, mais aussi pour les premières pirogues monoxyles. Le néolithique réalise une première percée dans une discipline sœur de la construction, la construction navale. La Barque solaire de Khéops (vers -2500) témoigne de la réalisation d'une autre avancée. Si pour les premières pirogues les outils de l'industrie lithique suffisent, pour la seconde, constituée de planches, il faut attendre l'invention de la scie, qui est nécessairement en métal et dont l'usage est attesté sur certaines fresques égyptiennes. On s'amusera peut-être du fait que la première application du béton armé est une barque et non un mur: la barque en "Ferciment" de Joseph Lambot, présentée à l'Exposition universelle de 1855 n'a selon son auteur d'autre but que de « présenter un matériau nouveau capable de remplacer le bois en construction navale et partout ailleurs où il est confronté à l'humidité ». Au XIe siècle, les Normands, peuple de marins, appliquent à la charpenterie les moyens d’assemblage employés de tous temps dans la charpenterie navale.
Les premières charpentes sont probablement les perches rassemblées en cône des tipis amérindiens. Dans les maisons longues, type de construction que l'on retrouve dans beaucoup de civilisations, une charpente est assez simplement obtenue par des poteaux disposés de manière régulière, enfoncés dans le sol, reliés par des sablières et des pannes et sur laquelle on établit une résille de chevrons et de lattes propre à recevoir la couverture. Les premiers temples grecs sont en bois avant d'être en marbre, dans un climat où la végétation est rare. Les annelets des colonnes en pierre sont à l'origine les cerclages de colonnes en bois. Un soin particulier est accordé aux charpentes renforcées parce que supportant des tuiles en pierre. Chez les Romains, l'élévation de cintres élaborés autorise l'élévation des voûtes qui sont en pierre. Le Moyen Âge porte l'art de la charpenterie à son complet développement jusqu'au XVIIe siècle où il décline. La Première Guerre mondiale engloutira nombre de charpentiers employés dans les travaux d'étaiement des tranchées, portant un coup fatal à la discipline.
Le mur à pans de bois hourdés de terre est une évolution du mur en argile. Les Romains l'appellent opus craticium. On le retrouve au Moyen Âge. Dans les grandes villes, les incendies fréquents conduisent à interdire de placer des pans de bois sur la voie publique, afin d’éviter la communication du feu d’un côté d’une rue à l’autre. Pour la même raison, il n’est pas permis d’élever des murs mitoyens en pans de bois. Le bois est employé dans l'ameublement. Il permet aussi de réaliser les boiseries, qui habillent longtemps les murs en maçonnerie. Le bois est enfin le matériau de base des premières machines nécessaires à la manutention des matériaux. La plus élémentaire de ces machines, le levier, a probablement fait usage d'un bâton.

### Roseau, paille et génie végétal

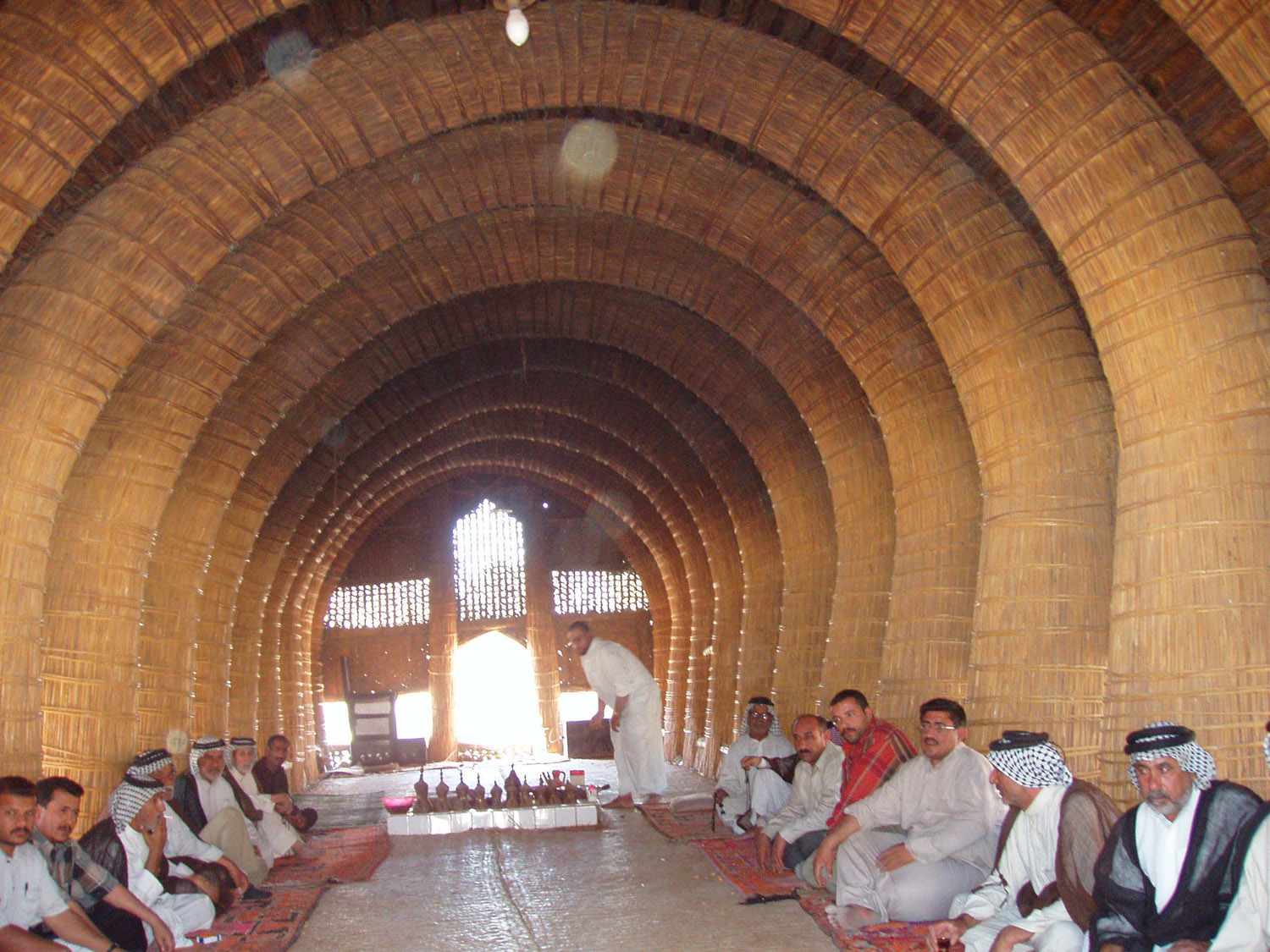
Mudhif des Arabes des marais en Irak. Les bâtiments sont construits avec des roseaux en bottes ou tissés. Des roseaux plus grands et plus épais sont regroupés en colonnes, puis courbés et attachés pour former des arcs.

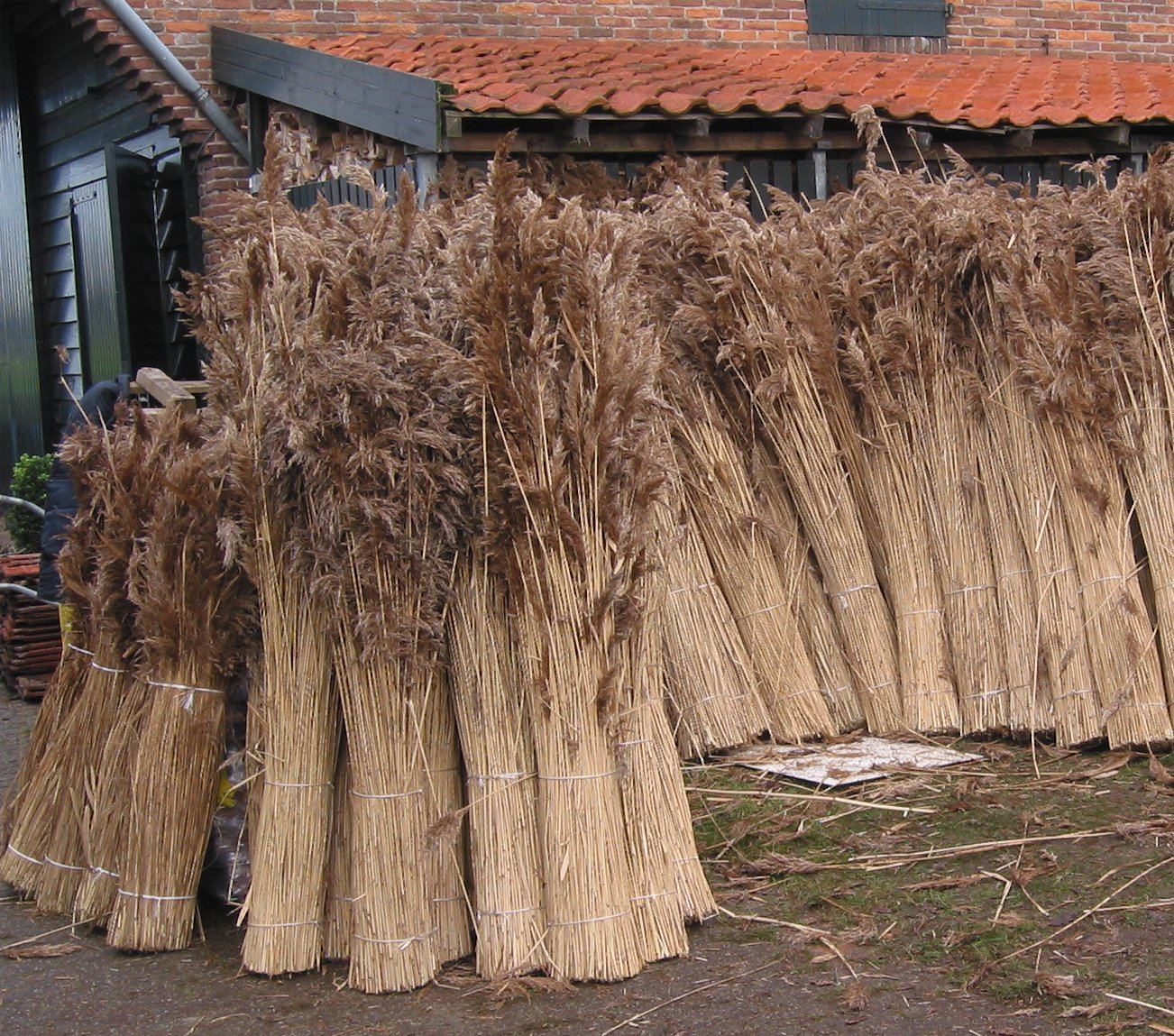
'Dakdekkersriet', 'Phragmites australis', Roseau commun destiné à la couverture des maisons en Hollande.

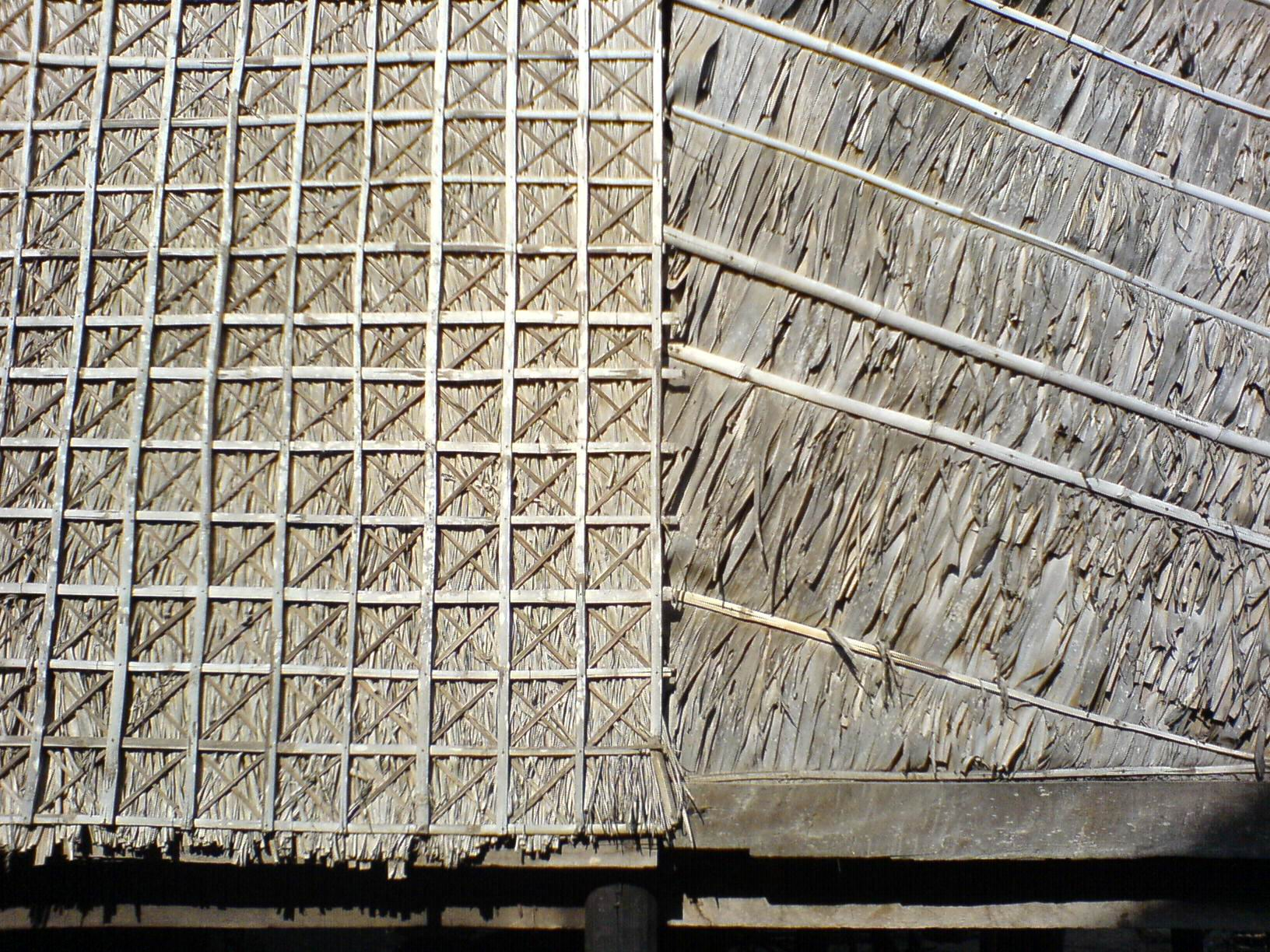
Revêtement mural en chaume -, Cambodge.

Les pailles de blé, de seigle, ou les tiges des roseaux (ou sagne), rassemblées en botte ou, depuis le machinisme agricole, rassemblées en ballots dans le cas de la paille, sont des matériaux anciens et répandus de la construction. Ils constituent par ailleurs, selon les critères modernes, une ressource renouvelable.
Le roseau est commun dans les milieux aquatiques. Il croît de préférence sur les plateaux sablonneux élevés ou bas des rivières, des fleuves ou des eaux stagnantes à condition qu'elles ne soient pas trop profondes, ainsi qu'au bord des fossés, des canaux, des clôtures, des ruisseaux ou le long des digues intérieures. Aux Pays-Bas et en Belgique, au XIXe siècle, on préfère les roseaux à toute espèce de paille pour couvrir les habitations, granges et étables. Bien que le roseau brûle facilement - il partage cet inconvénient avec la paille -, il offre fraîcheur en été et chaleur en hiver. Un toit de roseau bien confectionné laisse passer moins de pluie et de neige qu'un toit de tuiles, son poids est bien moindre et n'exige pas de constructions supports aussi solides. Cette plante est donc estimée par les constructeurs. Un bon toit de roseau comporte 30 cm d'épaisseur en haut et 34 cm en bas. Pour cela on a besoin de 3 bottes de 85 cm de longueur par mètre carré de surface. Dans un pays de canaux et de polders, le roseau clôt parfaitement les travaux hydrauliques, les vannes et écluses. Coupé vert, il offre une résistance considérable à la destruction lorsque enfoui dans le sol. Ce n'est que la troisième année suivant la plantation que l'on récolte le roseau de digue (dijkriet). D'autres qualités de roseau prennent d'autre noms : pookriet (roseau dague), kramriet (roseau crampon), beslagriet (roseau de garniture), bladriet (roseau feuille, cette dernière espèce seule est coupée verte et en feuilles aux mois d'août et septembre et sert comme couverture de digues contre le clapotage des vagues ou comme tamponnage des fuites d'eau). Le roseau de digue coupé avant que ne se développe la feuille ou après qu'elle est tombée sert spécialement, surtout en Zélande pour les travaux hydrauliques souterrains, etc.. Au XIXe siècle, lorsqu'une route traverse un marais et en général lorsqu'elle est placée sur un sol tourbeux ou de peu de consistance, on l'établit quelquefois sur un grillage en bois ou fascinage. Les lits de fascines forment une sorte de grillage flexible léger perméable à l'eau, qui répartit le poids de la route sur une grande surface.
Pour les murs de Babylone, l'une des sept merveilles du monde selon le décompte de Philon de Byzance, Hérodote rapporte l'emploi qu'on fait de mortier de bitume et de chaînages en roseau. À mesure qu'on creuse les fossés entourant la ville, on convertit la terre en briques que l'on fait cuire dans des fourneaux. Pour servir de liaison, on se sert de bitume chaud (ἀσφάλτῳ θερμῇ) et, de trente couches en trente couches de briques, on met des lits de roseaux entrelacés.
Les celtes comme les germains utilisent le roseau en couverture. De nos jours, une couverture de roseaux est prévue pour durer un demi-siècle. À partir de cette estimation, les historiens ont envisagé que les constructions mérovingiennes du VIe siècle dont on a retrouvé les traces à Goudelancourt-lès-Pierrepont, équipées d'une couverture végétale de roseau ou de paille associée à une charpente solide, loin de la précarité associée à ce genre de construction, avaient pu être conçues pour durer un siècle.
Les constructions de roseau encore visibles aujourd’hui dans le marais mésopotamien (Mudhifs) apparaissent déjà dans des bas-reliefs sumériens, vers –3000.

### Mortiers antiques

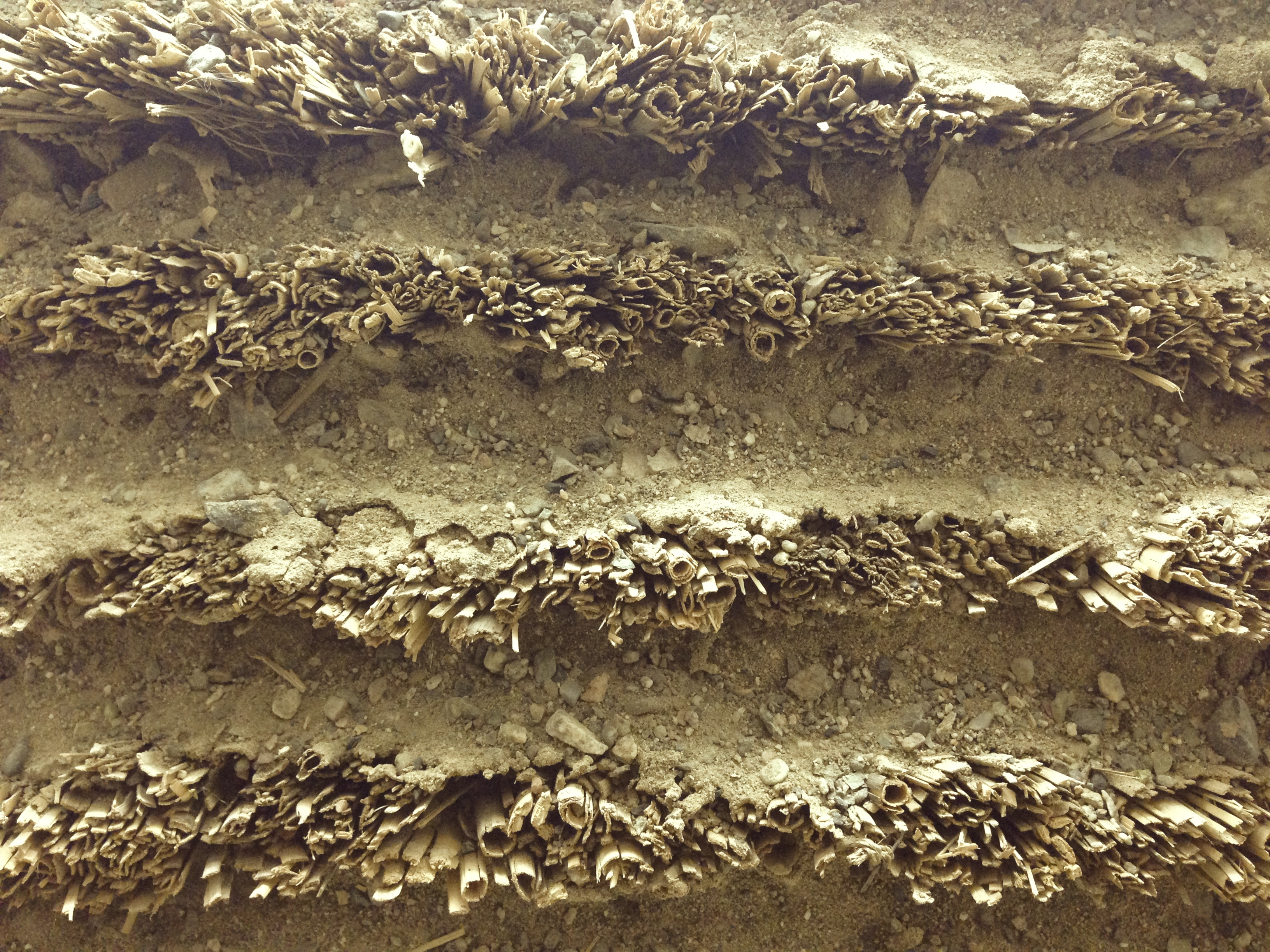
Muraille de Chine. Dynastie Han. Province du Gansu. Terre crue et gravier armé de roseaux. Cette manière de faire le mur sera remplacée pendant la Dynastie Ming par des briques de terre cuite maçonnées à la chaux mêlée de bouillie de riz.

Au début du XIXe siècle, on regroupe encore sous le nom de mortier toute espèce de mélange de terres crues ou cuites, ou d'autres matières obtenues par calcination, ou de chaux avec ou sans sable, et d'eau en suffisante quantité pour pouvoir le gâcher, le transporter et le mettre en œuvre convenablement à sa destination. Dans les campagnes, où les fours à chaux sont éloignés et la chaux rare et chère, on se contente alors souvent, pour faire du mortier de terre, de terre crue mais franche et un peu grasse, en la délayant avec de l'eau, et il s'en trouve qui a beaucoup de ténacité. Quelquefois, on y mélange de la paille ou du foin haché, du regain et même de la chaux quand on en dispose, pour lui donner plus de consistance ou le rendre plus maniable. On s'en sert alors particulièrement pour la bauge et les torchis. Dans tous les cas, le mortier fait avec du sable et de la chaux est à préférer pour les habitations, si on peut s'en procurer facilement.
Cet état de connaissance ne diffère pas de celui qui prévaut dans l'Antiquité. Beaucoup d'édifices de la Rome antique réalisés en opus caementicium - appareillage qui a fait le succès de la construction romaine - sont toujours debout, du fait que l'appareillage était réalisé avec soin et avec une bonne chaux. On ne parle plus de la grande majorité des édifices qui ont disparu du fait de la médiocrité des maçonneries, souvent sommairement liées à l'argile ou à de la chaux de médiocre qualité, comme c'est souvent le cas à Pompéi où leur conservation pose problème.
L'art du maçon est avant tout affaire de terroir, et la précarité dans laquelle sont la plupart du temps plongées les industries humaines impose d'utiliser ce qu'il y a de plus immédiat comme matériaux, donc ceux que l'on trouve dans le sous-sol proche. Les choix sont dictés par l'économie. Par économie, on parle au XIXe siècle de la circonspection sage et éclairée au moyen de laquelle on parvient à son but avec le moins de frais possible, sans compromettre ni la solidité ni la convenance d'aucune partie du travail.
Au XIXe siècle seulement, s'amorce un véritable changement. Dans les pays industrialisés, les moyens accordés par la révolution industrielle à la production massive de chaux hydrauliques et de ciments - inventions du XIXe siècle - surpassent tout autre moyen dans la confection des mortiers mais aussi du béton.

#### Mortiers obtenus par calcination
La fabrication de liants par calcination de la pierre (plâtre, chaux) est aussi ancienne que l'art du potier. Au néolithique déjà, l’homme s’est aperçu que certaines pierres constituant le foyer s’effritent à cause de la chaleur, en produisant une poudre qui se solidifie une fois humide. Plus généralement, l'Orient est connu pour son emploi du plâtre et de la chaux. Les Grecs connaissent la chaux et le plâtre sous forme d'enduits, mais les utilisent épisodiquement comme mortier, leur préférant l'usage de crampons en plomb. Ce n'est véritablement qu'à partir de la Rome antique du IIIe siècle av. J.-C. que la chaux aérienne est préconisée pour la confection des mortiers.

#### Usage de la chaux par les Romains

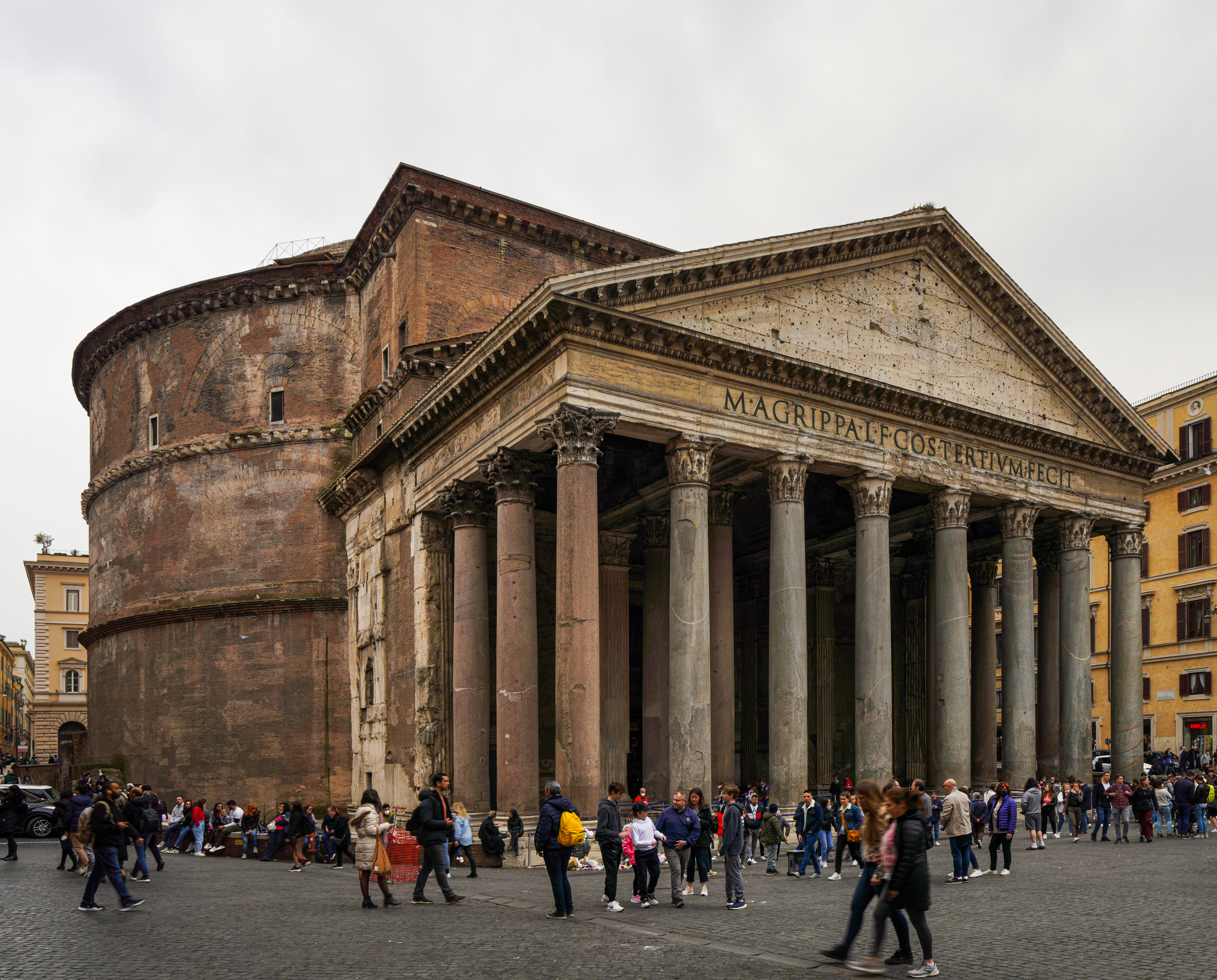
Le Panthéon de Rome, début du IIe siècle, chef-d’œuvre de l'architecture romaine, ne présente au XXe siècle pas la moindre trace de faiblesse dans sa structure en dépit de mutilations volontaires et mouvements telluriques répétés. La coupole du Panthéon reste la plus large coupole au monde en béton non armé. En portée elle n'est supplantée qu'au XXe siècle, par le voile de béton armée du CNIT à La Défense, Paris.

La chaux s'obtient par calcination de pierre calcaire vers 1 000 °C, dans des fours à chaux, opération durant laquelle elle abandonne son gaz carbonique. Le produit restant, un oxyde de calcium, est appelé chaux vive et prend l'apparence de pierres pulvérulentes en surface que l'on va hydrater ou éteindre par immersion dans l'eau. Cette immersion provoque la dislocation, un foisonnement, ainsi qu'une forte chaleur. L'extinction de la chaux se fait de préférence dans des fosses attenantes au chantier. Le résultat est une pâte qui prend le nom de chaux éteinte. Ce matériau plastique, mêlé à des agrégats, va constituer les mortiers. Une fois incorporé dans la maçonnerie, un phénomène de cristallisation, ou carbonatation, s'opère au contact de l'air : le dioxyde de carbone présent dans l'atmosphère fait retourner la chaux à l'état de calcaire.
La présence d'argile, comme d'autres corps, pouvant modifier la phase d'extinction, les Romains supposent, de manière erronée, que ces substances diminuent la qualité de la chaux. Les Romains utilisent donc la seule chaux aérienne. Cet usage perdure jusqu'au XIXe siècle. En 1863, les maçons et chaufourniers, interrogés sur les diverses chaux du pays, désignent les chaux hydrauliques comme les plus mauvaises. Il fallait insister pour qu'ils en fassent mention. Les chaux hydrauliques sont alors recherchées activement car on connaît désormais leurs propriétés exceptionnelles.
La chaux grasse, entreposée et recouverte d'argile, peut se conserver fort longtemps à l'état de pâte, des années éventuellement. Cette caractéristique accompagne donc les chaux grasses obtenues à partir de calcaires très purs, les marbres par exemple. Elle est donc très prisée des Romains, car elle permet aux maçonneries de se tasser progressivement, au fur et à mesure de leur élèvement, assurant au niveau du joint une répartition uniforme des efforts.
Une manière de faire des maçonneries très résistantes aux alentours de la ville de Segni (Signia), faisant usage de chaux, de sable et d'éclats de pierre, exempte de tuileaux et dont la compacité était obtenue au terme d’un damage intensif, passera à la postérité sous le terme d'opus signinum. C'est probablement à cet appareillage que l'on donnera au Moyen Âge le nom de béton. Lorsqu'il est employé dans des ouvrages de citerne, Vitruve recommande alors de couvrir les ouvrages de ce type, pour lesquels la résolution des problèmes d’étanchéité est primordiale, de pavements ou d'enduits muraux mêlés de fragments de briques ou de tuiles plus ou moins réduits en poussière. Vers le Ier siècle, la Rome antique améliore la technique de la chaux par l’incorporation de sable volcanique de Pouzzoles, la pouzzolane, ou de tuileaux. Comme le dit Vitruve (Vitruve, Livre II. Chapitre VI), le mortier peut résister à l'eau et même faire prise en milieu très humide. Cette vertu est due comme on le sait aujourd'hui à la présence d'une grande quantité de silicate d'alumine. En ajoutant à la chaux aérienne de la pouzzolane ou des tuileaux, on la transforme artificiellement en chaux hydraulique. C'est en 1818 que Louis Vicat expliquera les principes de cette réaction, dans sa théorie de l'hydraulicité, ouvrant la voie à la découverte du ciment Portland.
La grande quantité de maçonneries de qualité qui a subsisté ne saurait masquer la grande quantité de maçonneries médiocres qui ont disparu Toutefois, la préparation des mortiers romains fait l'objet d'une grande admiration, souvent teintée de secret technique jamais dévoilé.
L'autre secret de la réussite romaine est la maîtrise acquise dans la confection de l'opus caementicium. Ce conglomérat, réalisé dans le meilleur des cas à partir d'un mélange de mortier de chaux et de tout venant, les caementa, coulé dans un coffrage en bois ou entre deux parois de petit appareil, permet de réaliser les volumes considérables de maçonnerie des aqueducs, ponts, basiliques, etc. C'est un système constructif performant, économique, rapide, ne nécessitant aucune qualification de la main-d'œuvre, une bonne partie des matériaux étant employés sans préparation préalable. La qualité des mortiers fabriqués à la chaux permet de réaliser une voûte qui, la prise terminée et le cintre retiré, se comporte comme « un monolithe dans lequel on a creusé un volume », la « voûte concrète». L'opus caementicium voit son parement évoluer en fonction de la disponibilité du matériau et de l'évolution des techniques de mise en œuvre : laissé apparent, enduit, paré de briques, de pierre ou de marbres. La systématisation de la construction en opus caementicium - associée à une main-d’œuvre servile issue des campagnes romaines victorieuses, à commencer par les Guerres puniques, dressée plutôt que formée - permet à la Rome antique de faire de l'architecture un art universel, alors qu'il est jusque-là réservé à la construction des temples et des fortifications.

### Pierre à bâtir

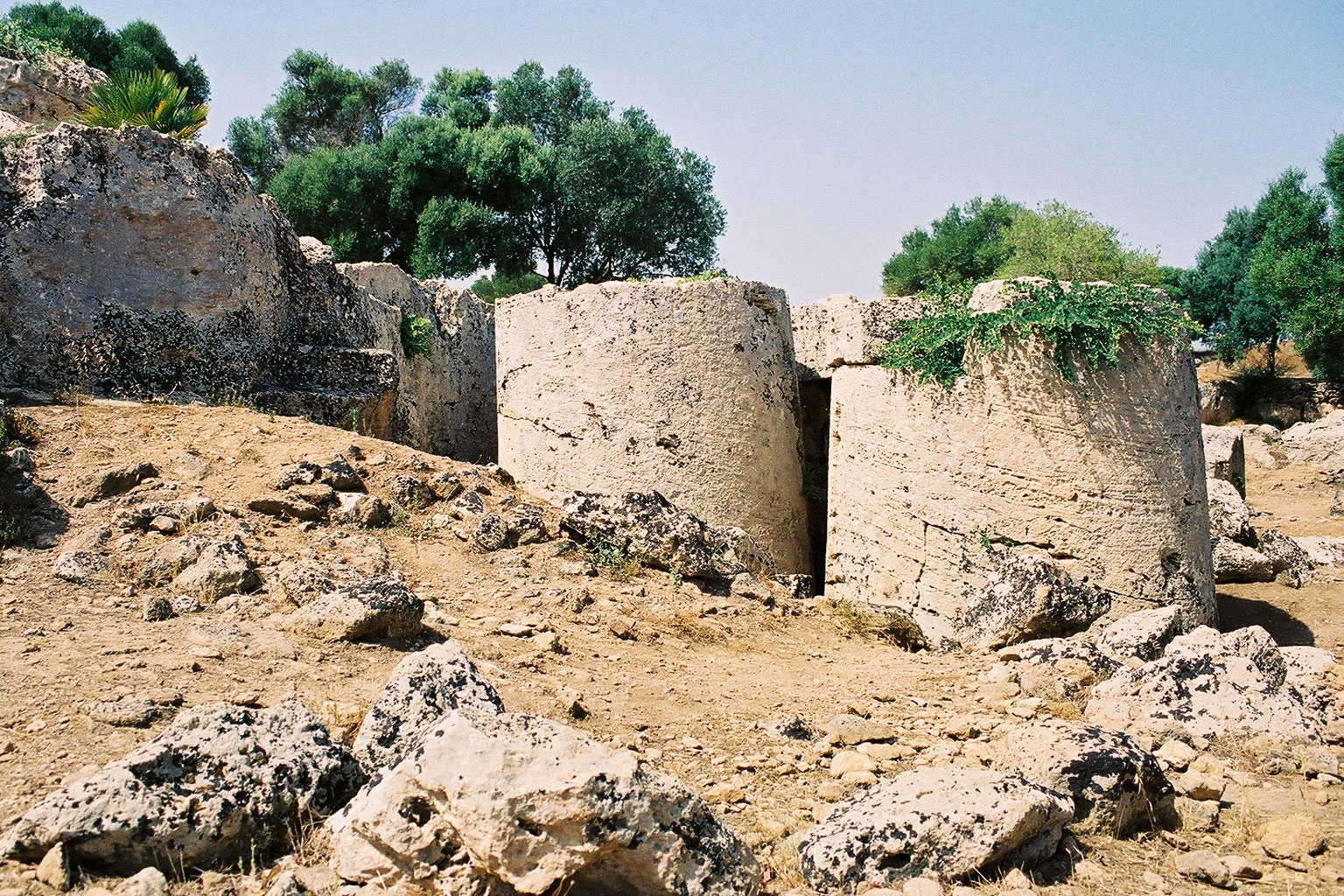
Carrières de Cusa, Sélinonte,

L'homme a commencé à creuser le sol avec des outils rudimentaires en bois, corne ou os pour les sols meubles, en silex pour les roches. Pour façonner les roches tendres, il a donc recours à des outils de roches dures. Mais, pour façonner les roches dures, il doit attendre l’avènement des métaux, des abrasifs puissants comme le diamant, puis des explosifs. Les premières exploitations se font naturellement par ramassage des pierres à la surface du sol. Des pierres prélevées à l'état brut sont utilisées dans la construction des murs en pierre sèche. Les cailloux arrondis des rivières sont un matériau de choix mais sont difficiles à mettre en œuvre sans mortier ; on les cimente donc au moyen de mortiers d'argile, cette dernière étant prélevée sur place quand cela est possible. En France, sur les berges de la Seine, on retrouve encore en 1825 des maisons constituée de cailloux de silex, ou avec du bloc marneux posé en mortier de chaux et sable, ou simplement avec de la poudre marneuse délayée à consistance de mortier. Des pierres dures, d'extraction facile ou trouvées à même le sol, ou des pierres tendres, faciles à mettre en œuvre, voire de mauvaise qualité.
La recherche de pierres de plus en plus en profondeur conduit à l'établissement des carrières à ciel ouvert ou souterraines. Dans les minières néolithiques de silex de Spiennes ou de Plancher-les-Mines, les contemporains des dolmens creusent des puits et des galeries pour se procurer le silex de la craie, plus facile à mettre en œuvre que les cailloux roulés inclus dans les limons.

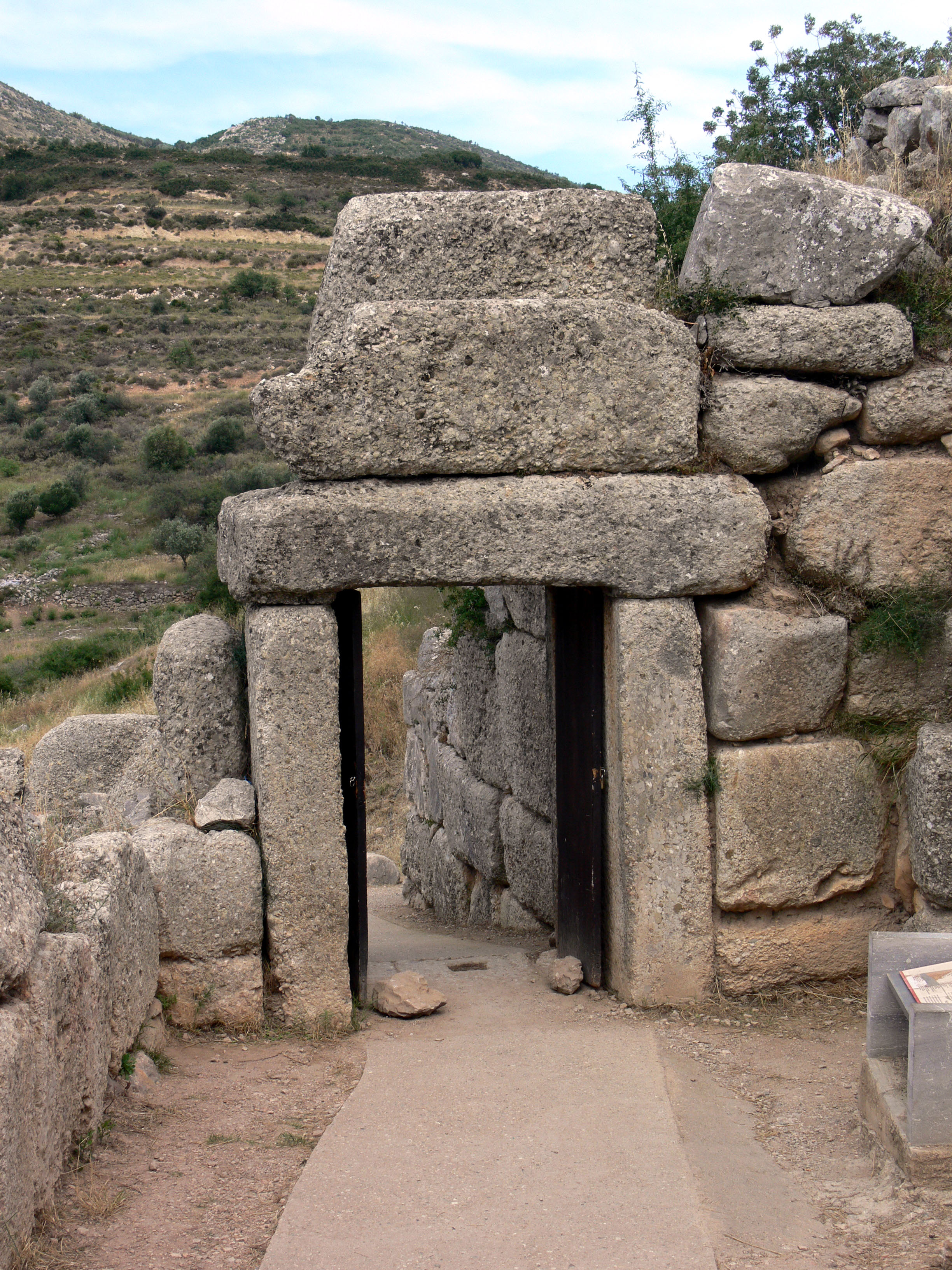
Murs cyclopéens, Mycènes, poterne nord.

Des monuments sans mortier sont érigés partout sur la planète à différentes époques, collectivement appelés mégalithes, sans véritable fonction pratique immédiate si ce n'est peut-être de s'attirer l'attention des dieux. Les plus anciens correspondent au mésolithique, au néolithique, au chalcolithique ou même à l'âge du bronze, suivant les régions. Il en est autrement des murs cyclopéens, dont la fonction est de décourager l'assiégeant en temps de conflit.
Dans le monde antique, s'impose progressivement la nécessité de trouver les pierres les plus aptes à une destination de construction. Le travail d'extraction et de débitage des pierres se fait en plusieurs étapes : après le travail de dé-couverture des bancs de pierre propres à produire les pierres, dures ou tendres, compatibles avec leur destination, démarre le travail d'extraction lui-même. Afin de détacher les blocs à façonner, le carrier fait, dans des cas très rares, appel à des strates et fissures naturelles ; plus souvent, il doit creuser des rainures, au pic, délimitant le volume et la forme des pierres telles qu'elles devront être réalisées. Une dernière rainure est ménagée sous le bloc, dans laquelle sont insérés des coins métalliques (cunei), enfoncés à la masse, qui achèvent de détacher les tambours de la roche. Une fois extraits, les tambours sont taillés au marteau et au burin, puis sans doute cerclés de roues en bois et tirés par des chars à bœufs. Enfin, une fois la colonne établie, la grossièreté du calcaire est masquée par du stuc. Pour extraire leurs pierres, les Romains ne procèdent pas autrement. À la nécessité d'extraire les pierres pour les besoins du marché s'ajoute un goût particulier pour l'exploit, qui s'exprime par l'extraction de pièces monumentales. Par exemple, les colonnes en granite du Panthéon (Ier siècle av. J.-C.) hautes de 12 m, pèsent 56 tonnes. Il en va de même pour le Temple de Vénus et de Rome (granite, 135-143) et la Basilique Ulpienne (granite et cipolin, 106-113).
La pierre naturelle est à toutes époques d'un emploi courant dans la construction des bâtiments et ouvrages d'art. Une mutation s'opère à la révolution industrielle lorsqu'on cesse d'employer la pierre comme matériau statique. Elle coïncide avec l'apparition de l'acier d'abord, et ensuite et surtout celle du béton et plus largement des pierres artificielles (briques, blocs, etc.), moins chers à produire, plus faciles à mettre en œuvre.
Dans les sociétés industrielles, les pierres de construction - ardoises, pierres taillées dimensionnelles - ne représentent plus qu'une infime, mais lucrative, part de la production de roches au regard des granulats de béton, routes, ballast et blocs pour enrochement des digues, et travaux portuaires.

#### Stéréotomie

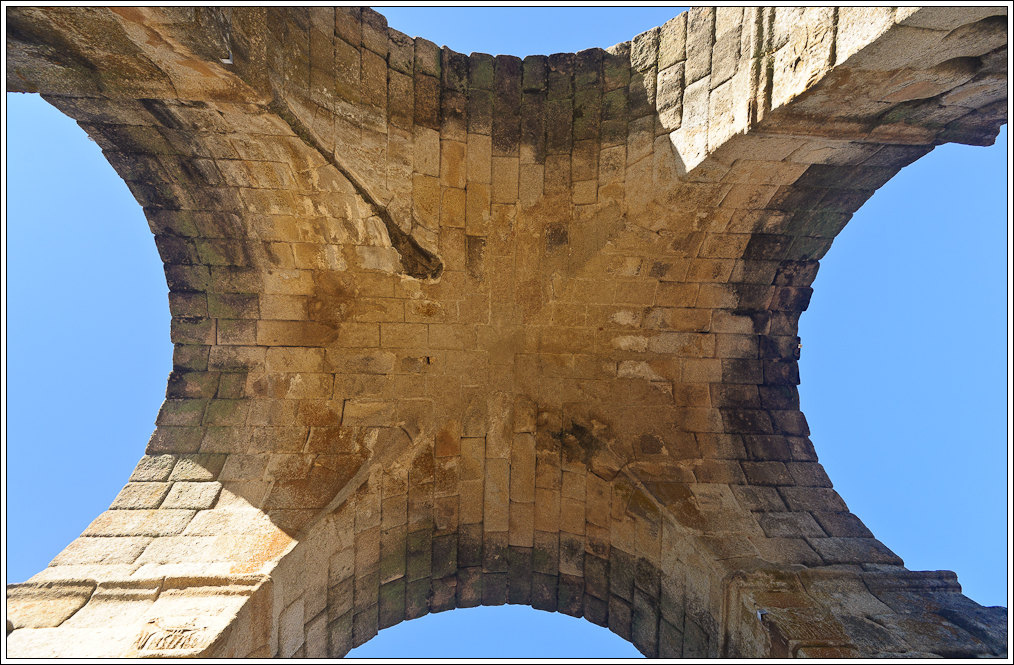
Arc de triomphe de Cáparra en Espagne, époque des Flaviens, fin du Ier siècle.

La voûte d’arêtes était réalisée par les romains souvent par maçonnage des caementa mêlées de chaux, sur des cintres en bois, ce que l'on appelle voûte concrète. La voûte d’arêtes appareillée en pierre de taille pose des problèmes de stéréotomie, que les romains écartèrent souvent en décalant les berceaux de façon que la naissance de l'un soit à un niveau supérieur à la clé de l'autre. Le seul monument d'Italie subsistant qui présente une voûte d’arêtes en pierre de taille est le mausolée de Théodoric, construit à Ravenne en 530. Mais ce degré de technicité se rencontre sur des monuments antérieurs dans les autres provinces de l'Empire romain, comme le montre l'arc de triomphe de Cáparra en Espagne, datant de la fin du Ier siècle, ou encore en Syrie paléochrétienne.

### Métaux

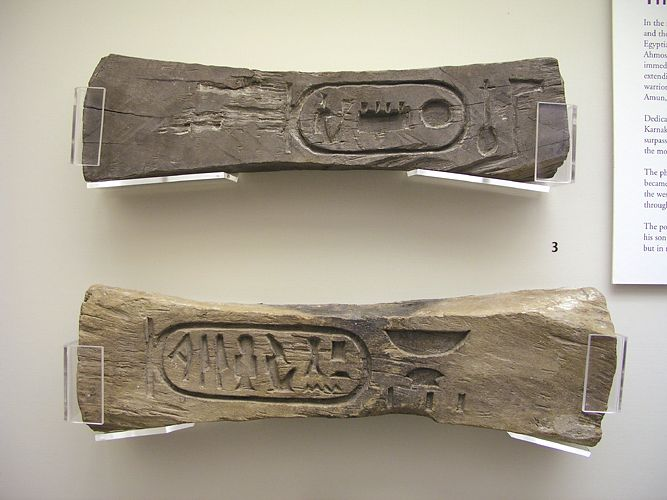
Crampon en bois. Temple de Seti à Abydos.

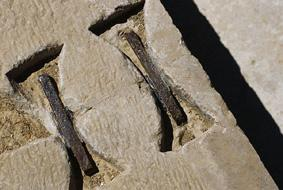
Agrafes scellées à l'endroit d'un crampon à double queue d’aronde probablement en bronze. Pasargades,

Le métal a été dans un premier temps travaillé comme de la pierre. Les premiers métaux reconnus par l’homme comme différents de la pierre, le cuivre et l’or, ont été trouvés dans la nature à l’état de métal et non de minerai. Parmi ces métaux natifs, le plus anciennement utilisé (en Anatolie au VIIe millénaire av. J.-C.) est le cuivre. Une riche collection d’objets en or datant du Ve millénaire av. J.-C.a été découverte à Varna (Bulgarie) et, par ailleurs, quelques rares objets du Ve millénaire av. J.-C. également, en fer natif probablement météoritique, ont été mis au jour en Iran. De nouvelles propriétés du cuivre sont par la suite reconnues telles la malléabilité, la fusion du métal pur avec ses applications dans le moulage, la fusion réductrice qui permet d’obtenir le métal à partir de son minerai, et le recuit qui homogénéise le métal dans sa masse. La métallurgie à ses débuts n’était guère plus encombrante ni polluante qu’un atelier de potier et ces ateliers se trouvaient aussi bien dans des maisons que dans des quartiers spécialisés. Les essais effectués soit à Göltepe avec le minerai de Kestel enrichi en cassitérite, soit à Arslantepe avec un minerai sulfuré complexe indiquent qu’une température de l’ordre de 1 200 °C peut être atteinte dans le creuset où le minerai est mélangé à du charbon de bois, ce qui est suffisant pour faire fondre le cuivre (1 084 °C). C'est à partir du second Âge du Fer qu'une industrie sidérurgique se développe véritablement en Europe. Le fer, dont la température de fusion de 1 535 °C ne peut être atteinte par les bas fourneaux, est obtenu par cinglage d'une quantité de minerai dans un état intermédiaire, la loupe, pour en extraire les scories. Des inclusions de fiches en fer ont été découvertes dans le murus gallicus celtique.
Les premières productions métallurgiques sont marginales par rapport à l'industrie lithique et céramique et intéressent très peu la construction si ce n'est pour les outils.
Le bronze participe à la décoration du temple de Salomon vers -1000 et les colonnes Jakin et Boaz, coulées par Hiram, alimenteront bien plus tard la symbolique maçonnique. Les Égyptiens jusqu'aux Celtes feront usage de crampons en fonte dans le Grand appareil. Quelques inventions sont déterminantes, telles la scie pour l'industrie du bois et de la pierre, les premières canalisations dans le complexe du Temple mortuaire de Sahourê (Ve dynastie égyptienne) en Basse Égypte, l'usage ancien des métaux dans les pièces d'usure tels les pistons pour les premières pompes hydrauliques par Ctésibios et Philon de Byzance, les pivots des premières machines - histoire des grues.
L'utilisation structurelle la plus importante du fer dans l'Orient médiéval concerne de nombreuses grandes et petites poutres en fer forgé dans les temples hindous à Puri et Konarak en Odisha (Inde, XIIIe siècle). Dans l'Europe médiévale, les architectes byzantins adoptent des tirants de fer exposés pour contenir les poussées des arcs de maçonnerie et des voûtes. Le Moyen Âge fera usage de chaînes en fer coulées dans les maçonneries, d'où est issu le terme technique de « chaînage ». Les plaques de cheminée sont un débouché de choix pour la fonte brute. Un traité de serrurerie par Mathurin Jousse en 1627 décrit les procédés employés par les ouvriers du Moyen Âge. Mais il faut attendre la fin du XVIIIe siècle pour que se développe l'usage structurel et intensif du bronze, du fer forgé et de l'acier.

### Neige et glace

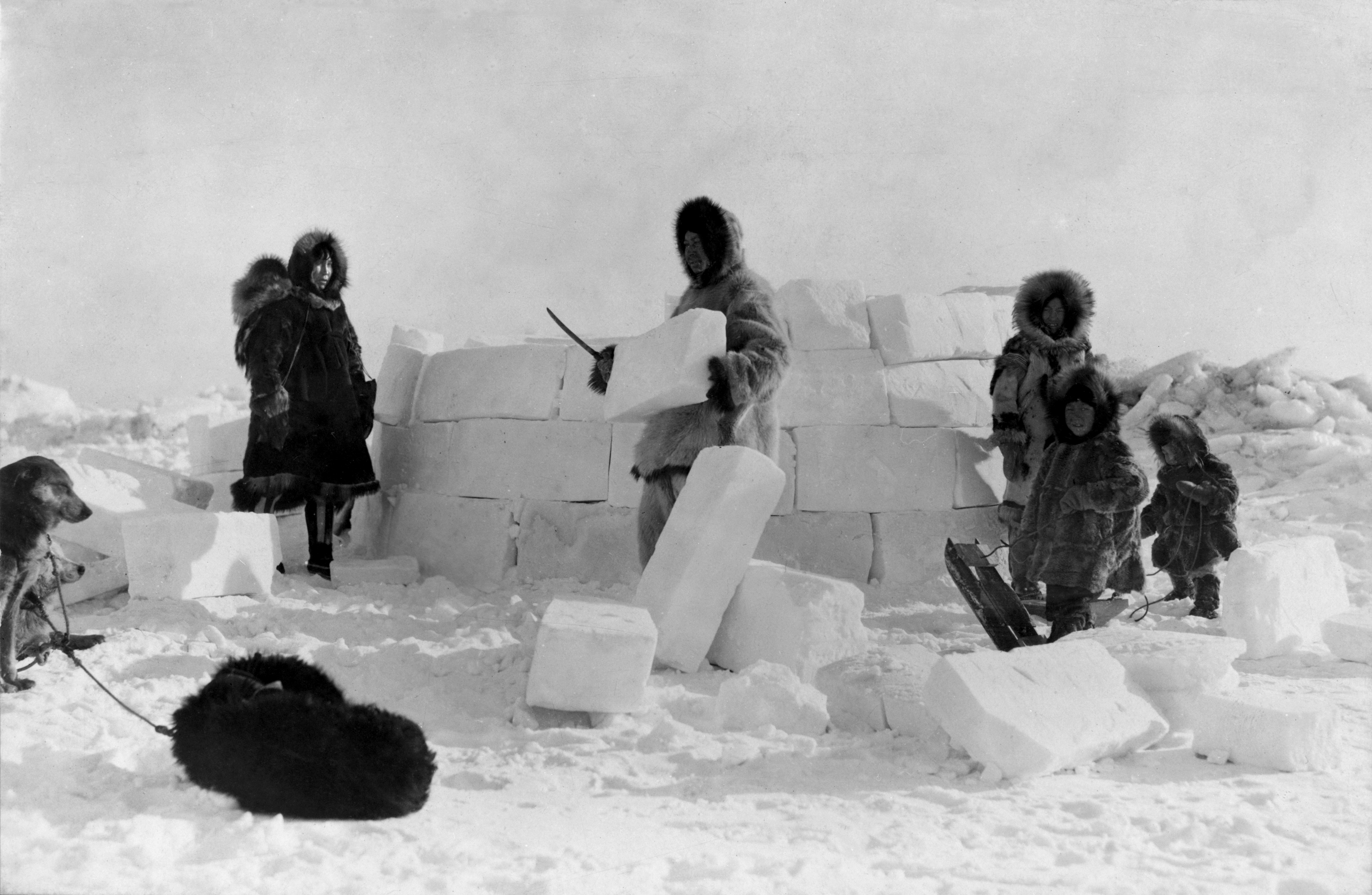
Photographie d'Inuits construisant un igloo avec des blocs de neige en 1924.

## La part de l'animal

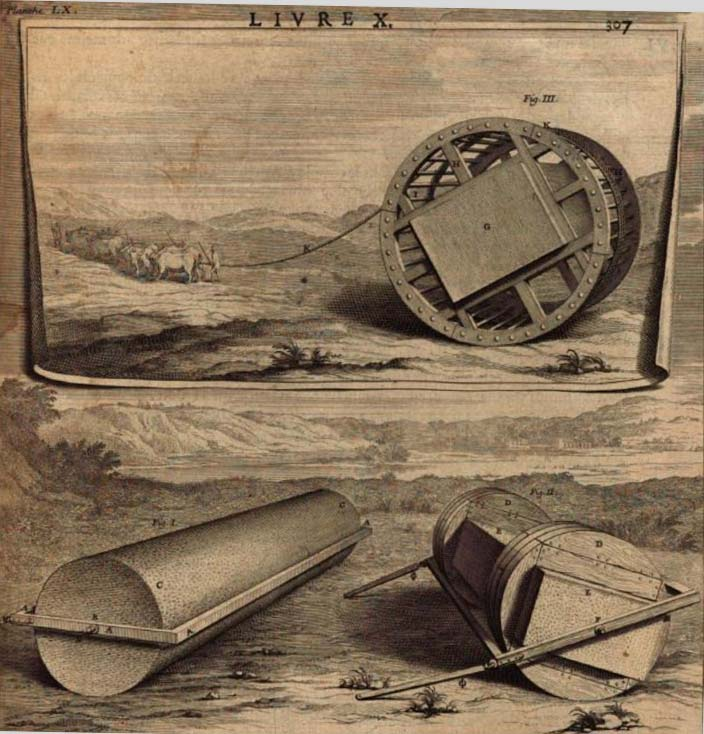
Système de roue pour le transport des colonnes et architraves par Chersiphron et Métagénès à destination du Temple d'Artémis à Éphèse.

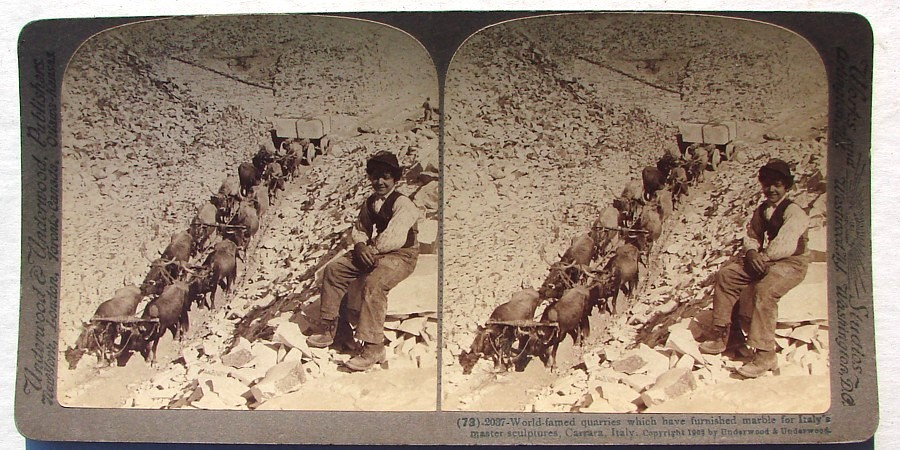
Carrare. Charroi de bœufs. Stéréophotographie. 1903.

Les Grecs procèdent de façon régulière à la castration animale à des fins économiques sur les espèces domestiques. Aristote décrit minutieusement l'orchidectomie des jeunes taureaux et l'ovariectomie des truies. La castration des jeunes taureaux permettait d'obtenir des sujets dociles et robustes, doués pour les travaux de labours mais aussi ceux de bardage. Dans le monde méditerranéen antique, ânes, mulets et bœufs se partagent les tâches pénibles; le bœuf s'attelle aux plus lourdes. Le rôle de ce dernier est incomparable, mais encore trop méconnu, et sa compréhension faussée par la prédominance absolue du cheval dans l'iconographie du charroi léger. Bien adapté à la conformation du bœuf, le joug est l'élément le plus simple de captation de la force de l'animal tracteur; il n'a guère changé depuis l'Antiquité. La capacité de traction du bœuf constitue une de ses nombreuses qualités, mais l'évaluation de celle-ci n'est pas aisée, car elle dépend de la conformation, du type, du poids de l'animal, difficiles à évaluer, mais aussi de facteurs impossibles à préciser, comme la bonne santé, la qualité du dressage ou encore le savoir-faire du conducteur. Varron attire l'attention sur la qualité des bœufs de Grèce (qui pouvaient se comparer aux espèces africaines actuelles de type léger, de 350 à 400 kg) et d'Épire en particulier. Le transport des charges les plus lourdes étaient réservées à des chariots à quatre roues, l'hámaxa (άμαξα), véhicule court d'environ 3 à 3,5 m, dont les textes et les inscriptions font de fréquentes mentions et dont la vocation utilitaire est incontestable. Le véhicule à quatre roues a, sur le char à deux roues, l'avantage « d'une capacité accrue de résistance à la pression de la charge, d'une surface de service plus grande et d'une stabilité propre à l'arrêt ». L'hámaxa est munie d'un timon entraîné par un couple de bœufs (ou de mulets) sous le joug. La limite de charge dépend plus de la solidité du matériel que de la technique de traction. Les alentours de la tonne constituent un maximum normal pour une hámaxa habituelle. Si l'hámaxa relève de la menuiserie, pour des charges supérieures, il est vraisemblable que les grecs employèrent des charriots de charpente lourds sur des chemins spécialement aménagés. À Diolkos un chemin guidé dallé subsiste, grâce auquel des navires pouvaient traverser l'isthme de Corinthe par voie terrestre sur des charrois tirés par des bœufs. L'inscription d’Éleusis II² 1673 relate le transport, vers -330, de tambours de colonnes depuis les carrières du Pentélique jusqu'au prostoon de Philon à Éleusis, dont chacun pesait environ 7,5 tonnes. La meilleure veine de marbre du Pentélique se situant dans l'Antiquité sur le versant Sud-Ouest. Les carrières se trouvant en contrebas, la descente des blocs sur le versant assez abrupt de la montagne, vers l'actuelle Kephissia et le Pedion se faisait à l'aide d'un traîneau freiné par câble, glissant sur un chemin aménagé. Une fois au bas de la pente, la prise en charge sur les 35 km de plaine restants jusqu'à Éleusis se fit sur un char attelé lourd décrit par la tablette. Pour tirer les tambours d’Éleusis, l'attelage de 24 à 30 bœufs utilisé semble vraisemblable.
Jusqu'à son abolition en 1787, nécessaire à l'entretien des routes, la corvée des bras en France, inclut toute bête de somme ou de trait appartenant aux taillables et se rencontrent alors suivant les provinces de grandes différences. Si le pays est de grande ou de petite culture, de pâture, de vignoble ou de forêts, de plaine ou de montagne, de terre forte ou légère, l'espèce, la force, le mode d'emploi, le nombre des animaux varient. Dans la généralité de Paris, on se borne donc à exiger des fermiers quelques voitures pour le transport des matériaux, espèce de corvée moins lourde dans un pays où les terres s'exploitent avec des chevaux que dans les pays où l'on ne laboure et l'on ne voiture qu'avec des bœufs.
La douceur, la docilité, l'intelligence de certaines espèces bovines ont surtout pour cause la bienveillance que leur témoignent les pasteurs. Les animaux domestiques ne sont en général méchants que lorsqu'on les traite avec brutalité. Les pasteurs auvergnats sont doux envers les animaux nous dit Furcy Grognier. Ils les conduisent avec des piques bœufs sans aiguillons, ils leur donnent des noms et s'en font obéir en leur parlant, ils chantent pour les exciter au travail. Les Poitevins qui achètent les bœufs de Salers ont parmi leurs bouviers des chanteurs ou noteurs et c'est en chantant que les engraisseurs du Limousin invitent leurs bœufs à manger.
La discipline qui permet de créer les machines prend chez les Grecs le nom de mécanique; elle se développe selon plusieurs modes; l'une pratique, fournira une suite ininterrompue de dispositifs qui vont libérer l'artisan des tâches lourdes; l'autre théorique, s'engluera pour plusieurs millénaires dans des principes erronés. Au moment où la mécanique théorique constituée sur des bases correctes convergera vers celle pratique, la révolution industrielle appliquera à tous les dispositifs que l'homme a créé, la force de la vapeur. Lentement mais surement, les productions de la thermodynamique, vont modifier les fondements du contrat naturel millénaire qui s'était instauré entre l'homme et l'animal domestique.

## Mékanika

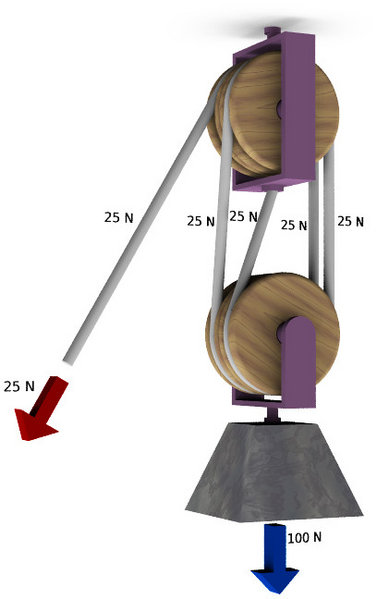
Le palan combine plusieurs poulies (orbiculi) assemblées dans des moufles par lesquelles le câble de traction avec une puissance qui sera proportionnelle au nombre de poulies: pour deux poulies; pour n poulies.

La Tour de Babel Pieter Brueghel 1563. la première démultiplication apparait avec le treuil - cabestan, vindas, ou sucula en latin - dont l'image nous est rendue par le puits, où la manivelle - plutôt un levier solidaire du tambour -, par la longueur de son bras supérieure au rayon du tambour d'enroulement de la corde, va soulager l'effort de traction au prix d'un parcours plus grand. Un supplément de puissance était assuré par de grandes roues - majus tympanum - dans laquelle pouvaient courir des hommes, dispositif qui prendra le nom de roue de carrier ou de cage d'écureuil.

Les Romains ne furent guère des novateurs en matière technique. Seul Vitruve nous donne, à la fin de son traité d'architecture, le bilan de la mécanique utilisée de son temps, toujours affaire d'approximation. Vitruve utilise le terme machinatio pour désigner la troisième partie de l'architecture, mot qui n'est attesté en latin qu'à partir du milieu du Ier siècle, c'est-à-dire à peu près à l'époque où Vitruve doit commencer à rédiger son traité. Vitruve est donc le seul auteur latin connu à employer machinatio pour désigner une discipline (qu'elle soit scientifique ou technique) et a fortiori le seul à faire de cette discipline une des parties de l'architecture. C'est dans le monde antique grec que se développe l'idée d'une discipline mécanique tant pratique que scientifique. Au terme grec Mékanika (Μηχανικά) correspond tout un corpus d’œuvres du même nom.
Aristote pose le premier les bases d'une véritable théorie mécanique; Selon Aristote, la Mèkané (μηχανή) est la partie de la technique qui vient à notre secours chaque fois qu'il faut faire quelque chose contre la nature, et que l'on est embarrassé par la difficulté. Tous les corps de l'univers tirent selon lui l'origine de leur mouvement d'un premier moteur, les mouvements sont transmis par contact. À cela s'ajoute l'idée que les objets se meuvent pour atteindre le lieu propre qui leur est destiné, où ils trouveront l'immobilité. Distinction entre monde supralunaire et sublunaire et d'autre choix malheureux - loi de la vitesse proportionnelle au rapport de la force à la résistance, négation du vide physique, refus de l'espace infini -, la foi aveugle que lui porteront ses successeurs et jusqu'à la scolastique médiévale qui accommodera ses propres dogmes à la pensée d'Aristote, confineront la science dans une impasse qui durera deux mille ans. Quand Galilée, au seuil des temps modernes, établira une théorie rigoureuse des lois du mouvement fondée sur l'expérience, il aura à lutter au travers de la scolastique contre l'autorité d'Aristote.
Le mécénat de Ptolémée Ier débouche sur l'école d'Alexandrie. La science d'Alexandrie, sort de la science formelle et abstraite que l'on connaissait auparavant. Seule, la géométrie est hissée au rang de science pure, engendrant ses propres démonstrations. Issu de cette école, Archimède de Syracuse, se distingue par ses dispositions géniales pour l'analyse mathématique, ses aptitudes pour l'observation et ses dons d'expérimentateur, mais ne réussit pas le pas décisif vers une dynamique du corps solide. Archimède plus qualifié qu'aucun des autres grands géomètres grecs après Aristote laisse lui aussi subsister la théorie aristotélicienne du mouvement, probablement parce que sa mort violente qu'on connaît l'arrache à ses travaux avant qu'il n'ait pu dégager de ses recherches sur les conditions d'équilibre la notion clef d'inertie, fondement de la mécanique moderne.
Les Égyptiens anciens connaissent le plan incliné. Les inventions remarquables attribuées aux Grecs, étaient probablement déjà connues des Égyptiens. Vitruve ne reporte que les exemples spectaculaires et astucieux systèmes mis en place par Chersiphron, Métagénès ou Peionius, dont l'historicité n'est pas absolument avérée. Le principe de base consiste à transformer le bloc à transporter en rouleau tracté par des attelages de bœufs. Vitruve fait une large part à une autre catégorie de « machines de charpente », les engins de siège, qu'on voit se multiplier à partir du IVe siècle av. J.-C. et pour lesquels les ingénieurs poliorcéticiens rivalisent d'originalité technique et de gigantisme : La tortue d'Hégétor, l'hélépole - huit roues avec inverseur -; mais l'intérêt des traités conservés réside principalement dans la précision des descriptions relatives au montage et à l'agencement des ouvrages, de leur roulement, de leurs techniques de déplacement.
Archimède réalise quelques percées dans les domaines de l'hydrostatique et de la mécanique statique. Il est très probable, bien qu'aucun de nos textes ne l'affirme expressément, qu'Archimède a, sinon inventé de toutes pièces le palan (πολύσπαστον), la moufle à plusieurs poulies, du moins amélioré la machine, en augmentant notamment le nombre des poulies et en renforçant ainsi sa puissance, et il est sûr qu'il a été le premier à se servir de cet appareil avec une pleine conscience des lois physiques qui y entraient en jeu. À la même époque à peu près, Ctésibios suivi de son disciple Héron d'Alexandrie inventent les pompes, le siphon recourbé et la fontaine de compression, encore appelée fontaine de Héron, l'éolipyle. On doit plus spécialement à Ctésibios une machine du même genre, composée de deux pompes aspirantes et foulantes, de telle manière que par leur action alternative, l'eau est sans cesse aspirée et poussée dans un tuyau montant intermédiaire. On attribue à Archimède le principe de quelques autres machines simples : le levier, le plan incliné. Il imagine une multitude de machines composées mais néglige de les décrire, et il en reste la seule rumeur. La vis d'Archimède, machine hydraulique très simple et très commode pour élever les eaux à de petites hauteurs, est utilisée en Égypte pour assécher les marais, les fleuves, etc. Archimède est aussi crédité de cette invention par Diodore de Sicile; toutefois Vitruve, bien que grand admirateur d'Archimède, ne le cite pas comme inventeur. La vis d'Archimède est donc antérieure à celui-ci.
Le développement de la technique grecque semble s'être arrêté avec les derniers représentants de l'école d'Alexandrie. La primauté de la science sur les techniques et le mépris du travail manuel et, par conséquent, de la technique, le fait d'une certaine aristocratie intellectuelle, sont invoqués comme cause. Vitruve dans son traité ne cherche pas à démontrer comment les machines produisent leurs effets, ni d'après les principes de la géométrie, ni d'après ceux de la physique; il se contente de faire connaître ces machines, et d'expliquer par certaines expériences les effets qu'elles produisent, sa vocation est d'être utile et d'instruire son public. Il faut attendre le Xe siècle byzantin pour voir reprises toutes les questions soulevées par le monde grec, dans un immense effort de compilation et de systématisation accompli à la demande des empereurs Léon le Sage et Constantin VII Porphyrogénète.
Il apparaît ainsi qu'avant d'être une science ou une technique, la mécanique est l'attitude de l'homme en opposition avec la nature, en opposition avec les autres hommes pour essayer de les dépasser par une ingéniosité supérieure. En tant que théorie, la mécanique ancienne s'attache à l'explication des lois de l'équilibre (la statique, la scientia de ponderibus médiévale) et traite des principes de la balance et du levier, du principe du cercle et de l'axe de rotation. En tant que technique, la mécanique concerne la construction de tous les types de machines quelle que soit leur fonction: il s'agit d'être « supérieur à la nature » en levant des corps que la force de l'homme ne peut soulever, en forçant l'eau à monter alors que la nature la fait descendre, en envoyant des projectiles plus loin que le bras de l'homme ne peut le faire, mais également ce qui touche à la conception du stratagème (Qui est passé dans le terme « machination ») , etc.; Partes ipsius architecturae sunt très : aedificatio, gnomonice, machinatio, Vitruve fait de la mécanique une partie de l'architecture.
Selon Eugène Viollet-le-Duc, le nom d'engin appliqué à toute machine est à l'origine des mots « engineor, engingneur pour désigner l'homme chargé de la fabrication du montage et de l'emploi des machines, d'où le nom d'ingénieur donné de nos jours à toute personne occupée de l'érection des ponts, du tracé des voies, de la construction des usines, des machines, des navires, des fortifications, etc. d'où enfin le nom de génie donné au corps ».

## Lilliput et Brobdingnag

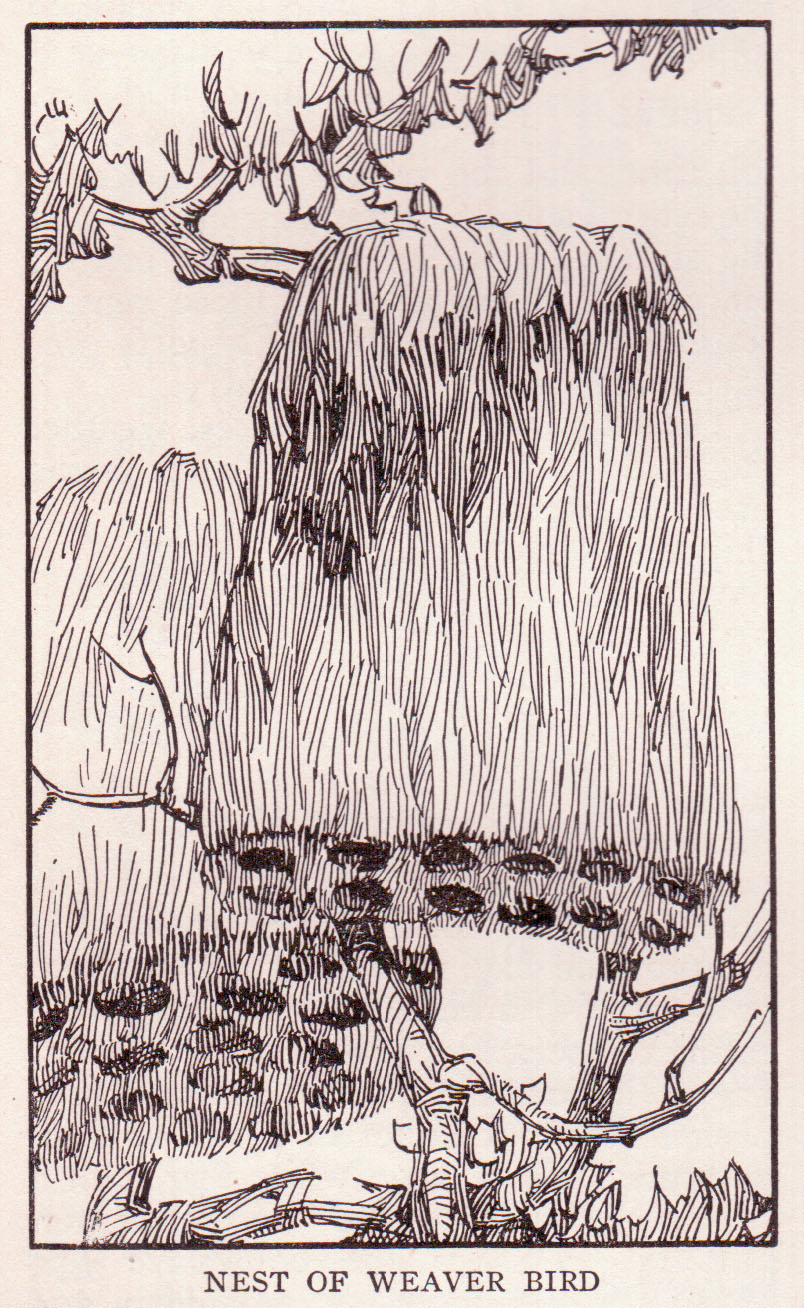
H.M. Dixon. Nid de Ploceidae.

« Les hommes anciennement naissaient, comme le reste des animaux, dans les forêts, dans les cavernes et dans les bois, n'ayant pour toute nourriture que des fruits sauvages. Cependant des arbres épais, violemment agités par l'orage, prirent feu par suite du frottement des branches. L’impétuosité de la flamme effraya les hommes qui se trouvèrent dans le voisinage, et leur fit prendre la fuite. Bientôt rassurés, ils s'approchèrent peu à peu et sentirent tout l'avantage qu'ils pourraient retirer pour leur corps de la douce chaleur du feu. On ajouta du bois, on entretint la flamme, on amena d'autres hommes auxquels on fit comprendre par signes toute l'utilité de cette découverte. Les hommes ainsi rassemblés articulèrent différents sons qui, répétés chaque jour, formèrent par hasard certains mots dont l'expression habituelle servit à désigner les objets ; et bientôt ils eurent un langage qui leur permit de se parler et de se comprendre. Ce fut donc la découverte du feu qui amena les hommes à se réunir, à faire société entre eux, à vivre ensemble, à habiter dans un même lieu. Doués d'ailleurs de plusieurs avantages que la nature avait refusés aux autres animaux, ils purent marcher droits et la tête levée, contempler le magnifique spectacle de la terre et des cieux, et, à l'aide de leurs mains si bien articulées, faire toutes choses avec facilité : aussi commencèrent-ils les uns à construire des huttes de feuillage, les autres à creuser des cavernes au pied des montagnes ; quelques-uns, à l'imitation de l'hirondelle qu'ils voyaient se construire des nids, façonnèrent avec de l'argile et de petites branches d'arbres des retraites qui parent leur servir d'abri. Chacun examinait avec soin l'ouvrage de son voisin, et perfectionnait son propre travail par les idées qu'il y puisait, et les cabanes devenaient de jour en jour plus habitables. Or, comme les hommes étaient d'une nature docile et propre à imiter, ils se glorifiaient chaque jour de leurs découvertes, et se communiquaient réciproquement les améliorations qu'ils y apportaient. C'est ainsi que, grâce à l'émulation qui tenait continuellement leur esprit en haleine, ils rectifiaient à l'envi les ouvrages qu'ils entreprenaient (…) Telle fut l'origine des premières maisons. » (Vitruve, Livre II. Chapitre I).

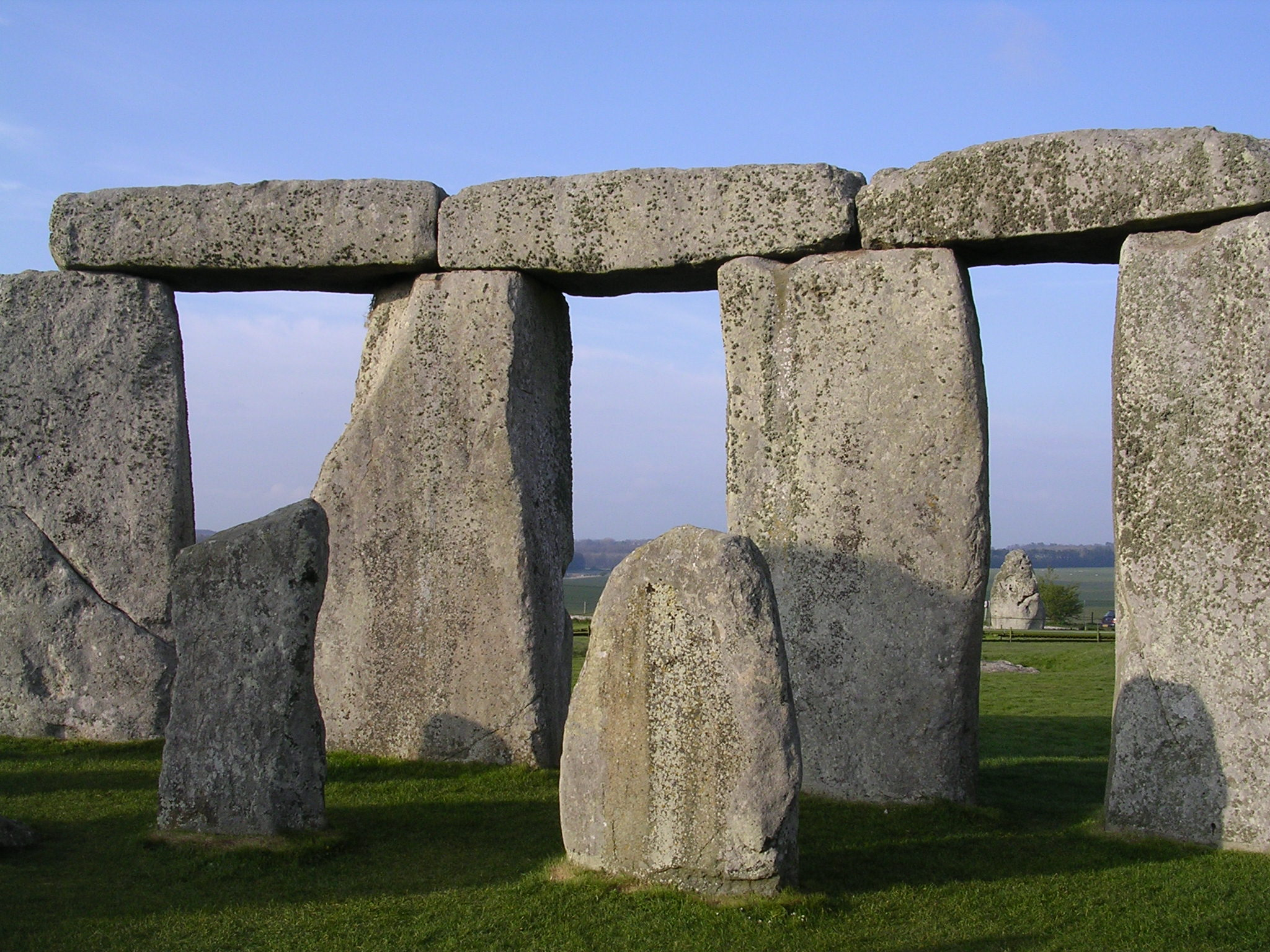
Stonehenge, -2800 à -1100.

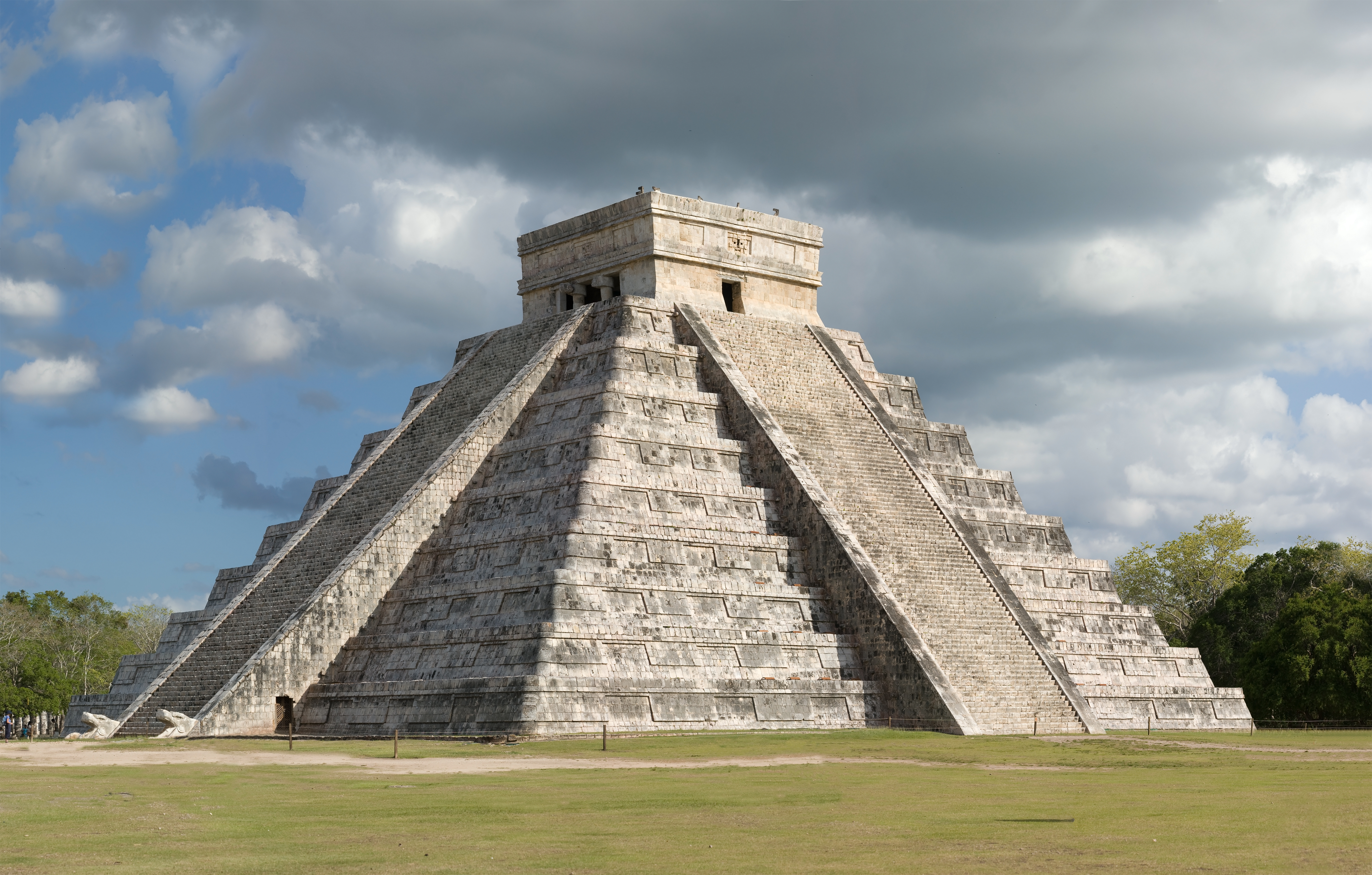
Pyramide de Kukulcán, Chichén Itzá.

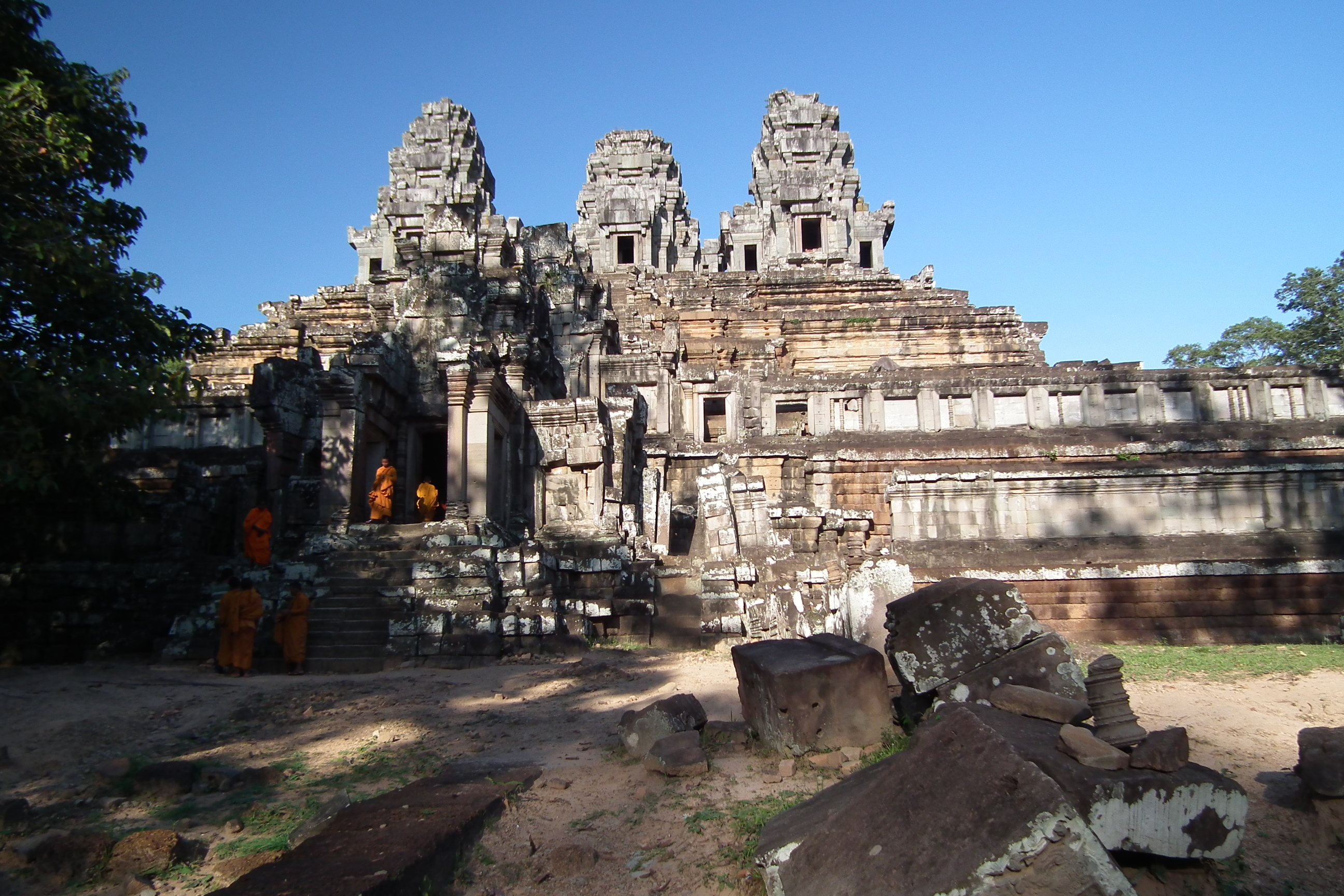
Ta Keo (Khmer ប្រាសាទតាកែវ), temple-montagne, Angkor Cambodge, XIe siècle.

La plupart des réalisations humaines se résument à différentes séquences rationnelles d’actes spatiotemporellement bornés, ce que l'on nomme par routine, mises en place pour se protéger de l’incertitude menaçante, libérant l’énergie vitale et une possible créativité. L'imaginaire collectif, d'autre part, semble poursuivre différents processus de reproduction de la réalité par le plus petit (liliputisation) et par le plus grand (mégalisation), deux formes de métabolisation de l'événement. Les rituels religieux s'insèrent par ailleurs dans les rituels ou routines quotidiens.
À côté de l'industrie qui bâtit la demeure où l'homme renferme sa famille et sa personne, l'architecture édifie le monument qui doit résumer les croyances ou les aspirations d'un peuple entier et qui sera l'habitation commune de toutes les âmes. L'« Éternel partout présent » n'a pas encore délégué sa puissance aux enfants des hommes et la religion n'est alors qu'un panthéisme vague et obscur qui confond le Créateur avec son œuvre. Dans ce contexte où le genre humain encore ému des catastrophes qui ont pensé l'engloutir croit entendre dans le tonnerre la voix de Dieu même, les prêtres cherchent alors à reproduire les traits les plus imposants de l'univers en empruntant au « suprême artiste » ses propres matériaux, la pierre, le marbre ou le granit, et en les employant comme lui sous les trois dimensions : longueur, largeur et profondeur. Alors ils imitent, mais toujours de loin, ces grands spectacles de la nature qui, selon l'expression de Montaigne, ne pratiquent point notre jugement mais le ravissent et le ravagent.
En élevant des constructions colossales, les premiers architectes, qui sont des prêtres, font édifier des monuments qui, devant être un obscur emblème de la divinité, reproduiront dans un modèle idéal les grands traits de l'architecture naturelle. Telle est l'origine de l'architecture : une nature reconstruite par l'homme. Tantôt ils imitent le sublime des hautes montagnes en construisant les Pyramides - instar montium eductæ pyramides dit Tacite -, tantôt ils imitent le firmament par des plafonds étoilés et les cavernes par des labyrinthes souterrains, tantôt ils rappellent les plaines de la mer par de grandes lignes horizontales, les rochers à pic par des tours, et les forêts de la nature par des forêts de colonnes. Plus tard, quand, après la nature, l'humanité sera divinisée à son tour, l'architecte grec pourra sans doute rappeler aux yeux, par une allusion souriante, les éléments de la primitive industrie du constructeur, il pourra figurer par une chaumière métamorphosée en temple, l'habitation de l'homme changé en Dieu. Dans les pyramides (les labyrinthes, les pagodes), rien de cela : les pyramides recèlent des pensées secrètes, des sciences non révélées à la foule, des esprits formidables, des spectres gigantesques, des morts.

### Les Sept Merveilles du monde

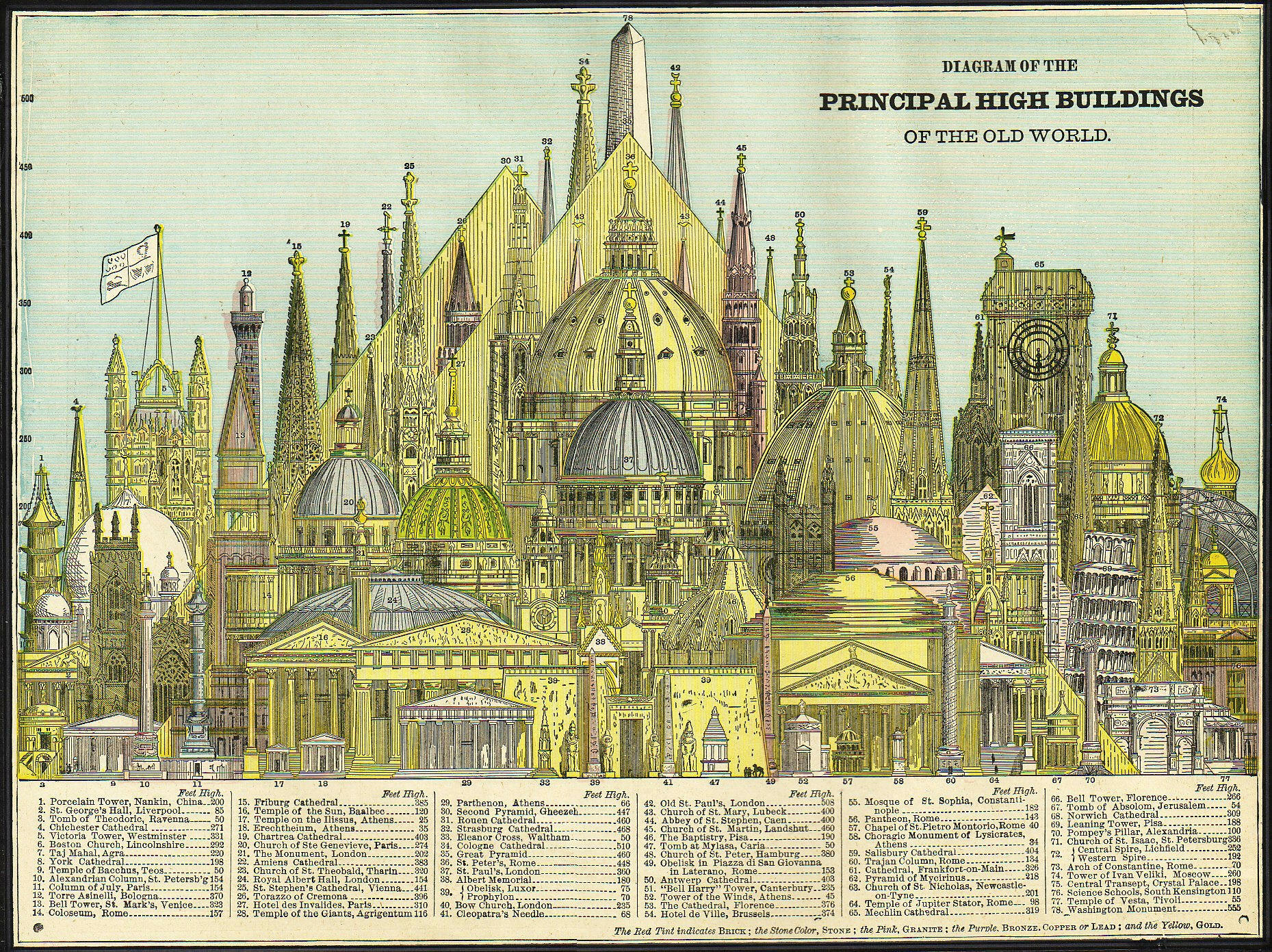
La pyramide de Khéops fait encore partie des édifices les plus hauts du monde en 1884.

Des Sept Merveilles du monde antique originales, seule la pyramide de Khéops à Gizeh nous est parvenue. On attribue souvent à Philon de Byzance la création du mythe des sept merveilles du monde, d'après un recueil (Περί των επτά θεαμάτων, Les sept merveilles) où cet écrivain présente brièvement sept monuments, dont deux sont placés à Babylone : le mur et le jardin suspendu. Le texte les présente dans l'ordre suivant : « jardin suspendu », « pyramides de Gizeh », « Zeus de Phidias », « colosse de Rhodes », « mur de Babylone », « temple d'Artémis à Éphèse ». Une lacune nous prive de la description du mausolée d'Halicarnasse, qui ne nous est pas parvenue. Il est communément admis que les sept merveilles du monde représentent non pas des chefs-d'œuvre, mais des prouesses techniques remarquables, à mettre au compte des ingénieurs les plus compétents du monde connu, l'aspect esthétique ou démesuré de ces réalisations étant secondaire. L'effacement de Babylone à partir de l'époque hellénistique, et notamment de son mur, dans la liste des merveilles du monde apparaît progressif et n'est sans doute pas étranger à l'évolution de son image en Occident. La fortune du jardin suspendu resta, en règle générale, plus durable, tant son aspect merveilleux avait semblé requérir une science au-delà de toute norme : plantations en étage, systèmes d'irrigation, difficultés vaincues pour mener à bien une telle réalisation n'ont pu s'effacer d'aucune mémoire ou presque. Aujourd'hui, les ruines de Babylone sont plutôt misérables, et l'archéologie peut à peine affirmer que l'on a retrouvé l'emplacement du jardin et faire des hypothèses sur son fonctionnement en s'aidant des descriptions antiques. Même le mur qui, par ses dimensions, semblait pouvoir affronter les millénaires, ne subsiste plus aujourd'hui que par endroits. C'est le lot de l'architecture de terre et de brique qui s'accommode étonnamment bien de prouesses techniques au moment de sa construction, mais qui devient vite très vulnérable. Pour que les merveilles du mondes restent sept, on substituera souvent au mur de Babylone le phare d'Alexandrie, lui aussi disparu.

## Émergence de la construction

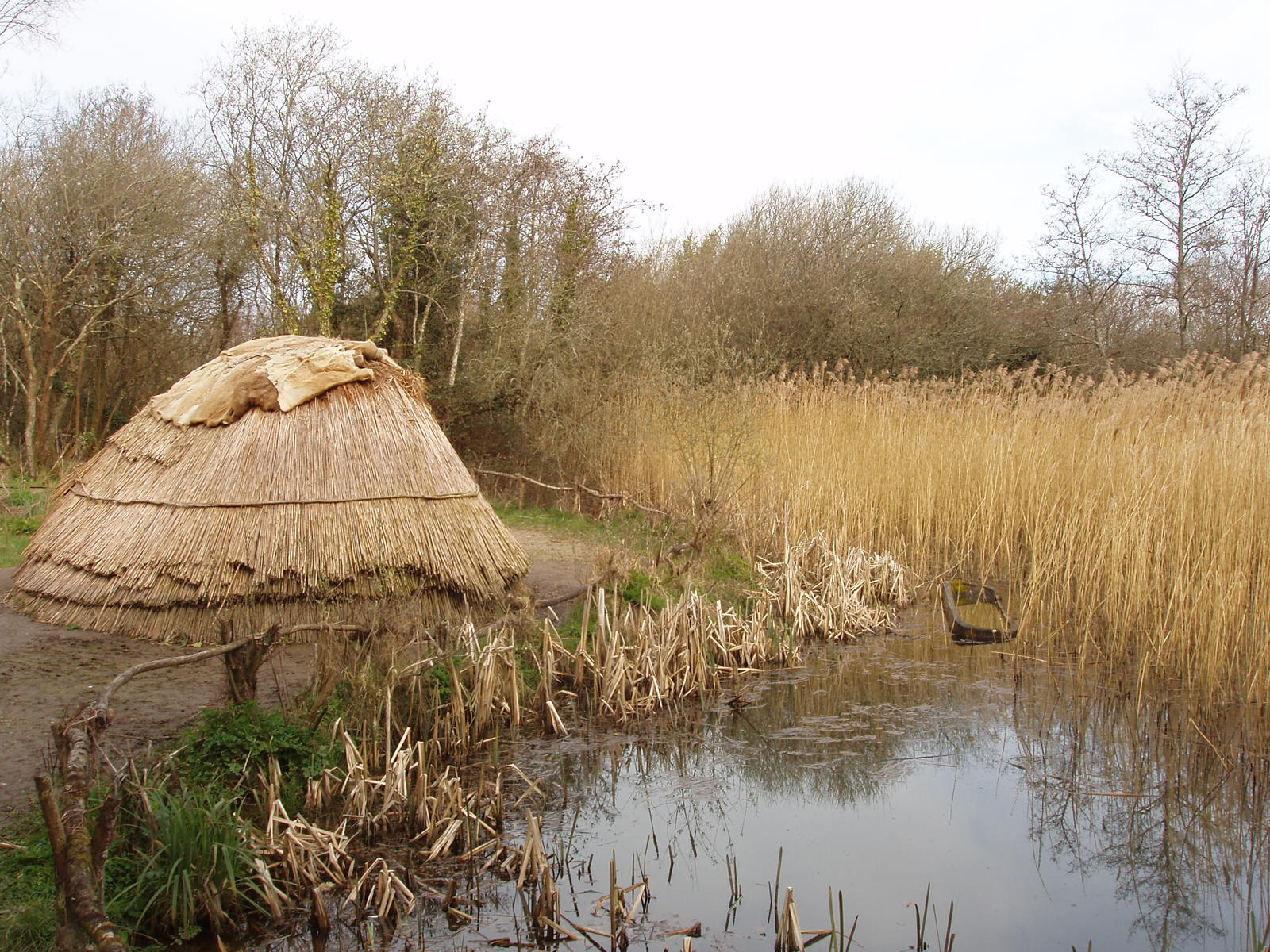
Reconstitution d'un campement de chasseurs-cueilleurs du mésolithique vers -7000. Ils sont nomades et construisent des maisons temporaires. Les outils sont en bois, os et silex. Ils pêchent en utilisant des pirogues. Irish National Heritage Park.

Les sites archéologiques de Terra-Amata, Tautavel, Grotte du Lazaret, Mejyritch, Pincevent, etc. renseignent sur les premiers établissements humains. Les chasseurs-cueilleurs nomades établissent des campements de base ou temporaires, profitant éventuellement d'abris sous roche, dont il reste par chance quelques traces. Une antériorité a pu être établie, de la constitution des établissements natoufiens (8 000 av. J.-C.) de Jéricho et Mureybet, par rapport à l'élevage et l'agriculture. Au Mésolithique s'achève la mise en place progressive des espèces végétales et animales domestiques du néolithique. Toutefois l'économie mésolithique perdure localement jusqu'à environ 2 300 av. J.-C. en Europe septentrionale.
Peuples primitifs, ramasseurs pêcheurs, nomades éleveurs et paysans à la houe forment les deux premières catégories d'un classement de l'humanité, les primitifs et les cultures. La dernière, la civilisation, caractérisée par la domestication des animaux, les araires, les charrues, les voitures et surtout les villes forme l'univers lourd des hommes : les pays développés. Classement parcellaire puisque, par exemple, il exclut de la dernière catégorie la civilisation brillante des Mayas, caractérisée par sa longévité, sa densité de population, l'efficacité de son agriculture mais ignorante de ce qui a fait le succès d'autres civilisations : l'araire et la roue, inconnues des civilisations précolombiennes.

Carte du monde montrant les centres approximatifs d'origine de l'agriculture et de sa propagation dans la préhistoire : le Croissant fertile (11,000 av. J.-C), les bassins du Yangtsé et du fleuve Jaune (9000 av. J.-C) et les Highlands de Nouvelle-Guinée (9,000-6,000 av. J.-C), le Mexique Central (5,000-4,000 av. J.-C), le nord de l'Amérique du Sud (5,000-4,000 av. J.-C), l'Afrique sub-saharienne (5,000-4,000 av. J.-C, emplacement exact inconnu), et l'Amérique du Nord (4,000-3,000 av. J.-C).

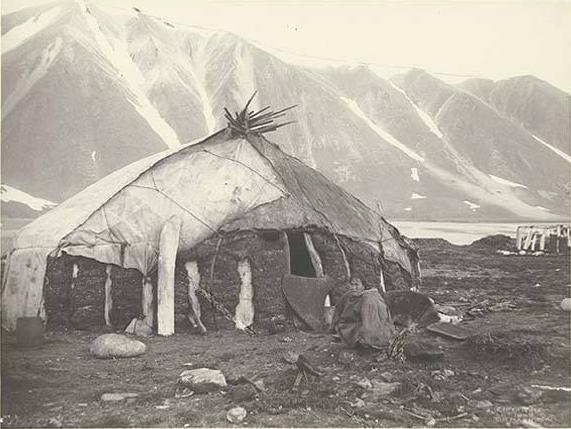
Une maison d'hiver eskimo à Plover Bay (Provideniya), district de Tchoukotka, en Russie, photographiée par Edward S Curtis, membre de l'expédition Harriman en Alaska en 1899. La structure des murs est constituée d'os de baleine et remplie de tourbe et de mousse ; le toit est couvert de peaux de morse.

La sédentarisation progressive qui apparaît au néolithique associe le développement de l'élevage et de l'agriculture, la maîtrise des techniques hydrauliques - irrigation, terrassement, calcul de pente, gestion des crues, transports fluviaux et canalisation - et la constitution de formes d'habitat stable, souvent familial. Autour et en fonction des problèmes hydrauliques semble émerger une stratification sociale, une hiérarchie politique, un État. Le souverain tend à cumuler les fonctions de défense et de gestion de l'espace sur une échelle qui englobe aussi bien le canal, la parcelle et le fleuve que le Royaume. Cette corrélation peut être suivie en Mésopotamie, dans la vallée de l'Indus et du Gange, en Égypte, Chine, Pérou et Amérique centrale, toutes aires qui relèvent des catégories définies par Karl August Wittfogel. Sociétés hydrauliques mésopotamiennes qui ont pu, à partir d'une assise agricole, entretenir une administration et une armée : les cités-États de Lagash et Umma entrent en conflit dès le troisième millénaire av. J.-C.

## Monde antique oriental
L'Orient, l'Asie des steppes et les montagnes froides du centre, l'Asie sèche et désertique de l'ouest, l'Asie des moussons de l’est et du sud, et enfin l'Asie de la taïga du Nord sont connues des Européens par les textes antiques, les conquêtes, les récits de voyage, la Route de la soie, et ensuite par le travail passionné des archéologues à partir du XIXe siècle. L'histoire de l'Asie appartient, pourrait-on dire, aux Européens par les conquêtes d'Alexandre de la même façon que les Chinois considèrent la Rome antique comme un pendant civilisé de l’Empire chinois - elle le nomme Da Qin. La catégorie Europe/Asie sert d'abord à distinguer les deux côtés de la mer où habitent les Grecs antiques, qui considéraient alors la mer Égée comme une mer intérieure, l'Europe correspondant à la Grèce européenne, par opposition à celle asiatique qui désigne, dans un premier temps, uniquement l'Anatolie et l'Asie Mineure. Ces deux dernières s'articulent autour du Bosphore ou de l'Hellespont, entre les rives duquel le roi perse Xerxès jeta un pont de bateaux pour envahir l'Europe, prolongeant les efforts de Darius qui l'avait jeté sur le Bosphore. L'auteur de ce premier pont, Mandroclès, est appelé αρχιτεκτων (architecte) par Hérodote.
Mais l’histoire de l'Asie appartient aux empires nomades, turciques des zones sub-arctiques de l'extrême Nord-Est asiatique, Mongols et turco-mongols des régions steppiques désertiques et montagneuses de l'Asie centrale, aux Toungouses, aux Arabes de la péninsule Arabique. Nés sur des terres arides peu propices à la croissance végétale, ce sont des pasteurs nomades ou semi-nomades à la vie rustique. Certains améliorent leur quotidien par des razzia. Peuples cavaliers, guerriers redoutés, ils vont brouiller la carte de répartition des empires en Europe et en Asie : affrontements Xiongnus et autres contre la Chine des Qins (IIIe au IIe siècle av. J.-C.) qui en sort renforcée, grandes migrations européennes du IVe au VIe siècle suivies de l'effondrement de l'Empire romain d'Occident (Ve siècle), effondrement de l'Empire Gupta en Inde par les Huns (VIe siècle), de l'Empire Sassanide par les Arabes convertis à l'Islam (VIe siècle), effondrement des Tangs par les Turcs et des Songs, Xias et Jins par les Mongols (XVe siècle), établissement des Seldjoukides en Transoxiane et Khorassan, conquête arabe puis turcique musulmane de l'Inde (VIe siècle au XVIe siècle), effondrement de l'Empire byzantin (XVe siècle).
Les mongols se montrent indifférents à la religion des territoires conquis. À Karakorum, avant Pékin (Cambaluc), la première capitale de l'Empire mongol, les habitants sont presque tous des étrangers d'après le franciscain Guillaume de Rubrouck, envoyé de Saint-Louis auprès du Khagan Güyük en 1254, car les Mongols refusent la sédentarisation. Les mongols jusqu'au Khagan vivent tous dans des yourtes au milieu des steppes. Le palais de la ville reste par ailleurs, dans l'ensemble, très simple. Il traduit les premiers pas hésitants d’un peuple qui ignore encore tout de l’architecture et de l’urbanisme. Après avoir été passablement abruties sous le coup de marteau donné par les Mongols, beaucoup de civilisations renaissent dans un empire unifié par la Pax Mongolica. Beaucoup ne se relèveront jamais.
Avec l'Islam, le zoroastrisme ou la chrétienté reculent, le bouddhisme dans le nord de l'Inde est éradiqué.

### Empire chinois

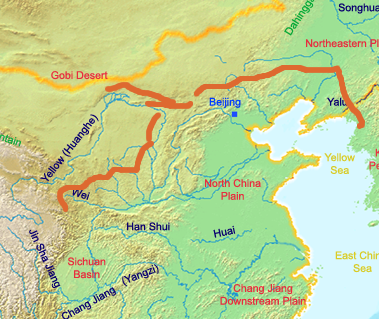
Carte de la Grande Muraille de la dynastie Qin. Les lignes rouges indiquent le mur de l'époque Qin. La ligne jaune indique la frontière actuelle de la Chine.

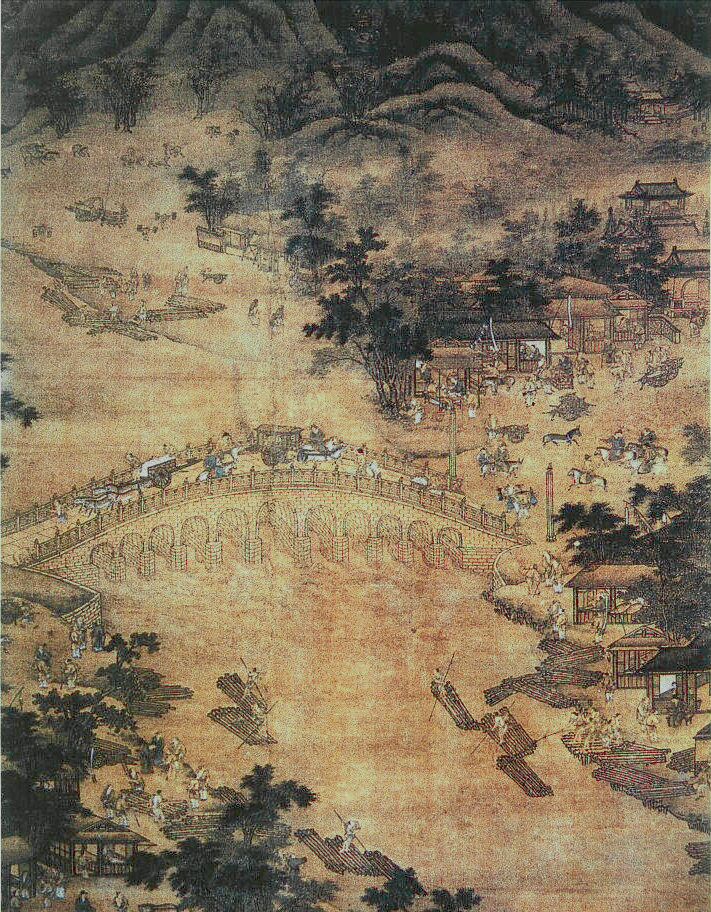
Transport de matériaux sous le règne de Kubilai Khan pour les constructions qu'il entreprit dans l'enceinte du palais impérial de Pékin. Vue sur le pont Marco Polo construit sous les Song.

Le travail d'unification de la Chine réalisé par Qin Shi Huang vers 221 av. J.-C. se conclut par la construction de la Muraille de Chine sous la supervision du général et architecte militaire Meng Tian, dont le rôle est de protéger la Chine des peuplades turciques ou mongoles, les Xiongnus qui seront associées aux Huns. Selon les versions, 100 000 à 300 000 ouvriers, prisonniers et forçats travaillent sans relâche sur le gigantesque ouvrage. D'innombrables travailleurs meurent à la tâche, transformant la muraille, dans l'imagerie populaire, en « cimetière le plus long du monde ».
L'Empire mongol finira par asseoir sa propre dynastie en Chine, la Dynastie Yuan en 1279.

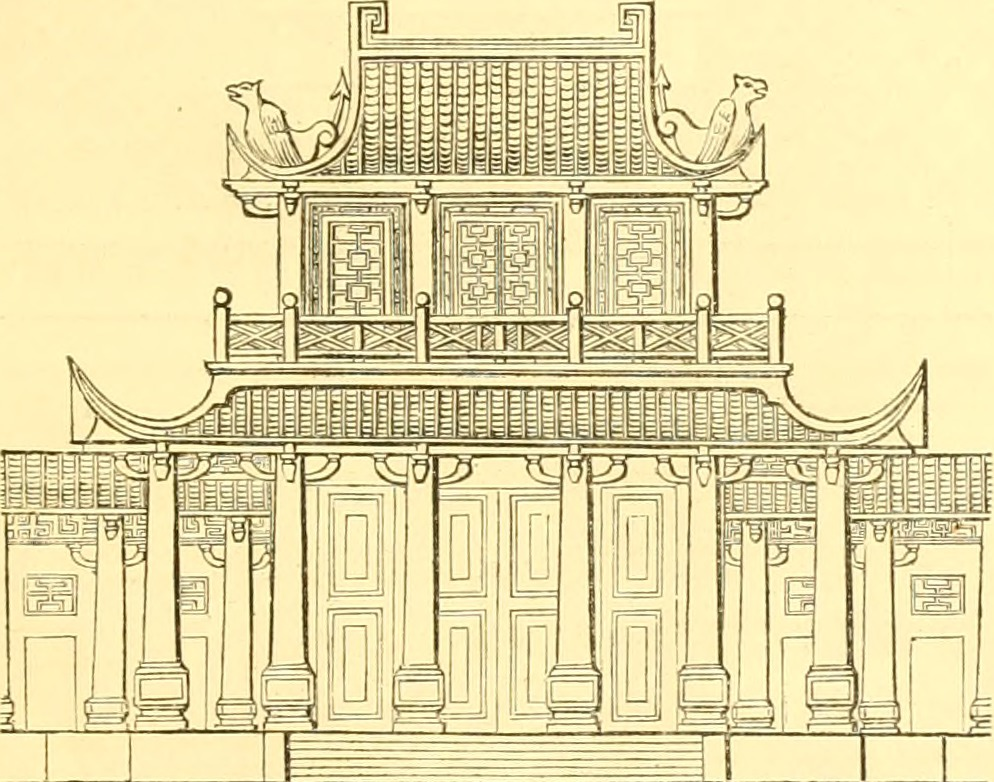
Élévation d'une maison chinoise.

Le bois et la brique crue ou cuite sont les matériaux les plus utilisés en Chine ; le bambou, qui en Chine grandit en section et taille remarquables, est également employé. La pierre et le marbre sont rares et ne sont utilisés que partiellement dans les édifices publics et les tombes. Les caractéristiques de l'architecture chinoise sont l'extrême légèreté et la gaieté d'effet, la forme de tente, les couvertures en tuiles colorées et vernies et les murs aux teintes variées qui donnent une apparence de jouets. La hauteur et la taille de chaque habitation doivent être exactement conformes à la caste du propriétaire ; et même les détails sont réglementés par la loi. Un mandarin, qui avait osé dresser un manoir d'une élégance supérieure, fut convoqué devant l'empereur pour répondre de sa présomption de délit ; il jugea sage d'arracher du sol la structure délictueuse, afin d'éviter toute punition. Les toits des édifices chinois sont convexes sur leurs côtés, leur colonne vertébrale et leurs nervures, présentant l'apparence d'un matériau souple.

#### Le bambou

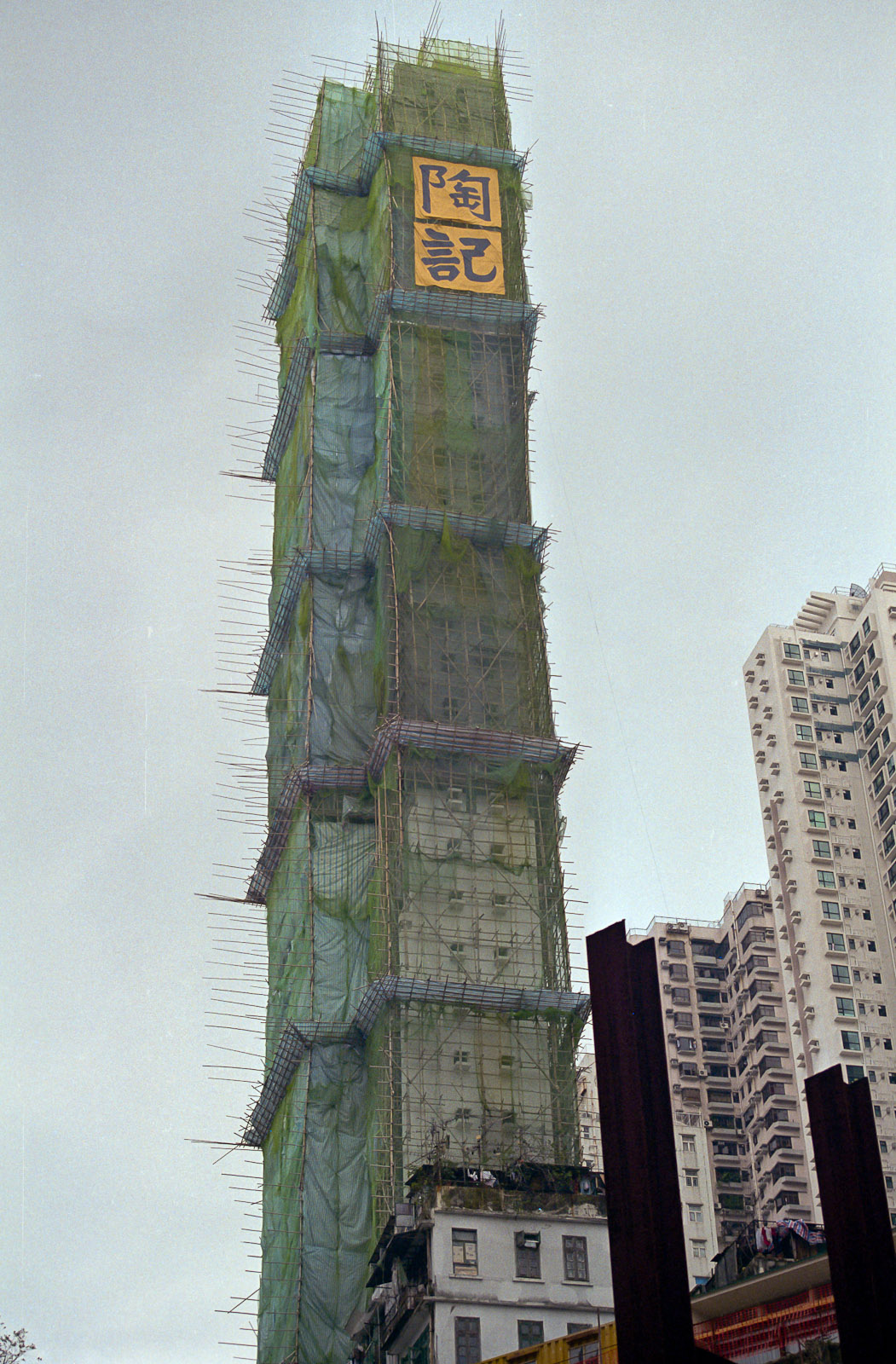
Échafaudage en bambou à Hong-Kong.

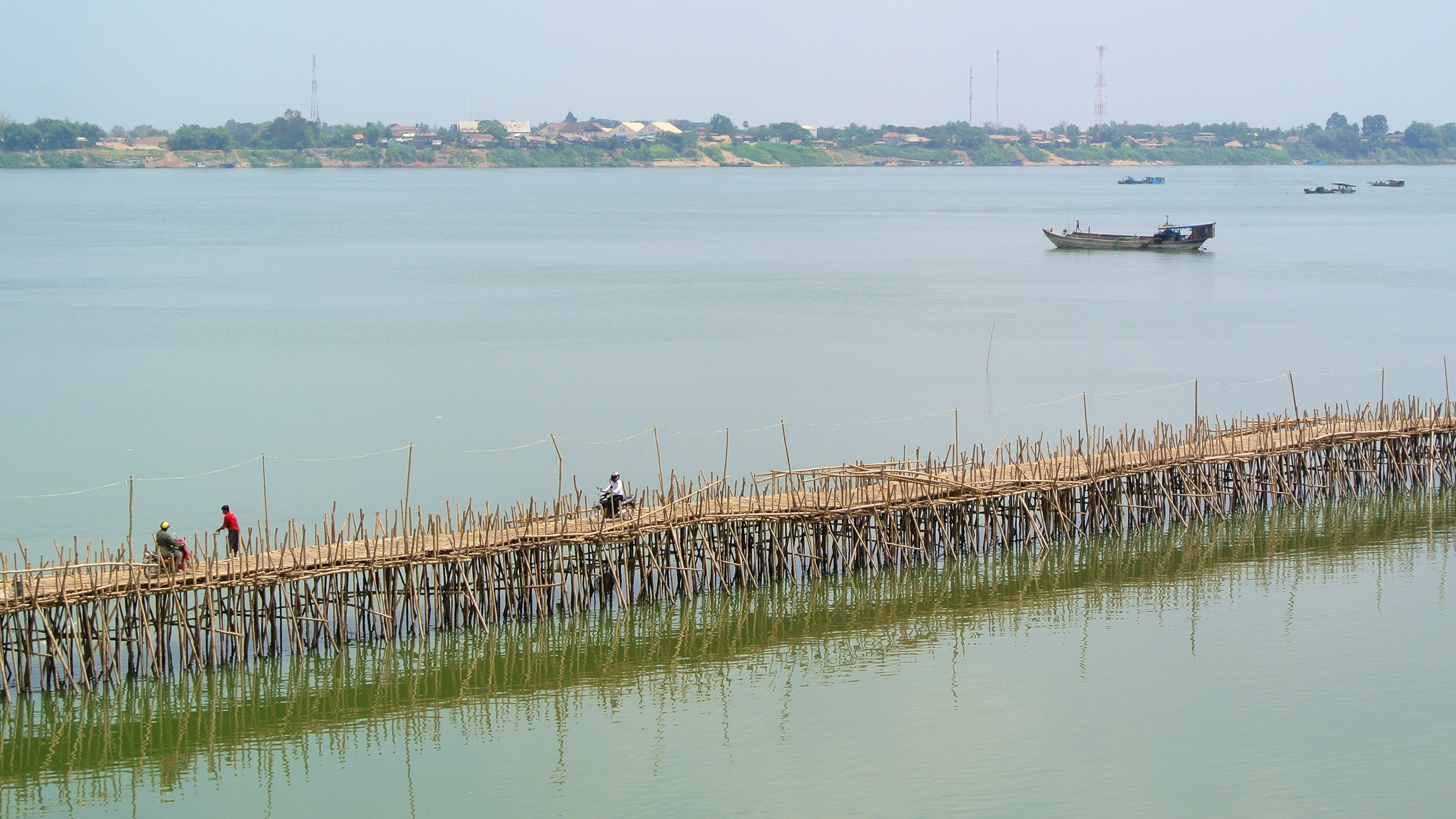
Pont de Bambou Kompong Cham, Cambodge.

Il y a quelque 6000 ans, le caractère 竹 (zhu) désignant le bambou était gravé sur des poteries de la culture néolithique de Yangshao. Encore au XIXe siècle, le bambou entre en Chine dans la fabrication des palissades et des maisons, mais aussi de toutes sortes d'autres objets usuels et domestiques ; si bien qu'il mérite à juste titre le nom d'arbre national. Adaptées aux climats tropicaux et subtropicaux, la majeure partie des espèces de bambous sont originaires d'Asie et d'Amérique où on les trouve à des altitudes variables, jusqu'à 3 000 m dans l'Himalaya. Par sa taille élevée il mériterait le nom d'arbre (Phyllostachys edulis par exemple peut atteindre 28 m,) mais il s'agit bien d'une plante appartenant à la famille des graminacées. En Chine, la hauteur moyenne du Bambou est de 8 à 12 m. Dans d'autres contrées plus au sud il y en a qui font jusqu'à 18 m. En général le bambou préfère un sol sablonneux et dans lequel les racines peuvent pénétrer avec facilité. Les endroits humides, les bords des rivières, les marais nouvellement asséchés, sont favorables aux jeunes plantations. Toutefois les racines ne doivent pas séjourner dans l'eau; sans cela, elles pourrissent rapidement. Il faut donc un sol humecté mais qui ne soit pas saturé ou constamment sous eau. Le bambou a une tige (un chaume) droite et creuse, riche en silice, à la croissance très rapide; elle est presque toujours parfaitement ronde, lisse et brillante, d'un tissu excessivement serré, possédant à la fois une grande force de souplesse et de résistance, très difficile, surtout lorsqu'il est sec, à entamer avec un instrument tranchant; La tige du bambou est généralement aussi dure que la corne et durcit en vieillissant. On sait qu'en Chine, la coiffure des soldats était faite avec des bambous tressés entremêlés de petites lames de cuivre. Cette coiffure à la fois légère et solide résistait très bien aux coups de sabre et protégeait convenablement la tête sans la surcharger d'un poids fatigant.
Il faut choisir une saison sèche si l'on veut obtenir le bambou à son maximum de solidité. Lorsque l'on coupe le bambou au printemps ou dans une saison pluvieuse, les tissus sont beaucoup moins resserrés et par conséquent il perd beaucoup en solidité. Dès que l'on a coupé le bambou, on le tient debout dans un lieu sec et bien ventilé. Après un mois de séjour, il commence à se dessécher mais il est bon de le passer au four pour en activer convenablement la dessiccation et lui enlever toutes les parties humides qui pourraient séjourner dans l'intérieur. Cette opération demande beaucoup de soins car si le bambou est exposé à un feu trop vif il se fend, les tissus se disjoignent, ou bien il se tord et il devient alors très difficile de le redresser. Il est à remarquer que les mêmes effets se produisent s'il n'a pas été soumis à une température élevée car alors il n'y a que l'extérieur qui soit sec et l'intérieur conserve un reste d'humidité. Lorsque l'on coupe le bambou il est habituellement vert, mais en séchant il devient jaune verdâtre. Certains vieux bambous, notamment ceux dont on se sert pour faire des objets de luxe ou d'agrément, finissent par prendre une teinte rouge sombre naturellement. Le bambou est divisé de distance en distance par des nœuds dont le tissu intérieur est beaucoup moins dur que la tige. Ces nœuds peuvent être percés facilement. Les Chinois savent les perforer et les travailler intérieurement de façon que la dimension soit partout constamment la même. Les tiges ainsi préparées servent à faire des tubes d'instruments d'optique et « ils sont aussi justes que les tubes de métal ». Les ustensiles de cuisine, les vases pour puiser l'eau, les récipients de toute espèce en sont faits. Les toitures des maisons, les hangars, les couvertures de bateaux sont également en bambou tressé. On emploie pour ces nattes grossières les tiges de mauvaise qualité qu'on fait ensuite tremper dans l'eau de manière à les assouplir. On peut ensuite leur donner la forme que l'on désire, et en les passant au feu elles conservent la forme qu'on leur a donnée. Les maisons dans les provinces chaudes en Chine, en Cochinchine et en Malaisie sont généralement faites de bambous. Les nattes qui garantissent l'intérieur des appartements, qui protègent contre les rayons du soleil, celles sur lesquelles on se repose, tout le confortable en un mot est de bambou travaillé de mille manières différentes. Les feuilles de bambou sont utilisées de diverses manières, elles servent à faire la toiture de la maison du pauvre et la presque totalité des habitations de Malaisie sont couvertes de feuilles de bambou que l'on recouvre d'une couche de résine ou d'une espèce de gomme indigène. Elles restent ainsi plusieurs années sans avoir besoin d'être renouvelées. Les colons européens au XIXe siècle abandonnent volontiers la majeure partie de l'année les maisons de pierre pour les cases de bambous qui offrent deux avantages, le premier d'être plus fraîches et le second de présenter moins de danger pendant les tremblements de terre qui désolent si souvent le pays.
La charpente de bambou se substitue souvent à la charpente en bois d'assemblage, nous dit Auguste Choisy. Architecture de ligature elle ne permet pas de placer la sablière dans le plan de l’arêtier si bien que les chevrons reposant sur l'un et sur l'autre crée immanquablement un pan de toiture gauche à l'origine de la forme capricieuse des toitures chinoises. La couverture peut se faire en demi-roseaux, ajustés entre eux comme de simples tuiles creuses.
Chef-d’œuvre d'ingénierie écologique, le projet de conservation des eaux du Dujiangyan, datant de 256 av.J.-C., modifié et agrandi au cours des dynasties Tang, Song, Yuan et Ming, et toujours en service dans la province du Sichuan, met en œuvre des gabions en bambou remplis de pierres dans des systèmes de digues

### Expansion Hindouiste et Bouddhiste

Hinduism expansion in Asia, from its heartland in Indian Subcontinent, to the rest of Asia, especially Southeast Asia, started circa 1st century marked with the establishment of early Hindu settlements and polities in Southeast Asia.

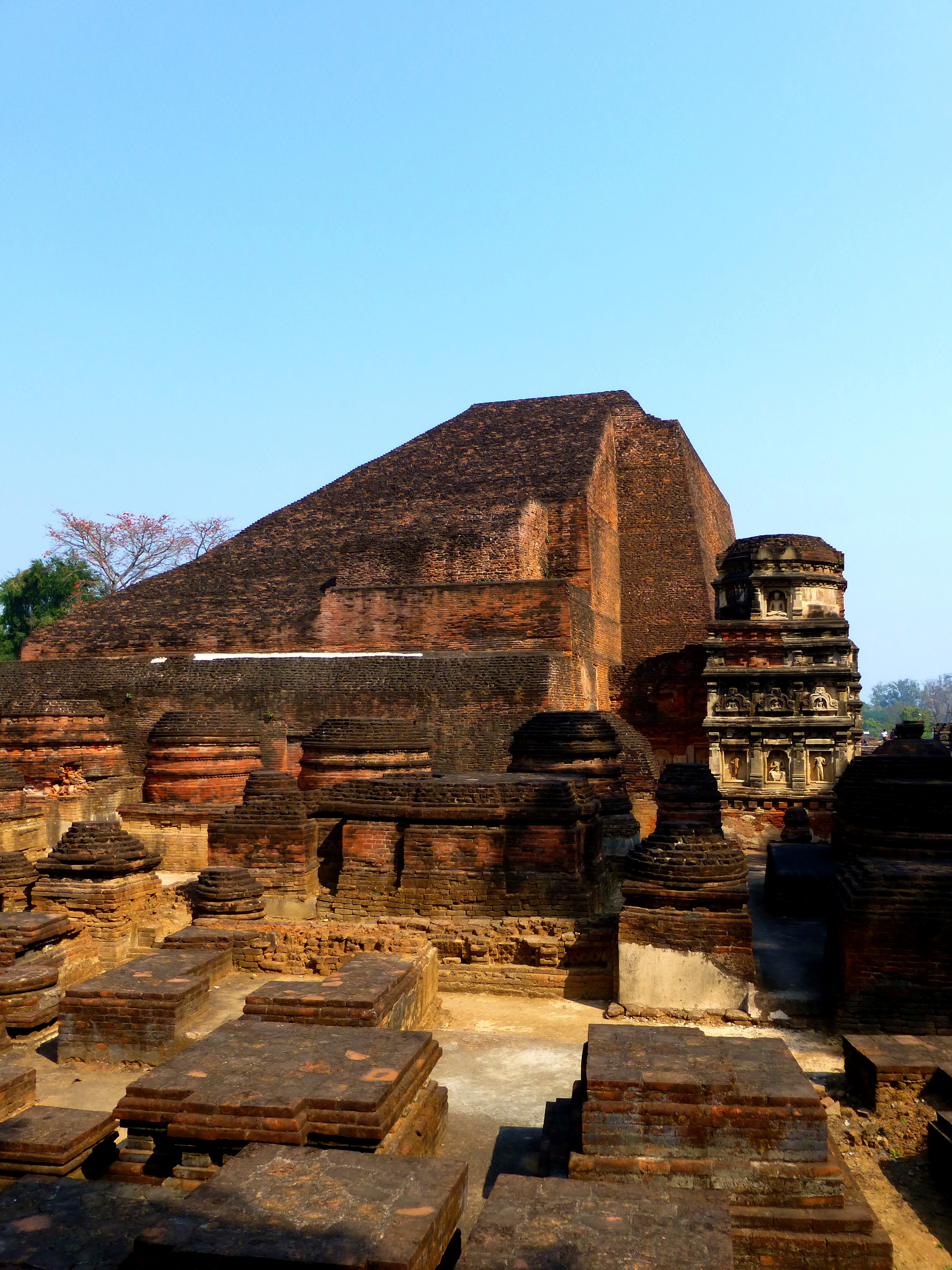
Nâlandâ. Stupas et Temple.

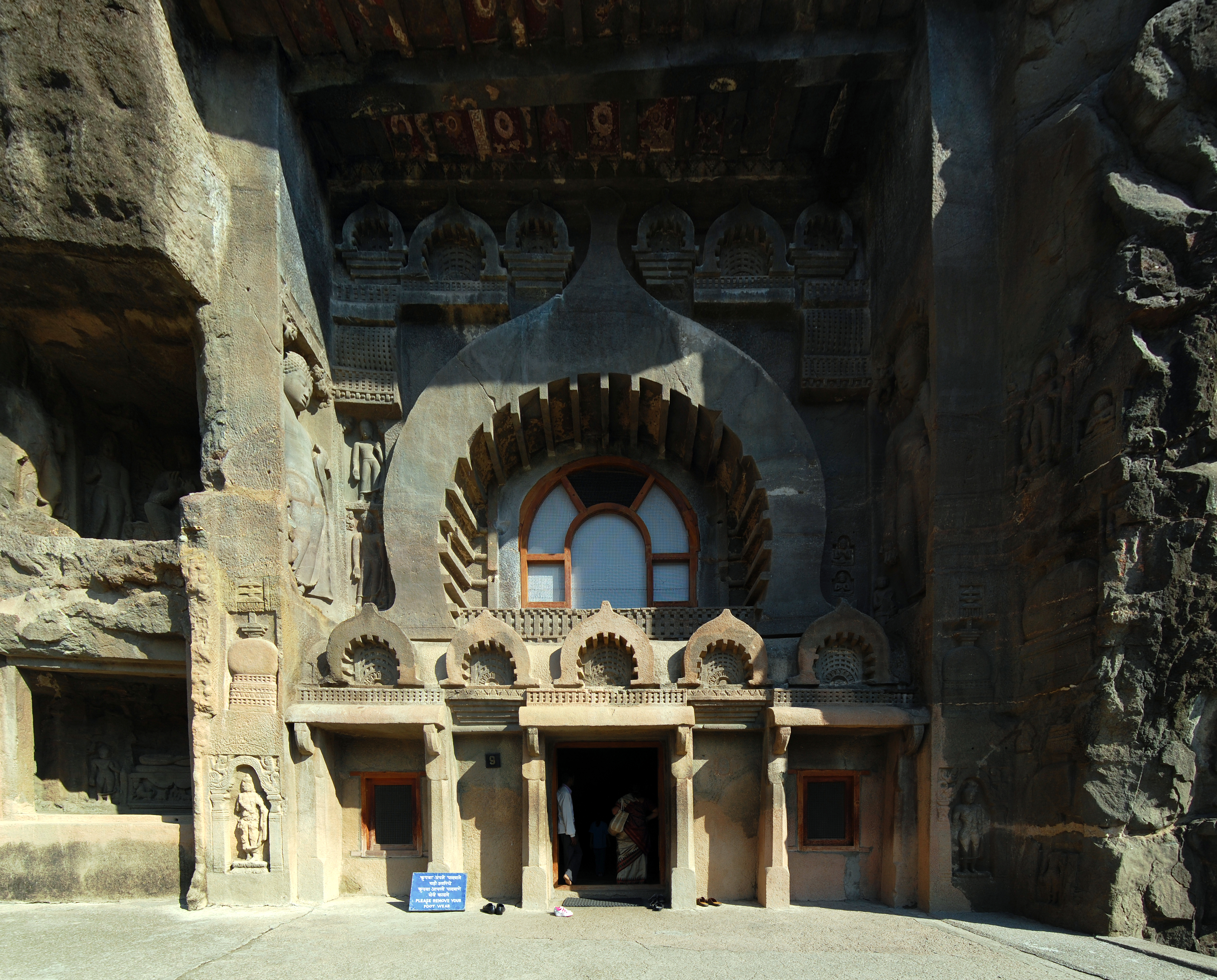
Ajantâ.

De vastes complexes de temples sous roche créés artificiellement voient le jour en Inde et en Chine à partir du IIe siècle av. J.-C., basés sur le modèle de l'ermitage de montagne des shramanas, moines errants associé aux traditions ascétiques de l'Inde antique, incluant le Jaïnisme, le Bouddhisme et la religion Ajivika. Les temples sous roche se répandent le long des routes de commerce à longue distance de l'Asie méridionale vers l'Asie centrale et orientale. On en retrouve à Ajantâ, Ellorâ en Inde, à Yungang, Longmen en Chine, à Bâmiyân en Afghanistan. L'université de Nâlandâ est fondée et devient un centre majeur de la pensée indienne. Le récit de voyage de Xuanzang offre une description de l'Inde bouddhique au moment où elle entame son déclin.
L'indianisation de la péninsule indochinoise est un processus historique au cours duquel les différentes régions de la péninsule indochinoise ont été dans une certaine mesure imprégnés par l'hindouisme et par la civilisation indienne, approximativement entre le IIe et le XIIIe siècle.

#### Latérite

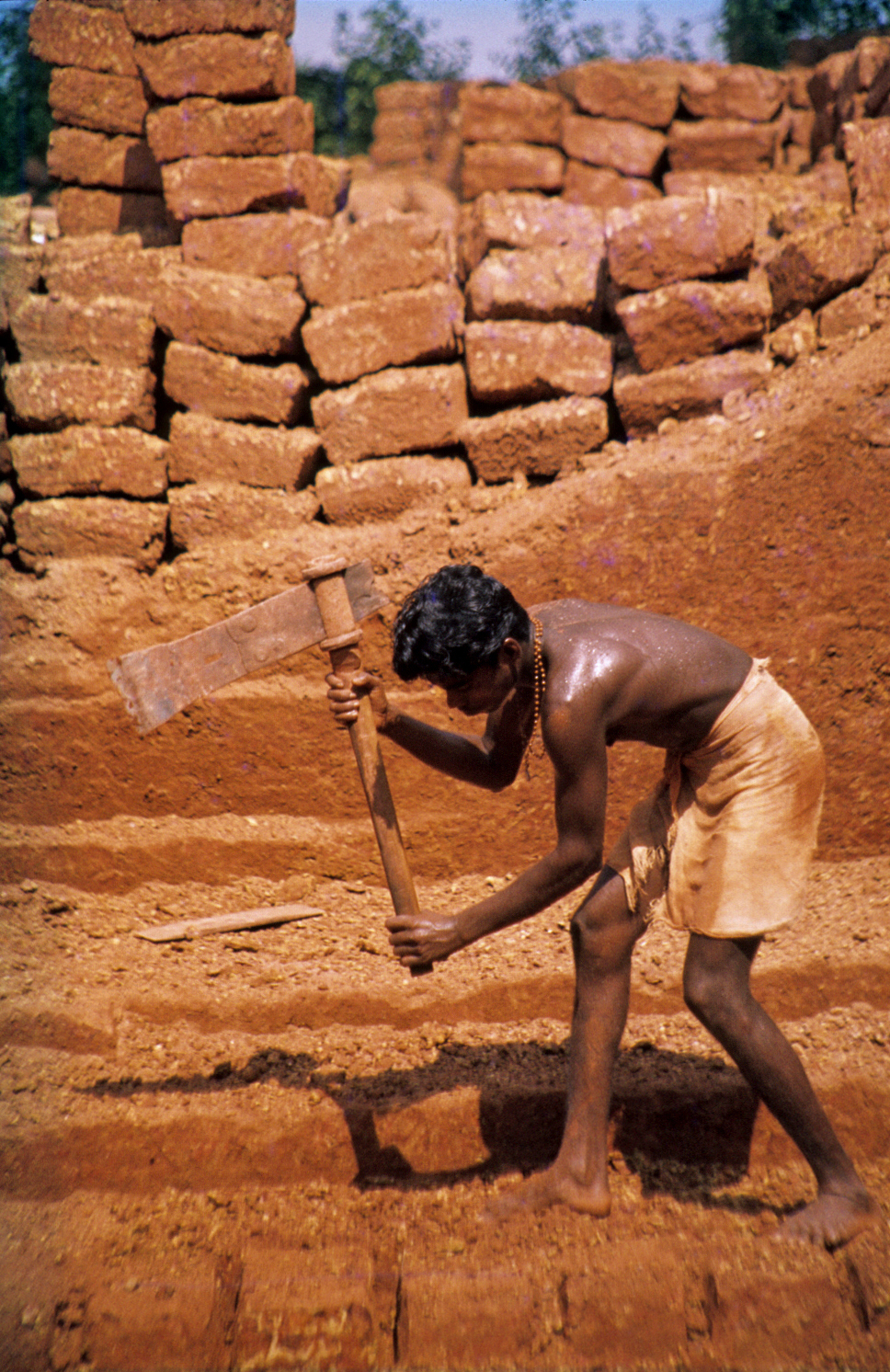
Carrière de latérite, Angadipuram, Inde.

Le terme latérite est attribué à Francis Buchanan-Hamilton (1807) pour décrire un matériau servant à la construction exploité dans les régions montagneuses de Malabar en Inde. Ce matériau y présente l'aspect d'un dépôt ferruginisé situé à faible profondeur dans le sol. Lorsqu'il est frais, il peut être facilement découpé en blocs réguliers à l'aide d'un instrument tranchant. Exposé à l'air, il durcit rapidement, et résiste alors remarquablement aux agents météorologiques. Il en résulte son emploi comme matériau de construction comparable à celui des briques. Dans les dialectes locaux, ces formations sont appelées terre à brique, « laterite » n'étant qu'une transposition latine, later signifiant brique. Les latérites de couleur rouille sont composées majoritairement de kaolinite et d'oxyde de fer (goethite et hématite) qui peuvent s'éclaircir ou s'assombrir suivant le milieu. Les sols latéritiques sont typiques des zones à forte humidité et forte température des climats tropicaux et équatoriaux. Ils sont obtenus par hydrolyse alcaline des sols et forment en horizon supérieur la cuirasse latéritique qui est exploitée comme carrière pour la construction des nombreux temples d'Angkor, par exemple.

#### Empire khmer

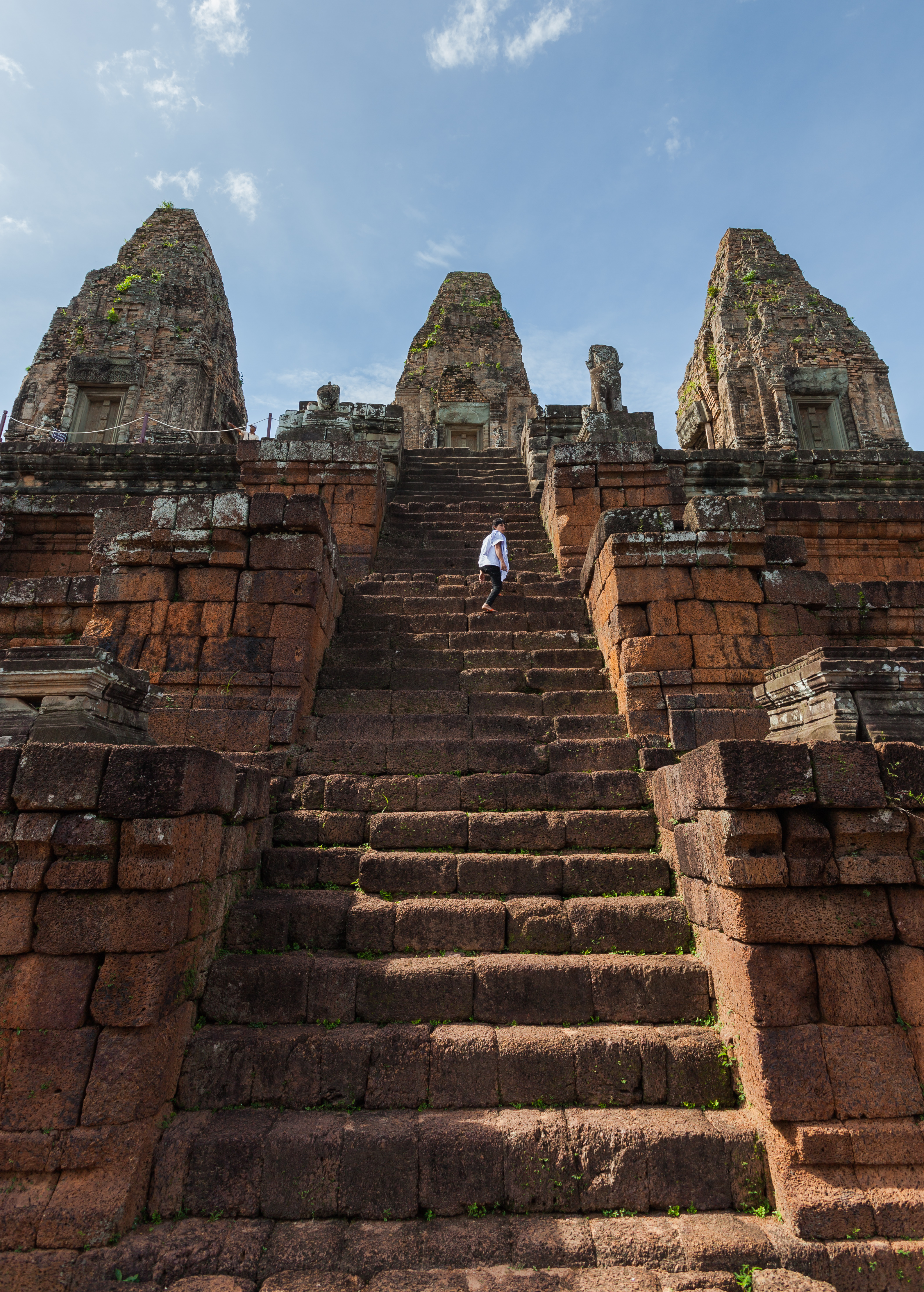
Latérite, Prè Rup, Angkor, Cambodge, Xe siècle.

La vaste plaine couverte par la forêt tropicale au nord du lac de Tonlé Sap abrite du IXe au XIIIe siècle une population estimée à 700 000 personnes, dont 200 000 dans la capitale Angkor Thom. Les conditions naturelles - forêt tropicale et marécages - ne semblaient pas favorables à l'éclosion de l'une des civilisations les plus brillantes et les plus raffinées que le monde ait connues : la civilisation khmère. Les besoins d'irrigation amènent la construction d'immenses réservoirs artificiels nommés « barays ». Ces installations ne sont pas creusées dans le sol, mais bâties à l'aide de digues qui retiennent l'eau au-dessus de la plaine environnante. L'eau est stockée en période de mousson et peut être répartie simplement par gravitation sans l'aide de norias. La vie agricole ne connaît donc pas de période creuse : la première récolte est programmée fin octobre, la deuxième fin janvier et la troisième en mai, juste avant la mousson. Une première réalisation gigantesque (3 800 m sur 800 m) est l’œuvre du roi Indravarman Ier (877-889) à Roluos, à l'est d'Angkor. Son successeur Yasovarman Ier crée le « Baray oriental », proche du site actuel d'Angkor Thom. Ce véritable lac artificiel mesure (7 000 m sur 1 800 m) et sa contenance peut être estimée à 30 millions de m3 d'eau. Cet énorme aménagement qui permet déjà de mettre en culture des milliers d'hectares de rizières est complété en 1050 par le "Baray occidental" de (8 000 m sur 2 200 m) construit par le roi Udayādityavarman II. Ces trois ouvrages permettaient d'irriguer une surface de plus de 1 000 km2.

### Croissant fertile, Égypte antique et Civilisation de la vallée de l'Indus

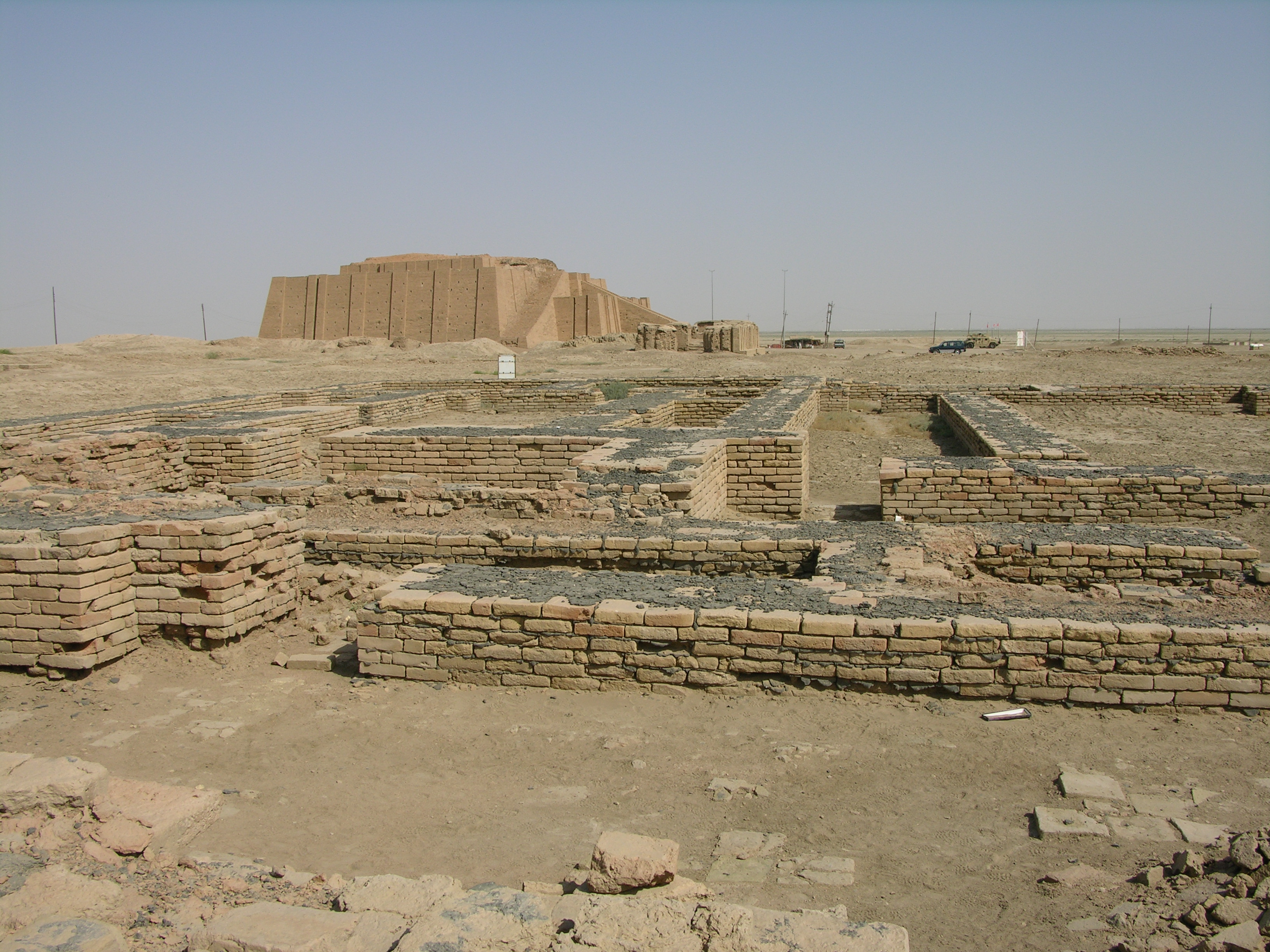
Ur, à l’arrière plan, sanctuaire du Dieu-Lune, ziggurat vers 2000 av. J.-C.)

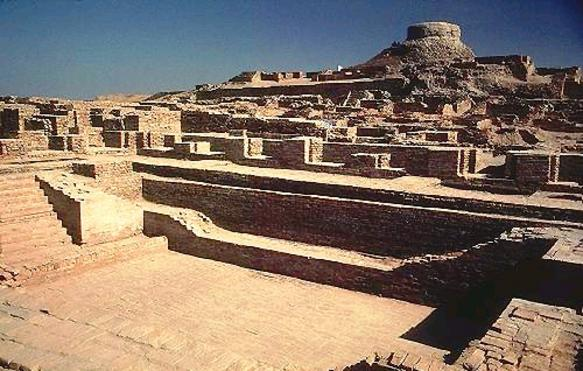
Grands bains de Mohenjo-daro,

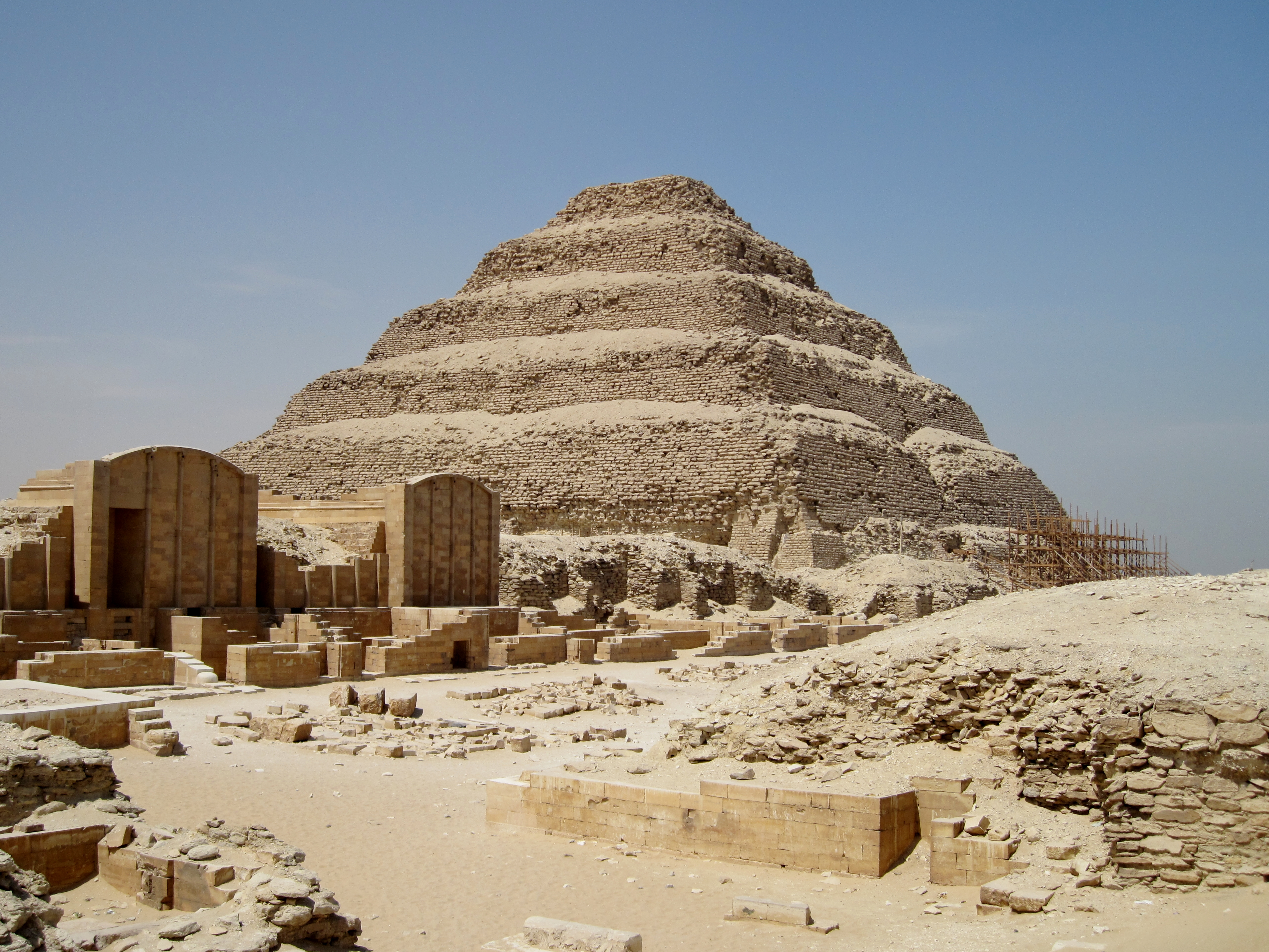
Ruines du complexe funéraire du roi Djéser à Saqqarah, dominées par sa pyramide à degrés,

Le bassin transfrontalier de l'Euphrate et du Tigre (se répartissant principalement entre l'Irak (46 %), la Turquie (22 %), l'Iran et la Syrie modernes), le bassin du Nil et le bassin de l'Indus ont été le berceau de civilisations voisines anciennes aux destins liés. L'eau y a joué un rôle déterminant. Vers -520, Darius Ier, le conquérant perse de l’Égypte, confie à Scylax de Caryanda, géographe et dessinateur, la mission de descendre l'Indus et de chercher une route maritime ramenant vers l'Égypte. L'utilité du Canal des pharaons traversant l’isthme de Suez ne s'est jamais démentie, jusqu'au XIXe siècle où le Canal de Suez réalisera de manière complète ce rêve antique.

#### Mésopotamie et Civilisation de la vallée de l'Indus
Le « Croissant fertile », abstraction géographique forgée au XXe siècle par l'archéologue américain James Henry Breasted, décrit les terres steppiques coincées entre le désert de Syrie, les chaînes montagneuses du Taurus et les forêts du Zagros. Plus qu'une entité agrogéographique, Breasted a voulu faire du croissant le lieu d'échanges avec le désert syrien. Pour James Henry Breasted, l'espace du « Croissant fertile » joue un rôle central dans l'histoire régionale : « L'histoire de l'Asie occidentale peut être vue comme une lutte séculaire entre les peuples des montagnes du Nord et les nomades des steppes, une lutte qui se poursuit encore, pour la possession du Croissant fertile, les rivages de ce golfe désertique ». Unité naturelle donc mais aussi culturelle, assurée par des constructions impériales dont le centre se trouvait en Mésopotamie, ou en Babylonie. C'est de là que, trois fois, les Sémites auraient conquis et unifié le Croissant fertile : Empire néo-babylonien, Empire assyrien, Empire chaldéen, selon un schéma ternaire calqué sur l'histoire de l'Égypte.
L'histoire de l'agriculture en Mésopotamie est faite d'une multitude de liens contractuels qui montrent, dès 6 000 av. J.-C., que la sédentarisation s'accompagne d'un développement du droit et de l'économie. La notion de droit de propriété s'étend à la propriété foncière sous forme individuelle ou collective, privée ou publique
Les témoignages archéologiques laissent entendre que la civilisation Harappa, qu'une datation récente rend antérieure à la civilisation mésopotamienne, lui est semblable par bien des aspects : même chronologie, mêmes plantes de civilisation avec le blé et l'orge, même progression vers des systèmes de plus en plus centralisés et complexes.

#### Égypte antique

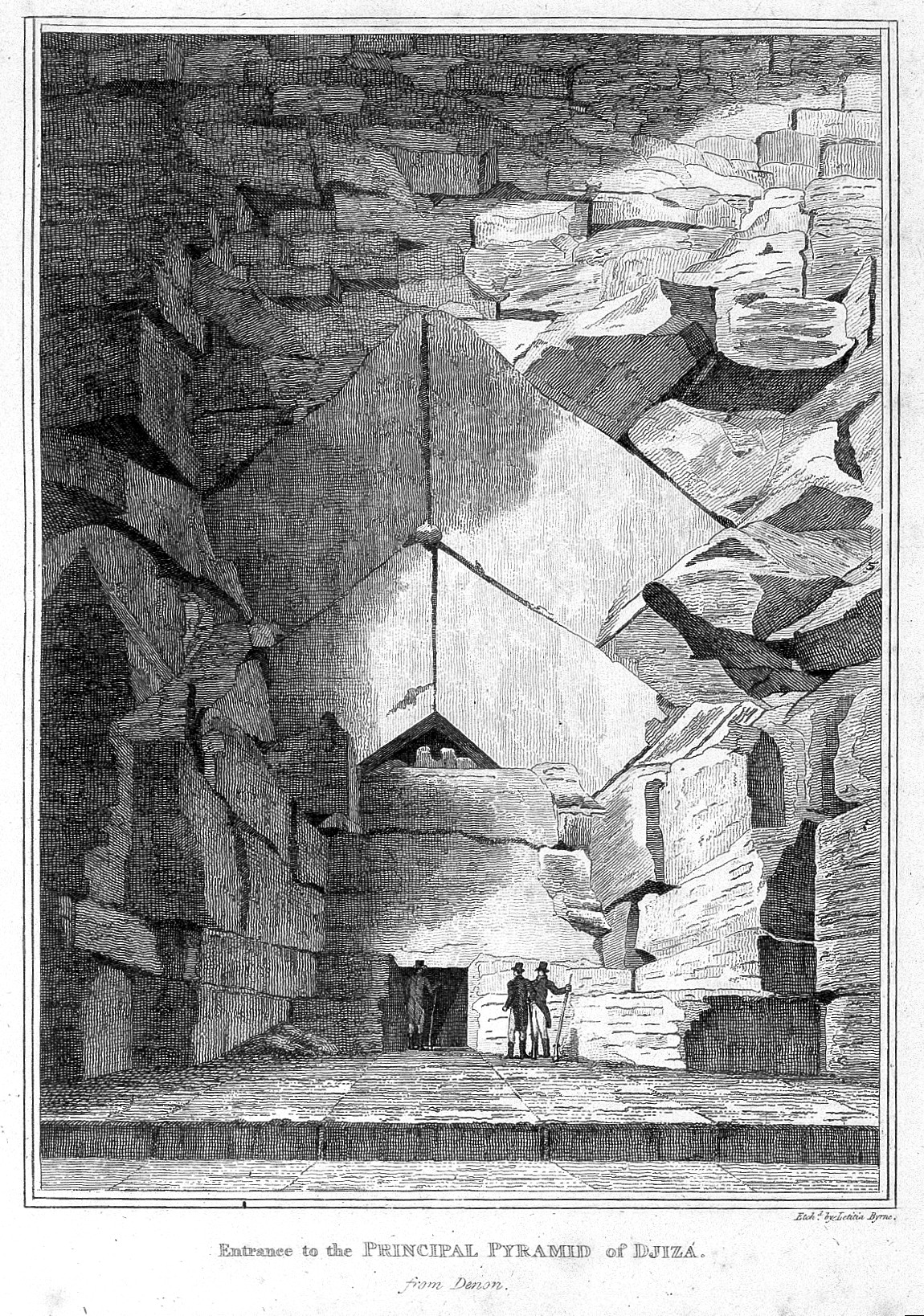
Entrée de la pyramide de Khéops (vers 2560 av. J.-C.), système de décharge avec voûtes et linteaux monolithiques du couloir descendant.

Une heureuse concordance de temps entre la décrue du Nil en novembre et les semailles du blé, alors que les moissons ne sont jamais menacées par l'imminence d'une crue qui ne survient qu'en août, a toujours fait de la vallée du Nil un biotope favorable aux graminées, de sorte que la cueillette des céréales y semble une pratique courante dès le XIIe millénaire av. J.-C. Les crues du Nil, avant la succession de barrages qui désormais modifie son débit déposait un limon fertile chargé des cendres provenant des régions des volcans d’Éthiopie. Contenant une forte proportion d'argile et de loam, il servait tel quel ou mélangé de paille et de sable à la confection des briques.
Imhotep, auteur du complexe funéraire de Djéser vers -2600, est crédité de la généralisation de l'utilisation de la pierre comme matériau de construction des temples et tombeaux funéraires, alors qu'ils étaient faits auparavant de briques de terre cuite. Il est aussi le premier à utiliser des colonnes dans l'architecture.
Les roches de grès exploitées en carrières se limitent à deux seuls points en Égypte, la montagne Rouge ou Gebel Ahmar près du Caire et le Gebel Silsileh. La plupart des monuments en grès de la Haute-Égypte, temples, palais, murs de quais et murs d'enceinte sont tributaires des carrières de Gebel Silsileh. La proximité du fleuve à la fois sur l'une et l'autre rive, les facilités d'accostage offertes aux barques et surtout l'excellence de la pierre sont les motifs qui ont déterminé le choix de cette localité pour en faire le centre de la plus vaste exploitation de ce genre qui soit en Égypte. Le plus souvent les carrières sont à ciel ouvert Les unes sont taillées à bords escarpés de quinze à vingt mètres de hauteur et ont jusqu'à deux cents mètres de long sur cent de large, les autres sont disposées par grands étages successivement en retrait. Il semble qu'on ait débité la montagne par morceaux réguliers comme un habile charpentier débite en planches le tronc d'un arbre précieux. Beaucoup d'inscriptions hiéroglyphiques ornent ces carrières; elles se rapportent aux XVIII, XIX et XXIIe dynasties. On y remarque aussi quelques inscriptions grecques et coptes. « En plusieurs endroits les sculptures ne sont qu'à demi terminées mais les arêtes sont tellement vives les éclats tellement frais qu'on dirait que l'artiste n'a quitté ses travaux qu'hier et qu'il doit les reprendre demain »; ce qui confirme l'excellence du grès de la Haute Égypte et ses qualités de conservation. Ces qualités sont toutefois amoindries lorsque la pierre se trouve en contact avec les infiltrations du sol. Quand elle est franchement dans l'eau, elle se conserve indéfiniment, témoin les quais en grès de Louxor, d'Esna et de l'île de Philæ mais la présence d'un sol humide ou périodiquement baigné par les inondations l'altère la pourrit et lui enlève toute résistance. On peut se rendre compte de ce fait par les monuments de Karnak du Ramesséum et de Médinet Habou. Tandis que les parties supérieures de ces édifices offrent des pierres ayant encore tout leur éclat, la base est au contraire atteinte d'une sorte de lèpre, la couleur en est changée et la pierre est devenue friable. Près d'Assouan sur la rive droite du fleuve se trouvent les seules carrières de granite autrefois exploitées en Égypte. D'immenses bancs de granit gris et noir qui portent également des traces d'exploitation bordent des bancs de granit rose. Parmi les monuments anciens où le granit a été employé le temple des pyramides à Giseh qui est fait d'assises colossales en granite poli, le revêtement intérieur des couloirs de la grande pyramide de Gizeh qui se distingue par la précision des joints et le dressage des surfaces. Dans les temples de la Haute-Égypte bien que le grès soit la matière dominante on voit souvent le granit employé pour certains détails de construction tels que des bases de colonnes, des seuils, des linteaux et des jambages de portes; on se servait particulièrement du granit pour les monuments isolés comme les obélisques, les sphinx, les sarcophages, les statues colossales et quelquefois encore pour ce sanctuaire mystérieux appelé naos dont chaque temple était pourvu (naos d Edfou). Les sarcophages du Sérapéum de Saqqarah en granit poli sont de vastes parallélépipèdes qui ont en moyenne 4 m de long sur 2,30 m large et 3,30 m de haut et qui ne pèsent pas moins 65 tonnes l'un dans l'autre vide déduit. La statue colossale brisée de Ramsès II au Ramesséum, est la plus gigantesque statue que les Égyptiens aient taillée dans un seul bloc de granit. Elle devait mesurer 17,50 m de hauteur et son poids avoisiner les 1 218 tonnes. Le plus grand obélisque est celui de Karnak avec 33 m par la reine Hatchepsout et détail digne de remarque, son exécution y compris le travail d'extraction dans la montagne n'aurait pas duré plus de sept mois. Le plus ancien obélisque date Pépi Ier (-2310 à -2260). On s'est demandé souvent comment les Égyptiens ont pu travailler avec tant de fini des matériaux aussi résistants que le granite, le basalte, la diorite et l'on en vient à penser qu'ils avaient pour cela des procédés particuliers. Pointe, masse, marteline, mais non  boucharde, ils eurent le ciseau bien tard. Le polissage des surfaces planes se faisait probablement par le frottement d'une autre pierre de même dureté avec interposition de sable siliceux ou de granit pulvérisé. Les carrières de calcaire de Tourah ont fourni les matériaux des pyramides de Gizeh. Une exploitation régulière de la montagne de Tourah a été entreprise pour la construction du Barrage du Delta vers 1846.

#### Ingénierie hydraulique égyptienne
Le Nil n'a jamais été l'instrument docile d'une agriculture facile. Le caractère achevé des premiers règlements connus (IIIe millénaire), joint à ces caractéristiques, permet de supposer au contraire que des travaux hydrauliques ont été entrepris très tôt, peut-être dès l'époque prédynastique. Les premières traditions hydrauliques sujettes à caution connues sont celle de l'assainissement de Memphis par Ménés au IIIe millénaire av. J.-C. Témoins relativement anciens du niveau de maîtrise des Égyptiens, la remise en eau du Bahr Youssouf et l'aménagement du Fayoum vers 2200 av. J.C. comptent encore parmi les travaux d'ingénieurs les plus remarquables de tous les temps.
Sous le gouvernorat de Saïd Pacha, Britanniques et Français rivalisent d'influence pour asseoir leur emprise économique sur l’Égypte ottomane. En 1869, le canal de Suez, reliant la Méditerranée et la Mer Rouge, promu par Napoléon III, concrétise un projet multi-millénaire : le Canal des pharaons. Un monument connu sous le nom de « Stèle de Chalouf », découvert pendant les travaux, enregistre la construction d'un précurseur du canal de Suez par les Perses, un canal à travers le ouadi Toumilat, reliant la branche du Nil de Tell Basta avec le lac Timsah, relié lui-même à la mer Rouge par des voies naturelles. Les Britanniques prennent le contrôle du canal et le conserveront jusqu'à la nationalisation imposée par Gamal Abdel Nasser en 1956.

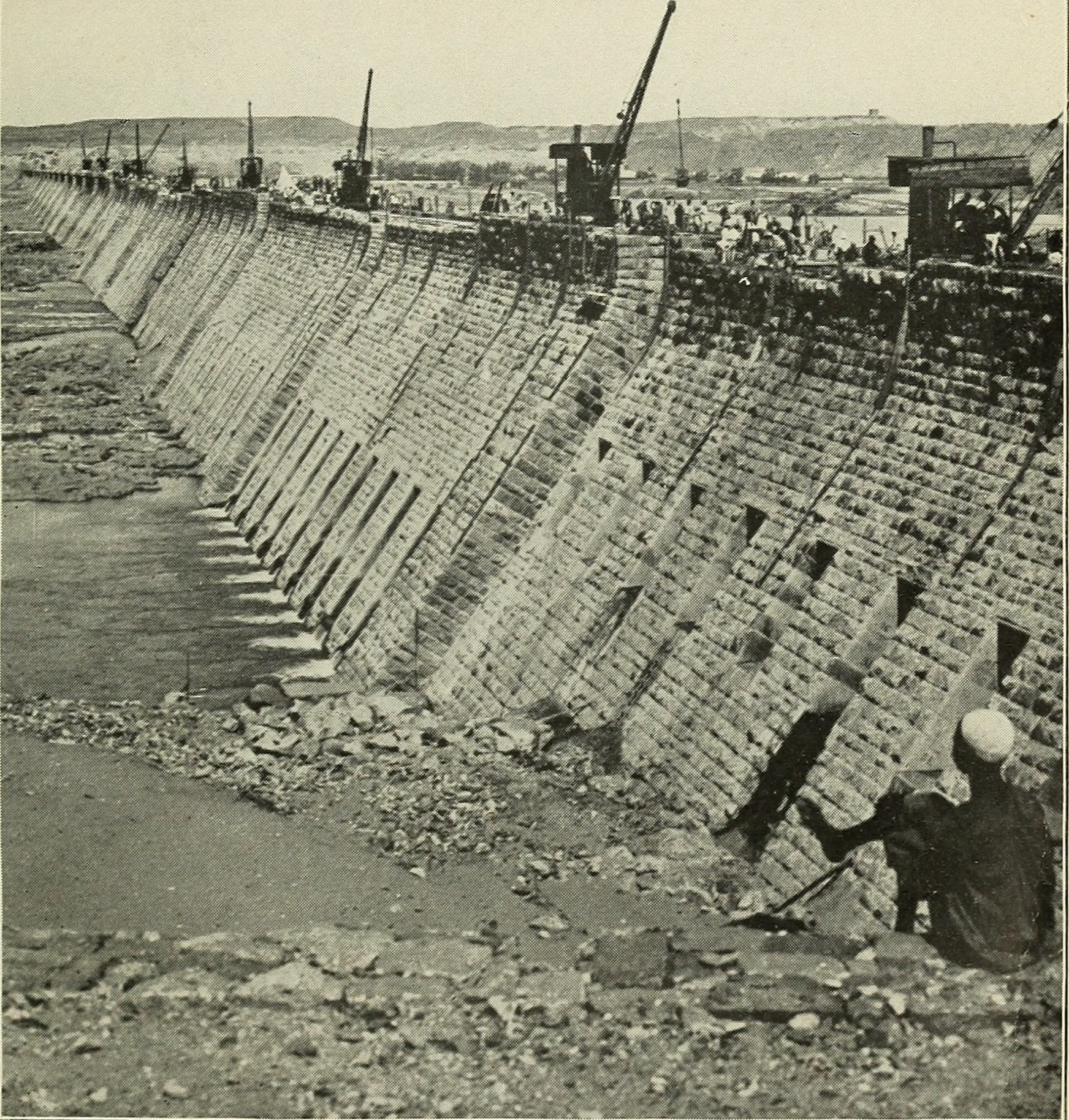
1912, Construction de l'Ancien barrage d'Assouan.

À la suite de l'invasion et de l'occupation britannique en Égypte, en 1896, avec la construction du barrage du Bas Assouan, le premier véritable réservoir de stockage sur le fleuve est créé.

#### Ingénierie hydraulique mésopotamienne
Au vu des vestiges de canaux de la Période d'Obeïd, à Ras al Amiya dans la région de Babylone, les eaux de défluviation de l'Euphrate sont déviées vers des cuvettes où contrôler la submersion, vers 5500 av. J.-C. À Choga Mami, des canaux de dérivation d'une dizaine de kilomètres permettent un arrosage gravitaire vers 5500 av. J.-C. Sur le plan technique, outre l'utilisation de chadouf à partir du troisième millénaire av. J.-C., les souverains Parthes construisent des barrages de retenue. Un ouvrage remarquable de l'ingénierie hydraulique assyrienne vers -700 est le canal construit par Sennachérib, de Khinis, dans les monts Zagros (Kurdistan) à Ninive (Irak). Cet ouvrage de cent mètres de large, vingt mètres de profondeur et quatre-vingt-quinze kilomètres de long passe par un aqueduc à Jerwan, pour lequel deux millions de blocs de pierre ont été employés. Pour l'assyriologue Stéphanie Dalley, il a servi à alimenter en eau les jardins de Sémiramis, qu'elle situe à Ninive.
L’agriculture mésopotamienne subit des dégâts irréparables sous les Ilkhanides. Durant la seconde moitié du XIXe siècle, tout le système des canaux d'irrigation et de drainage que les Mongols avaient achevé de détruire aux XIIIe et XIVe siècles est encore à l'abandon. En Syrie, la période ottomane est caractérisée par un repli face aux tribus nomades du désert et le front agricole ne s'est mis à progresser qu'à partir des années 1850-1860, notamment dans le Hauran. L'Empire ottoman sous influence britannique, sous la direction de l'ingénieur britannique William Willcocks, qui avait fait ses preuves en Égypte lors de la construction du premier barrage d'Assouan, entreprend les travaux d'aménagement visant à contenir les crues dévastatrices du Tigre et de l'Euphrate d'une part, et d'autre part à détourner une partie de ces eaux vers des lacs réservoirs utilisables pour l'irrigation. Le Barrage de Hindiya (1911-1913) est construit. L'histoire du partage des eaux du bassin Tigre-Euphrate à partir de 1916 se dispute entre les entités définies par les accords secrets de Sykes-Picot qui dépècent l'Empire Ottoman et créent les zones qui préfigurent les frontières turques, syriennes et irakiennes. Après la Première Guerre mondiale et les premiers efforts britanniques de mise en valeur du territoire, la surface cultivée s'étend en Syrie sur environ un demi-million d'hectares. Au milieu des années 1960, le développement de l'agriculture irriguée en Irak dépasse de loin le développement de la Syrie ou de la Turquie. La Syrie développe des projets d'irrigation début 1960 et la Turquie au milieu des années 1960. Le Projet d'Anatolie du Sud-Est, lancé vers la fin des années 1970 par le gouvernement turc, vise à irriguer 1,8 million d'hectares de terres arides à partir de vingt-deux barrages principaux construits sur les bassins versants du Tigre et de l'Euphrate.

### L'art de la céramique lustrée ou glaçurée

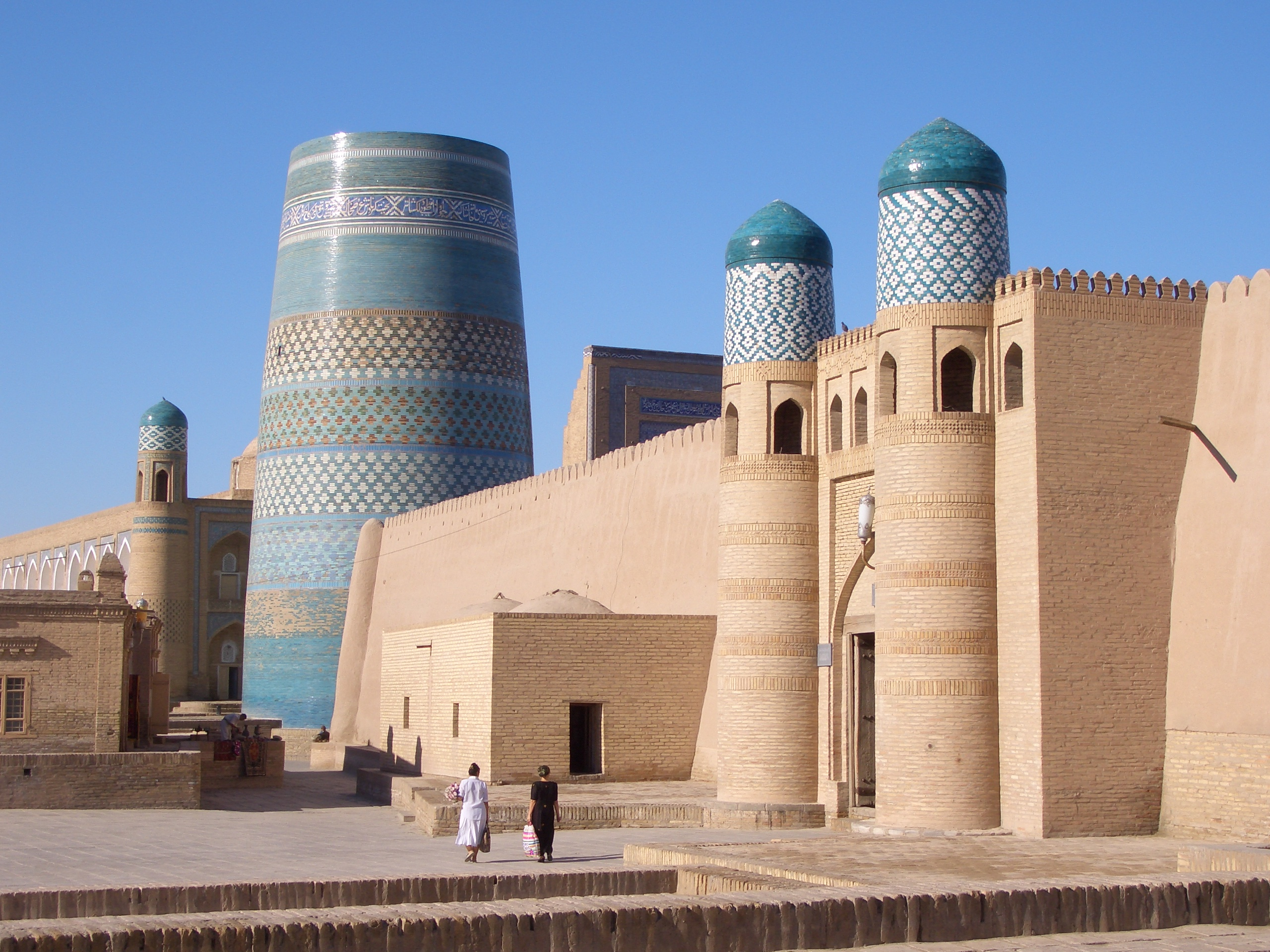
Kalta Minor, minaret situé à Itchan Kala, somptueusement recouvert de briques et carreaux glaçurés, 1855.

La cuisson de la brique est expérimentée en 2500 av. J.-C., en Mésopotamie et dans la vallée de l'Indus. La Porte d'Ishtar dans l'actuel Irak, ou le palais de Darius Ier à Suze dans l'actuel Iran, montrent l'usage maîtrisé des décors en brique de terre cuite émaillée et colorée, qu'avaient les néo-babyloniens en -580 et les Achéménides vers -500. Au Moyen Âge cette fois, un centre réputé de céramique s'implante à Kashan, en Perse islamique sous domination mongole, qui produit des carreaux qui prennent le nom de la ville, kashi. Le complexe architectural de Takht-i Sulayman (vers 1270) et le palais royal d'été du souverain Ilkhanide Abaqa (1265-1282) situé dans le nord-ouest de l'Iran, étaient richement décorés de revêtements de carreaux qui couvraient à la fois l'extérieur et les murs intérieurs de plusieurs de ses bâtiments. On retrouve la technique dans le Nord de l'Afrique, dans le mihrab de la Mosquée de Sidi Okba à Kairouan. Un centre de production de céramique important s'implante à Iznik en Turquie ottomane à partir du milieu du XVe siècle. On le doit aux sept cents artisans persans de Tabriz menés en Anatolie par Selim Ier après la victoire de Tchaldiran. Elle substituera aux motifs géométriques de la première céramique ottomane les riches motifs floraux d'origine persane timouride. Iznik fournira la Mosquée bleue d’Istanbul en carreaux à dominance de couleur bleue, qui lui donnent son nom, et exportera jusqu'en occident, essentiellement en Italie, bénéficiant des liens commerciaux avec les marchands vénitiens et génois et de la demande accrue des républiques de la péninsule. L'usage ornemental de carreaux de faïence dans le monde musulman est transmis à l’Espagne à l'occasion de la conquête musulmane de la péninsule Ibérique. Elle prend en Espagne le nom d'« azulejos ». Cet art est transmis par voie de commerce à l'Italie qui lui donne le nom de « majolique » qui décrit dans un premier temps la céramique lustrée inaugurée par la Perse mongole. Les ateliers de Qallaline se développent à Tunis, du fait des potiers morisques expulsés d'Espagne, de 1609 à 1614 et développent leur art directement inspiré de l'islam ottoman mais reprenant les motifs ornementaux de la céramique renaissante espagnole. Émigrés à Anvers, puis à Delft à la suite du sac d'Anvers de 1585 par l'Espagne impériale, des artisans italiens perpétuent l'art de la céramique sous la forme des « carreaux de Delft » dont les teintes bleues sont directement influencées par la céramique chinoise qui inonde alors l'Europe par les routes commerciales inaugurées par l'empire espagnol.

### De Byzance à la Sublime Porte

L'apogée de l'Empire byzantin avec les conquêtes de Justinien.

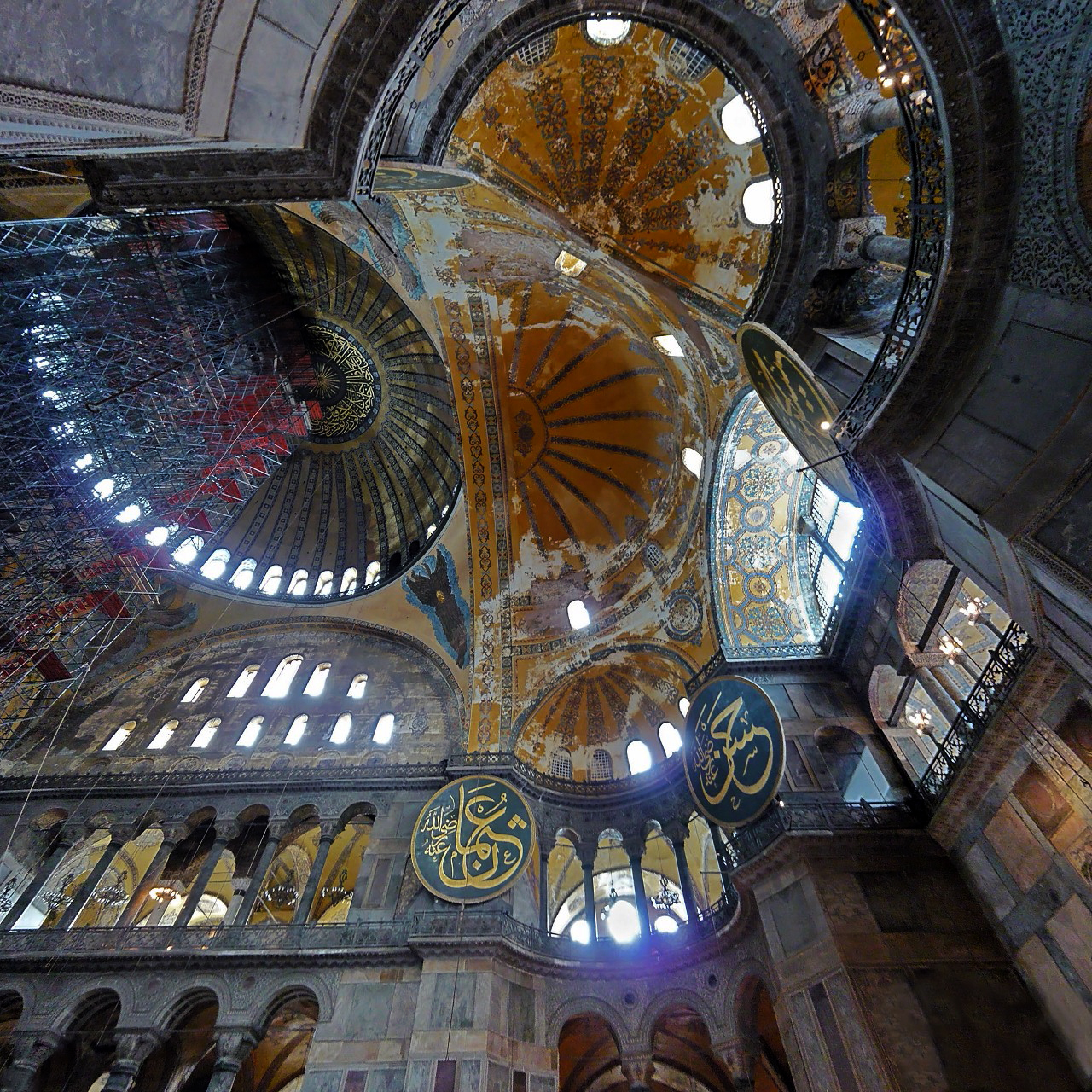
Sainte-Sophie (Constantinople), 532.

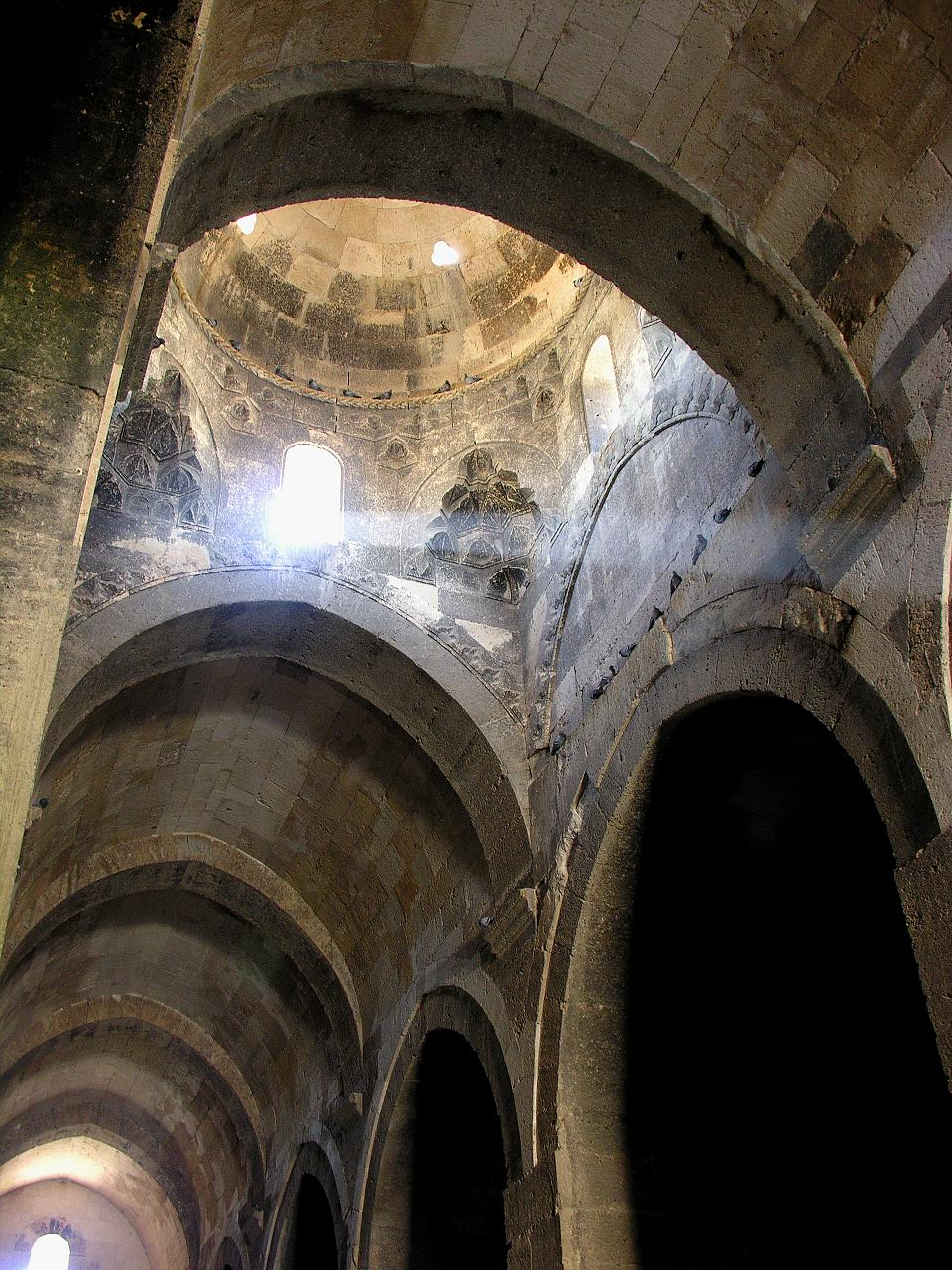
Caravansérail Sultanhan, coupole et trompes d'angle en encorbellement ornées des muqarnas de l'art islamique.

À partir de 324, Constantin transforme la cité grecque de Byzance en une « Nouvelle Rome » à laquelle il donne son nom. Constantinople est inaugurée après douze ans de travaux, en 330, bâtie sur un site naturel défensif qui la rend pratiquement imprenable, alors que Rome est sans cesse sous la menace des Germains. Sous le règne d’Héraclius (610-641), l’Empire d’Orient prend un caractère de plus en plus grec, le titre de Basileus remplace celui d’Auguste. Faisant suite à la bataille du Yarmouk en 636, la Syrie, Jérusalem, l’Égypte et la Mésopotamie sont définitivement perdues. Après six siècles de romanité et la chute de Carthage en 698, l'Afrique romaine passe sous domination arabe. En Orient, le monde grec orthodoxe et le monde arabo-musulman remplacent définitivement le monde romain.
Les Turcs s'établissent en Asie mineure dès 1071 et doivent dans un premier temps affronter les Croisés, les Byzantins, et les troupes musulmanes ayyoubides. Ils vont trouver chez les Syriens du Nord et les Arméniens les connaissances qui feront d'eux des bâtisseurs. Les Arméniens ont fui leur pays après la Bataille de Manzikert ; certains sont partis en Occident où ils ont introduit l'arc en tiers-point et la voûte en carène, qui s'imposeront dans l'architecture cistercienne après être apparus à Cluny III, mais aussi dans les vallées du Caucase. Leur capitale, Ani, est représentative de leur art. Les Syriens sont les habiles tailleurs de pierre des villages antiques du Nord de la Syrie. L'ensemble monumental important dont ils sont les auteurs s'est constitué du XIIIe au XIVe siècle : un réseau de caravansérails fortifiés - qu'ils vont construire selon le répertoire de vocabulaire architectural qu'ils connaissent, c'est-à-dire des églises - Médersas, etc..
Les seldjoukides sont défaits par les Mongols à la Bataille de Köse Dağ en 1243, ouvrant la voie aux Ottomans. Le sac de Constantinople lors de la Quatrième croisade en 1204 annonce la chute de celle-ci en 1453, la fin de l’Empire byzantin, ainsi qu'une nouvelle ère d'expansion pour l’Empire ottoman. Parmi d'autres, les muqarnas sont une solution originale apportée au problème de l'encorbellement par l'empire ottoman. Mehmed II, le vainqueur de Byzance désireux de rivaliser en faste avec celle-ci, commande à l'architecte ottoman d'origine byzantine Atik Sinan la réalisation d'une mosquée. Avec son Külliye de 320 m sur 320 m comprenant une bibliothèque, un hôpital et pas moins de huit médersas, elle devient le nouveau centre de formation religieuse et judiciaire de la capitale, alternative aux centres de formation plus éloignés du Caire. La légende veut que, parce que l'architecte ne réussit pas à faire la coupole de la mosquée plus grande que celle de Sainte-Sophie, de déception et de colère, Mehmed II aurait amputé la main de celui-ci. Sous Soliman le Magnifique, l'Empire ottoman connaît son apogée. Construite par Mimar Sinan, la Mosquée Süleymaniye est un autre hommage à Sainte Sophie.

## Civilisation précolombienne
Deux grandes cultures périssent, première moitié du XVIe siècle sous les coups des conquistadors, celle des Aztèques et celle des Incas. Elles étaient l'aboutissement d'une longue histoire, commencée des millénaires avant notre ère, avec la découverte et la domestication de plantes originales, le maïs et le haricot. Au Pérou, les chasseurs-cueilleurs mettent en culture des haricots et des courges vers 7 000 av. J.-C.; au Mexique, le maïs vers 6 000 av. J.-C., dans la région de Tehuacan, au nord de la Sierra Madre de Oaxaca. Cette céréale naît à la limite entre la zone tempérée du Sud du Mexique et la zone tropicale d'Amérique centrale et semble bien adaptée aux deux climats. À partir de là, elle se répand aussi bien au sud qu'au nord et l'on peut constater que son apparition coïncide avec le développement de groupes humains de plus en plus nombreux et hiérarchisés. Dans l'Amérique du Sud andine, le maïs arrive au IIe millénaire av. J.-C. Avec elle se renforcent les sociétés d'agriculteurs, à l'origine de l'expansion de cultures complexes et d'empires étendus. En Amérique du Nord, la céréale est introduite au milieu du deuxième millénaire, n'y étant qu'un appoint, les Indiens du lieu consommant le sureau des marais, la courge, le tournesol et surtout un gibier abondant, qu'ils chassent à l'arc. Ce n'est que des siècles plus tard que la céréale mexicaine recouvre tout le continent, jusqu'au fleuve Saint-Laurent, encore ici à l'origine de sociétés hiérarchisées autour du Mississippi. Les groupes de chasseurs semi-sédentaires ne méconnaissent pas la plante et l'utilisent à l'occasion. Ainsi, les pèlerins du Mayflower, en 1620, apprirent des Indiens du lieu, les Wampanoags, à cultiver le maïs et à s'en nourrir, complétant leur régime d'un volatile inconnu d'eux, le dindon, rencontre perpétuée jusqu'à nos jours à la Thanksgiving, par la consommation d'une dinde. Mais le contact de l'Amérindien avec l'Européen fut finalement comme on le sait une catastrophe. 

## Monde antique européen
Dans une approche eurocentriste, le monde antique se partage entre différentes civilisations - celte, étrusque, grecque, perse - qui s’influencent mutuellement et sont finalement assujetties par Rome. La notion de civilisation gréco-romaine met en évidence l'influence culturelle que la Grèce antique va exercer sur la ville de Rome, qui l'assimile et diffuse à son tour sa culture à l'ensemble de son empire. Pour un observateur partial du XIXe siècle, la civilisation avançant de l'est à l'ouest subirait « une de ces influences mystérieuses une de ces puissances magnétiques indéfinissables qui disposent de l'humanité et la rend sans qu'elle en ait conscience esclaves des lois naturelles. L'invasion des barbares va dans le même sens que le progrès de la civilisation partie de l'Asie s'implantant en Grèce, en Italie marchant toujours vers l'ouest, dominant enfin aux dernières limites du vieux monde occidental, puis franchissant l'Atlantique pour s'imposer au nouveau continent ».

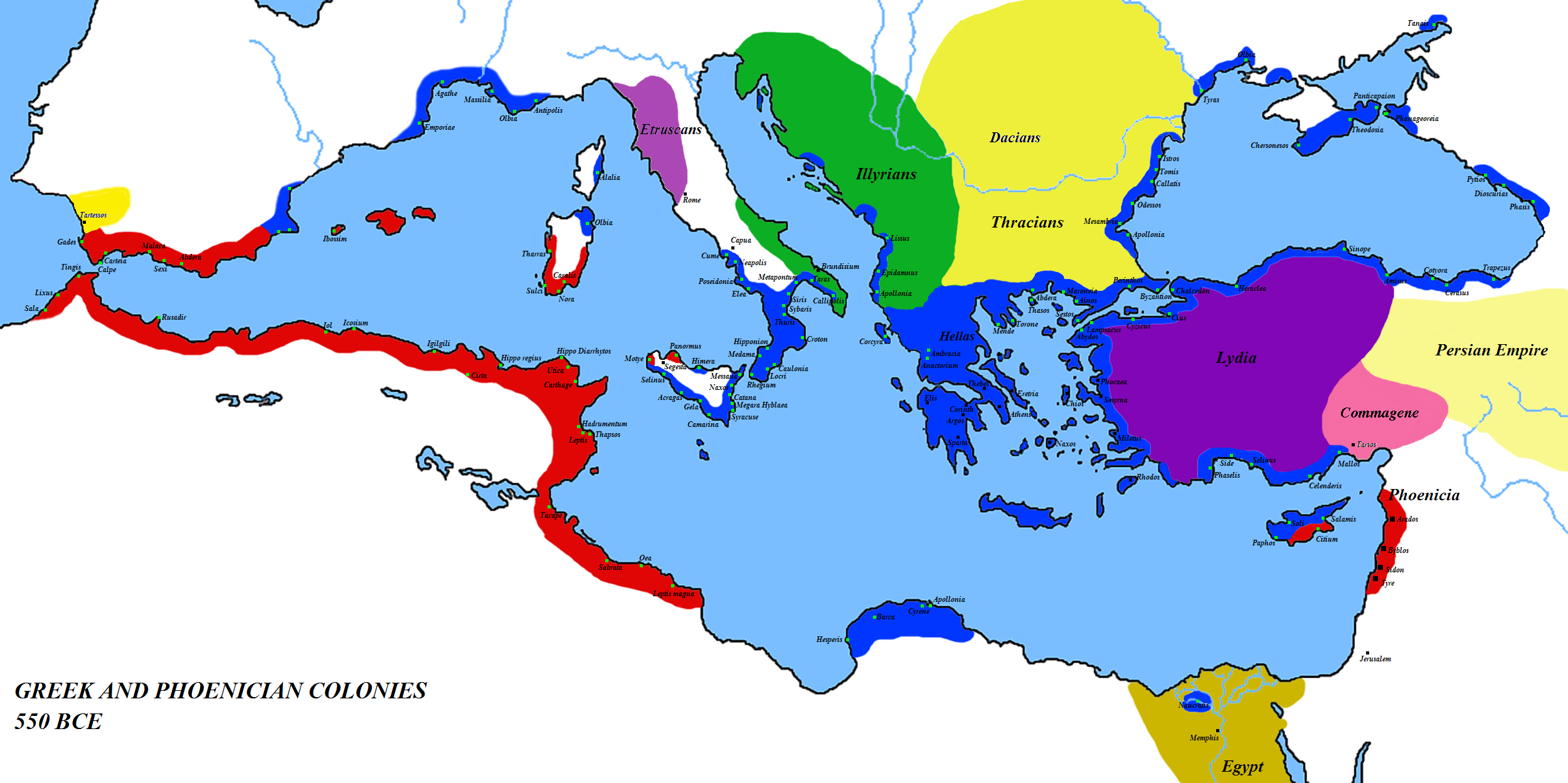
Monde antique autour de la Méditerranée aux environs de 550 av. J.-C. Colonies grecques (en bleu) et phéniciennes (en rouge).

La Grèce archaïque est du temps d'Homère (VIIIe siècle av. J.-C.), dans sa plus grande étendue, soumise au régime pastoral. Les troupeaux forment la richesse la plus réelle des rois et des prêtres. Cette période voit la naissance des premières villes, des premières colonies et des premiers échanges commerciaux. À la suite de ses victoires sur les Perses au cours des guerres médiques (Ve siècle av. J.-C.), Athènes, organisée en démocratie, devient la puissance dominante du monde grec durant toute la période du Ve siècle av. J.-C.
L'apogée de la Perse antique a lieu sous la dynastie achéménide (550 av. J.-C.), dont les conquérants, Darius Ier et Xerxès Ier, étendent le territoire jusqu'à en faire le plus grand empire connu alors. Ils développent le réseau d'irrigation, les qanats, dans une économie agricole. L'époque hellénistique est le nom que l’on donne à la période de l'Antiquité qui suit la conquête de la Perse et de l’Asie par Alexandre le Grand.

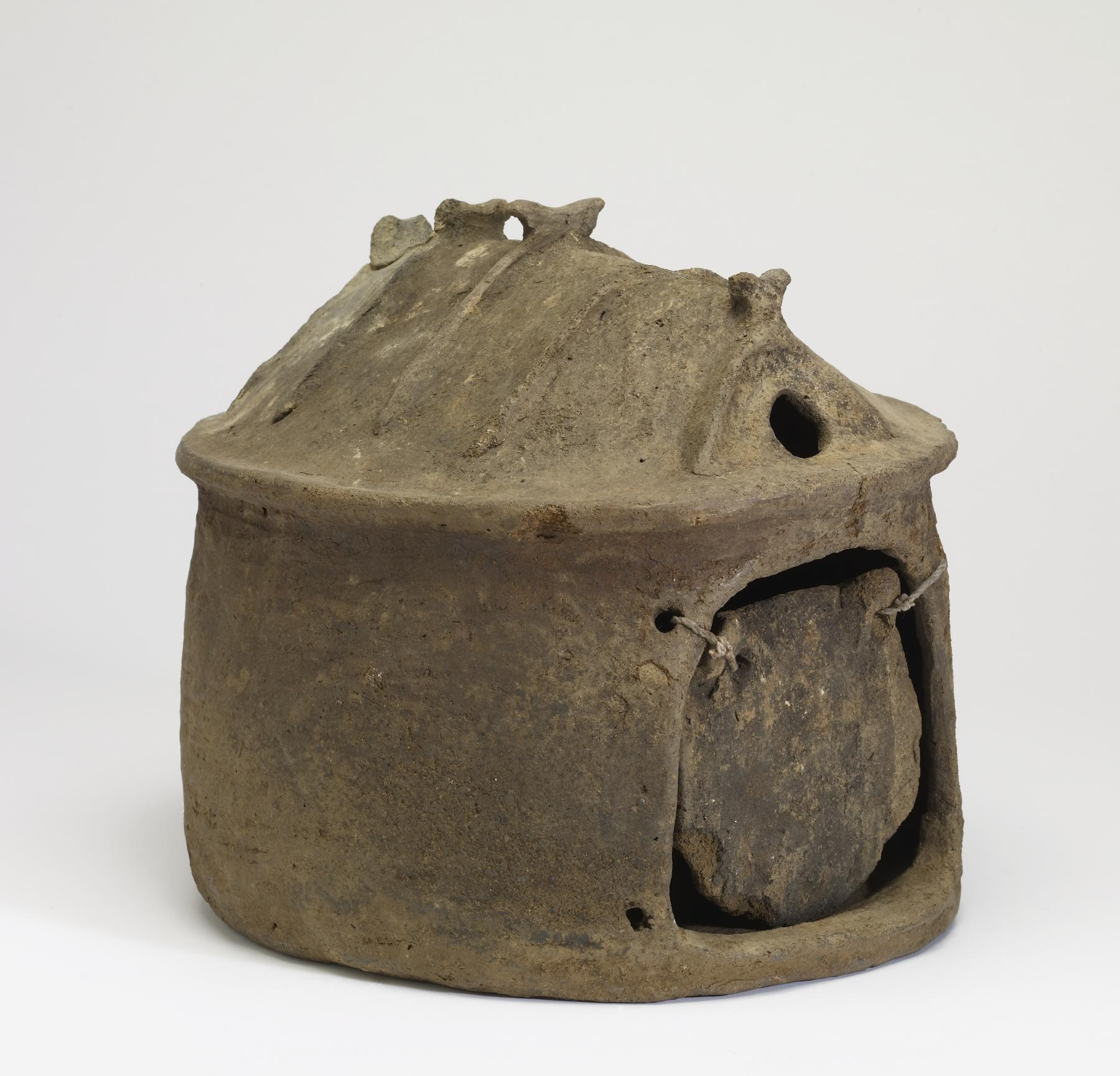
Urne funéraire villanovienne à la forme de cabane,

Les Étrusques, peuple à l'origine incertaine, développent sur le nord de l'Italie et sur Rome à partir du VIIIe siècle av. J.-C. une esthétique originale influencée par la Grèce et une industrie, surtout métallurgique. La royauté romaine commence avec la fondation de Rome par Romulus et Rémus en l'an 753 av. J.-C., et se termine à la révolution de 509 av. J.-C. qui chasse le dernier roi. Les trois derniers monarques sont qualifiés d'Étrusques en raison de leur origine. Le Romain, paysan-soldat, âpre au gain, rustique et avare, obsédé par la possession de terres et l'idée durable de domination, invente le droit et surtout le droit de propriété (usus, fructus, abusus). Les apports étrusques aux Romains sont multiples et passent notamment par les techniques d'arpentage, l'hydraulique, la manière de fonder les villes et d'organiser le domaine privé, ce que l'on appelle ensuite la villa romaine. D'abord étrusque par ses maîtres, Rome, par suite de ses conquêtes, incorpore la culture grecque dans son entièreté.
Parallèlement, une autre civilisation se développe sur le bassin méditerranéen, la civilisation carthaginoise, fondation phénicienne qui devient inévitablement la concurrente de Rome.
Bâtis par et pour des agriculteurs et des éleveurs, les habitats sont alors et encore pour longtemps de simples huttes et chaumières. Ulysse et Ajax, envoyés par les autres rois pour apaiser la colère d'Achille, le trouvent dans sa hutte, chantant pour endormir sa colère. Acca Larentia, nourrice de Romulus et Rémus, fondateurs de Rome, élève les jumeaux ainsi que ses douze fils sous une hutte de paille construite de leurs mains. Selon Masurius Sabinus, celle de Romulus, toujours réparée, est religieusement conservée jusqu'au temps de Néron.
Progressivement, une architecture plus élaborée est dédiée aux rois et aux dieux. Sous l'Empire romain, elle devient un art universel.

### La Grèce antique

#### Le palais grec, le temple grec, et l'influence des grecs en Europe

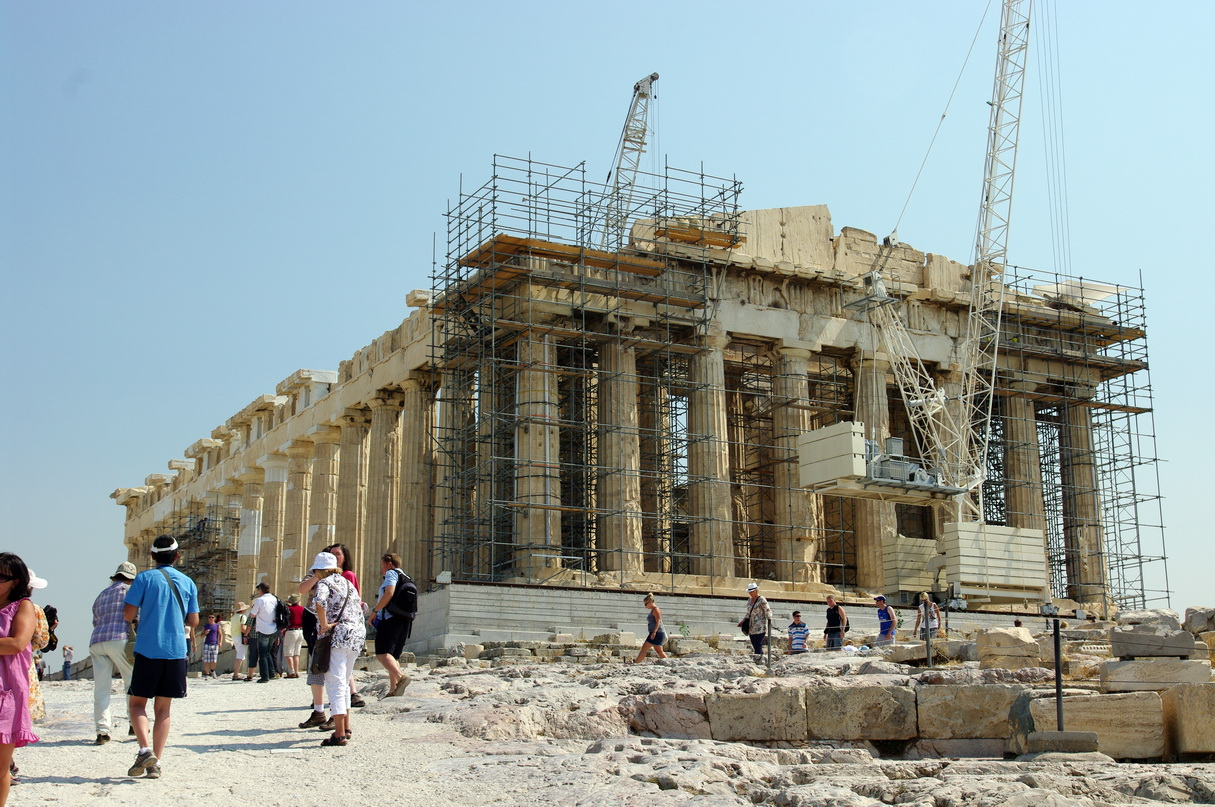
Façade ouest du Parthénon, -449 à -438.

Connue grâce à Homère principalement, et par quelques traits empruntés aux Tragiques, la disposition générale des grandes habitations concerne les maisons de Priam, d'Alcinoos, de Ménélas et d'Ulysse, la première décrite dans l'Iliade, les trois autres dans l'Odyssée. La maison avec son mur d'enceinte et son entrée placée sur la voie publique présente d'abord à l'intérieur une cour ou espace découvert fermée par un mur avec des barrières ; les communications intérieures se font par des portes à deux battants. Au milieu de cet espace circonscrit par des murs, se trouve un autel dédié à Zeus, gardien de l'enceinte, ordinairement ombragé par un arbre auquel sont attachées les idoles des dieux domestiques. Placé au-delà de la cour découverte entourée d'un portique, se présente l'appartement principal appelé mégaron, dont la façade est souvent décorée au moyen d'un placage de métal brillant. Cette pièce est celle où se tient le maître de la maison et où il reçoit ses hôtes. Il s'y trouve un foyer en forme d'autel dont la fumée s'échappe par une ouverture pratiquée dans le milieu du toit. Dans une partie plus reculée de l'habitation, à laquelle on accède par un passage à l'extrémité formée par une porte élevée, sont les appartements des femmes, généralement placés au premier étage. Cet étage supérieur surmonte une grande chambre construite au-dessous du sol, laquelle sert à enfermer les richesses du maître et les provisions de la maison. D'autres fois, il s'étend, en partie du moins, jusqu'au-dessus du mégaron, dont le plafond est supporté par des colonnes. Les appartements habités par les hommes, l'andrôn (par opposition au gynécée), sont distribués au fond de la cour, de chaque côté de cette cour et en avant du mégaron, ainsi qu'on peut le présumer d'après la place qu'occupent dans la maison de Priam les chambres de ses fils et dans celle d'Ulysse la chambre de Télémaque. Ce type de construction réservé à l'aristocratie grecque s'étend progressivement aux classes les plus aisées, en matériaux de plus en plus durables, la richesse d'une maison pouvant se mesurer au nombre de pièces.

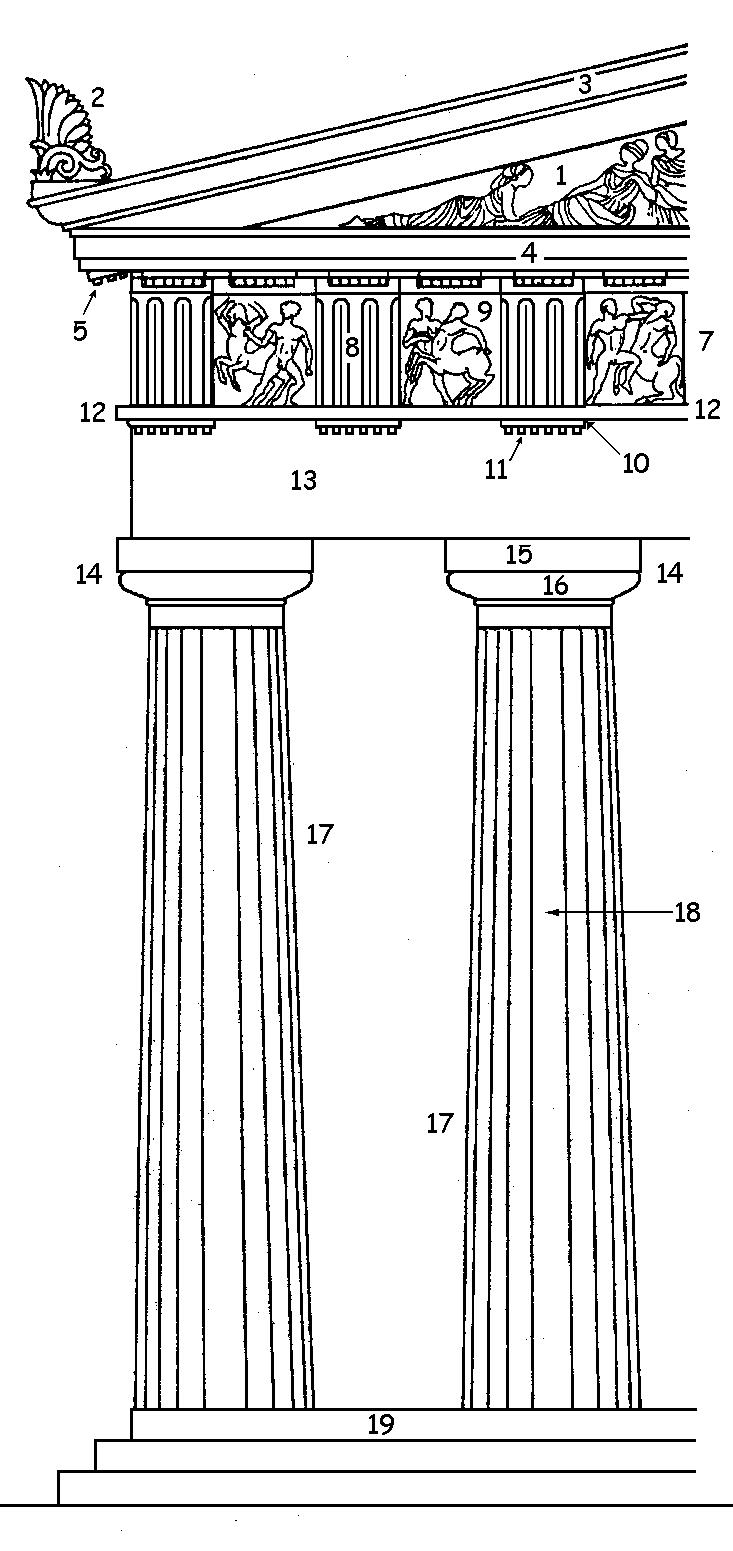
Ordre dorique :
-[1] tympan du fronton
-[2] acrotère
-[3] cimaise du fronton -[4] geison
-[5] mutule
-[7] frise
-[8] triglyphe
-[9] métope
-[10] regula
-[11] goutte
-[12] larmier
-[13] architrave
-[14] chapiteau
-[15] abaque
-[16] échine
-[17] colonne
-[18] cannelure
-[19] stylobate.

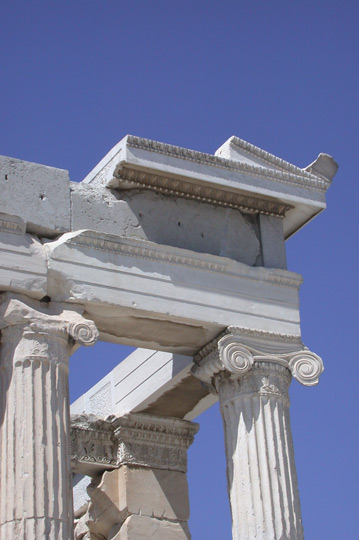
Érechthéion, détail.

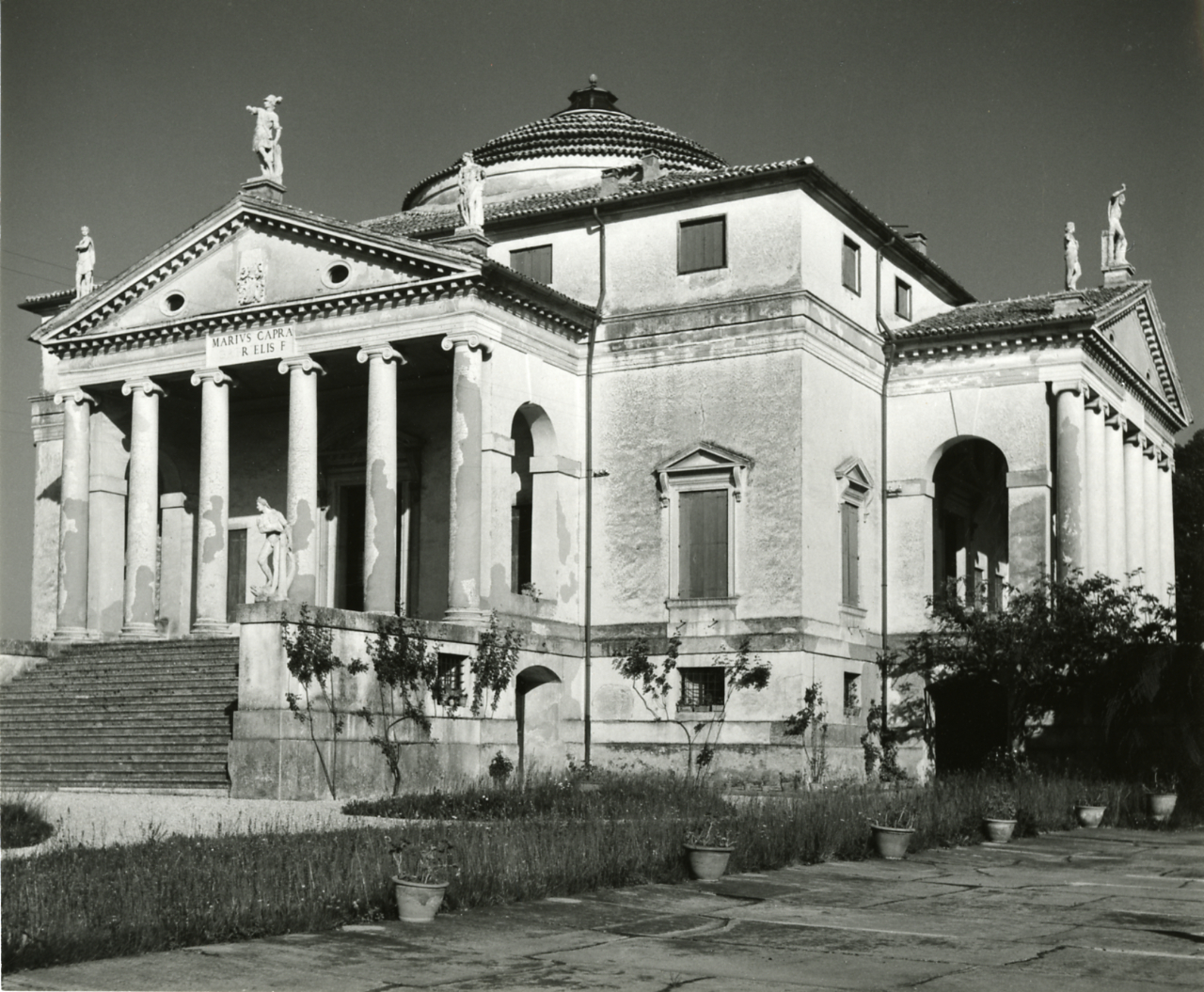
Andrea Palladio. Villa Rotonda.

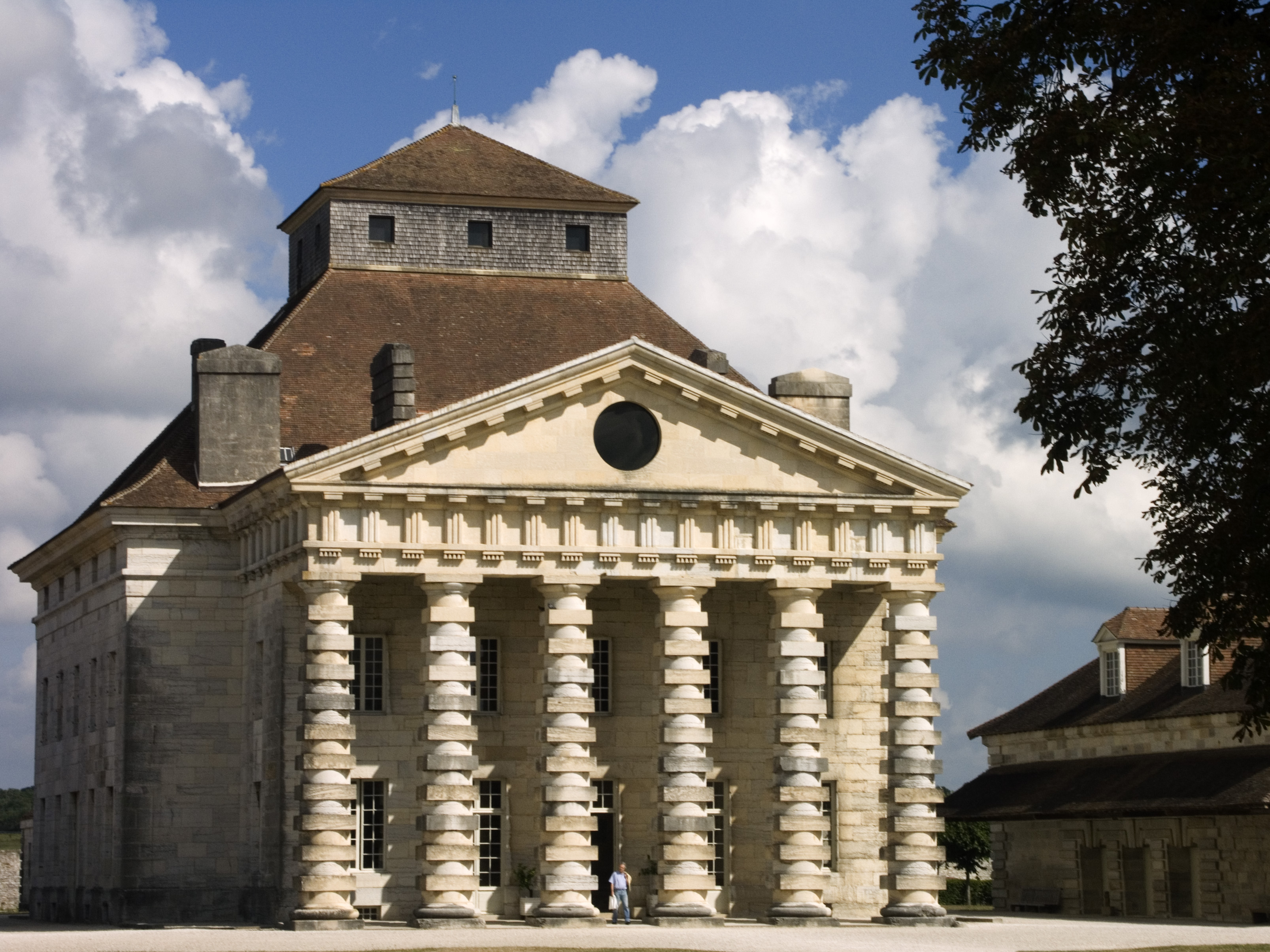
Claude-Nicolas Ledoux, Saline royale d'Arc-et-Senans, Maison du directeur (1774-1779).

Originairement en bois, recouverts d'argile cuite peinte de couleurs vives destinée à protéger le bois, les temples qui procèdent de la maison grecque (puisque le temple est la maison des dieux), vont être progressivement construits en marbre (dans les Cyclades) ou en calcaire gris coquillé (dans le Péloponnèse), accédant ainsi à une dimension monumentale. Dans cette nouvelle architecture, toute de pierre constituée, charpente comprise, les éléments fonctionnels tels métopes et triglyphes de la frise dorique, qui sont à l'origine des plaques de terre cuite protégeant de l'humidité la charpente en bois, obtiennent une valeur purement décorative. Les annelets des colonnes, à l'origine simples cerclages des colonnes en bois, deviennent simple décoration également. Chaque pierre est unique, taillée en fonction de son emplacement.
Le temple est couvert de tuiles, corinthiennes ou laconiennes, rectilignes ou curvilignes, en terre cuite ou en pierre, mesurant entre 60 cm et 1 m, estampillées de dates, de lettres ou de destinations. Selon Pausanias, l'inventeur des tuiles en marbre est un certain Byzès de Naxos.
Un soin particulier est accordé aux charpentes renforcées parce que supportant des tuiles en pierre. Elles sont en pin de Macédoine, en chêne du Péloponnèse, en cèdre ou en cyprès issu de la région de Sicyone, ou même d’Égypte. Charpentiers, peintres et sculpteurs sont itinérants. Contrairement à l'image de marbre blanc laissée par l'usure du temps, les temples grecs sont peints. Une coloration canonique se met en place : les lignes horizontales sont en rouge, les verticales en bleu ou en bleu-noir, les fûts de colonnes restent clairs.
L'architecture religieuse grecque est codifiée et se base sur des règles de proportion arithmétiques. Les ordres architecturaux organisent les proportions, les formes et l'ornementation de toute partie construite. Les Grecs reconnaissent seulement trois ordres : l’ordre dorique, l’ordre ionique et l’ordre corinthien. Chersiphron serait le créateur de l'ordre ionique, et Callimaque de l'ordre corinthien. L'ordre dorique, le premier en date, tel que le montrent sous sa forme la plus ancienne le temple de Corinthe et les temples grecs de Paestum, existe en Égypte deux mille ans avant Périclès. Les conditions imposées à l'ornementation par l'origine même de l'architecture, la construction en bois, resteront méconnues par les Romains, qui faussent ainsi le sens de ces ornements en les détournant de leur étymologie. Les diverses classes de monuments que construira Rome (théâtres, amphithéâtres, arcs de triomphe, basiliques, curies, les uns grecs, les autres romains d'origine) seront composés d'éléments empruntés primitivement à la Grèce. On y emploiera ces trois premiers ordres, plus ou moins modifiés ou altérés par le génie et le goût romains, remplaçant souvent l'élégance par la grandeur et la pureté par la force. Les Romains confondent les trois ordres d'architecture, que les Grecs en général séparent soigneusement, mais qu'ils mêlent aussi parfois. Ce que les Romains inventent n'est ni très original ni très heureux ; l'ordre toscan est un dorique imparfait et le composite un mélange bâtard de l'ionique et du corinthien. Sauf ces différences et quelques autres, l'architecture romaine n'offre bien souvent qu’une reproduction de l’architecture grecque ; même les colonnes surmontées par des statues, comme les colonnes Trajane et Antonine, existent en Grèce, et Varron[Lequel ?] construit dans sa villa, pour loger ses oiseaux, un édifice semblable à la tour des Vents, monument d'Athènes que le temps a épargné et que surmonte un triton tournant sur un pivot, la plus ancienne girouette connue.
La manière grecque ou son interprétation romaine de composer l'architecture sera l'inspiration de nombreux architectes ; le De architectura de Vitruve, seul livre majeur demeurant sur l’architecture de l’Antiquité classique, sera le livre à posséder, et Rome, le voyage à effectuer. La pensée architecturale de Andrea Palladio, architecte majeur de la Renaissance italienne qui puise à ces différentes sources, a eu un grand succès en Grande-Bretagne, où l'architecte Inigo Jones se fera l'ardent promoteur de cette pensée. C'est de la Grande-Bretagne, à la veille de la Révolution française, que l'art de Palladio reviendra en France par l'entremise de Claude-Nicolas Ledoux. Né à Rome au moment où l'on redécouvre Pompéi et Herculanum, le néo-classicisme se propage rapidement en France par l'intermédiaire des élèves peintres et sculpteurs de l'Académie de France à Rome, en Angleterre grâce à la pratique du Grand Tour de la jeunesse noble britannique, et dans le reste du monde. Comme pour les Grecs anciens, de même que Vitruve, l'architecture a trois parties principales : l'ordonnance, la disposition ou distribution et la bienséance. L'ordonnance est « ce qui donne à toutes les parties d'un bâtiment la juste grandeur qui leur est propre, par rapport à leur usage. Dans l'ordonnance, on parle des cinq ordres architecturaux, de leurs proportions et de la manière de les mesurer. La mesure s'appelle module, et c'est toujours le diamètre du bas de la tige de la colonne. Par cette mesure divisée en soixante minutes et « moyenne entre celles dont les Anciens et les Modernes se sont servis », est déterminée sans fraction la hauteur des piédestaux, des colonnes, des entablements et de tous les divers membres qui les composent, de même que la saillie de leurs bases, de leurs chapiteaux et de leurs corniches. », La distribution est « l'arrangement convenable de ces parties. C'est la distribution qui décide des longueurs, des largeurs et des hauteurs d'un édifice. », La bienséance est ce qui fait que cette distribution est telle « qu'on n'y puisse rien trouver qui soit contraire à la nature, à l'accoutumance et à l'usage des choses. La bienséance exige qu'un édifice n'ait ni plus ni moins de magnificence qu'il n'en convient à sa destination : la décoration des bâtiments ne doit pas être arbitraire, il faut qu'elle soit toujours relative au rang et à la qualité de ceux qui l'habitent, et conforme à l'objet que l'on a eu en vue. Pour dire quelque chose de moins vague, distinguons les édifices publics d'avec les maisons particulières. »

#### La Grèce de Périclès
La Ligue de Délos, alliance militaire initialement créée pour repousser l'ennemi perse, évolue d'une coordination de forces armées grecques sous l'égide des Athéniens vers une confédération étatique soutenue militairement, financièrement et culturellement par Athènes.
De la trésorerie de l'alliance, Périclès (-495, -429), qui se maintient habilement à la tête de l’État athénien de -461 jusqu'à sa mort, tire les fonds nécessaires à son ambitieux plan de construction centré sur l'acropole d'Athènes, plan qui comprend les Propylées, le Parthénon pour commémorer les guerres médiques et la statue d'Athéna, sculptée par son ami, Phidias. En 449 av. J.-C., Périclès propose un décret autorisant l'utilisation de 9 000 talents pour financer le programme de reconstruction des temples d'Athènes. À l'époque, d'après Plutarque (46 - 125) dans ses Vies des hommes illustres, ces monuments suscitent l'administration et chez ses ennemis, les accusations les plus virulentes à l'encontre de Périclès : détournement de fonds à son seul profit, goût démesuré du faste. Angelos Vlachos, un académicien grec, souligne l'utilisation de la trésorerie de l'alliance par Périclès : « un des plus importants détournements de fonds de l'histoire humaine », mais qui permit toutefois de financer quelques-unes des "créations artistiques les plus merveilleuses du monde antique",. Plutarque fait de presque tous les citoyens des salariés de l’État et reconnaît aux ouvriers charpentiers, mouleurs, fondeurs, tailleurs de pierre, brodeurs, doreurs, sculpteurs d'ivoire, peintres, orfèvres, professions exemptées du service militaire, les mêmes droits que les soldats. Ainsi, Périclès réussit à mener une politique de prestige redoutablement efficace. L’acropole d’Athènes atteste encore aujourd'hui de la puissance de la Grèce et de sa splendeur d’autrefois.
Pour la construction du Parthénon, on rouvre la carrière du mont Pentélique qui fournit un marbre de bonne texture, dont la dureté permet la confection de détail d'une grande finesse. Le Parthénon nécessite la taille et le transport d'au moins 20 000 blocs de marbre pesant au total 100 000 tonnes. Ici, rien n'est droit, aucune pierre n'est un parallélépipède parfait. Chaque pierre est unique, taillée pour l'endroit de l'édifice où elle sera placée.
Au Parthénon et aux Propylées, le plafond est en pierre et à caissons. Cette pratique se développe au Ve siècle av. J.-C. Une grande plaque creusée de plusieurs alvéoles repose sur de fortes poutres transversales dans le pronaos et la galerie du Parthénon. Rehaussé de peinture, un motif floral s'épanouit au fond du caisson, une rosace, une fleur de liseron ou de lotus.
Outre le nom de Phidias, l'histoire retient le nom des architectes impliqués dans la construction du Parthénon, Ictinos et Callicratès.

#### Hydraulique grecque
La première mention connue du mot architecte - αρχιτεκτων - apparaît au Ve siècle av. J.-C. dans le livre d'Hérodote, Histoires, décrivant le tunnel de Samos, un des chefs-d’œuvre de l’ingénierie grecque par Eupalinos.

### La Rome étrusque et la Rome grecque

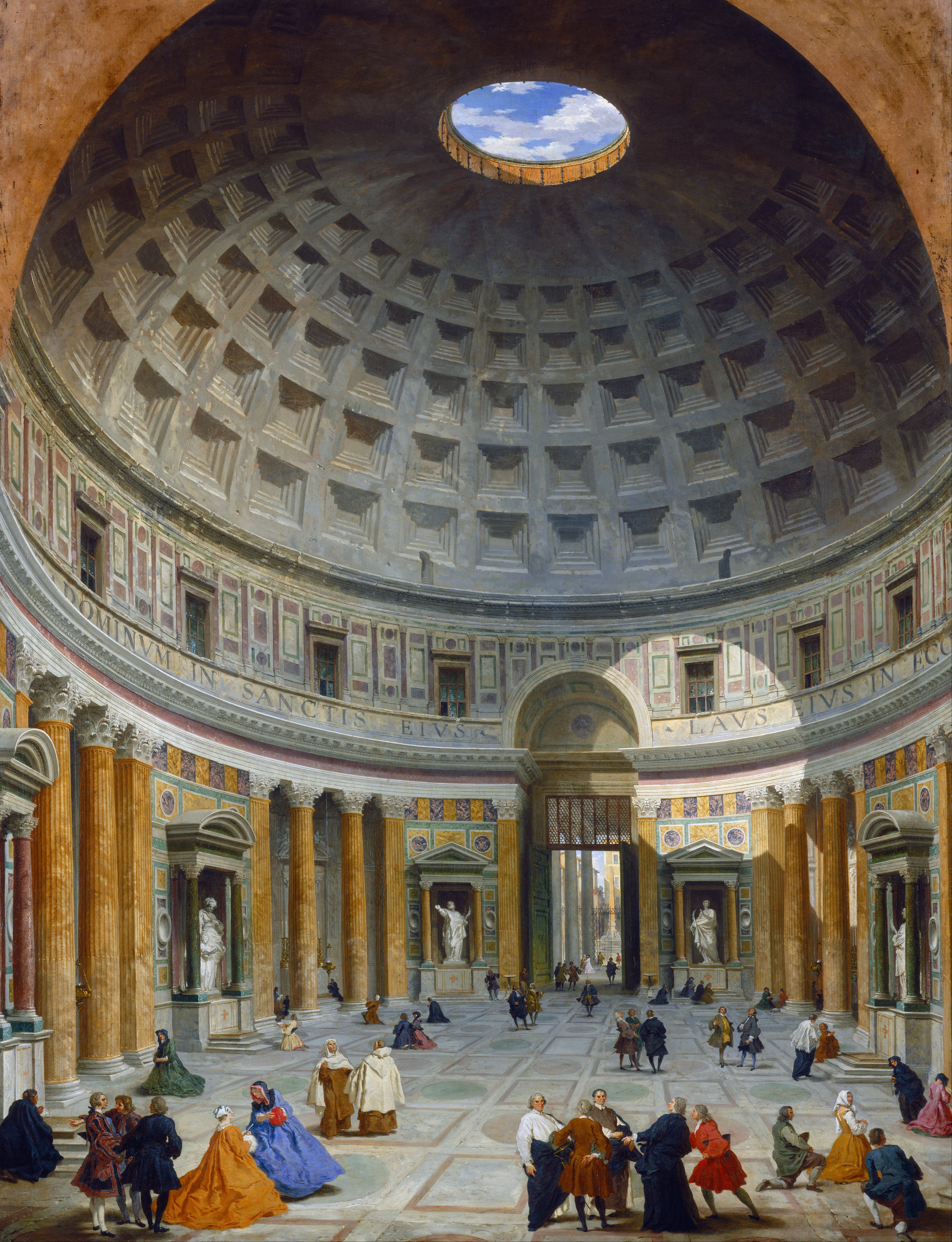
Intérieur du Panthéon au XVIIIe siècle, avec le décor d'origine, par Giovanni Paolo Panini.

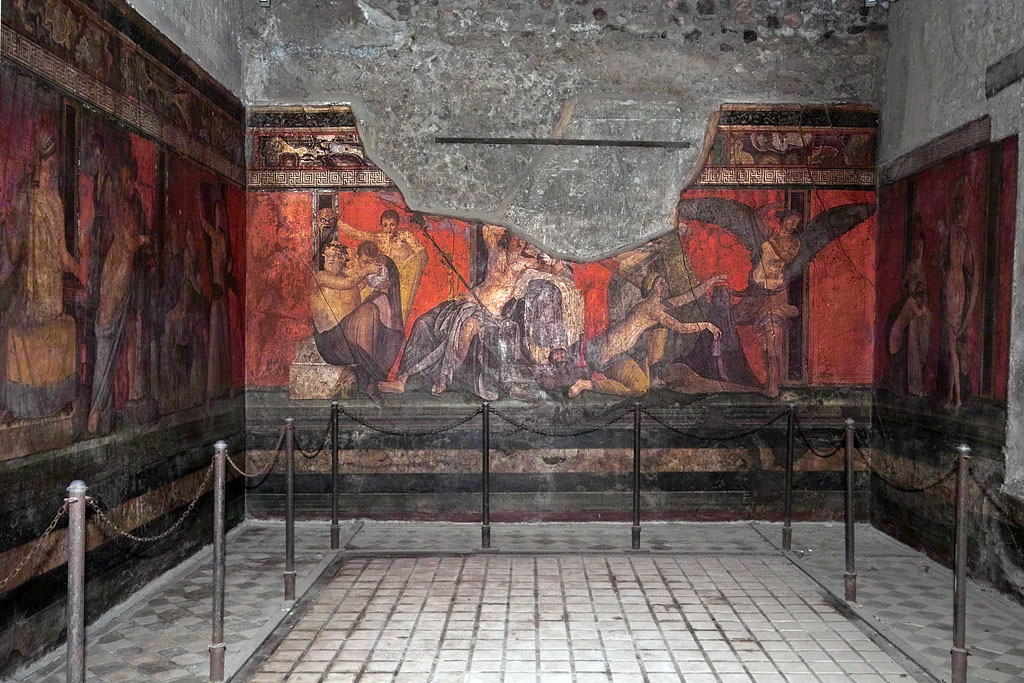
Intérieur de la villa des Mystères à Pompéi.

La place du forum est aménagée pour la première fois vers 600 av. J.-C., recouverte simplement de terre battue. À partir de cette époque, le forum n'est plus une zone périphérique aux villages, mais devient la place centrale des villages alentour. La datation archéologique correspond de façon surprenante à la tradition qui attribue les premiers travaux d'aménagement d'envergure à la dynastie des Tarquins, rois étrusques de Rome, qui s'établit à partir de 616 av. J.-C. Tarquin l'Ancien fait creuser un système de drainage des eaux vers le Tibre, la Cloaca Maxima, qui permet d'assécher les marais et d'assainir la zone. Tarquin le Superbe, le dernier de la dynastie, fait construire le Temple de Jupiter capitolin. Au pied du Mont Palatin sont construits des huttes puis de véritables maisons, rectangulaires, avec soubassement en pierre. L'aristocratie patricienne profite de l'affaiblissement de l'Étrurie pour fonder la République romaine, calquée sur celle d’Athènes, en 509 av. J.-C.
Rome a, dès la plus haute antiquité, quelques collèges ou corporations ouvrières dont l'organisation semble avoir été contemporaine de ses premières institutions politiques et religieuses. Selon Pline et Plutarque, elles remontent au règne de Numa Pompilius, le deuxième roi légendaire de Rome au VIIIe siècle av. J.-C. ; Florus les attribue à Servius Tullius, et un passage de Denys d'Halicarnasse montre qu'au temps de Tarquin le Superbe ces associations particulières sont déjà assez puissantes pour se rendre redoutables à la tyrannie. Elles ont leurs chefs, leurs assemblées, leurs règlements ; elles fournissent à leurs dépenses par des contributions volontaires et, à certaines époques, les membres d'un même collège, unis sous le nom de sodales, se rassemblent autour d'un autel commun. Les collèges ont chacun leur divinité et leurs fêtes sacrées. Au VIe siècle av. J.-C., Servius Tullius renverse la vieille constitution aristocratique de Romulus et accorde aux artisans quelques privilèges politiques. Les artisans n'ont pas de place dans la curie, ils en ont dans les classes qui forment une organisation politique et militaire. Des forgerons et des charpentiers sont ainsi intégrés, et rien n'empêche de croire qu'ils peuvent voter au Champ de Mars, à côté des riches citoyens auxquels ils sont adjoints. Ces mesures sont annulées par le successeur de Tullius, puis rétablies par la loi des Douze Tables.
Toutefois, Rome, patricienne et guerrière, ne peut être favorable au développement de celle-ci et est donc, dans un premier temps, une nation sans industrie.

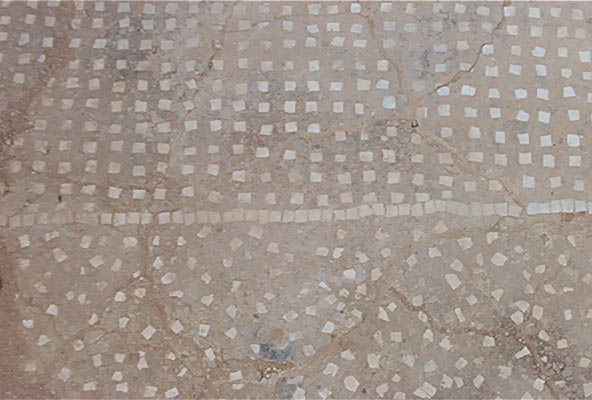
Pavement punique à Byrsa.

Caton, vers -195, attaque les Romains qui rompent avec la traditionnelle simplicité ou rusticité de leur cité. La condamnation du luxe et l'opposition à Carthage sont des thèmes récurrents de son œuvre. L'ivoire et le bois de citrus sont, sous sa plume, la partie d'un luxe qui abuse de produits carthaginois trop présents à son goût (pour l'ivoire, Rome a été longtemps défaite par les Carthaginois accompagnés d'éléphants, par Hannibal Barca à partir de -218). Innovation apparemment récente, les pavements subissent la même condamnation. La maison romaine doit avoir originellement un sol de terre battue comme il est habituel dans bon nombre d'habitats archaïques, et il est somptuaire d'y substituer un pauimentum, l'opus signinum, qui remonte seulement à la fin du IIe siècle. Les fouilles réalisées à Byrsa montrent, d'autre part, que l'usage de pavements est alors depuis longtemps d'un usage courant à Carthage. Caton déteste autant l'hellénisme que Carthage ; de là ses paroles restées célèbres : « Carthago Delenda est », « Que Carthage soit détruite », souhait réalisé en -146.
Le Romain n'a donc pas, comme les Grecs, le génie créateur, mais il a de manière surprenante un sentiment très vif du beau et du grand transmis par les Étrusques. Lorsque Rome se lance dans la conquête de l'Italie et de l'ensemble du bassin méditerranéen, les guerres samnites et puniques lui donnent Tarente (-272), Capoue (-211), Syracuse (-212), l'Italie méridionale et la Sicile. Les merveilleux chefs-d'œuvre semés par les artistes grecs font que ce rude soldat se sent probablement subjugué pour la première fois. Mais reconnaître une supériorité, avouer une impuissance, n'est pas dans sa nature. Esprit pratique, le Romain décide de dépouiller les provinces conquises au fur et à mesure de leur conquête, et transplante à Rome les productions de leur génie. Pendant deux siècles entiers, de -266 à -62, la Grande-Grèce (-282 à -209), la Sicile (-241), Corinthe (-146), Athènes (-86), la Grèce entière, la Macédoine, l'Asie mineure envoient tour à tour à Rome leurs trésors : avec Scipion l'Asiatique, l'argenterie ciselée, les tapisseries, les bronzes ; avec Mummius, les marbres, les corinthes, les peintures ; avec Pompée, les perles et les pierreries. À leur suite arrivent les artistes, les uns captifs, les autres mandés à Rome pour des travaux d'embellissement. L'art grec émigre tout entier et se naturalise romain.
Rome absorbe Athènes, mais ressent sans l'avouer la supériorité des Grecs ; de là, ce superbe dédain dont l'écho se répète jusque sous les Empereurs. Damophile, Gorgas, Timomaque, Arcésilas, Pasitélès et tant d'autres sont appelés de Grèce à Rome par César, Lucullus, etc. La disette des artistes devient telle en Grèce qu'il ne se trouva pas, dans Athènes même, un architecte pour terminer le temple de Jupiter olympien et qu'on dut en faire venir de Rome.
À la suite de ses conquêtes, Rome s'enrichit du commerce. L'artisan doit affronter la concurrence des esclaves. Régulus dispose d'un seul serviteur pour l'aider à cultiver sa terre, et la plupart des patriciens vivent, de son temps, dans la même simplicité. Cent cinquante ans après, à l'époque de la Deuxième Guerre servile vers -104, quatre cents esclaves sortent armés de la maison d'un simple chevalier romain. Le plus grand nombre forme une classe d'ouvriers dont les propriétaires exploitent le travail, vendent les produits ou louent même les services. Ils ont sur les artisans libres deux avantages qui les font préférer : ils sont plus dociles, parce qu'on peut les instruire, les châtier et, jusqu'au siècle des Antonins, les mettre à mort à son gré ; leur main-d'œuvre revient moins cher, parce que le maître ne leur doit et ne leur donne souvent que la nourriture. Chacun compose sa maison selon ses goûts.
Ainsi, Crassus (115 - 53 av. J.-C.), qui voit dans les fléaux les plus ordinaires de Rome - incendies et chutes des maisons à cause de leur élévation et de leur masse - une occasion de s'enrichir, achète jusqu'à cinq cents esclaves maçons et architectes. Crassus se constitue une fortune et un patrimoine immobilier en profitant de diverses calamités publiques, en rachetant aux enchères les biens des proscrits que Sylla, devenu maître de Rome, fait vendre publiquement. Lorsque le feu prend à quelque édifice, il se présente pour acquérir non seulement la maison qui brûlait mais encore les maisons voisines que les maîtres, par la crainte et l'incertitude de l'événement, lui abandonnent à bas prix. Par ce moyen, il se trouve possesseur de la plus grande partie de Rome. Bien qu'ayant parmi ses esclaves un grand nombre d'ouvriers, il ne fait jamais bâtir d'autre maison que celle qu'il habite, ayant coutume de dire que ceux qui aiment à bâtir n'ont pas besoin d'ennemis pour se ruiner.
Les artisans esclaves se substituent donc aux artisans libres dans les villes et dans les champs. Les classes ouvrières, organisées en collèges, sont, depuis les premiers temps de Rome, méprisées et suspectes. « Humbles et faibles depuis Numa jusqu'aux guerres puniques, parce que Rome n'a pas de commerce ; puis étouffées et avilies par la concurrence des esclaves ; poursuivies par le sénat, parce qu'elles sont devenues l'asile de tous les misérables et l'espoir de tous les séditieux, elles sont encore, après la chute de la République et la fin des troubles civils, redoutées et proscrites pendant plus d'un siècle par les empereurs. Jusqu'au jour où ils sentent la nécessité de recourir à ces mêmes collèges pour soutenir l'industrie languissante. »

#### Ouvrages d'art romains

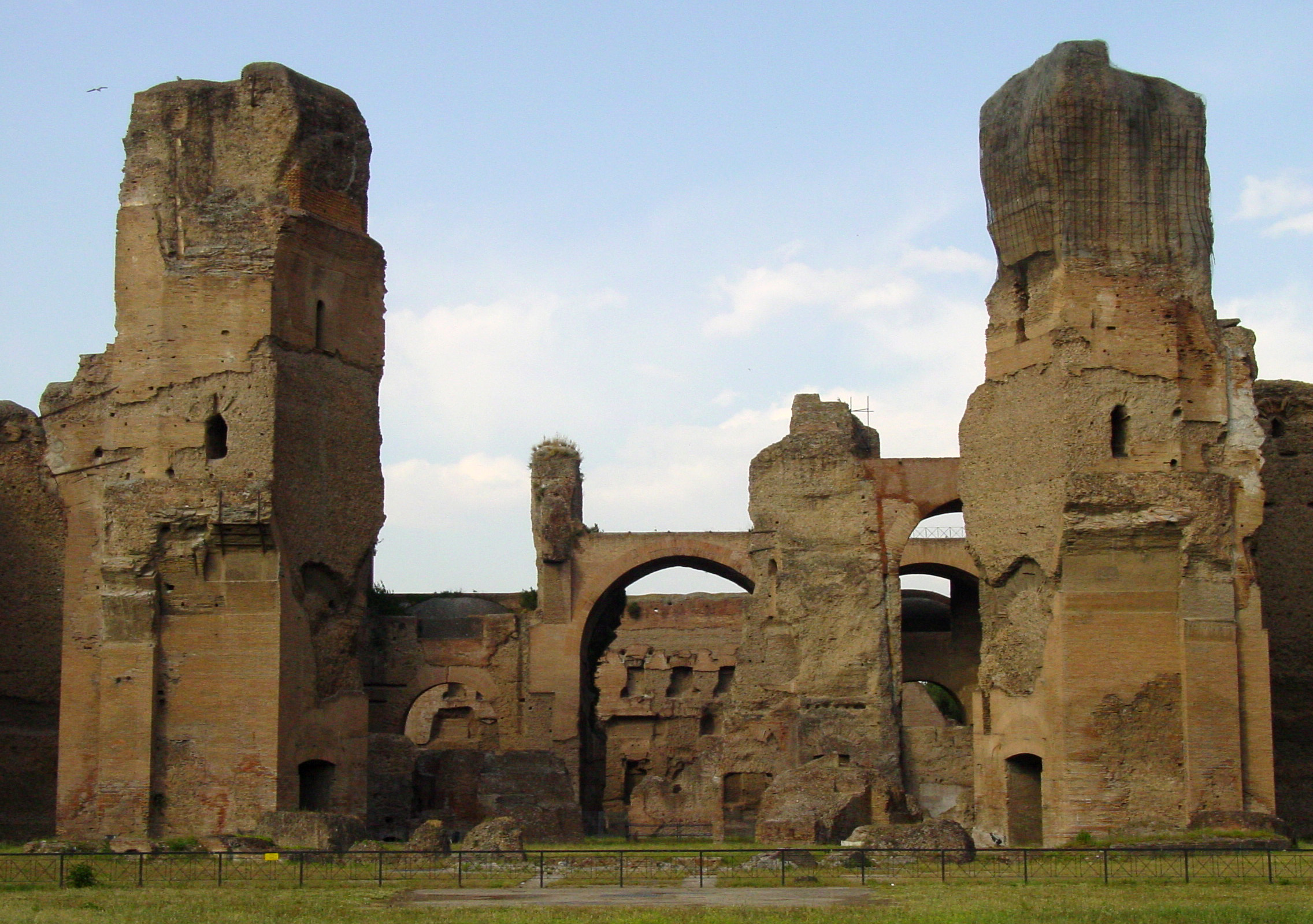
Thermes de Caracalla. Piliers massifs, uniques vestiges du caldarium.

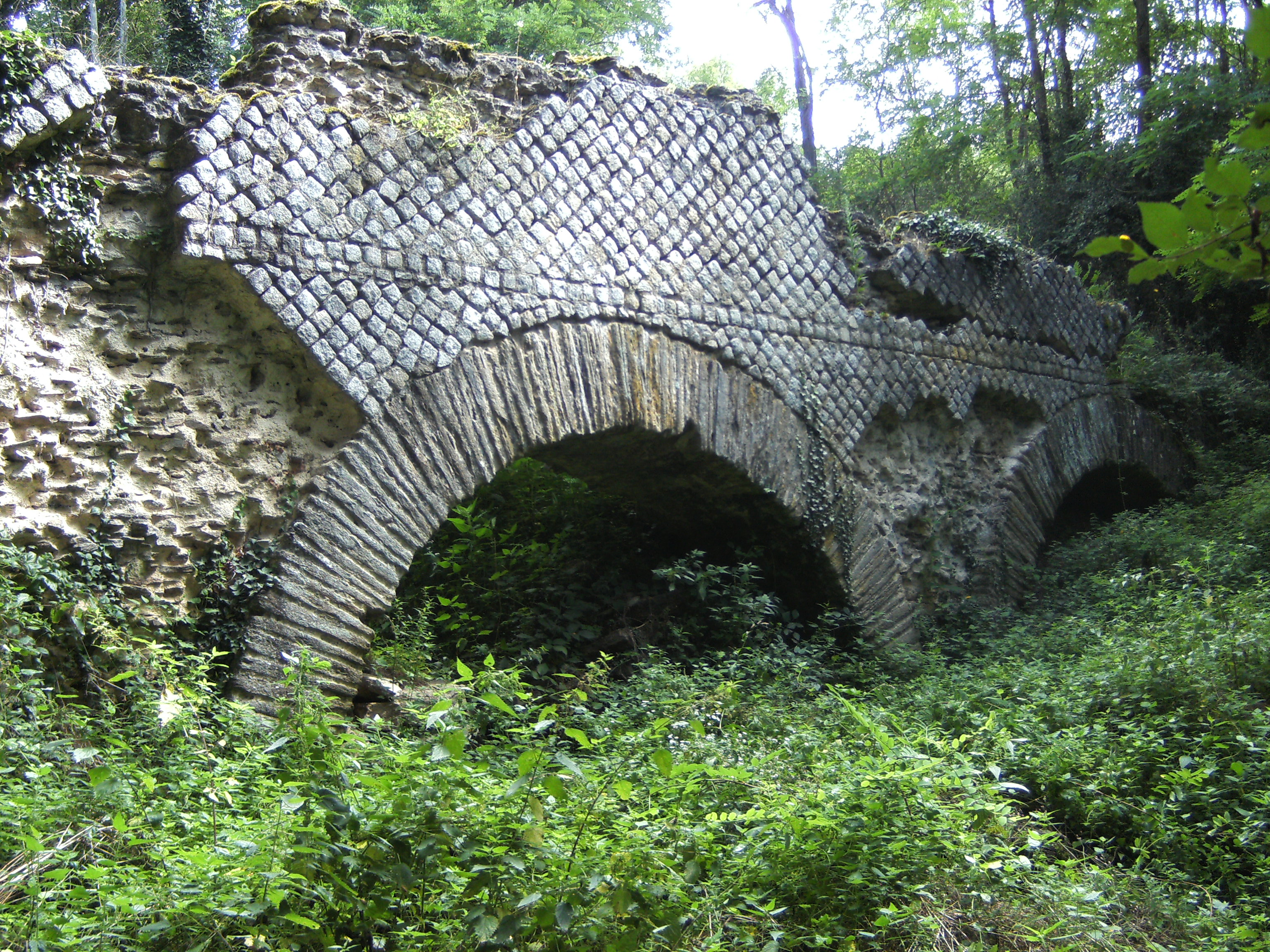
Opus reticulatum dans l'aqueduc du Gier.

Les ingénieurs de l'époque romaine disposent d'instruments qui exploitent des connaissances scientifiques acquises anciennement. Elles gagnent leur pleine efficacité grâce à la capacité romaine de mettre en place et de gérer des chantiers d'une grande complexité. Héritiers et continuateurs des rois hellénistiques successeurs d'Alexandre et fondateurs de villes, les empereurs romains s'appuient sur le même personnel d'architectes et d'ingénieurs. Mais ils en élargissent le champ d'intervention à l'ensemble de l'empire. De grands progrès sont accomplis par les Romains dans l'art de construire, qui sont mis en œuvre dans les grands chantiers urbains des cités provinciales, à l'imitation de ceux de la ville de Rome. La construction d'aqueducs en bénéficie au même titre que toutes les activités du bâtiment. Ainsi, la construction des ouvrages d'art que sont les ponts d'aqueducs n'aurait pu être menée à bien sans la mise au point du système de la voûte clavée « à poussée ». « L'honneur revient aux architectes romains de l'époque tardo-républicaine d'avoir osé libérer la voûte, qui n'était qu'un trou dans une masse, pour en faire un volume à l'air libre. »
L'aqueduc de l'Aqua Appia construit en 312 av. J.-C. est le plus ancien aqueduc romain et, avec la Voie Appienne, il est significatif des débuts de la république. Le butin rapporté à Manius Curius Dentatus lors de la bataille de Beneventum sert à construire l'aqueduc de l'Anio Vetus, le second aqueduc. Ces aqueducs sont presque entièrement souterrains, disposition qui présente moins de difficultés et ne permet pas à l'ennemi d'intercepter les eaux, mais lorsque Rome ne sentit plus ses ennemis si près d'elle, elle étala ses aqueducs à la surface du sol comme pour les défier, défi quelquefois accepté par les barbares. Les voies étrusques servirent sans doute de modèles aux voies romaines. Appius Claudius Caecus établit la Voie Appienne Viam munivit, mais elle ne fut pavée qu'après lui, d'abord en dalles de tuf saxo quadrato (saxum quadratum se prend pour toute pierre tuf ou travertin taillée en rectangle par opposition à silex, la lave qui était taillée en polygones irréguliers) jusqu'au temple de Mars, puis en lave, silice, du temple de Mars jusqu'à Bovillae. Enfin, au temps de Scipion l'Africain, on remplaça les dalles de tuf par de la lave, de la porte Capène jusqu'au temple de Mars. À cette époque, la Voie Appienne n'était donc pavée en lave que sur un espace de cinq lieues. Pour une voie, l'emploi du tuf volcanique est plus naturel, à supposer, que celui du travertin. À l'établissement de la Voie Appienne qui traversait les marais pontins, se liait nécessairement l'entreprise de dessécher ces marais.

### Crise du troisième siècle et invasions barbares

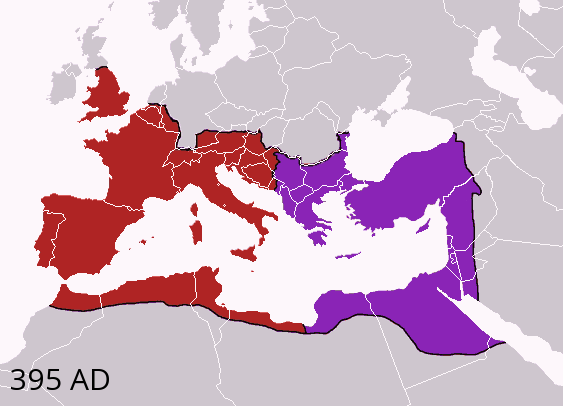
Le partage de 395. En rouge la pars occidentalis, en violet la pars orientalis. Le long des frontières de l’Empire, les traits noirs correspondent au limes.

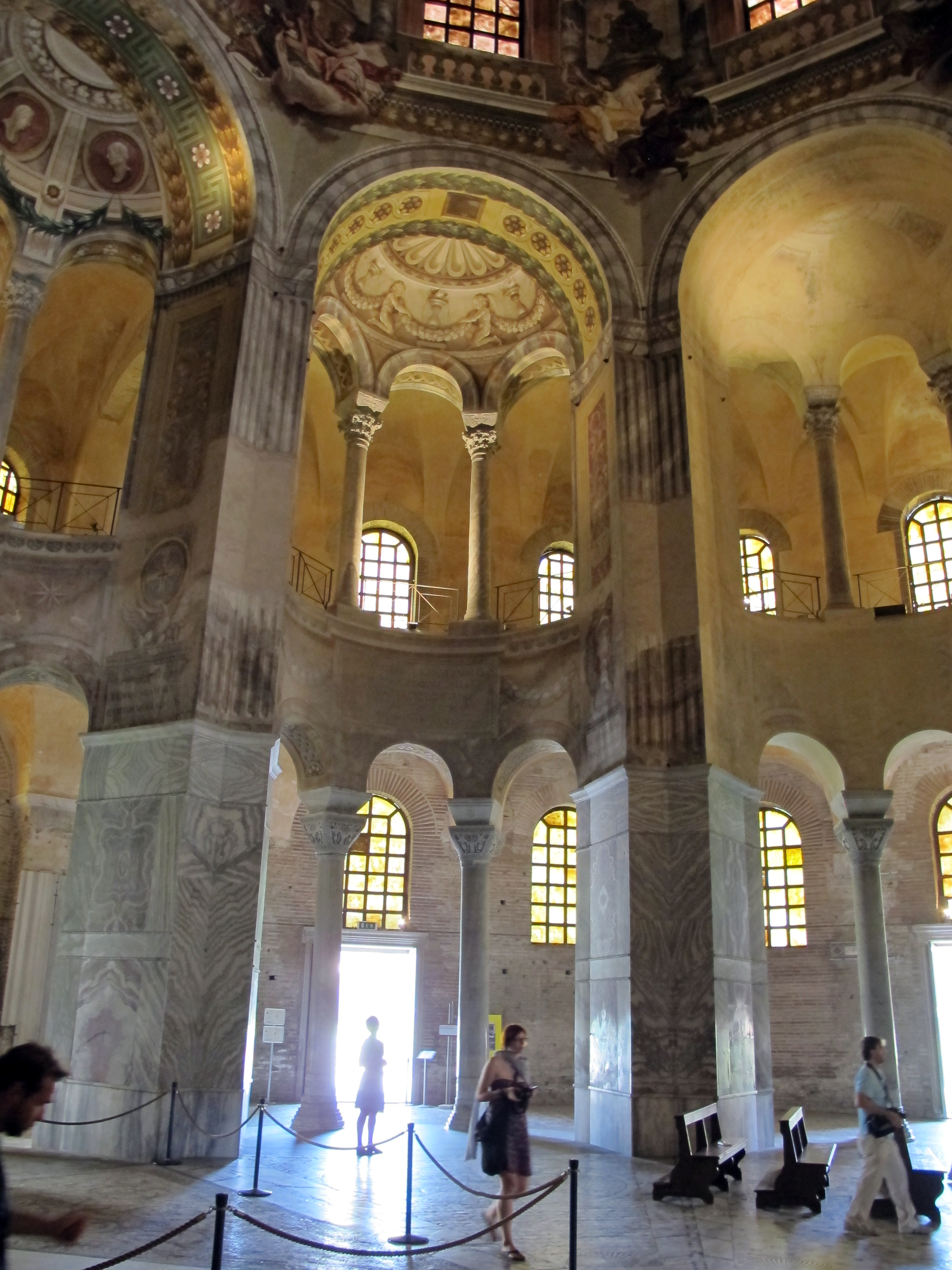
Basilique Saint-Vital (528-548).

Constantinople est dotée d'emblée d'un véritable palais antique qui lui confère directement le statut de seconde capitale, et non de simple résidence impériale : son nom officiel, Nova Roma (« Nouvelle Rome ») est le symbole même de cette importance décidée par Constantin Ier.

Les règnes de Nerva, Trajan, Hadrien, Antonin le Pieux et Marc Aurèle, appelés les « Cinq bons empereurs », entre 96 et 192 apr. J.-C. marquent l'apogée de l'Empire romain, qui est riche et pacifié comme jamais encore.
Le premier empereur à se montrer favorable aux associations ouvrières est Sévère Alexandre (222 à 235). Dans l'intérêt du commerce et de l'approvisionnement de Rome, il établit dans la ville un grand nombre de fabriques. Pour y attirer les marchands, il leur accorde des privilèges étendus. Enfin, il organise en collèges les marchands de vins, les marchands de légumes, les cordonniers et tous les métiers en général. Il leur donne une sorte de constitution municipale en mettant à leur tête des défenseurs tirés de leur sein et en réglant la juridiction à laquelle ressortiraient leurs procès. Dès le troisième siècle, les classes ouvrières sont partout formées en collèges et partagées pour ainsi dire en trois groupes dont les membres jouissent d'autant moins de la liberté individuelle qu'ils ont avec l’État des rapports plus intimes. Ces trois groupes comprennent les manufactures de l'État, les professions nécessaires à la subsistance du peuple et les métiers libres.
Pendant la crise du troisième siècle, la condition des artisans devient plus pénible à mesure que diminue la richesse. Au IIIe siècle, Dioclétien, pendant son dix-huitième consulat, rend une ordonnance pour fixer le prix des marchandises et le salaire des ouvriers : une journée de maçon est payée 50 deniers, de manœuvre, 25, de menuisier en bâtiment, 50, de marbrier, 60, de forgeron, 50, d'ouvrier en mosaïque, 60. (Le prix d'un poulet est de 60 deniers). La peine de mort doit être infligée à quiconque ne se conforme pas à ce tarif. Mais il est tellement en disproportion avec la valeur réelle des objets, que partout on désobéit aux ordres de Dioclétien. Rome doit combattre le nouvel empire perse des Sassanides.
Les invasions barbares qui consistent en de vastes mouvements migratoires, commencent au IIIe siècle quand les Francs, les Alamans, les Saxons, les Huns, les Avars, les Bulgares, les Goths et les Vandales rencontrent, envahissent, pillent et déstabilisent l'Empire romain. Le nombre de résidences impériales se multiplie lors des deux tétrarchies, alors que les multiples empereurs (augustes) et leurs césars successifs doivent se déployer aux confins des provinces romaines afin de faire face aux périls qui se multiplient. Maximien s'établit à Mayence pour lutter contre les bagaudes. Dioclétien depuis Sirmium combat les Sarmates. Les résidences habituelles sous la Tétrarchie sont pour Dioclétien, Nicomédie ou Antioche, pour Galère, Sirmium, pour Maximien, Milan, Constance Chlore, Trèves. Constantin Ier seul maître de l'Empire siègera à Arles et Trèves, à Aquilée, à Rome, à Sirmium, à Nicomédie, pour finalement établir sa capitale à Constantinople. À la mort de Théodose Ier, l'Empire romain unifié est définitivement partagé en deux : l'Empire d'Orient centré sur Constantinople, et l'Empire d'Occident centré sur Rome. À partir du milieu du VIIe siècle, les patronymes germaniques se multiplient au sein des élites, indiquant par là que le centre de gravité de l'Europe se déplace vers le nord et que les équilibres du monde antique sont rompus.
Ravenne, de capitale romaine passera capitale du Royaume ostrogoth en 493, puis Exarchat byzantin jusqu'en 752 où elle est prise par les Lombards. Le patrimoine monumental de Ravenne est marqué très tôt par son influence byzantine, comme en témoigne le Mausolée de Galla Placidia.
L’arrivée des Lombards en Italie et des Slaves dans les Balkans constitue le dernier épisode des grandes migrations. Cette époque voit naître sur le sol de l’empire d’Occident chancelant un nouvel ordre politique qui subsista en grande partie au cours des débuts du Moyen Âge et d’où émergèrent progressivement les États modernes. Ainsi, le royaume des Francs se divisa à la fin de la dynastie carolingienne, en Francie orientale et Francie occidentale, ancêtres de la France et de l’Allemagne actuelles. Le royaume des Wisigoths permet au cours de la Reconquista la formation d’une identité espagnole, alors que les Anglo-Saxons sont à l’origine du Royaume-Uni et que le royaume des Lombards préfigure, sous forme embryonnaire, l’État italien.
En 312, Constantin, au départ adepte de Sol Invictus (le Soleil Invaincu), se convertit au christianisme. S’organisant en suivant le modèle administratif de l’Empire, l’Église progresse rapidement dans l’Empire romain. Vers 450, l’autorité pontificale avec le pape Léon le Grand, à partir du IVe siècle, un personnage nouveau se détache de l’évêque, le prêtre, et, au VIe siècle, une nouvelle cellule religieuse rurale, la paroisse.

## Postérité de la Gaule romaine et Moyen Âge

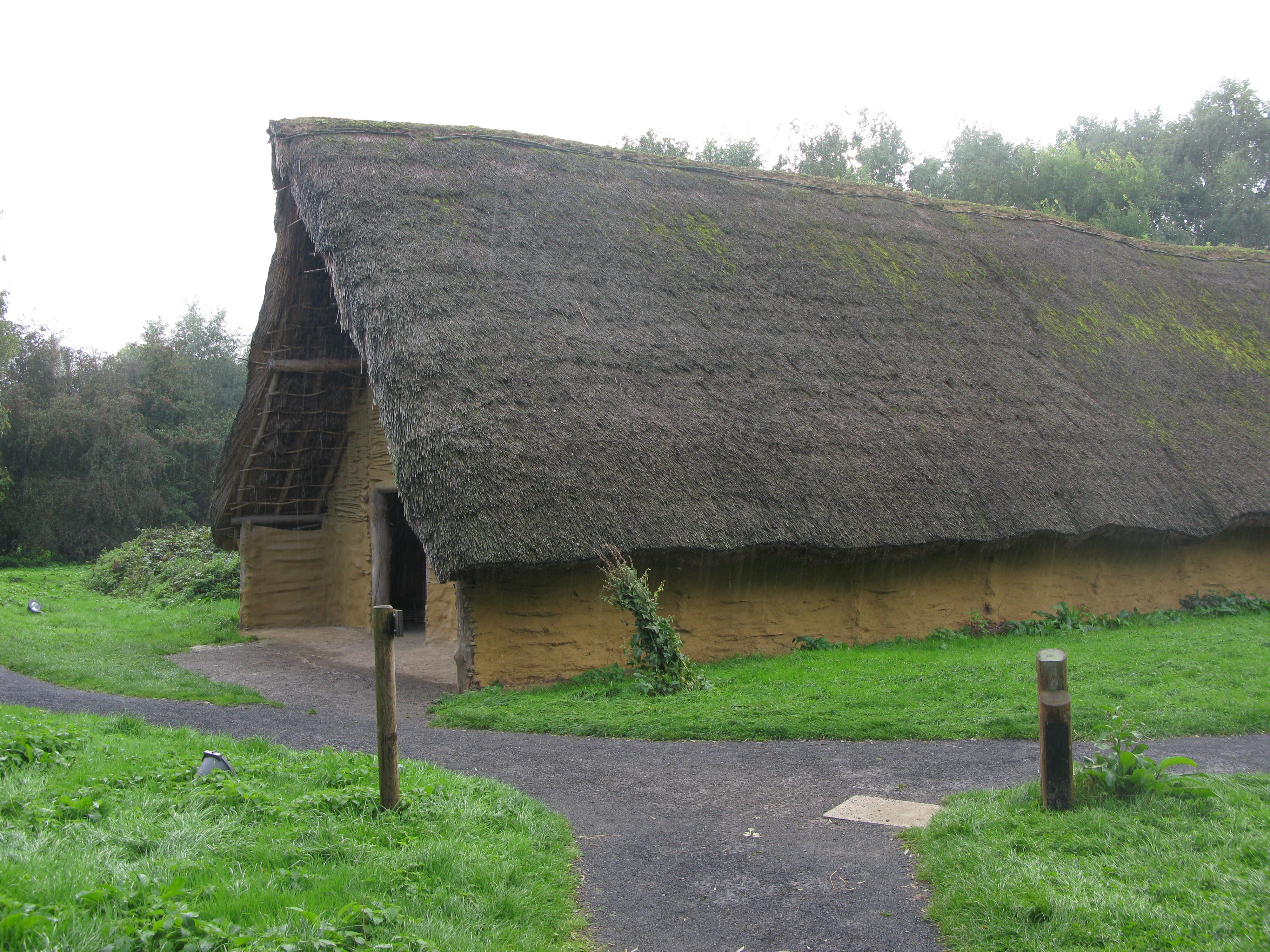
Maison longue de la période néolithique, Parc archéologique Asnapio.

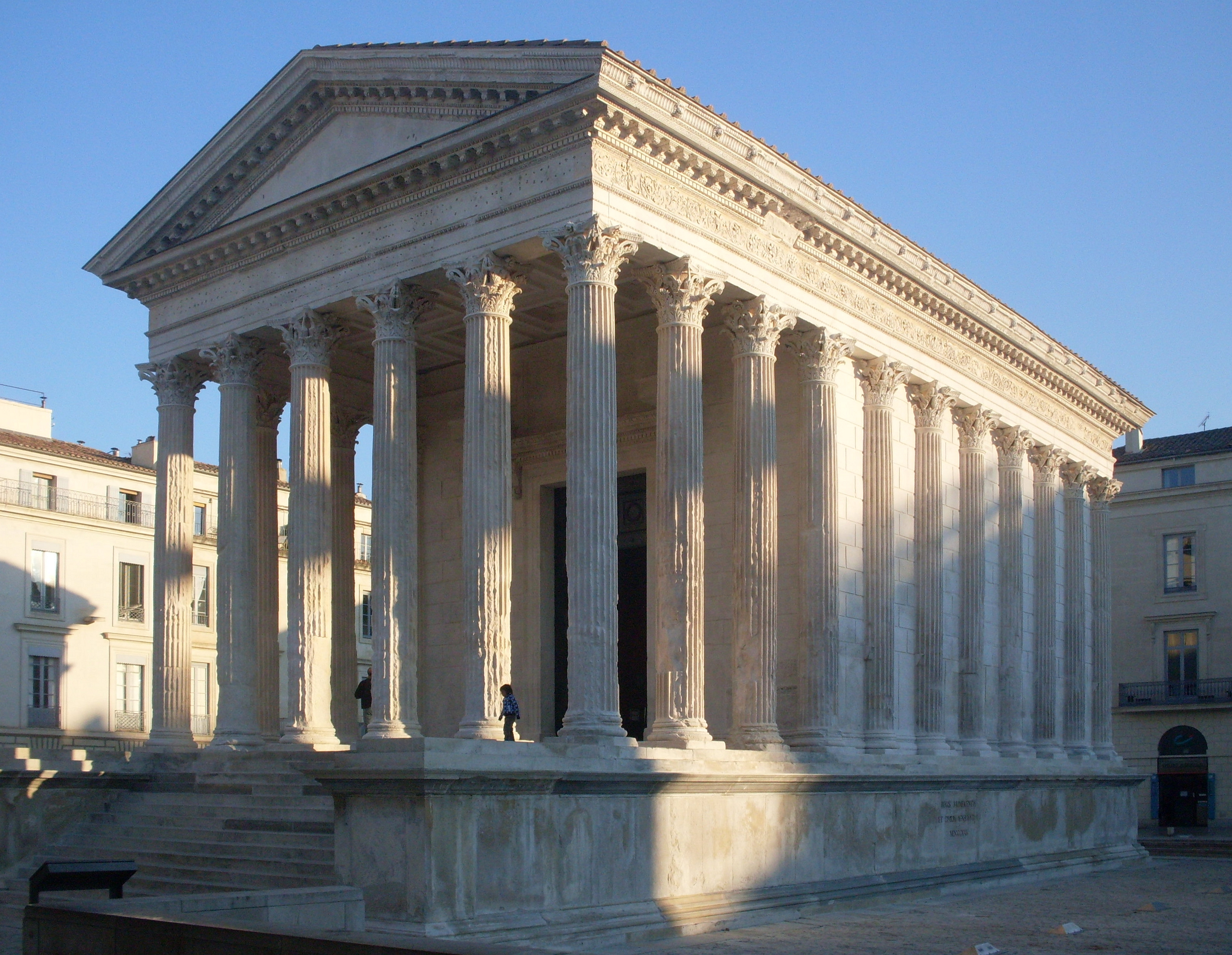
Maison Carrée, Ier siècle.

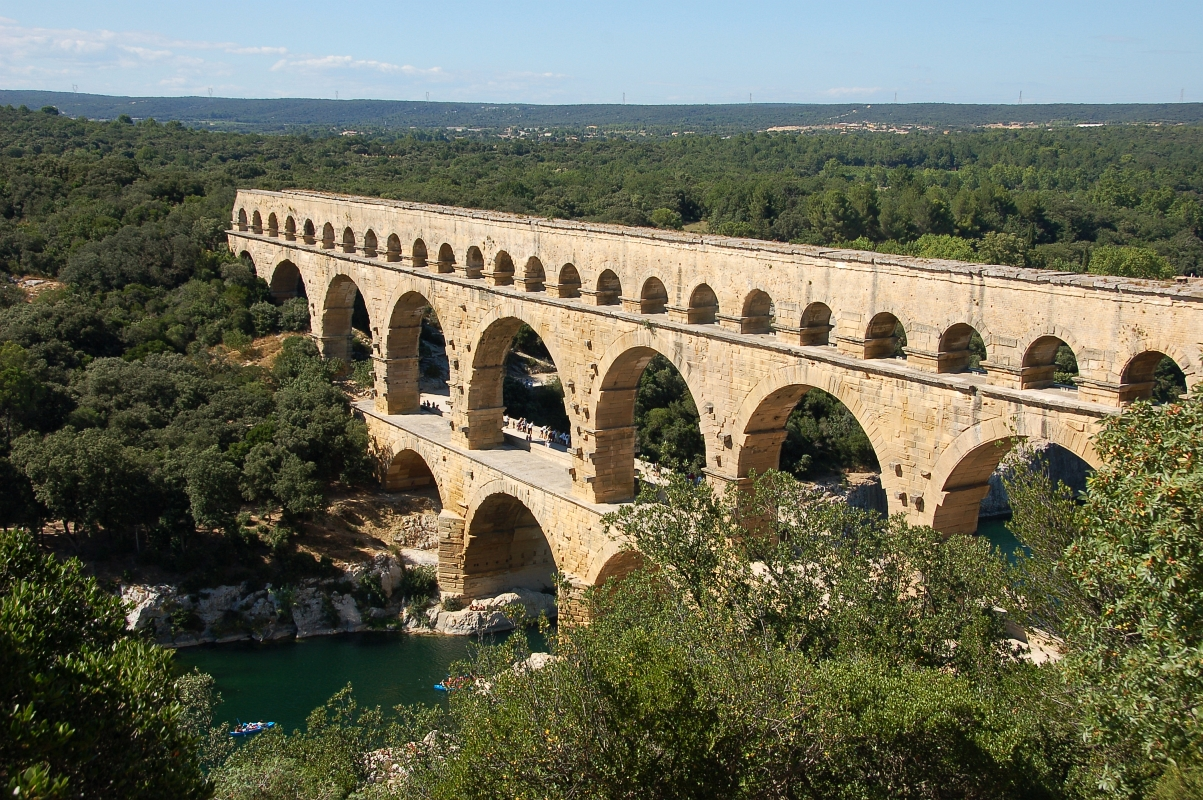
Pont du Gard, Ier siècle.

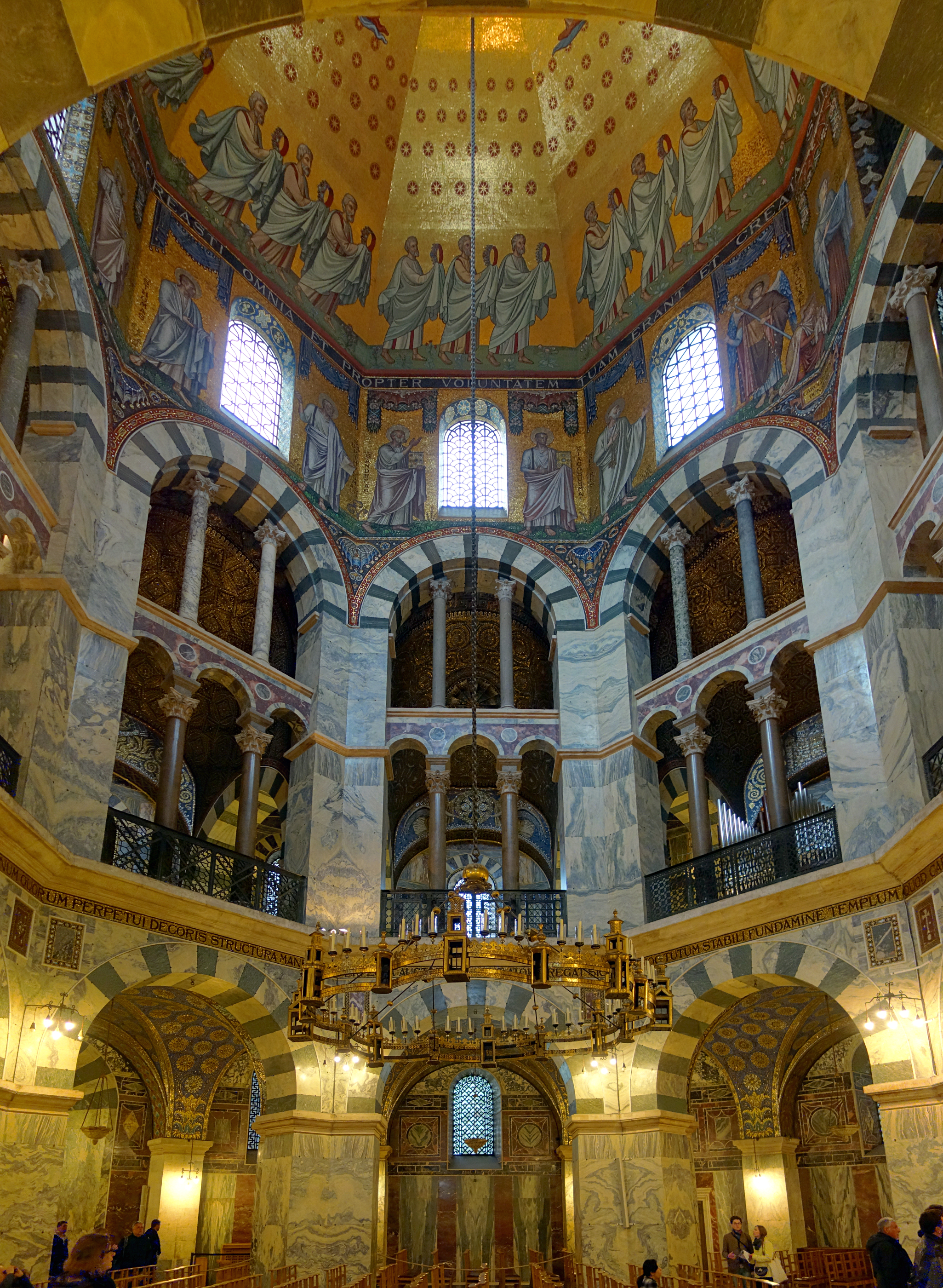
Vue intérieure de la chapelle palatine d'Aix-la-Chapelle.

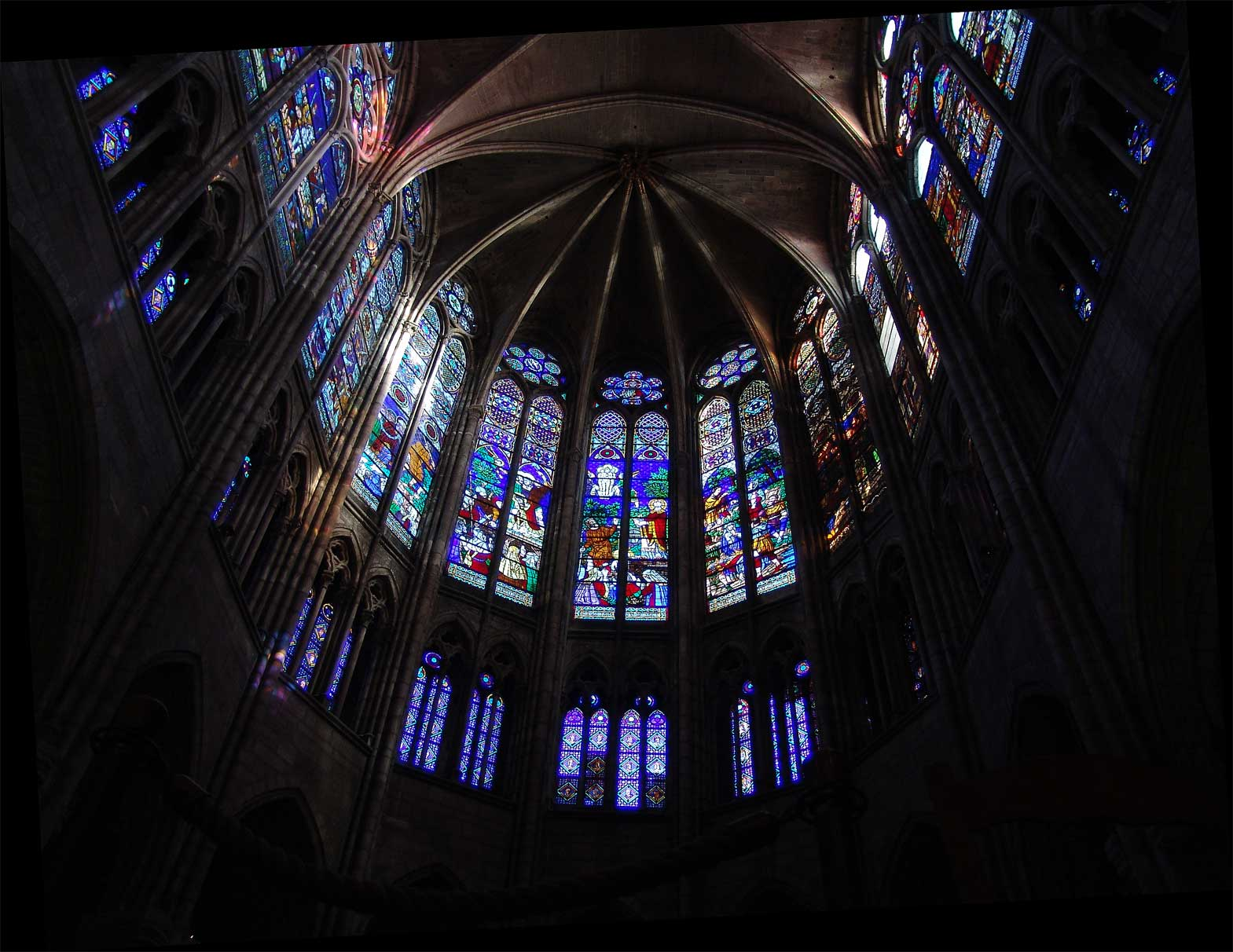
Gothique rayonnant : chœur de la basilique Saint-Denis, 1135.

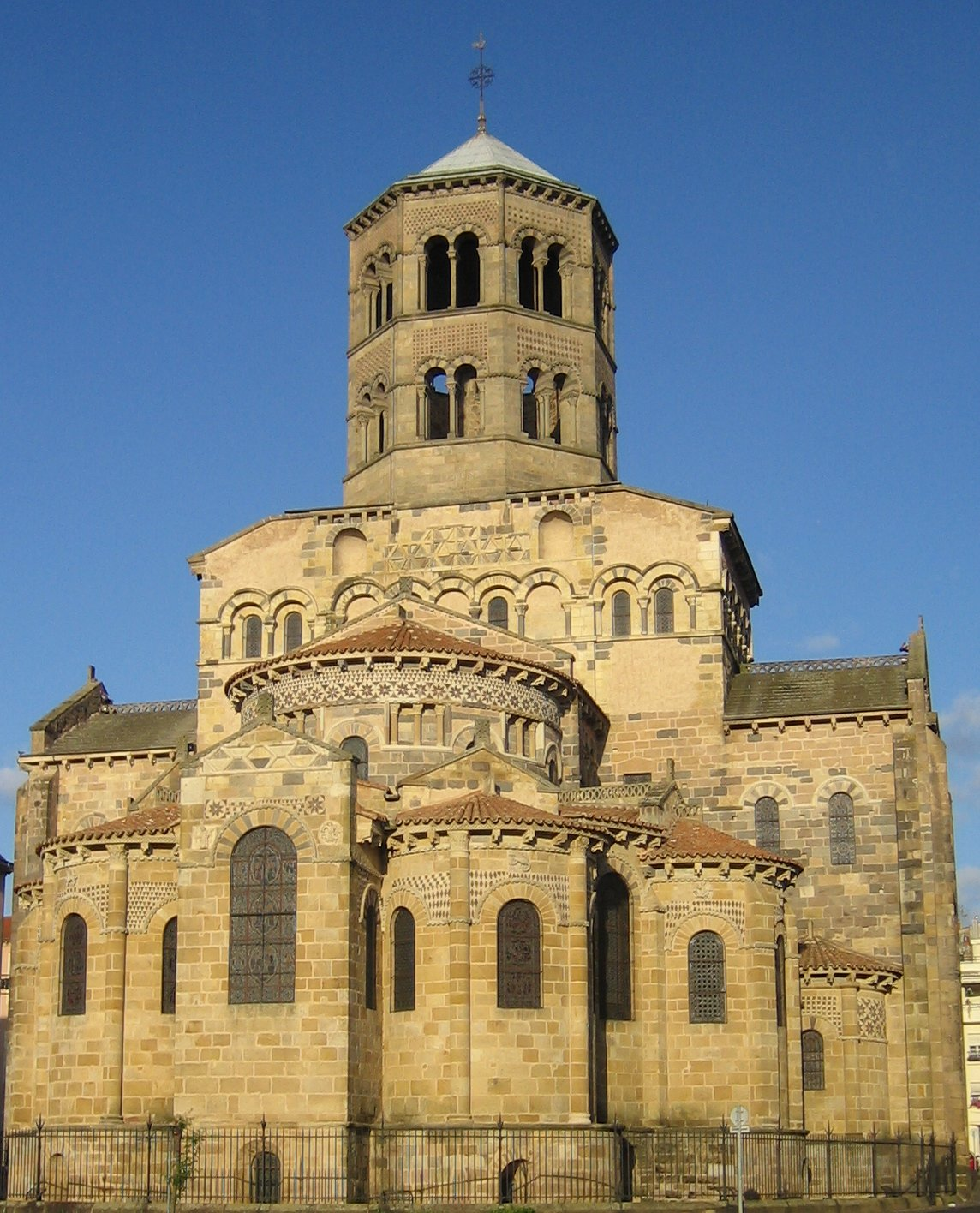
Église Saint-Austremoine d'Issoire, 1130.

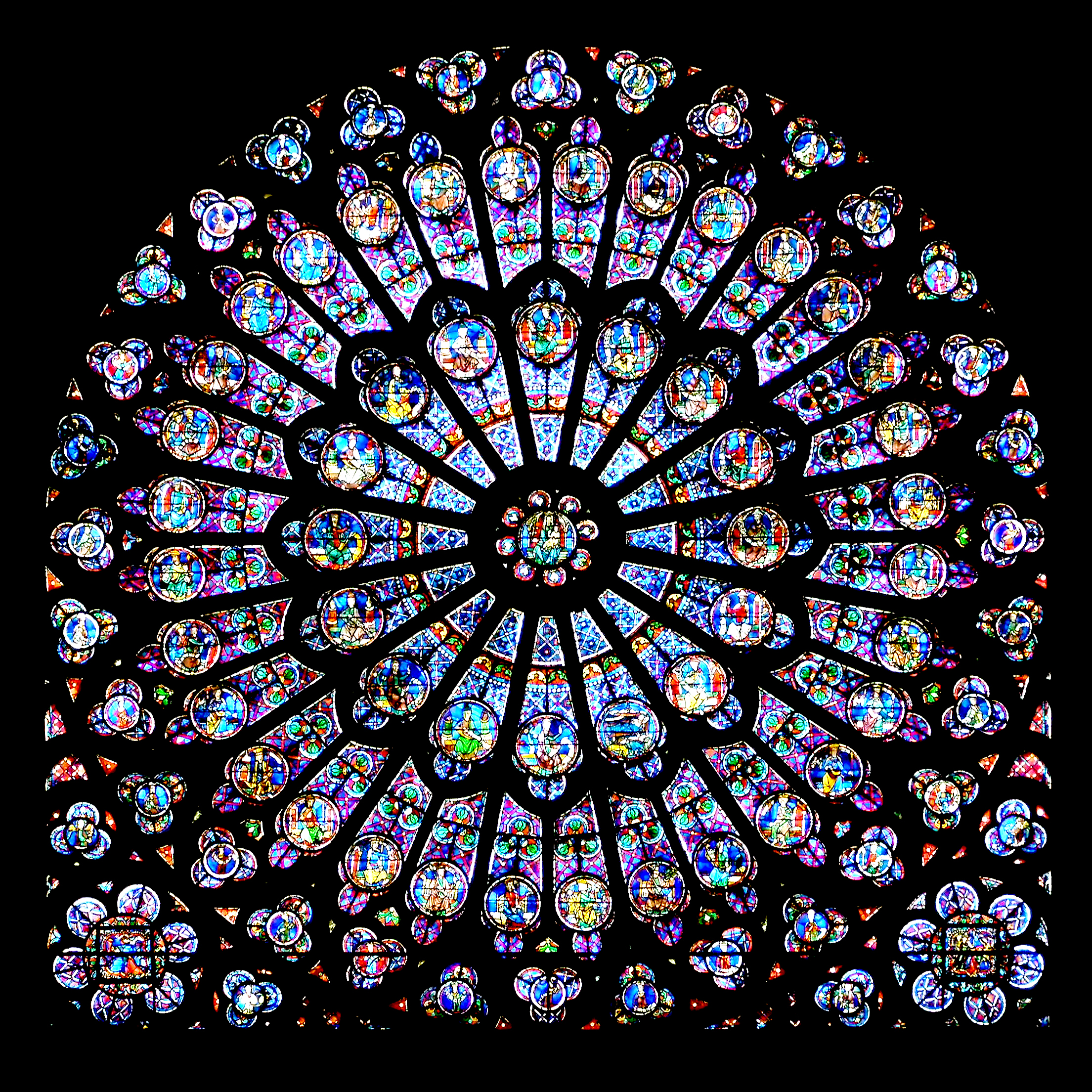
Rose de la façade nord, cathédrale Notre-Dame de Paris, 1163.

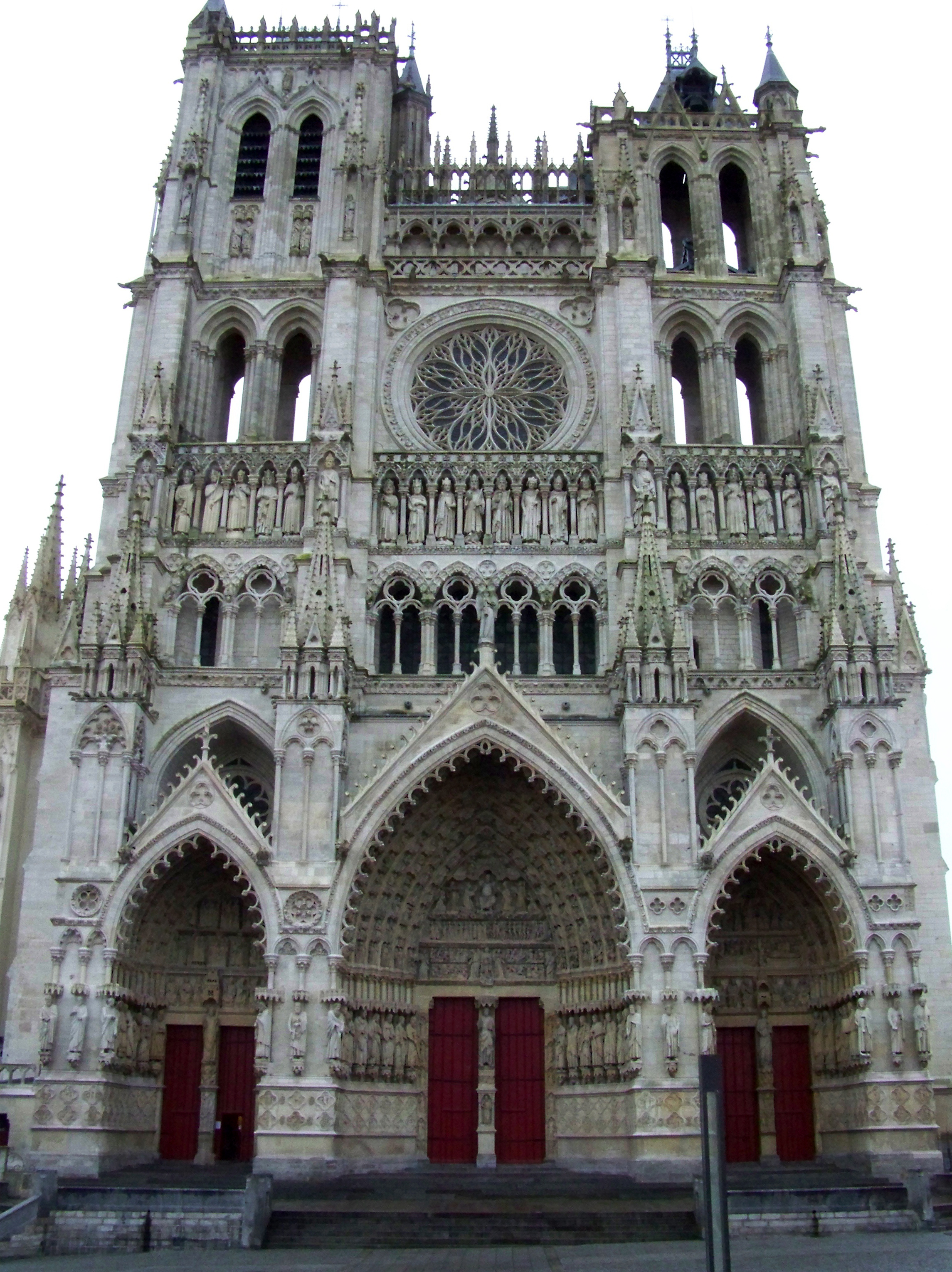
Façade de la cathédrale Notre-Dame d'Amiens, 1220.

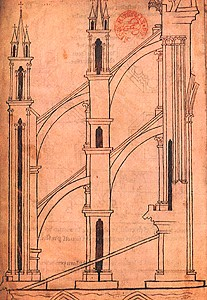
Croquis du Carnet de Villard de Honnecourt.

Avant l'invasion romaine de la Gaule de -58 à -51, l'art architectural est malheureusement difficile à appréhender car il n'a pas survécu aux années. Les Gaulois construisent essentiellement en bois et torchis et couvrent leurs maisons de chaume ou de bardeaux de chêne, nous dit Vitruve. Les hauts lieux de la civilisation celtique, typiquement des agglomérations fortifiées placées sur des proéminences naturelles (opidum) comme Bibracte, Alésia en France, Manching en Allemagne, ne sont pas détruits par les Romains après la défaite d'Alésia, mais tombent dans l'oubli. L'archéologie récente fait peu à peu resurgir des témoignages de cette civilisation brillante qui, longtemps, ne nous sera connue que par les écrits romains (ainsi la manière de faire les murs de fortification, ce que Jules César appelle Murus gallicus dans ses Commentaires sur la Guerre des Gaules). La Gaule conquise n'est pas longue à se faire à la paix romaine, et entretient très vite des rapports commerciaux avec Rome. L'industrie devient florissante et la Gaule s'enrichit. Les arts ne sont pas plus négligés que les travaux manuels. Les monuments tels le pont du Gard, l'arc d'Orange, le théâtre antique d'Orange, la maison Carrée, le temple de Diane et les arènes de Nîmes, le théâtre et les arènes d'Arles, la porte de Mars à Reims en attestent. Les maisons les plus modestes se revêtent d'une couche de peinture ; on voit s'élever de toutes parts des portiques, des arcs de triomphe, des cirques, des théâtres, des thermes, des temples. Les proportions sont, en général, nobles et gracieuses ; l'ornementation riche sans profusion. Les années qui séparent Trajan des trente tyrans marquent l'époque la plus brillante de l'architecture gauloise. Les villes gauloises ont, comme Rome, des artisans esclaves, des maîtres exploitant pour eux-mêmes ou louant à d'autres le travail de nombreuses familles. Elles ont aussi des artisans libres qui s'y sont, comme à Rome, organisés en collèges. L'esclavage ne paraît même pas avoir exercé sur eux une influence aussi funeste qu'en Italie, parce qu'en Gaule la population servile n'a jamais été aussi nombreuse. Les collèges y sont, par conséquent, moins turbulents et moins méprisés, et les artisans, vivant dans leurs associations sous la loi romaine, sans être sous le coup de la réprobation qui les frappe à Rome, contribuent pour une large part à la grande prospérité du pays.
Après la désintégration de l'Empire d'occident, la Gaule est acquise aux tribus barbares - les Angles, les Saxons, les Francs, les Burgondes et les Lombards - période d'instabilité qui a pu entraîner un déclin démographique. Le centre de l'Empire romain se trouve désormais en Asie mineure, sa capitale est Constantinople. Le pourtour de la Méditerranée est repris par Justinien sur les barbares. À sa mort en 565, l'Empire byzantin est à son apogée et demeure jusqu'à sa chute l'un des foyers culturels les plus importants de l'Occident. La Spania reprise par les Wisigoths et conquise par les Maures à partir du VIIIe siècle formera Al-Andalus, un autre pôle culturel.
Le paysage de la Gaule romaine tenait du bocage ; le haut Moyen Âge, entre le Ve et le Xe siècle, voit resurgir des friches, les bois progressent partout, peut-être aussi le résultat d'une embellie climatique. Certains des peuples qui arrivent en Gaule véhiculent un art de l'orfèvrerie consommé que l'on doit rapprocher de la production de manuscrits enluminés des monastères en Irlande et en Grande-Bretagne entre le VIe et le début du IXe siècle ou bien de la sculpture ornementale qui se développera dans le roman et le gothique. Mais chez eux, pas de talent particulier pour la construction monumentale. Âge sombre ou Antiquité tardive, les constructeurs du Moyen Âge renoncent à construire en employant les méthodes des Romains dont la connaissance s'est altérée, a disparu ou est devenue obsolète. Les archéologues voient, dans l'usage en construction de la terre et du bois à la place de la pierre, un pragmatisme paysan. Une unité agricole mérovingienne du Haut Moyen Âge (Comme à Goudelancourt-lès-Pierrepont, Musée des Temps barbares) pouvait consister en des masures plus ou moins hautes, construites, pour les plus élémentaires, à la manière de tentes canadiennes, et pour les plus complexes, constituées de plusieurs pièces formées par des murs, des cloisons et des pans de toitures en pente. Dans le premier cas, une ossature constituée de poteaux en bois fichés dans le sol soutient une faîtière, des chevrons, des lattes, le tout ligaturé par de l'osier et une couverture en chaume. Dans le second cas, les murs sont en torchis. Un âtre ou un four pouvait être accolé au bâtiment, surmonté d'une cheminée.
Le système féodal reposant sur le clientélisme qui paraît avoir existé en germe chez les Celtes et les Germains s'impose comme organisation de la société. La culture nouvelle qui se développe en Gaule après la période impériale est avant tout chrétienne. Rome, qui n'a plus d'empire, reste le centre de la chrétienté. Des chefs païens sont convertis, Clovis roi des Francs en premier. Les fondations monastiques de Saint-Patrick en Irlande réussissent a s'implanter là où les Romains avaient échoué. Les monastères bénédictins sont, d'autre part, l'instrument de la reconquête de l'Europe par la papauté. Au VIe siècle, on assiste progressivement à l'essor des écoles cléricales, qui prennent le relais du réseau scolaire antique, qui s'est désintégré. Un empire chrétien est établi par Charlemagne, appuyé par la papauté dont le centre se trouve à Aix-la-Chapelle. Mentionnées par Éginhard, les colonnes de marbre que Charlemagne fait transporter de Ravenne et de Rome pour la chapelle palatine d'Aix-la-Chapelle sont clairement classiques. L'esthétique est elle issue de l'église byzantine de Saint-Vital à Ravenne. La Renaissance carolingienne, première période de renouveau culturel majeur au Moyen Âge à l'échelle de l'Occident, est une période d'importants progrès intellectuels, notamment grâce à la redécouverte de la langue latine, à la sauvegarde de nombreux textes des auteurs classiques et à la promotion des arts libéraux. Le Moyen Âge voit la naissance des foires. La foire du Landi ou Lendit est établie par Charlemagne à Aix-la-Chapelle et transférée ensuite à Saint Denis. Le cycle des grandes foires de Champagne créera les conditions favorables à l’émergence d'un commerce international s’étalant sur toute l’année et, parallèlement, favorisera le report des dettes d’une foire à l’autre, par l'intermédiaire des changeurs. Ce système de transfert des créances de foire en foire et l'habitude de régler les dettes par compensation, entraînera l'émergence d'un secteur financier organisé, au sein duquel la communauté juive et florentine "Lombarde" très vite jouera un rôle essentiel, à l'origine de l’essor politique et culturel de Florence.
Au Xe siècle débute en Europe un grand mouvement de déboisement. Bernard de Clairvaux parle du « travail de la cognée » et de « victoire de la civilisation ». Il fonde en 1115, accompagné de quelques compagnons envoyés par Étienne Harding, abbé de Cîteaux, l'abbaye de Clairvaux, dans le Val d'Absinthe, à proximité des foires de Champagne, qui connaîtra un extraordinaire rayonnement. Des efforts constants des constructeurs du IXe siècle au XIe siècle, sort un art de bâtir nouveau : résultat d’expériences malheureuses d’abord, mais qui, répétées avec persévérance et avec une suite non interrompue de perfectionnement, tracent une voie non encore frayée. Les ordres religieux, probablement les premiers, peuvent seuls entreprendre des constructions importantes parce qu’ils réunissaient sur un seul point un nombre de travailleurs assez considérable unis par une même pensée, soumis à une discipline, exonérés du service militaire, possesseurs des territoires sur lesquels ils vivent. Ils amassent des biens qui s’accroissent rapidement sous une administration régulière, nouent des relations suivies avec les établissements voisins, défrichent, assainissent les terres incultes, tracent des routes, se font donner ou acquièrent les plus riches carrières et les meilleurs bois, élèvent des usines, offrent aux paysans des garanties relativement sûres, et peuplent ainsi rapidement les terres au détriment de celles des seigneurs laïques ; c'est qu’ils peuvent, grâce à leurs privilèges et à la stabilité comparative de leurs institutions, former, dans le sein de leurs monastères, des écoles d’artisans, soumis à un apprentissage régulier, vêtus, nourris, entretenus, travaillant sous une même direction, conservant les traditions, enregistrant les perfectionnements. Eux seuls alors étendent au loin leur influence en fondant des établissements relevant de l’abbaye mère, et doivent ainsi profiter de tous les efforts partiels qui se font dans des contrées fort différentes par le climat, les mœurs et les habitudes. C’est à l’activité des ordres religieux que l’art de la construction doit de sortir, au XIe siècle, de la « barbarie ». L’ordre de Cluny, le plus considérable, le plus puissant et le plus éclairé de ces ordres, est le premier qui a une école de constructeurs dont les principes nouveaux doivent produire, au XIIe siècle, des monuments affranchis des dernières traditions romaines. Presque intégralement détruite à la Révolution française, Cluny III, bâtiment roman d'une grandeur exceptionnelle, avec ses 187 m de longueur pour une largeur de 90 m au niveau du transept est à son époque, Maior Ecclesia, le plus grand de la chrétienté, titre qui ne lui sera ravi que cinq siècles plus tard par la basilique Saint-Pierre de Rome.
Art roman, art gothique
Architecture romane se caractérise par des arcs en plein cintre et des voûtes en berceau. Ces voûtes romanes, massives et très lourdes, nécessitent des murs d'appui épais, le plus souvent renforcés par des contreforts accolés de place en place.>Les constructeurs roman avaient une sorte de passion pour la diminution du cube des appuis. À l'heure où la statique (la scientia de ponderibus) est balbutiante, le constructeur médiéval, expérimentateur infatigable, éprouve les limites de ce premier système constructif. Dans sa troisième version, l'abbatiale de Cluny, voit sa voûte, qui atteint le record pour la période romane de 29 mètres à clé, s'effondrer en 1125. Cette impasse technique est résolue par la voûte sur croisée d'ogives qui fait l'originalité de l'architecture gothique (opus francigenum). L'idée centrale de la croisée d'ogives est de réaliser des voûtes qui reposent non pas directement sur des murs, mais sur ces ogives croisées, les ogives elles-mêmes convergeant vers des piliers. Le mur lui-même ne sert à rien et peut être vidé, ou percé d'ouvertures, pour y placer des vitraux, et la poussée reçue au sommet des piliers peut être facilement compensée par des arcs-boutants. Toutes les constructions romanes ne se composent généralement que d’un revêtement de pierre renfermant un blocage. On désigne par ce mot un massif en maçonnerie formé de blocs de pierre gros ou menus jetés pêle-mêle dans un bain de mortier. Pendant la période ogivale, les membres résistants de l’architecture, sauf les contre-forts ou les soubassements des tours, étant réduits à la plus petite section horizontale possible, ils ne contiennent généralement pas de blocages ; on ne trouve alors les blocages qu’au centre des grosses piles, des contre-forts épais ou dans les fondations.
La sculpture ornementale et la statuaire se développent. Le sculpteur roman, héritier de l'ornemaniste barbare, se préoccupe de meubler le champ qui lui est réservé. Le décor des portails est composé de figures en ronde-bosse et de bas-reliefs. Les chapiteaux romans présentent une variété infinie de formes et de décors, les chapiteaux historiés sont spécifiques du roman. Avec le gothique, les chapiteaux disparaissent progressivement à mesure qu'ils s'éloignent du sol, les colonnes s'élancent d'un jet jusqu'à la voûte. Au XVIe siècle, la sculpture commence à se détacher de l’architecture et à vivre d'une vie propre.
Maçons, appareilleurs et bénévoles

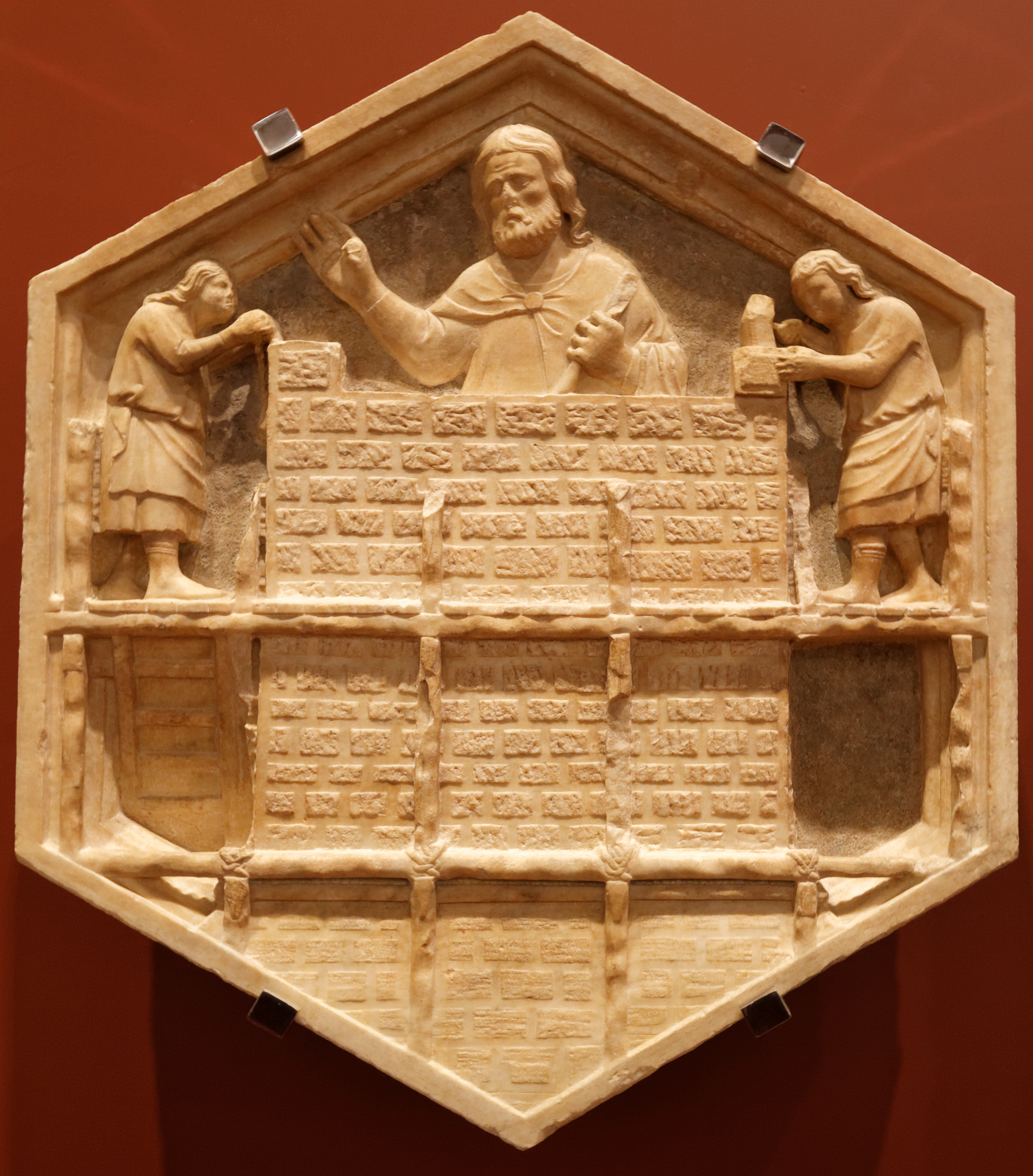
L'art de la construction, Andrea Pisano, 1343-1348

Le chantier des cathédrales met en valeur une distinction croissante entre les métiers. Une véritable supériorité est accordée aux maçons, tailleurs de pierre, charpentiers et, à un autre degré, aux métiers du fer et du feu, aux serruriers et aux verriers. L'ouvrier se trouve au plus haut degré de l'échelle intellectuelle, nous dit Viollet-le-Duc (Il n'y a pas, au Moyen Âge, entre le maître d'œuvre et l'ouvrier la distance immense qui séparera au XIXe siècle l'architecte des derniers exécutants.) Pour ne parler que de la maçonnerie, « la manière dont les tracés sont compris par les tailleurs de pierre, l'intelligence avec laquelle ils sont rendus, indiquent chez ceux-ci une connaissance de la géométrie descriptive, des pénétrations de plans », que l'on a grand-peine à trouver au XIXe siècle chez les meilleurs appareilleurs. Il faut beaucoup d'années et des soins infinis au XIXe siècle pour former des ouvriers en état de rivaliser avec ceux du Moyen Âge dans l'exécution matérielle des tailles et des sculptures. La profession d'architecte ne s'est d'autre part pas encore constituée : les corps de métiers attachés aux bâtiments se composent, au XIIIe siècle, des charpentiers, des maçons, des tailleurs de pierre, des plâtriers et morteliers, des imagiers, des peintres et tailleurs d'images (sculpteurs), des faiseurs de ponts. Quant aux maîtres des œuvres, ceux que nous appelons aujourd'hui des architectes, ils ne paraissent pas avoir jamais formé un corps ; nous ne pouvons avoir même qu'une idée assez vague de la nature de leurs attributions jusqu'au XVe siècle. Dès la fin du XIIIe siècle, on voit des villes, des abbés ou des chapitres passer des marchés avec les maîtres des divers corps d'état sans l'intervention de l'architecte. Celui-ci semble conserver une position indépendante et n'encourir aucune responsabilité ; c'est en un mot un artiste qui fait exécuter son œuvre par des ouvriers n'ayant avec lui d'autres rapports que ceux de fournisseurs ou de tâcherons vis-à-vis d'un intendant général. Le système de régie n'est pas habituellement employé ; les ouvriers de chaque métier travaillent à leurs pièces ; l'architecte distribue la besogne et un piqueur relève probablement le travail de chacun. Sur la grande inscription sculptée à la base du portail méridional de la cathédrale de Paris, l'architecte Jehan de Chelles est désigné sous le titre de tailleur de pierre, latomus. Robert de Luzarches ainsi que ses successeurs, Thomas et Regnault de Cormont, prennent le titre de maîtres dans l'inscription du labyrinthe de la cathédrale d'Amiens. D'autres noms nous sont parvenus, tels Erwin von Steinbach (1244 - 1318), sculpteur fondateur de la cathédrale de Strasbourg, et les maîtres d’œuvre successifs de la cathédrale Notre-Dame de Paris : Jehan de Chelles, Pierre de Montreuil, Pierre de Chelles, Jean Ravy, Jean le Bouteiller et Raymond du Temple. Villard de Honnecourt, maître d'œuvre du XIIIe siècle, est célèbre pour son Carnet renfermant de nombreux croquis d'architecture, à présent conservé à la Bibliothèque nationale de France. Comme les compagnons de son temps, il fait son apprentissage en allant de ville en ville et de chantier en chantier.
Les moyens ordinaires de l'art et de l'industrie n'auraient jamais suffi pour exécuter les merveilles du Moyen Âge : la foi y suppléait. Les populations ne s'intéressaient à aucune chose autant qu'à la construction de leur église ; tous les âges et tous les sexes concouraient avec la même ardeur, de leur argent ou de leurs bras, à l'œuvre commune. Chartres fut, dans l'ouest de la France, la première ville dont la cathédrale a été construite ainsi par le zèle spontané des fidèles. Ce pieux usage de se réunir pour travailler à la construction des églises se poursuivit pour une foule d'autres églises, surtout dans les lieux où l'on élevait des temples sous l'invocation de la sainte Vierge. On trouve ainsi dans une lettre de Hugues archevêque de Rouen écrite à Theodericus Thierry, évêque d'Amiens en 1145 des détails sur ces grandes réunions d'ouvriers bénévoles qui faisaient vœu de travailler à l'œuvre des cathédrales en esprit de pénitence et de mortification.
Au Moyen Âge et jusqu'à la Révolution française, la corporation est le mode d'organisation de la plupart des professions. Ces associations de personnes exerçant le même métier réglementent la profession à l’échelle de chaque ville.

### Corporations, confrérie et compagnonnage
Les marques de tâcherons que l'on trouve en France sur les pierres des parements des monuments du XIIe siècle et du commencement du XIIIe siècle, dans l'Île-de-France, le Soissonnais, le Beauvoisis, une partie de la Champagne, en Bourgogne et dans les provinces de l'Ouest, prouvent que les ouvriers tailleurs de pierre n'étaient pas payés à la journée, mais à la tâche. Suivant le mode de construire de cette époque, les pierres des parements faisant rarement parpaing et n'étant que des carreaux d'une épaisseur à peu près égale, la maçonnerie de pierre se paye à tant la toise superficielle au maître de l'œuvre, et la pierre taillée, compris lits et joints, à tant la toise de même à l'ouvrier. Celui-ci marque donc chaque morceau sur sa face nue, afin que l'on puisse estimer la valeur du travail qu'il a fait. Eugène Viollet-le-Duc déduit de cela que l'ouvrier est libre, c'est-à-dire qu'il peut faire plus ou moins de travail, se faire embaucher ou se retirer du chantier.
Mais vers le milieu du XIIIe siècle, lorsque les règlements d'Étienne Boileau sont mis en vigueur, ce mode de travail doit être modifié. Les ouvriers doivent d'abord se soumettre aux statuts de la corporation dont ils font partie ; le salaire est réglé par les maîtrises, et chaque affilié ne pouvant avoir qu'un, deux ou trois apprentis sous ses ordres, devient ainsi, vis-à-vis du maître de l'œuvre, ce que l'on appellera au XIXe siècle le compagnon, ayant avec lui un ou plusieurs garçons. Alors le salaire se règle par journées de compagnon et d'aide, et chaque compagnon devient ainsi comme une fraction d'entrepreneur concourant à l'entreprise générale, au moyen d'un salaire convenu et réglé pour telle ou telle partie. Aussi, les marques de tâcherons ne se voient plus sur les monuments des provinces du domaine royal à dater du milieu du XIIIe siècle.
Le maître de l'œuvre, chargé de la conception et de la direction de l'ouvrage, se trouve en même temps le répartiteur des salaires, faisant "soumissionner" telle partie par tel compagnon. C'est ce qui explique, dans un même édifice, ces différences d'exécution que l'on remarque d'un pilier, d'une voûte, d'une travée à l'autre, certaines variations dans les profils, etc. Les matériaux étant fournis par celui qui fait bâtir, ils étaient livrés à chacun de ces compagnons après avoir été tracés par le maître de l'œuvre, car le maître de l'œuvre était forcément appareilleur. Le système de construction admis par les architectes du Moyen Âge les obligeait à se mettre en rapport direct avec les ouvriers. Il résultait naturellement de ces rapports continuels entre l'ordonnateur et l'exécutant un cachet d'art très fortement empreint sur les moindres parties de l'œuvre, comme l'expression d'une même pensée entre l'esprit qui combinait et la main qui exécutait.
Le plus ancien acte d'organisation pour les maçons en France fait partie du Livre des métiers d'Étienne Boileau rédigé en 1268, nommé prévôt de Paris par le roi Louis IX. Il y est question « des Maçons, des Tailleurs de pierre, des Plastriers et des Mortelliers» (fabricants d'auges de pierre qu'on appelle mortiers et ensuite ceux qui brisent certaines pierres dures pour en faire du ciment, le terme mortier désigne de la même manière l'auge du maçon et son contenu). Les maçons et les plâtriers devaient le guet et la taille ; mais les mortelliers ainsi que les tailleurs de pierre étaient dispensés du guet, dès le temps de Charles Martel, suivant la tradition que constatent les statuts. Leur juridiction était dès lors dans l'enclos du palais, et était connue sous le nom de maçonnerie. Du point de vue politique, les corporations attachées aux bâtiments ne prennent pas l'importance de beaucoup d'autres corporations. On ne les voit pas se mêler aux troubles des communes, réclamer une extension de privilèges, imposer des conditions, former ces puissantes coalitions qui inquiétèrent si longtemps la royauté.
Au XVIIe siècle, Colbert ne supprime pas les corps de métier. « Loin de là, dans ses règlements sur la teinture et sur la draperie, il les reconstitue fortement, comme une garantie de l'exécution des ordonnances. Il règle l'élection annuelle des jurés, leurs assemblées, leurs visites dans les ateliers, les conditions de l'apprentissage, l'expérience, le chef-d'œuvre, la maîtrise. Sur cette matière comme sur beaucoup d'autres, Colbert ne prétend pas rompre avec le passé, puisqu'il en continue et régularise les institutions. Mais il continue aussi l'œuvre de la royauté, en faisant tout partir d'elle et aboutir à elle. » Le 23 mars 1673, il publie plusieurs édits qui imposent sur les métiers déjà constitués une taxe pour confirmation de leurs statuts et privilèges, et constitue en communautés tous ceux qui ne l'ont pas été jusque-là. Quatre artisans de chaque métier doivent rédiger des projets de statuts dans les nouveaux corps et les soumettre à l'approbation des officiers royaux. Des résistances et des réclamations fusent de la part des artisans auxquels on impose des statuts et un impôt, et de la part des anciennes corporations qui redoutent la rivalité des corporations nouvelles. Des provinces telles que la Champagne se rachètent à prix d'argent de cette servitude et conservent, comme par le passé, la liberté de l'industrie. Le nombre des corporations, qui était de 60 à Paris en 1672, est de 83 quelques mois après la publication de l'édit ; il s'élève à 129 en 1691.

#### La révolution française, suppression des corporations
On ne saurait méconnaître les services rendus au Moyen Âge par la corporation : défense mutuelle de ses membres, garantie des meilleurs procédés de fabrication, protection contre la fraude, la corporation « a été la tutrice et la sauvegarde de l'industrie naissante, et elle a enseigné au peuple à se gouverner par lui-même ». Elle a fait plus : elle a donné aux riches artisans des dignités, aux pauvres des secours d'argent, à tous les joies de la camaraderie dans ses fêtes et ses banquets. Pendant tout le Moyen Âge, elle a été, avec le christianisme et les communes, la grande affaire des petites gens, la source de leurs plaisirs et l'intérêt de toute leur vie. « Mais que d'abus, que de maux compensent ces bienfaits ! L'égoïsme était un des vices dominants de la corporation. Les artisans qui s'associaient pour se protéger contre la violence devenaient à leur tour violents et injustes. Ils faisaient du titre de membre de la corporation, et par suite du droit de travailler, une sorte de privilège qu'ils se réservaient autant que possible pour eux et pour leurs enfants, et dont ils cherchaient à rendre l'acquisition coûteuse et pénible, quelquefois même impossible à tout aspirant étranger. Ils imaginèrent les longs apprentissages, le nombre restreint des apprentis, le chef-d'œuvre et des droits divers qu'ils rendirent toujours plus onéreux avec le temps. Dans certaines communautés, le nombre des réceptions annuelles, dans d'autres le nombre des maîtres exerçant le métier, était fixé par les règlements ». La plus grande partie des jeunes se trouvaient ainsi souvent exclus des professions pour lesquelles ils auraient eu le plus de goût et le plus de talent ; ceux mêmes qui étaient parvenus à se faire compagnons n'arrivaient qu'en très petit nombre à la maîtrise et étaient condamnés à passer leur vie dans une condition inférieure.
Utile dans un temps où les lois générales de la société ne suffisaient pas à protéger la personne de l'artisan, la corporation devient nuisible dès qu'elle n'est plus indispensable. Sans jamais manifester la volonté de les détruire, les rois successifs tentèrent, mais sans y parvenir, de les plier à leur volonté. Ce fut chose faite avec la Révolution française qui décida de la fin des corporations, considérées comme un obstacle à la liberté du travail, du commerce et de l’industrie.

#### Sociétés compagnonniques
L'apparition des premières sociétés compagnonniques se situe dans les derniers siècles du Moyen Âge et va créer ses propres mythes. L'appellation de « compagnonnage » est prise seulement au XIXe siècle. D'abord clandestin, le Tour de France du compagnonnage s'affirme de plus en plus comme la voie de promotion professionnelle et sociale. Les premiers ouvriers itinérants posent les fondations du compagnonnage, désireux de s'émanciper des corporations et confréries. Les premiers métiers acceptés entre le commencement du XIIIe siècle et la fin du XIVe siècle sont les tailleurs de pierre, les charpentiers, les menuisiers et les serruriers. Toutes les listes de préséance en circulation dans les divers compagnonnages confirment l’ancienneté et la primauté de ces corporations anciennes établies en corps d'état qui couvrent les trois matériaux de base indispensables à toute construction : pierre, bois et fer. Sans pouvoir être daté de manière précise, le compagnonnage émerge à l'époque de l'histoire associant corporations, cathédrales et croisades.
Les statuts du compagnonnage sont définis autour d'axes majeurs tels que les usages et coutumes de métier, les obligations d'entraide et de solidarité et la formation professionnelle. Les notions de fidélité et de serment sont sacralisées, la discrétion à l'égard de tout étranger à la confrérie est soulignée. La philosophie du compagnonnage : la liberté et la possibilité de voyager de chantier en chantier, de ville en ville. Soumise souvent à la clandestinité, l'histoire des compagnons a été émaillée de procès et de luttes pour imposer des droits. Toutefois ce sont principalement les dissensions internes et des querelles dégénérant souvent en rixes meurtrières qui ont entamé les fondements et la crédibilité du mouvement. La Révolution française a interdit les corporations mais, dans le même mouvement, tout rassemblement entre ouvriers. Le compagnonnage, en entrant dans l'époque moderne, a dû s'ajuster à un monde en changement.

### La fin de la chevalerie et des châteaux forts

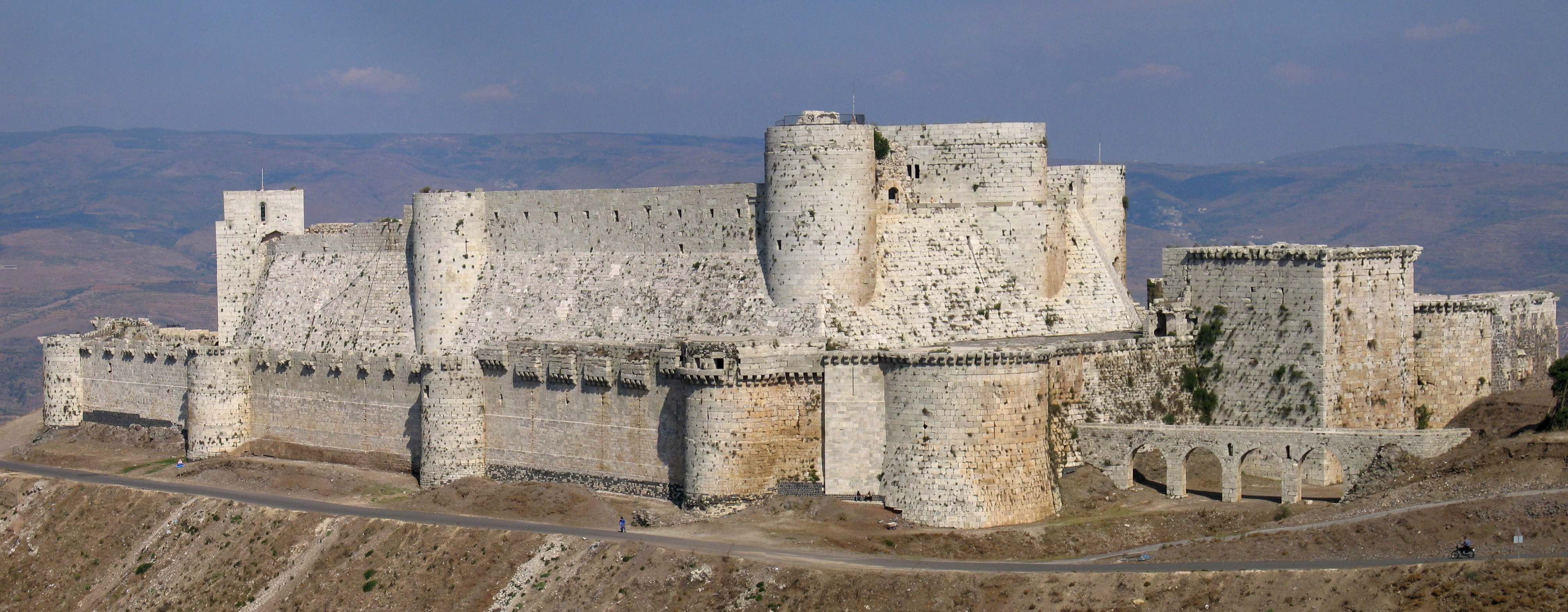
Krak des Chevaliers, Syrie, XIIIe siècle.

L'Occident au XIVe siècle est marqué par une pandémie mondiale de peste et un refroidissement climatique spectaculaire. La Peste noire se déclare en 1334 en Chine, se communique au Mongols puis aux Génois lorsque de leur comptoir commercial de Caffa en Crimée est assiégé par la Horde d'or. L'Empire byzantin puis l'Italie et le reste de l'Europe, trente à cinquante pour cent de la population européenne meurt emporté par la maladie. Le Petit âge glaciaire touche durement l'agriculture et les gens. L'Europe toutes classes confondues est effondrée dans son économie, dans ses croyances et ses institutions. La paysannerie se soulève et revendique plus d'égalité : Grande Jacquerie en France, révolte des paysans en Angleterre, guerre des Paysans allemands, hussitisme à Prague. La noblesse aristocratique oppose à la crise qui se profile une guerre qui durera 100 ans. La Bataille d'Azincourt, où la chevalerie française est mise en déroute par des soldats anglais inférieurs en nombre, est souvent considérée comme la fin de l'ère de la chevalerie et le début de la suprématie des armes à distance sur la mêlée, qui se renforcera avec l'invention des armes à feu. Elle est, en réaction, une cause majeure de l'épopée de Jeanne d'Arc, puis de l'investissement dans l'artillerie qui deviendra une spécialité française. Le boulet de canon, qui ne fait pas de prisonnier, auquel aucune armure ne peut résister et qui vient frapper au hasard sans la moindre considération pour la valeur individuelle, représente une qualité de peur nouvelle pour l’aristocratie et à laquelle l’éthique chevaleresque traditionnelle permettait difficilement de faire face. Les effets du boulet de canon sur des masses compactes d’hommes, carrés de piquiers ou escadrons de cavaliers, sont terrifiants. Les chroniqueurs rapportent avoir vu, à Ravenne ou à Pavie, des corps éclatés, des membres voltigeant dans les airs, des hommes couverts du sang et de la cervelle de leurs voisins, et les théoriciens de s’interroger sur la meilleure manière de combler, dans une formation de combat, la ligne de morts laissé par le passage d’un boulet.
La bourgeoisie prend de plus en plus de place dans les sociétés qui se développent. L'Angleterre s'industrialise et accueille favorablement le protestantisme, la France, favorisée par son climat pour l’agriculture, fait le choix d’une société religieuse sur une structure rurale stable qui prépare le chemin vers une monarchie absolue, en Italie les cités-États dirigées par la bourgeoisie financière se gaussent par la voix de Boccace ou de Pulci des mythes vacillants qu'a forgés la féodalité. La Renaissance est en marche.
L'époque voit naître une catégorie d'homme esprit universel et humaniste, tour à tour peintre, sculpteur, architecte, ingénieur, inventeur, poète, philosophe et écrivain, le plus célèbre est Léonard de Vinci.

#### La fin des châteaux forts

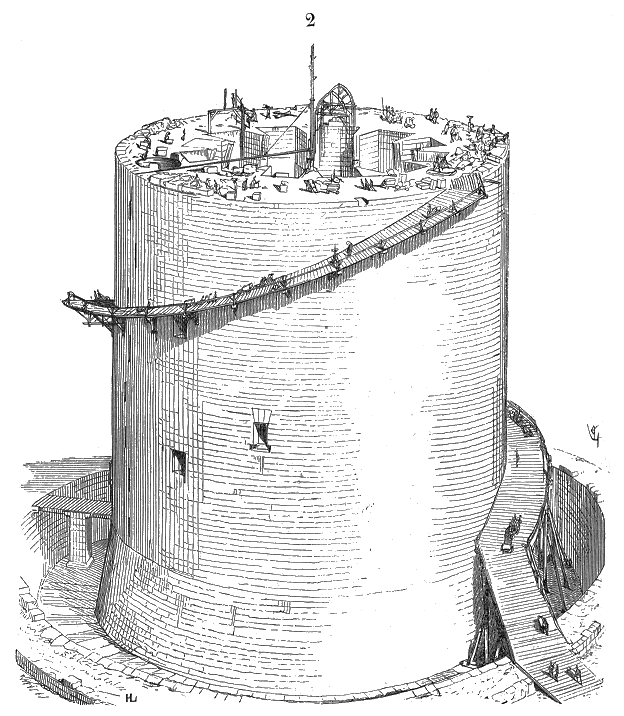
La construction du donjon colossal du château de Coucy en 1225 par Enguerrand III de Coucy dit Enguerrand le Bâtisseur, selon Viollet-le-Duc.

L'apogée du château fort correspond à la Renaissance du XIIe siècle au cours de laquelle seigneurs et chevaliers lettrés redécouvrent les traités d'art militaire romain (ex : Epitoma rei militaris de Végèce).

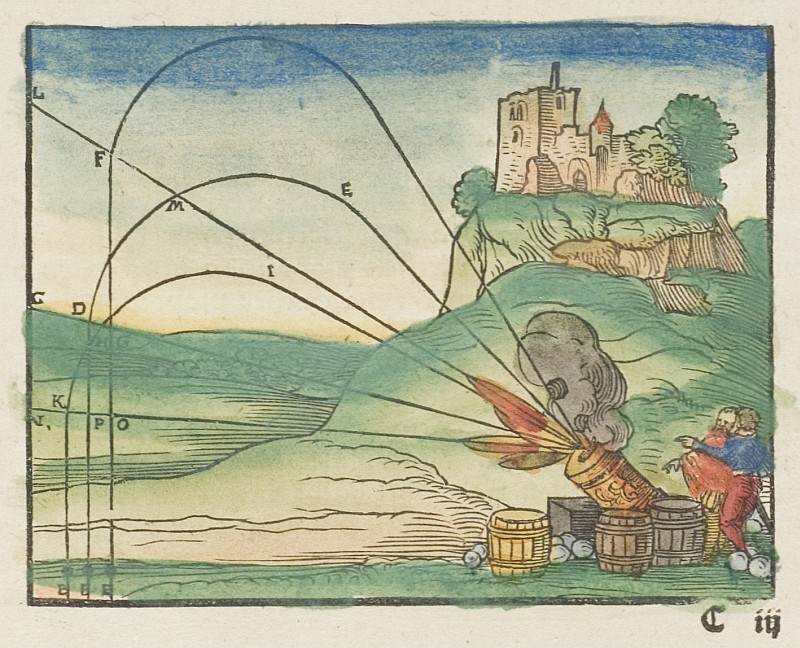
Balistique. Walther Hermann Ryff. 1547.

À partir du milieu du XVe siècle l'artillerie fait de rapides progrès surtout au point de vue de la mobilité des pièces et de la rapidité du tir. La France réclame à juste titre une large part dans ces améliorations, elle cite avec orgueil les frères Bureau comme les chefs de cette pléiade d'officiers illustres qui ont contribué à rendre l'artillerie française la première de l'Europe depuis les guerres de Charles VIII en Italie jusqu'à la campagne qui s'est terminée sur ce même sol, la bataille de Solferino en 1859. L'emploi presque exclusif des boulets de fonte qui remplacent les projectiles en pierre ou en pierre cerclée de fer donne la certitude de « faire brèche » aux épaisses murailles des anciennes forteresses. Les nouveaux canons contribuent à faire reconquérir en une seule année la Normandie sur les Anglais. En 1449 les boulets percent de part en part les épais murs d'Harcourt: Comme souvent, le château d'Harcourt a dû consister en la motte castrale du début du Moyen Âge, entourée par un fossé; une tour carrée en pierre succède au XIIe siècle à la construction de bois; l'architecture castrale évolue ensuite selon les progrès de la poliorcétique et avec l'ascension de ses propriétaires en une forteresse dans l'esprit philippien; l'ancien donjon est intégré au XIIIe siècle dans un château de forme polygonale, la basse-cour est protégée par une courtine ponctuée de tours rondes entourée d'un profond fossé; le château présente un intérêt stratégique pendant la guerre de Cent Ans et il est occupé par les Anglais; En 1449, les engins français tirent « si fort contre carneaulx et tous que les murs tout oultre percèrent » renseignent Les Vigiles de la mort de Charles VII de Martial d'Auvergne.
L'apparition des mines à poudre dont on doit l'apparition au Basco-navarrais Pedro Navarro, donne un autre puissant auxiliaire à l'attaque. Passé côté français, Navarro fait franchir les Alpes à 30 000 fantassins, 9 000 cavaliers, gros canons et pièces de petits calibres, par une route secondaire, contournant les troupes suisses au sud par le Colle della Maddalena, un sentier à peine praticable par des chevriers; trois mille sapeurs y ouvrent à la fin juillet 1515 un chemin carrossable et pour l'une des premières fois des explosifs pour élargir les chemins de montagne sont utilisés. La poudre noire, nouveau moyen de renverser les murailles, ne tarde pas à être employée pour faire brèche concurremment avec les canons et souvent même de préférence à eux.

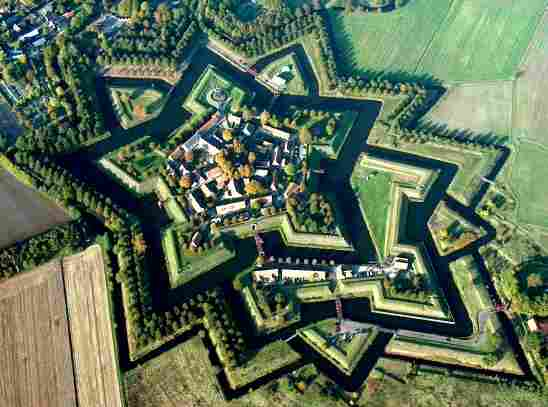
Ville fortifiée de Bourtange. Restauration de 1960.

Dans le but de garantir les anciennes murailles des effets destructeurs de l'artillerie et pour s'opposer à la chute des escarpes surtout à l'endroit des courtines qui étaient généralement peu épaisses, la défense les renforce en les terrassant par derrière au moyen de terre mêlée de fascines, de charpentes, de lits de pierres ou de maçonneries à la chaux. On crée ainsi contre le vieux mur un rempart qui n'exerce pas de poussées fâcheuses sur lui et qui reste encore debout après sa chute. Cela s'appelle remparer ou bastionner les murs. Au moment où vont être adoptés les bastions, la défense est en train de revenir de la surprise que lui ont causée les progrès de la nouvelle artillerie. Une brèche de 60 brasses est faite à Pise en 21 heures en l'an 1500, siège qui met aux prises la ville contre une coalition franco-florentine; mais les assiégés ne se découragent pas et creusent en arrière un fossé large et profond qui arrête les assaillants. On s'aperçoit surtout qu'il est facile d'empêcher les assaillants d'escalader le talus du remblai, mais qu'en outre cette butte résiste infiniment mieux aux impacts que les murs de pierre. Maximilien trouve au siège de Padoue en 1509 une résistance aussi intelligente qu'opiniâtre, portes bien couvertes, petits ouvrages armés d'artillerie flanquant les fossés qu'on remplit d'eau à volonté. Les assiégés abattent eux-mêmes les créneaux et le parapet en pierre de leur escarpe; derrière leur mur, ils élèvent un rempart en terre corroyée battue entre deux rangs de pieux; plus en arrière encore ils creusent un fossé large et profond qu'ils flanquent de casemates et de petits tourions à usage d'artillerie. Ces fossés intérieurs sont alors communs en Italie. Machiavel en est grand partisan. La ville est bien approvisionnée de bouches à feu, munitions et vivres et elle contraint Maximilien à lever le siège après 20 jours de tentatives inutiles pendant lesquels il a tiré 2000 coups de canon. Dès la fin du XVe siècle les bastions forment de puissantes saillies sur les enceintes qui tout en procurant des feux en avant vers la campagne assurent par de longs flancs une défense rapprochée très efficace et font disparaître les angles morts. Les fortifications angulaires ou à plan en étoile se développent graduellement en Italie entre le milieu et la fin du XVe siècle sur la base des idées de plusieurs ingénieurs, dont Francesco di Giorgio Martini. Le Tracé à l'italienne est communiqué à l'Europe et à la France, probablement sous l'impulsion de Navarro.
Les ingénieurs de la fin du XVe siècle se sont divisés pour savoir s'il est préférable de défendre les places par les feux directs atteignant l'ennemi de loin à l'aide de batteries placées sur les tours agrandies mais conservant leurs hauts reliefs ou s'il vaut mieux chercher à l'anéantir de près par de nombreux feux directs et de flanc alors que la mousqueterie pouvait joindre son action à celle de l'artillerie. Au milieu de ces conflits perpétuels qui divisent les villes et les petits États de l'Italie au milieu de ces luttes religieuses ou patriotiques qui ensanglantent le XVIe siècle, en France et en Hollande, chaque ville, chaque village s'entoure de fortification. Ces villes et ces villages n'ayant pas tous le moyen d'acheter une nombreuse artillerie, recourent pour leurs remparts à un tracé qui leur permet avec quelques canons et des armes de main de se défendre vigoureusement et longtemps à l'aide des feux de flanc. Le bastion signe alors la disparition de la tour médiévale.
Les travaux du génie militaire dès lors s'appliquent à toutes les circonstances de la guerre. Il fortifie les camps, établit des têtes de pont sur les fleuves, construit des redoutes sur les champs de bataille, et couvre les places de remparts. Les grandes opérations d'un siège, l'investissement de la place, la reconnaissance qui en est faite par l'ingénieur en chef, les apprêts de l'attaque et de la défense, l'ouverture et la conduite de la tranchée, le rétablissement des parallèles, la formation des batteries, la guerre souterraine des mines et des contre-mines incombent au corps du génie et à ses chefs, le plus célèbre d'entre eux est Vauban.
Machiavel, dans son « Art de la guerre », porte le jugement juste sur les fortifications que l'on oppose à l’artillerie : « Il n'est aucune muraille, quelle que soit son épaisseur, qui ne succombe aux tirs d'artillerie en quelques jours… ». Le progrès des mortiers et des explosifs, avec l'accroissement du pouvoir de perforation des obus et l'emploi systématique du tir plongeant provoqueront l'obsolescence de ces systèmes. La guerre redevint une guerre de mouvement; il faut cependant plusieurs décennies pour que l'idée de fortification soit abandonnée.

## Renaissance italienne

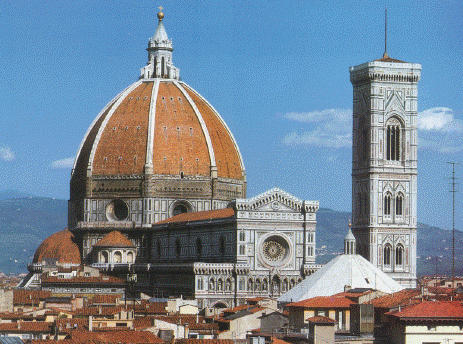
Il Duomo Filippo Brunelleschi, 1420.

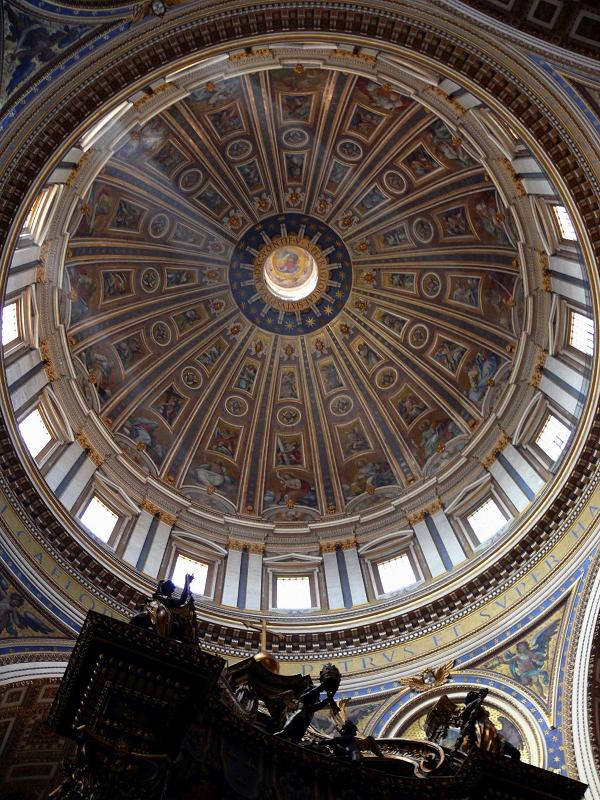
Michel-Ange, basilique Saint-Pierre, 1546-1590.

La France, peu favorable à l’autonomie des marchands qui s'est constituée au départ des foires de Champagne, amène petit à petit les marchands italiens à laisser pour compte le commerce itinérant pour favoriser une autre sorte d’activité, celle du crédit et du prêt. Les banquiers lombards prêtent alors à quiconque a besoin d'argent. Les états du centre et du nord de l'Italie comptent parmi les plus riches d’Europe. Les croisades ont tissé des liens commerciaux durables avec le Levant, et la quatrième croisade a éliminé l’Empire byzantin, rival commercial des Vénitiens et des Génois. Les principales routes de commerce venant de l’Est traversent l’Empire byzantin ou les pays arabes et vont jusqu’aux ports de Gênes, Pise et Venise. Une nouvelle classe dominante des marchands se crée, ceux-ci gagnant leur situation par leurs compétences financières et adaptant à leur profit le modèle aristocratique féodal qui a dominé l’Europe au Moyen Âge. La montée en puissance des communes en Italie est une particularité du Moyen Âge tardif, celles-ci accaparant le pouvoir des évêques et des seigneurs locaux. Les cités-États d’Italie croissent énormément et gagnent en puissance, devenant de ce fait entièrement indépendantes du Saint-Empire romain germanique. Dans le même temps, les infrastructures commerciales modernes voient le jour : sociétés par actions, système bancaire international, transactions financières sur les marchés internationaux systématisées, assurance et dette publique. Florence devient le centre de cette industrie financière, propulsant le florin au statut de devise principale du commerce international. La Renaissance naît à Florence grâce aux artistes qui peuvent y exprimer librement leur art.
Dès le XIIe siècle la noblesse ayant été renversée, son principe de société tombe avec elle. La loi ne demanda pas à l'Italien ce qu'il possédait mais ce qu'il faisait. Tel se trouva occuper encore de vastes domaines qui ne fut plus rien dans le monde, c'est le travail qui fit le citoyen non plus la propriété morte. Quiconque n'était pas inscrit sur le livre public, dans un des métiers reconnus était un membre inutile ou nuisible et comme tel retranché du corps de l’État ou plutôt il était censé n'en avoir jamais fait partie. Le noble qui voulait rester citoyen dut prendre ou afficher un métier et l'aristocratie terrienne passa sous le joug de l'industrie. Cette révolution établit ainsi dès le XIIe siècle la société italienne sur un principe que l'Europe est loin d'avoir atteint au XIXe siècle. La révolte des Ciompi en 1378, dans laquelle par ailleurs Salvestro de' Medicis joue un rôle, la classe sociale la plus pauvre des travailleurs de l'industrie textile, porta brièvement au pouvoir un niveau de démocratie sans précédent européen dans la Florence du XIVe siècle. L'antiquité avait tenu le travail à déshonneur, l'Italie le réhabilite jusqu'à en faire le principe du droit social. Chaque Cité-État devient une ébauche d'organisation politique de l'industrie et le gouvernement n'y est que la représentation des métiers et des arts. La hiérarchie des métiers en Italie remonte à la plus haute antiquité ce qui est nouveau c'est de faire de cette hiérarchie le fondement de la vie politique et sociale.
Toutefois c'est échanger un maître contre un autre, le « popolani grassi », mélange de traditions féodales, d'enthousiasme pour la science et d'instincts mercantiles arme bientôt chevaliers et magistrats et se déchaîne contre le peuple avec un éclat un acharnement, une puissance de haine que rien ne lasse. Salvestro et Cosme de Médicis (Banque des Médicis) enseigna aux popolani grassi ce secret nouveau qu'il fallait endormir le peuple par des apparences - addormentargli - non le désespérer, s'en servir, non l'anéantir. Dès que cette idée paraît dans le gouvernement, la démocratie est irrévocablement perdue. Dans ce système l'oligarchie des riches en vint au point que son chef Pierre de Médicis en fut lui-même effrayé et voulut réagir contre elle. Laurent de Médicis s'entourera et soutiendra la plupart des grands artistes de son époque tels Antonio Pollaiuolo, Andrea del Verrocchio, Léonard de Vinci, Sandro Botticelli, Domenico Ghirlandaio, Filippino Lippi ou, bien sûr, Michel-Ange et sera une personnalité importante de la Première Renaissance.
La première attestation des Arti di Firenze remonte à 1182. Les Arte dei Maestri di Pietra e Legname rassemblent toutes les professions liées à l'édification de bâtiments travaillant la pierre et le bois : architetti, muratori, capimastri… et de l'arte della scagliola : celle du stuc et de l'imitation du marbre et de ses veinures colorées.
Le Vite de Giorgio Vasari, paru une première fois en 1550 à Florence, puis, largement remanié, en 1568, est considéré comme un des ouvrages fondateurs de l'histoire de l'art. Consacré à plus de 200 artistes contemporains ou du passé, principalement florentins, il est dédicacé Duca Cosimo De' Medici.
L'Accademia del Cimento, fondation médicéenne au service de la science héritera de deux grands savants, Galilée et Torricelli. Le premier symbolise à lui seul l'effondrement d'un monde fondé sur philosophie aristotélicienne et entretenue par la scolastique médiévale. Désormais la terre tourne autour du soleil bien sûr, mais Galilée, héritier d'Archimède, va surtout dans les Discorsi e dimostrazioni matemaliche intorno a due nuove scienze introduire les quelques éléments d'une mécanique correctement mathématisée, sur laquelle Isaac Newton viendra fonder la mécanique moderne.

## Amérique coloniale

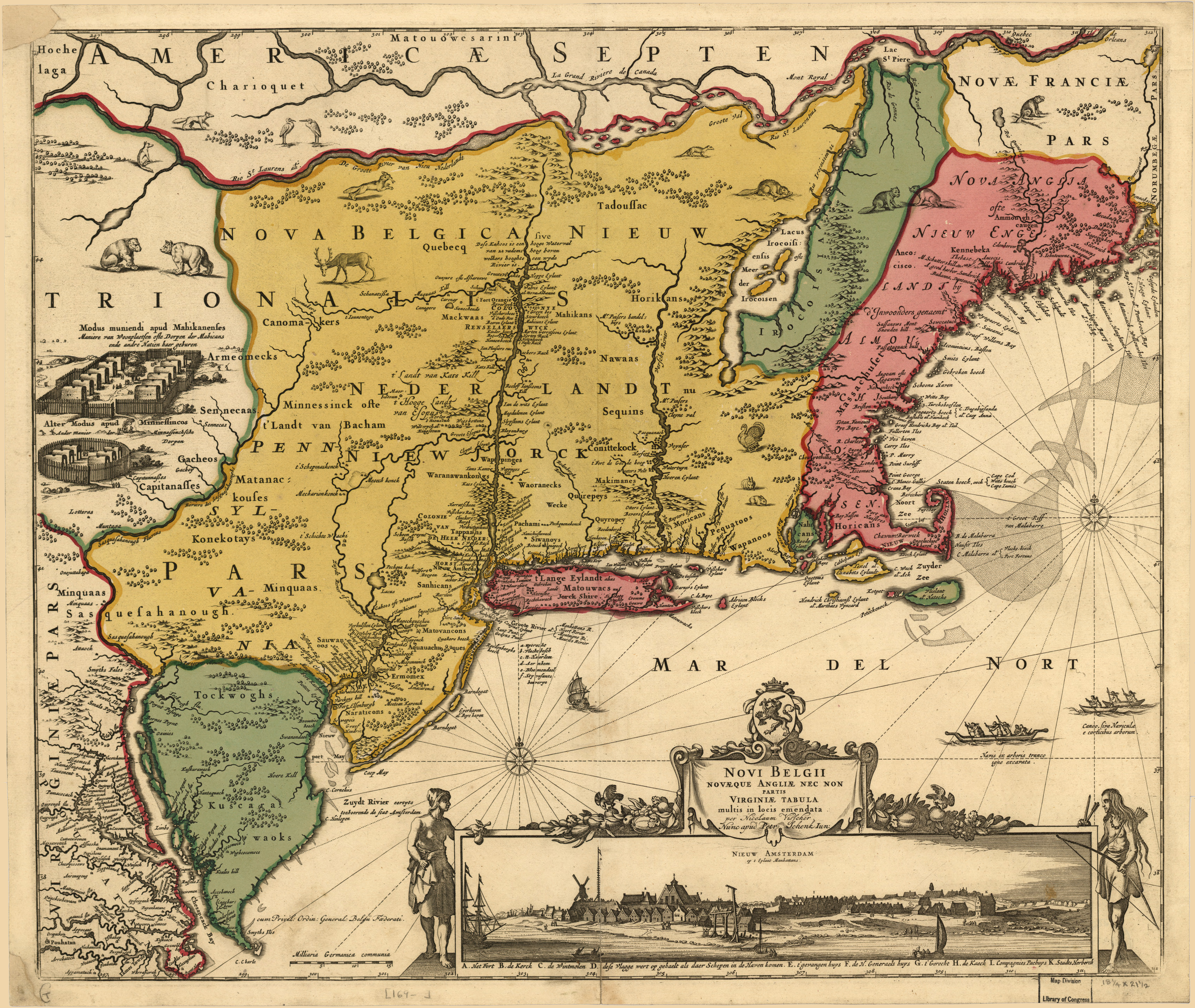
Johannes Janssonius. Carte de la Nouvelle-Néerlande, Amsterdam, 1685. Représentation d'un village Mohican et New York, alors Nieuw Amsterdam, depuis l'île de Manhattan. Forts, église, moulin à vent, prison, gibet.

Une nouvelle aventure se noue à Séville, depuis la découverte de terres inconnues par Christophe Colomb en 1492. Amerigo Vespucci fait partie de la grande maison de commerce des Médicis, qui a ses comptoirs partout et fait beaucoup d'affaires avec l'Espagne. Il entre en rapports avec le grand armateur florentin, Juanoto Berardi, qui habite Séville et que les Rois catholiques chargent de l'approvisionnement et de l'affrètement de la plupart des navires destinés aux nouvelles régions. Il réalise un premier voyage en 1499 pour compte de l'Espagne. Cédant aux sollicitations du roi Manuel Ier, il passe au Portugal et entreprend peu après sa troisième et plus célèbre navigation, qui dura du mois de mai 1501 au mois de septembre 1502, relatée dans une lettre adressée à son ami Lorenzo di Pierfrancesco de Médicis, publiée largement sous le titre de Mundus Novus. Les découvertes s'enchainent donc, Vespucci, l'Amérique du Sud; en 1507, Juan Diaz de Solis, et Vicente Yáñez Pinzón, le Yucatan, en 1513, l'Espagnol Vasco Nunez de Balboa traverse l'isthme de l'Amérique centrale et atteint le Pacifique; Juan de Grijalva découvre la richesse de la civilisation Aztèque et sur ses pas, Hernán Cortés renverse l'Empire aztèque en deux ans. L'exploitation des Indiens est instaurée et leur population décimée par ce régime en deux décennies. La côte ouest de l'Amérique du Sud est commencée par Francisco Pizarro et Diego de Almagro, qui renversent au Pérou l'Empire inca entre 1531 et 1535.

### Amérique du Nord

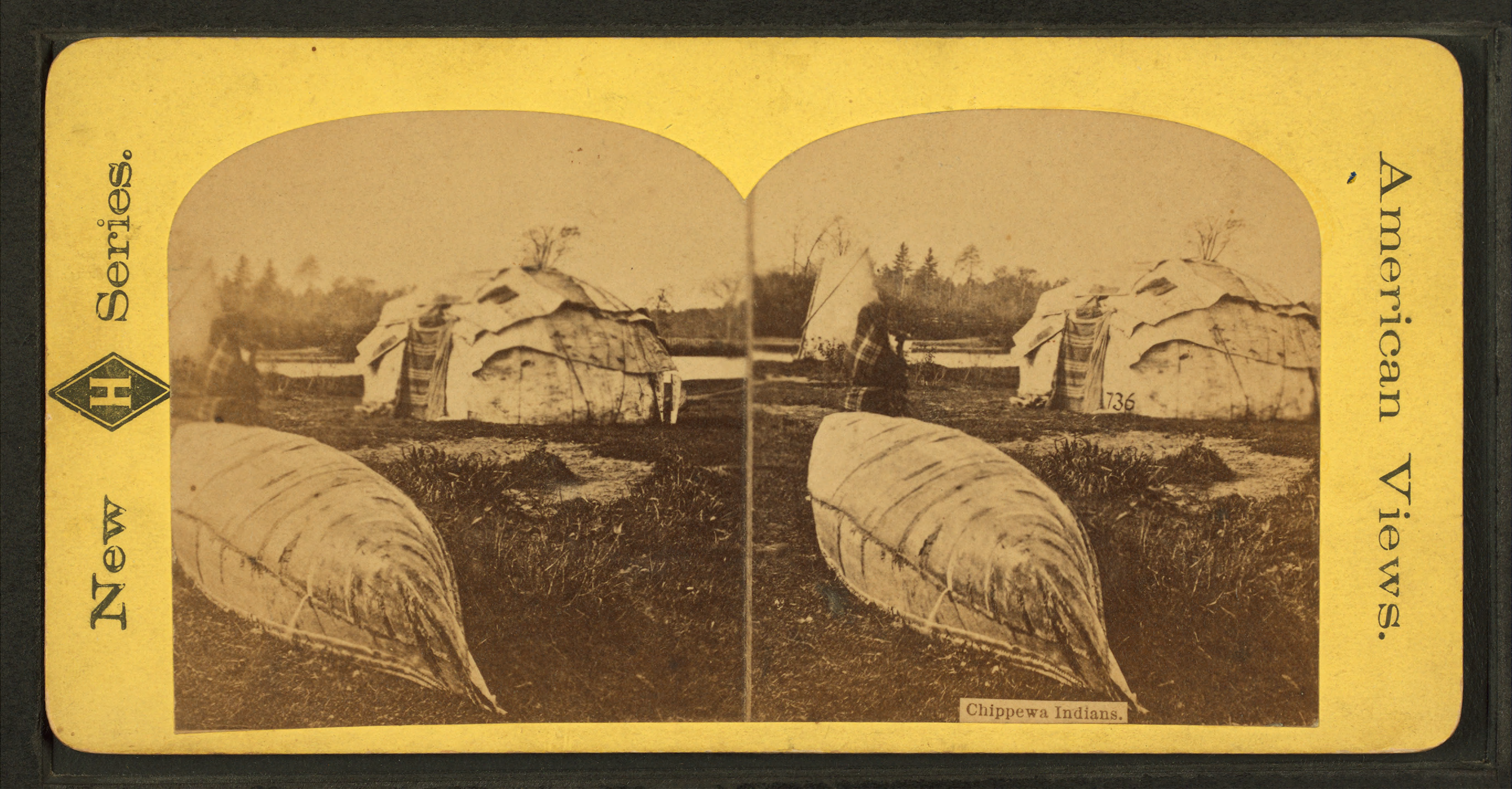
Wigwam et canoé Chippewa, vers 1870.

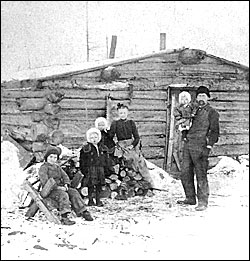
Cabane de rondins, Minnesota, 1890.

Les premières colonies amènent des habitudes européennes en Amérique. Les constructions européennes de la Nouvelle-Néerlande côtoient les maisons longues mohicans. Les pionniers qui se mesurent à la frontière des nouveaux territoires doivent faire momentanément face à une rareté de moyens inédite pour des européens. Abris semi-enterrés (Dugouts), wigwams, cabanes sont un pis-aller, que l'on remplace aussitôt quand on en a les moyens, par une maison plus confortable, selon les critères européens de l'époque: charpente, torchis ou brique, chaume. Aucun des types utilisés par les colons n'est inventé. Le wigwam est emprunté aux amérindiens, les autres aux cabanes de bergers, de charbonniers ou de tourbiers d'Angleterre.
Les cabanes sont constituées de solides poteaux plantés dans le sol, tissées de branches d'acacia, de saule ou de noisetier, et recouvert de terre, des bâtons fourchus soutiennent une faîtière sur laquelle est posée une toiture légère. Le wigwam prévalant de Québec à la Caroline, n'est pas le tipi conique des plaines de l'Ouest mais une structure à toit arrondi de plan oblong constituée de poteaux élancés plantés dans le sol et fléchis pour former voûte. Cette structure est couverte de nattes tissées de fabrication indienne ou habillée d'écorces ou de peaux; probablement la plus confortable de toutes ces structures, les colons l'adoptèrent de même que le nom, l’agrémentant d'une cheminée ou d'une porte soutenue par des gonds tout en bois taillés.
La cabane de rondins (log cabin) aurait été introduite par les Suédois lorsqu'en en 1638 ils implantèrent la Nouvelle-Suède un peu plus au Sud, à l'embouchure de la rivière Delaware. Cette manière de construire aurait été communiquée aux colons allemands, quoique cette technique ne devait pas leur être inconnue puisque présente à cette époque dans certaines régions d'Allemagne et de Suisse. Ce sont les Scotch-Irish Americans (en) qui popularisent son usage dans la communauté anglo-saxonne car venu de pays où la manière d'habiter est plus rudimentaire, ils se satisfont de cette construction dont ils font un symbole de l'American pioneer (en). La log cabine devient un argument de campagne du président William Henry Harrison lorsque son adversaire affirme qu'il ne mérite pas la Maison-Blanche ce qui achève de forger le mythe. La log cabin est alors associées à toutes les valeurs de la société américaine, poussée dans l'arène, attaquée par les sioux, dans le Buffalo Bill's Wild West (1882-1913) de William Frederick Cody, elle est aussi le support aux récits de Laura Ingalls Wilder. La cabane en rondins est une forme de construction supérieure pour une société de pionniers, elle ne présente pas de difficulté particulière, et elle peut-être construite rapidement par un cercle de voisins, hors de quelques troncs de pins ou de pruche qui sont légion dans le Nord. Elle ne requiert pas d'autres outils qu'une hache. Toutefois, elle est inconnue des premiers colons, qui construisent certes des fortins militaires (blockhouse) en troncs équarris (Log huwn square, soit des madriers), entrelacés à leurs extrémités par de savants assemblages à mi-bois (Lap joint) ou à queue d'aronde (Dovetail joint), ce qui exige en matière d'outillage, plus qu’une simple hache. La Culture du Midland possède des caractéristiques particulières dont la multiplicité dénote une solide phase pionnière: Utilisation de bois ronds ou taillés recto-verso; espace entre les bûches rempli ou non d'une variété de matériaux (chinking); manières dont les bois sont entrelacés aux angles: selle, V, demi-queue d'aronde, pleine queue d'aronde, carré, demi-encoche et diamant, granges de Pennsylvanie (en), bank barn (en)), Crib barns (en). Le pièce-sur-pièce à coulisse, fait également partie de la culture du Midland. Les structures en rondins en Amérique du Nord sont devenues un patrimoine en péril, perdu à un taux estimé à 1/3 du nombre total restant tous les 25 à 30 ans.

## En France de la renaissance à la Révolution

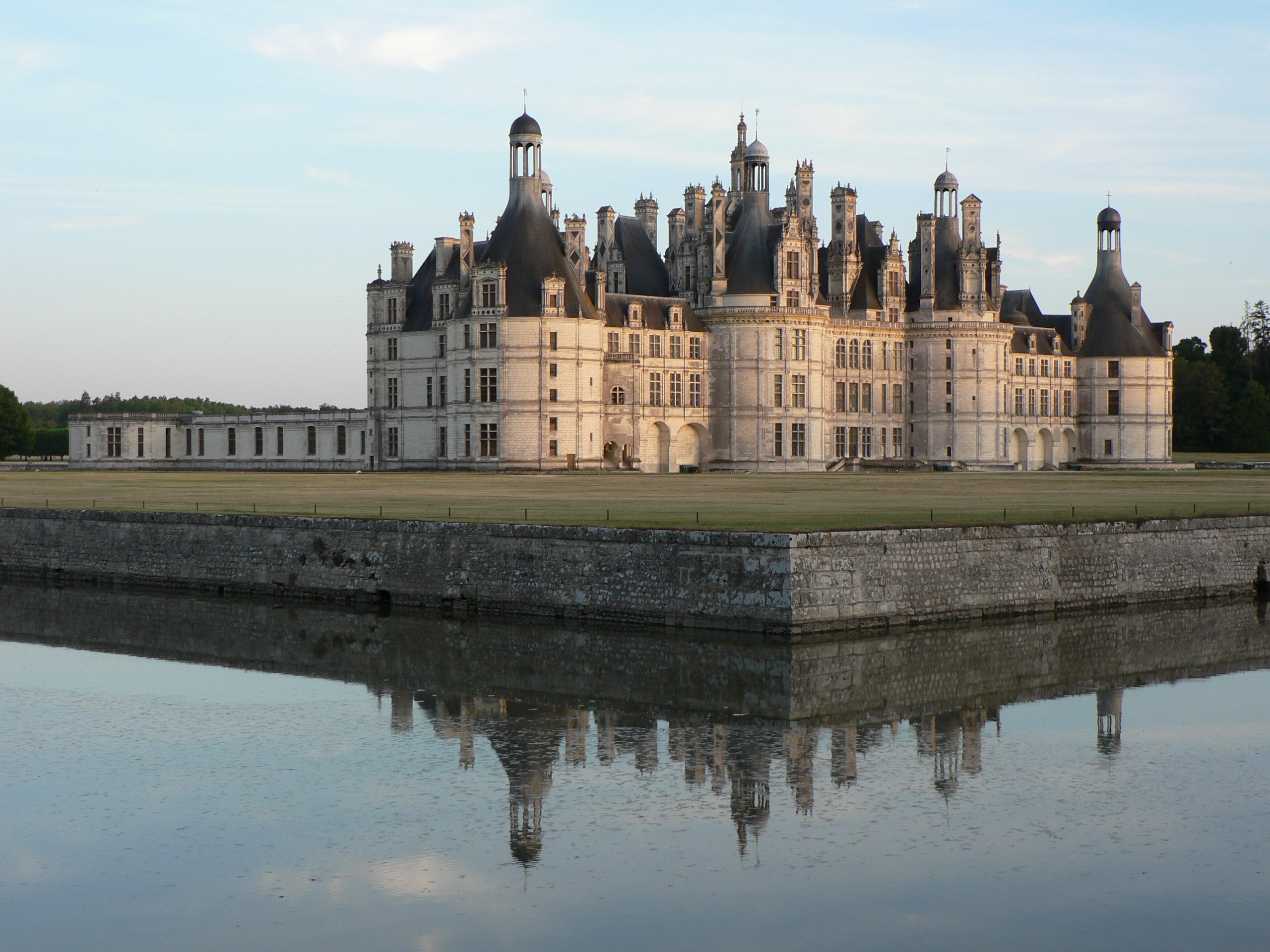
Château de Chambord.

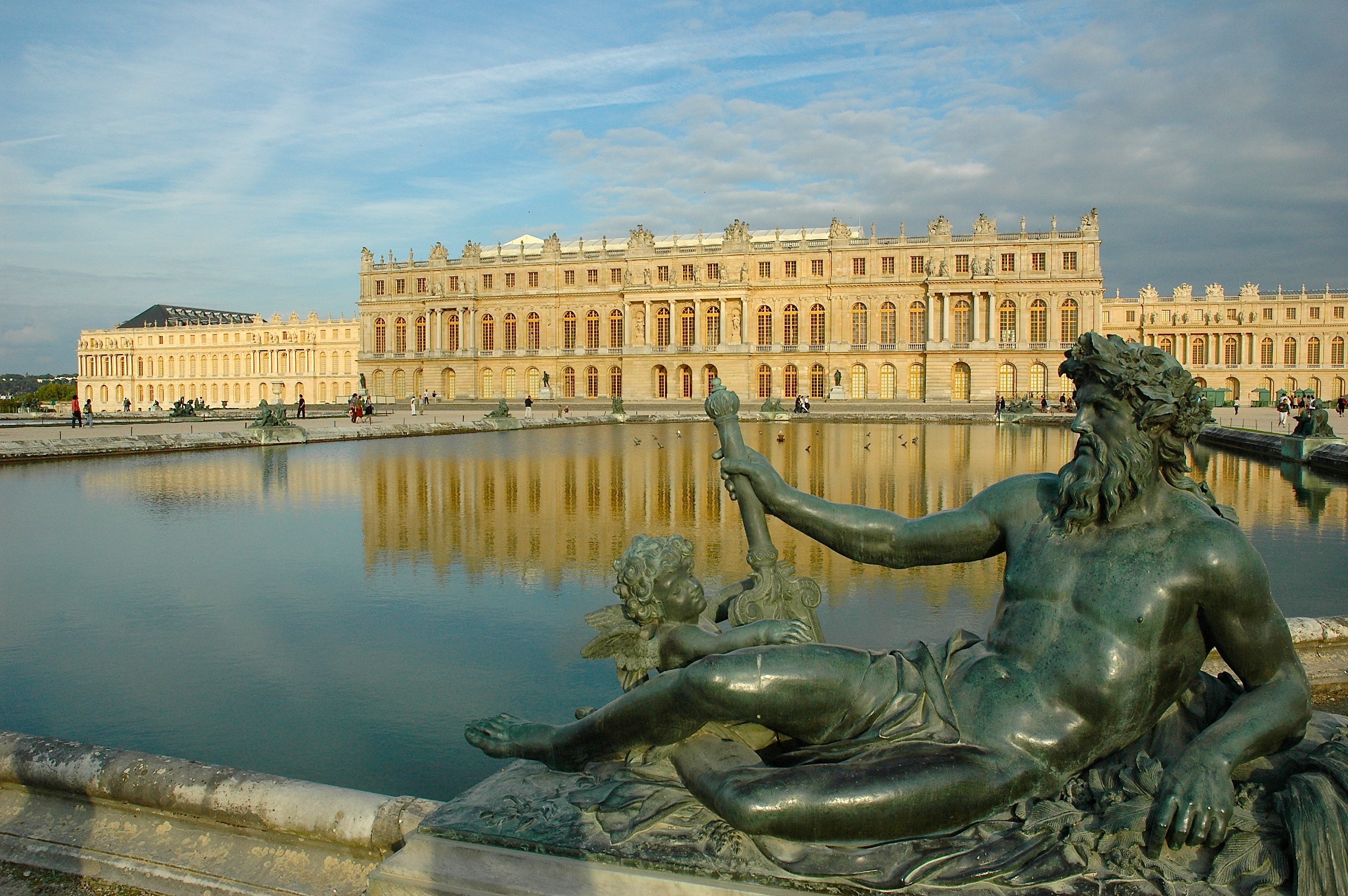
Le château de Versailles, 1641-1710.

En France, à partir de Louis XII et de François Ier (à partir du début de son règne en 1515, correspondant à la bataille de Marignan), les guerres d'Italie font connaître la Renaissance italienne en France avec un siècle de retard. Léonard de Vinci apporte en France le savoir-faire des artistes de la Renaissance italienne. La manifestation la plus évidente de la Renaissance en France est l'édification de châteaux résidentiels dans le Val de Loire ainsi qu'en Île-de-France.
Les prémices sont constituées de châteaux dans un style pré-Renaissance construits dans le Berry, près de Bourges (capitale du roi Charles VI, proche de l'actuelle route Jacques Cœur), alors que le nord de la France n'est pas encore totalement remis des séquelles de la guerre de Cent Ans. François Ier fait appel à des artistes italiens pour la construction de ces châteaux : Chambord aurait été ainsi conçu par Domenico Bernabei da Cortona dit « Boccador ». Le château d'Ancy-le-Franc a lui été conçu par l'architecte italien Sebastiano Serlio, non pour le roi mais pour un grand seigneur du royaume, Antoine III de Clermont, et ses salles sont ornées de fresques attribuées au Primatice et à d'autres peintres de l'École de Fontainebleau, ce qui témoigne de l'influence qu'ont eues les demeures royales, ici le château de Fontainebleau décoré par ces mêmes artistes, sur le goût de la haute société à partir du règne de François Ier. Mais peu à peu les architectes français commencent à s'approprier le nouveau style Renaissance : des architectes tels que Pierre Lescot et Philibert Delorme définissent les canons architecturaux de cette architecture qui vont durer au moins deux siècles.

### Colbert
Sous le contrôle de Louis XIV, Colbert s'active à donner une indépendance économique et financière à la France. La royauté absolue s'érige en tutrice des classes ouvrières, protège et réglemente le travail, crée des manufactures, anime les beaux-arts et les arts manuels, mais substitue trop souvent sa volonté à la liberté individuelle et écrase l'industrie sous ses règlements et sous ses impôts. Des encouragements et des pensions sont accordés à des artistes et à des savants français et étrangers. Les Gobelins deviennent dès 1662, un vaste atelier où des peintres, des sculpteurs, des ciseleurs, des orfèvres, des ébénistes et des tapissiers rivalisent pour orner le palais du Louvre, continuer le château de Fontainebleau et agrandir le château de Versailles commencé. L'Académie royale de peinture et de sculpture, depuis 1648, reçoit de meilleurs règlements et les fonds nécessaires pour enseigner les beaux-arts ; des artistes sont envoyés à Rome aux frais du roi. L'Académie des inscriptions et médailles est fondée en 1663, celle d'architecture en 1671. Surintendant des arts et des manufactures, Colbert s'applique d'abord à étudier la situation du pays et celle du commerce en général. Il entretient une correspondance suivie avec les intendants, les maires et les ambassadeurs français résidant dans les pays manufacturiers. Il voit et entend répéter que partout il existe des statuts de corporations et des règlements locaux, que partout ces règlements sont assez mal observés grâce à la négligence ou à la complicité des jurés, et que de là viennent le désordre et le dépérissement de l'industrie. Il voit que la France tire de l'étranger beaucoup plus de marchandises qu'elle ne lui en envoie ; que malgré les manufactures de Tours et de Lyon, l'Italie lui fournit toujours des soieries, et que, de manière générale, la France est dépendante aussi de l'Angleterre, de la Hollande, de l'Espagne. Colbert décide de copier les productions des États voisins pour rendre la France indépendante de leurs fournitures, débauche des ouvriers étrangers pour former les ouvriers des manufactures françaises, utilise fréquemment l'octroi de monopoles, rétablit les anciennes manufactures et en crée de nouvelles. Il favorise la production de glaces (Manufacture royale de glaces de miroirs, composante du futur groupe Saint-Gobain) et de tapis (Les Gobelins).

### Les architectes se battent pour affirmer la spécificité de leur rôle

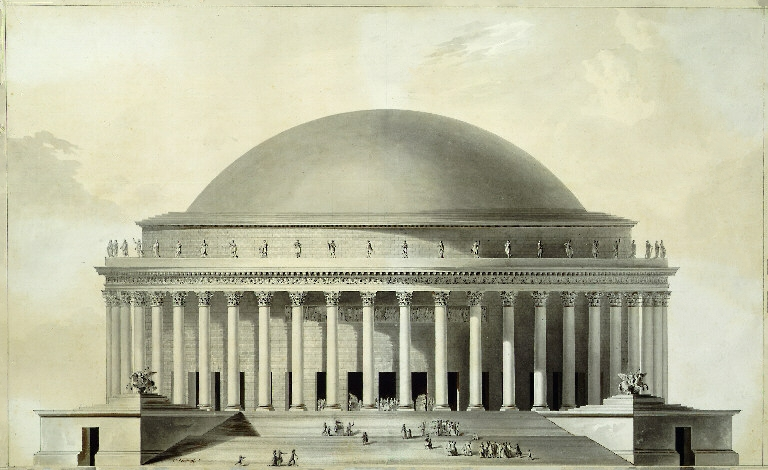
Étienne-Louis Boullée. Projet de reconstruction de l'Opéra de Paris, 1781.

Tout au long du XVIe siècle, les architectes se battent pour affirmer la spécificité de leur rôle, pour faire admettre leur statut et leur place dans le processus de construction. Ils imposent une valorisation de leur rôle qui, en tant qu'intellectuels, les conduit à rejeter tout travail manuel, le considérant comme subalterne et méprisable. Les architectes éprouvent le désir de se démarquer de la corporation mais, une fois la rupture accomplie, s'est imposée une nouvelle nécessité : le maintien et la défense de leurs privilèges et de leurs intérêts.
En 1671, à l'instigation de Colbert, est créée l'Académie royale d'architecture. Elle succède au conseil des bâtiments établi précédemment comme elle par Colbert a l'occasion des constructions du Louvre. L'académie d'architecture qui, au commencement, se réunit dans une annexe du Palais Royal comme celles de peinture et de sculpture, est transférée au Louvre en même temps que ces dernières vers la fin du XIXe siècle. Ses conférences reviennent une fois par semaine et ont pour objet de résoudre les difficultés survenant dans les constructions, de déterminer les proportions d'architecture, de décider des us et coutumes du bâtiment, de constater enfin les découvertes utiles à la pratique de l'art. Outre cela, deux de ses membres revêtus du titre de professeur royal font des cours publics de mathématiques et d'architecture. Chaque mois, elle distribue des médailles d'encouragement aux élèves et à partir de 1723 elle en décerne annuellement trois plus importantes dont la première assure à celui qui l'a obtenue le droit d'être entretenu à Rome aux frais du roi pendant trois ou quatre ans avec les élèves de peinture et de sculpture. François Blondel est le premier à y professer un cours d'architecture : on doit, dit-il, convenir de la supériorité que l'Architecture doit avoir sur tous les Arts. Nous ne répéterons point ce qui regarde son utilité, elle est incontestable. Mais nous sommes forcés de convenir que c'est un Art difficile, et qu'un bon Architecte, tel que nous l'entendons, ne peut être considéré comme un homme ordinaire. Pendant la Renaissance, les architectes évoquent dans l'ordre trois grands principes : solidité, commodité, décoration. Avec Blondel, le discours s'inverse, l'élément de décoration venant au premier plan. Le XVIIe siècle bâtit un décor stable. Les lois de la perspective régissent toute composition architecturale. L'architecte y est en premier lieu ordonnateur du point de vue. Dans cette architecture de décor, la perspective à point de vue central façonne la réalité construite. L'architecture est avant tout une chose dessinée. Fin XVIIIe siècle, chez des architectes comme Étienne-Louis Boullée, pour qui l'art de bâtir n'est que la partie technique de l'architecture, le dessin d'architecture se suffit à lui-même. Ce repli sur le dessin, présenté comme le seul moyen d'expression restant aux architectes, est expliqué, comme le fait remarquer Manfredo Tafuri, comme étant la conséquence d'une impossibilité d'une mise en projet concrète. Qui construit à l'époque? Ce ne sont pas les architectes académiciens, mais les architectes-bourgeois et les entrepreneurs en bâtiment, grâce aux modèles architecturaux dominants.
En 1767, l'architecte établit les plans, fait la description de tous les matériaux nécessaires, fixe les prix de tous les ouvrages qui entrent dans la construction d'un édifice : « Les matériaux ne sont pas tous de même qualité. L’étude d'un architecte a pour but d'en connaître toutes les propriétés, toutes les différences et de s'en faire une pratique, de manière qu'au toucher et au coup d'œil, il en porte un jugement sûr et à l'abri de toutes les fraudes des marchands. »

#### Le devis
Le devis serait le fait des ingénieurs : « Les devis et marchés en matière de construction sont, dans un sens général, l'ensemble des conventions qui interviennent entre le propriétaire et les constructeurs, pour régler le mode d'exécution d'une construction déterminée ». C'est l'entrepreneur de bâtiments qui contracte le marché, et non pas l'architecte : celui-ci est un artiste, qui conçoit la forme et la disposition des constructions, dresse les plans et devis, dirige les travaux, vérifie et règle les mémoires, fournit, en un mot, son talent et ses soins, et non les matériaux ni la main-d'œuvre. Aussi, la loi ne le soumettra pas à la patente. (…) Si l'architecte entreprend d'exécuter la construction avec marché et fourniture de matériaux, il n'est plus seulement architecte, il est entrepreneur de bâtiments. Cette exécution, en effet, avec marché et fourniture de matériaux, n'appartient qu'à l'entrepreneur qui, se livrant à la spéculation des travaux de construction, est un commerçant patenté. Il faut ainsi distinguer entre l'architecte et l'entrepreneur, pour n'appliquer à chacun que les règles du droit qui le concernent. Le contrat appelé devis et marché se forme dans des circonstances particulières qu'il est utile de rappeler. Lorsqu'un propriétaire veut faire exécuter une construction de quelque importance, il commence ordinairement par demander à un architecte une esquisse d'ensemble de la construction et un aperçu général plutôt fort que faible de la dépense. Si ces indications sommaires le décident à construire, il fait dresser un plan en coupe et en élévation, présentant tous les détails de construction qu'il est possible de figurer ; il fait ensuite dresser sur ce plan un devis des travaux, c'est-à-dire un état détaillé des ouvrages de toute nature dont se composera la construction. Le devis comprend deux parties : 1° le devis descriptif, qui indique en détail la position et les dimensions générales de la construction, les distributions et les dimensions particulières, la nature, la qualité, la quantité et le mode d'emploi des matériaux, et enfin le mode d'exécution des travaux ; 2° le devis estimatif, qui énonce le prix détaillé de tous les matériaux et de la main-d'œuvre et se termine par un résumé exprimant le prix total de la construction, si elle est faite à forfait. Après avoir établi les plans et devis, le propriétaire et l'architecte dressent le marché. C'est un acte contenant les clauses et conditions générales, suivant lesquelles le propriétaire et l'entrepreneur qui sera choisi s'engageront, chacun de son côté, à exécuter les travaux conformément aux plans et devis qui demeureront annexés au marché. Les devis et le marché, réunis, constituent ce qu'on appelle le cahier des charges.

### Les ingénieurs principaux responsables des travaux publics
À la fin du XVIIe siècle, de multiples indicateurs relayent le même constat de l'état déplorable de la quasi-totalité des chemins et des routes de France, ce qui nuit aux communications et à l’activité économique des villes et de leur arrière-pays, en particulier pour la circulation des produits agricoles et manufacturés. Colbert est convaincu que les voies de communication jouent un rôle très important pour la prospérité du royaume. Pour favoriser les exportations des produits français à l’étranger, les travaux et les fonds sont dirigés sur les voies qui mènent aux grands ports et aux frontières du royaume. Toutefois à la fin de son mandat, le tableau n’est pas plus flatteur.
Avant Colbert, dans les travaux des ponts et chaussées, le roi ne fait exécuter lui-même des travaux que dans des cas assez rares et ne cherche donc pas à réunir des hommes de l'art spécialement habiles. Il a seulement à sa disposition depuis la fin du Moyen Âge et spécialement depuis Henri IV, des ingénieurs militaires pour les travaux de fortifications qu'il fait exécuter ou pour le siège des places de guerre. (Car c'est la science que doit initialement posséder un ingénieur, « laquelle consiste principalement dans la connaissance de la géométrie, de la fortification, de l'attaque et de la défense des places»). À partir de 1668, on voit des arrêts du conseil qui commettent des architectes ou ingénieurs pour certains travaux avec le titre d'ingénieur du Roi, d'ingénieur ordinaire de Sa Majesté, quelquefois avec le titre d'inspecteur des ouvrages des ponts et chaussées. La plupart des généralités ont ainsi un ingénieur, quelquefois pris parmi les ingénieurs militaires, avec lequel Colbert correspond directement et qu'il surveille lui-même. Fin 1712, ils acquièrent le caractère de fonctionnaire public exclusivement occupés par leur emploi, mais ils ne sont rattachés les uns aux autres par un lien hiérarchique qu'à partir de 1716. Daniel-Charles Trudaine chargé du détail des ponts et chaussées crée en 1744 un bureau de dessinateurs chargés de réunir et de rapporter les cartes générales des routes, accompagnées de tableaux détaillés de leur situation, indiquant les zones des paroisses voisines dont les habitants devaient être appelés à fournir la corvée. Une école y est adjointe qui a pour rôle de former le personnel nécessaire à la conduite des travaux. Le stage chez les dessinateurs conduit à la qualité d'élève, parmi lesquels on choisit des sous-inspecteurs, des sous-ingénieurs, des contrôleurs des travaux, personnel « subalterne » régulièrement évalué sur sa capacité de travail et les mœurs de chacun d'eux. Ceux qui ne sont pas jugés convenir au service des ponts et chaussées sont réformés. Le passage d'une classe à l'autre se fait par concours. Cette large et forte organisation qui englobe tout le corps des pont et chaussée fait du titre d'ingénieur de ce corps le terme et la récompense d'une longue série d'épreuves où il faut toujours se montrer digne des positions successivement acquises, et donne à ce titre une haute valeur. En 1772 est créé l'uniforme, destiné à faire reconnaître et par suite à faire respecter les ingénieurs dans l'exercice de leurs fonctions. Couronnement de la constitution du corps, la création de l'assemblée des ponts et chaussées contribue au progrès de l'art de l'ingénieur, dont celui de la construction des ponts.
Cette organisation est maintenue jusqu'à la révolution française et est reconstituée par le décret du 7 fructidor an XI. Après 1799, le champ d'attributions des ingénieurs, des ponts et chaussées, canaux et ports, s'étend progressivement à toutes autres constructions destinées à l'utilité publique: presbytères, prisons, palais de justice, casernes, digues, canaux mais aussi la navigation, les ports de commerce, puis la police des usines à eau et le dessèchement des marais. De plus ils sont à la disposition du ministre de la marine pour les travaux des ports militaires.
Parmi les membres du corps, l'histoire des techniques d'empierrement des chaussées est redevable à Pierre Marie Jérôme Trésaguet

### La paysannerie, réserve de recrutement de la construction

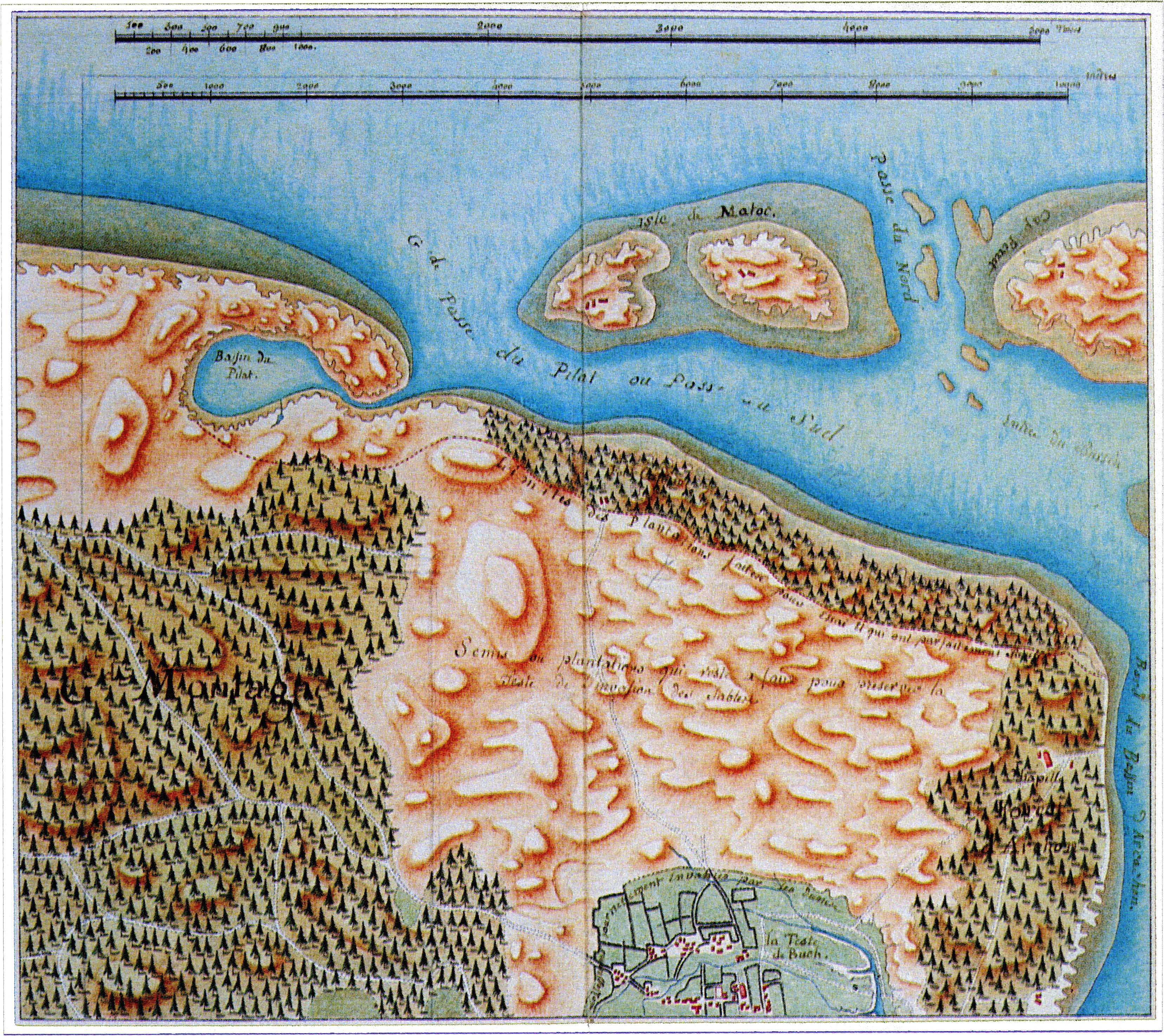
Travaux de fixation des dunes de La Teste-de-Buch par Brémontier.

En dehors du corps des ponts et chaussées et de ceux qui aspirent à y entrer se trouvent les conducteurs et les piqueurs spécialement chargés de conduire les travaux de la corvée. Les piqueurs tirent leur nom de ce qu'ils piquent sur les états les noms des corvéables présents sur les chantiers. Car les ouvrages de voirie sont encore et toujours réalisés selon le rouage essentiel du système politico-économique médiéval : la corvée et plus particulièrement la corvée royale.
En principe, est corvéable tout homme ou garçon taillable, d'âge et de force à travailler, c'est-à-dire généralement depuis seize ans jusqu'à soixante, en Roussillon on va jusqu'à 70 ans. Si sur quelque atelier l'on voit des enfants au-dessous de seize ans ou des femmes, c'est volontairement et pour accélérer la tâche du chef de famille. Toute bête de somme ou de trait appartenant aux taillables est également requise.
L'ouvrier « émigrant » est un agent de progrès et de civilisation pour le département nous dit Martin Nadaud qui fait partie de ces maçons de la Creuse qui sont partis pour de longues périodes sur les chantiers de Paris, Lyon, Bordeaux ou ailleurs ; un très grand nombre d'enfants des plus simples laboureurs ont apporté dans les villages qui avaient été dominés par une petite bourgeoisie d'ignorants et de pingres, « des habitudes de loyauté et de franchise que l'ouvrier intelligent acquiert au contact de ceux qui lui sont supérieurs et qu'il coudoie à tout instant dans une grande ville ». C'est oublier les quolibets qu'ils ont eu a subir sur les routes de France ou à Paris, pour ces « immigrants » avec leur drôle de patois, et qui les oblige plus d'une fois à répondre par les poings.
Avec Richelieu, lors des guerres de Religion, lors du siège de La Rochelle en 1627, et plus tard pour la construction des places fortes, et des ports maritimes, des agents royaux, véritables chasseurs de tête, sillonnent la campagne, embauchent, ou lorsque pressés par les Anglais, emmènent enchainés les ouvriers nécessaires aux travaux militaires (Les travaux de circonvallation d'un siège par exemple, qui se développent sur environ vingt-cinq à trente kilomètres, exigent neuf ou dix jours et peuvent employer quinze à vingt mille paysans). Ce genre de tyrannie se rencontre aussi en Angleterre où on l'a appelée empressement. Quand un sergent recruteur rencontre des hommes en ribote, il leur offre un schilling, pour boire encore, qui fait office d'enrôlement, car une fois accepté, si celui-ci ne se rend pas à la caserne, il est considéré comme déserteur. « C'est on le voit pour travailler à la défense de la patrie, que les Creusois ont formé une grande légion de maçons et de tailleurs de pierres ».
Pour le creusement du canal du midi, le plus gros chantier du XVIIe siècle, Pierre-Paul Riquet, fermier général et entrepreneur, se refuse, comme l'y autorise le roi (appuyé par l'ingénieur des ponts et chaussée Ponce Alexis de La Feuille de Merville qui supervise les travaux), à employer des paysans suivant le régime de la corvée ou de la réquisition. Colbert proposait de faire intervenir la troupe pour inciter vigoureusement les ouvriers à rester sur le chantier au lieu de louer leurs bras ailleurs, surtout le mois d'été. On placarde donc des affiches partout dans le royaume en vue de recruter les 10 000 ouvriers que le chantier emploiera pendant 15 ans. Le salaire est le double du salaire d'un ouvrier agricole et le travail présente quelques singularités en matière sociale comme l'indemnisation d'office pendant la maladie, un salaire mensualisé, une rémunération des jours chômés, des jours d'intempérie et même le logement, travaux essentiellement de terrassement.
Certains refusent à l'ingénieur des ponts et chaussées, Nicolas Brémontier l'honneur d'avoir stoppé l'envahissement des dunes du golfe de Gascogne - réalisation remarquable de génie végétal - au regard de l’épargne de milliers de paysans landais qui, au cours de deux siècles ont transformé le régime pastoral ancien en régime forestier.
L'ordonnance du 27 juin 1787 supprime définitivement la corvée des grands chemins.

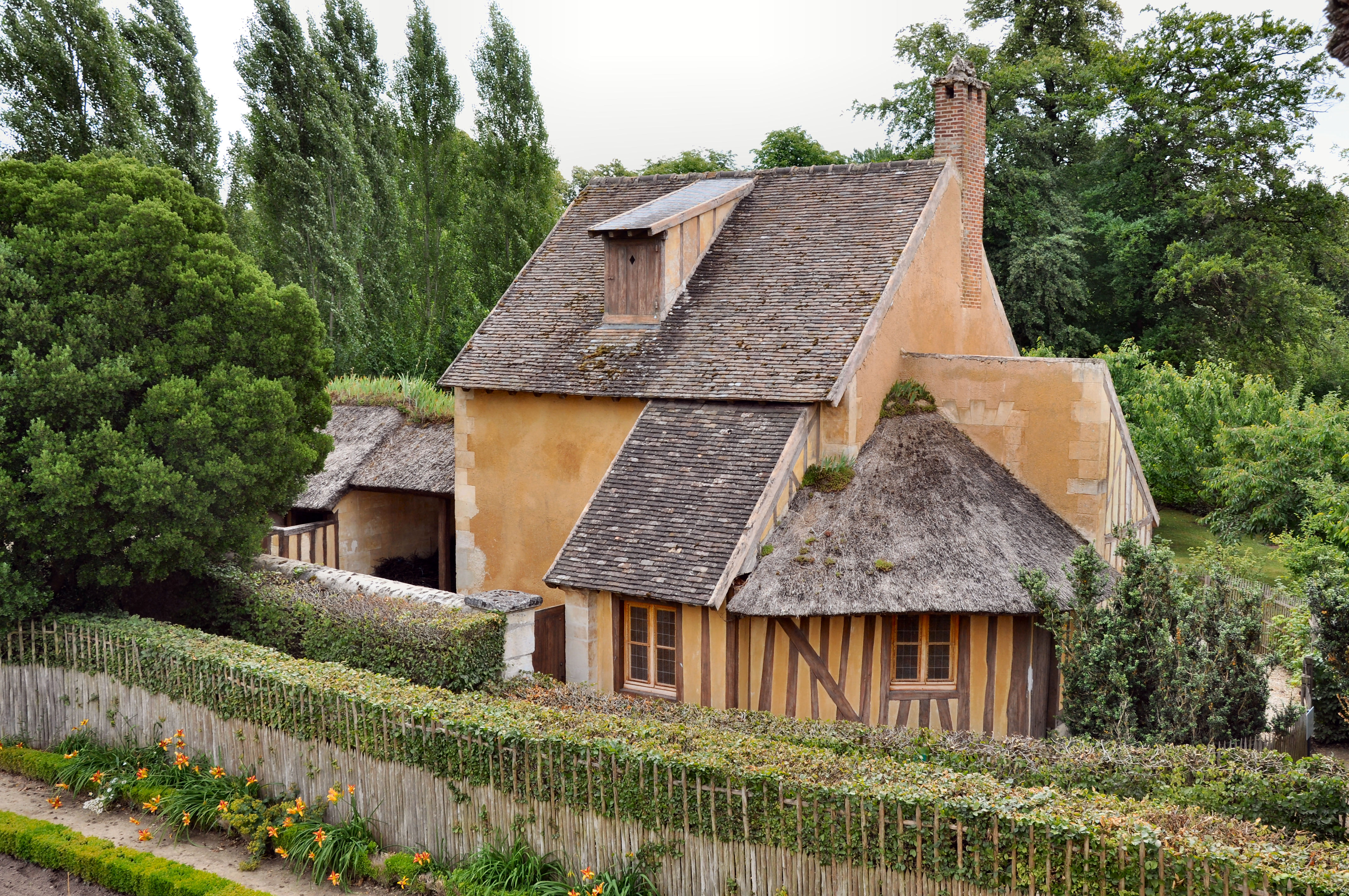
Réchauffoir au hameau de la Reine, Petit Trianon, parc du château de Versailles, France. Ce hameau d'agrément fut commandé durant l'hiver 1782-1783 par la reine Marie-Antoinette qui souhaitait s'éloigner des contraintes de la cour de Versailles, avec la nostalgie d'une vie plus rustique, dans un décor de nature inspiré par les écrits de Rousseau.

En France, en 1824, on s'insurge contre le mauvais état des bâtiments ruraux où l'on voit pêle-mêle entassés dans le même trou hommes, femmes, enfants et animaux de toutes espèces : beaucoup de bâtiments sont construits en torchis, avec du caillou silex, ou avec du bloc marneux posé en mortier de chaux et sable, ou simplement avec de la poudre marneuse délayée à consistance de mortier : les rives de la Seine ne sont bordées que d'habitations construites avec des blocs de marne. Rarement on rencontre dans ces constructions l'emploi de la brique, qui est très coûteuse. Avec de la bauge montée par assises de dix-huit pouces de hauteur sur une base en caillou et mortier, en Picardie et en Champagne, une grande quantité de maisons sont bâties de bauge ou terre d'argile mêlée de paille, construction qui a l'avantage de réserver le bois pour les ouvrages où son emploi est indispensable. La construction en bauge, pour les bâtiments ruraux, est donc préférable sous tous les rapports à celle que l'on fait en torchis, parce qu'elle est plus saine et moins dispendieuse. On construit aussi avec de la terre sèche battue au pisoir sur une base en caillou, notamment sous l'impulsion de l'architecte François Cointeraux (1740-1830). Le pisé, exigeant de la terre sèche, peut être exécuté sans interruption ; la bauge, au contraire, qui nécessite une grande quantité d'eau, ne peut être exécutée que par assises de dix-huit pouces de hauteur, qu'il faut laisser sécher avant d'en faire une autre, afin de lui donner la consistance nécessaire pour soutenir le fardeau d'une assise. Enfin, le bâtiment en bauge, clos et couvert, doit être bien sec avant d'être habité sans danger, ce qui n'a pas lieu avec le pisé qui, étant très sec, peut être habité de suite. On construit aussi avec des briques desséchées au soleil et posées avec un mortier d'argile, à la manière adoptée en Lorraine.

### Suppression des corporations
Un déséquilibre s'est progressivement installé entre des pays comme la Grande-Bretagne industrielle ou les Provinces-Unies et la France, réduite à exporter des produits primaires. 1776 est l'année où Adam Smith publie la Richesse des nations, il y expose l’idée d’un ordre naturel, résultant de l’intérêt individuel se résolvant en intérêt général par le jeu de la libre entreprise, de la libre concurrence et de la liberté des échanges. 1776 est aussi l'année de la Déclaration d'indépendance des États-Unis. En France Anne Robert Jacques Turgot, associé aux Physiocrates, échoue à entamer le mouvement vers une économie plus libre. Dans son préambule au roi, Turgot annonce courageusement son objectif d’abolir la corvée des grandes routes et pour la remplacer, de soumettre les grands propriétaires et le clergé à la taxe, jusqu'à présent uniquement supportée par le peuple. Turgot voit dans la Déclaration d'indépendance des États-Unis le moyen d'attirer les ouvriers anglais, du fait de la cessation de commerce des fabriques anglaises avec les colonies américaines. L'existence des corporations qui ferme la porte à tout ouvrier qui n'est pas passé par de longues épreuves, et en général aux étrangers, ferait perdre à la France les avantages qu'il pourrait retirer de cette circonstance unique. Cette considération qui n'est pas la seule, lui paraît avoir beaucoup de poids. Toutefois les Édits de Turgot de 1776 qui prévoient de supprimer les corvées et les corporations sont violemment repoussées par les corporations, la noblesse, et le clergé et Louis XVI recule devant l’ampleur du plan de Turgot. La corvée, dont la remise en question est déjà fortement ancrée dans la société française, seront supprimée par l'Ordonnance du 27 juin 1787.
La nuit du 4 août 1789, l'Assemblée nationale décide de supprimer les privilèges et, le 17 mars 1791, le décret d'Allarde supprime les corporations et proclame ainsi le principe de Liberté du commerce et de l'industrie. Cela implique que, sous réserve du respect de l'ordre public institué par la loi, l'exercice des professions est libre. Il peut toutefois, dans certains cas, être soumis à déclaration. Les droits d'accès au métier sont directement perçus par l'État sous le nom de patente. Le savoir-faire des corporations et leurs modèles sont mis dans le domaine public, tandis qu'une loi institue la propriété privée des brevets et fonde l'Institut national de la propriété industrielle. Le 8 août 1793, les académies sont supprimées. Dans un climat de défiance vis-à-vis des regroupements professionnels, la loi Le Chapelier est votée le 14 juin 1791, interdisant toute coalition ou regroupement d'ouvriers, compagnonnage compris sous peine de mort. La grève n'existe pas.

### Les métiers
Le système de la concurrence qui, certes, présente de grands avantages, a aussi des inconvénients : il tend à avilir la main-d'œuvre nous dit Viollet-le-Duc, « à faire employer des hommes incapables de préférence à des hommes habiles, parce que les premiers acceptent des conditions de salaire inférieures (…) Le système des corporations n'existe plus, il serait nécessaire de le remplacer par un système d'enseignement appliqué. »
Fin XVIIIe siècle, on distingue douze sortes d'ouvriers participant à la construction des édifices : L'entrepreneur est celui qui se charge de la conduite et de l'exécution d'un bâtiment, sur les dessins de l'architecte. Quelquefois, l'architecte lui-même devient entrepreneur. L'appareilleur ne se mêle que des pierres de taille ; il en trace les coupes aux tailleurs de pierre, pour ensuite, étant jointes, former les voûtes et les colonnes. Les sculpteurs sont de deux sortes : de pierre ou marbre et de bois. On distingue les sculpteurs de pierre qui font les ornements extérieurs, les moulures, agrafes et masques des sculpteurs de bois qui travaillent aux ornements des boiseries, coquilles, fleurs, guirlandes, etc. Les tailleurs de pierre donnent aux pierres de taille les formes tracées par les appareilleurs. Les maçons exécutent les constructions en pierres naturelles ou artificielles, et les enduits en mortier, les plafonds, etc. Ils se répartissent en manœuvres qui exécutent les parties du travail n'exigeant guère que de la force, compagnons qui posent la pierre et font les enduits, maîtres-compagnons qui surveillent et dirigent plusieurs ouvriers dont ils assurent l'ensemble ; le maître quant à lui prépare les détails, dirige les hommes et surveille la nature aussi bien que l'emploi des choses qui constituent les principaux éléments de la maçonnerie. Chacune de ces classes de travailleurs renferme une spécialité d'autant plus tranchée qu'elle s'éloigne davantage des deux extrêmes. Le maître se distingue par la faculté de comprendre en même temps l'ensemble et les détails, l'unité et la variété, l'idée et son exécution ; c'est comme un architecte, moins l'esprit d'invention peut-être. Les carreleurs emploient les carreaux sur les planchers. Les charpentiers construisent la charpente des toits, le bois des planchers, les cloisons, les grandes portes. Les menuisiers font les parquets, les lambris, les croisées. Les vitriers taillent et posent le verre des croisées. Les serruriers fournissent tout le fer des bâtiments, font les rampes d'escalier, grilles, balcons, serrures. Les couvreurs lattent et couvrent les toits en ardoise, en tuile. Les plombiers fournissent et posent le plomb des gouttières, terrasses, etc.

### Saint-simonisme
Un constat s'impose à Claude-Henri de Rouvroy de Saint-Simon: la bourgeoisie s'étant jugée en 1789 suffisamment forte pour se débarrasser de la suprématie exercée sur elle par l'aristocratie, a déterminé la masse du peuple à s'insurger contre les nobles. Au moyen de la force populaire, elle parvint à faire massacrer ou fuir une partie des descendants des Francs. La classe bourgeoise choisit dans ses rangs un bourgeois, qu'elle fit roi, elle donna à ceux de ses membres qui avaient joué le principal rôle dans la révolution, les titres de noblesse, elle reconstitua la féodalité à son profit. Saint-Simon propose un changement de société. Il préconise une société fraternelle dont les membres les plus compétents (industriels, scientifiques, artistes, intellectuels, ingénieurs…) auraient pour tâche d'administrer la France le plus économiquement possible, afin d'en faire un pays prospère où régneraient l'esprit d'entreprise, l'intérêt général et le bien commun, la liberté, l'égalité et la paix : La classe industrielle ne doit pas former d'autre alliance que celle qu'elle a contractée sous Louis XI avec la royauté elle doit combiner ses efforts avec la royauté pour établir le régime industriel, c'est-à-dire le régime sous lequel les industriels les plus importants formeront la première classe de l'état et seront chargés de diriger l'administration de la fortune publique. La difficulté consiste à trouver le moyen de mettre en accord le système scientifique, le système d'éducation publique, le système religieux, le système des beaux-arts et le système des lois, avec le système des industriels, qu'elle consiste à trouver le moyen de faire concourir les savants, les théologiens, les artistes, les légistes, les militaires et les rentiers les plus capables, à l'établissement du système social le plus avantageux à la production et le plus satisfaisant pour les producteurs. « Un industriel est un homme qui travaille à produire ou à mettre à la portée des différents membres de la société, un ou plusieurs moyens matériels de satisfaire leurs besoins ou leurs goûts physiques ; ainsi, un cultivateur qui sème du blé, qui élève des volailles, des bestiaux, est un industriel ; un charron, un maréchal, un serrurier, un menuisier, sont des industriels ; (…). Tous les industriels réunis travaillent à produire et à mettre à la portée de tous les membres de la société, tous les moyens matériels de satisfaire leurs besoins ou leurs goûts physiques, et ils forment trois grandes classes qu'on appelle les cultivateurs, les fabricants et les négociants. (…) La classe industrielle doit occuper le premier rang, parce qu'elle est la plus importante de toutes ; parce qu'elle peut se passer de toutes les autres et qu'aucune autre ne peut se passer d'elle ; parce qu'elle subsiste par ses propres forces, par ses travaux personnels. Les autres classes doivent travailler pour elle, parce qu'elles sont ses créatures et qu'elle entretient leur existence ; en un mot, tout se faisant par l'industrie, tout doit se faire pour elle »
En 1785, ingénieur militaire de formation et hydraulicien, Saint-Simon se rend en Hollande officiellement pour observer la situation politique du pays tout en prenant notes des techniques de construction des canaux, connaissances qui lui servent dès 1787 en Espagne, dans les travaux d'étude d'un canal entre Madrid et l'océan atlantique. Saint Simon inspire la construction des deux plus grands travaux de la fin du XIXe siècle, le canal de Suez (1859-1869) et le canal de Panama (1880-1914), le premier réalisé et le second initié par l'un de ses disciples, Ferdinand de Lesseps. Les héritiers de Saint-Simon exercent une influence déterminante à partir de la deuxième moitié du XIXe siècle, d'abord en France : économistes, sociologues, industriels, hommes politiques, scientifiques, souvent polytechniciens. De nombreux saint-simoniens parmi lesquels Barthélemy Prosper Enfantin ont participé à la construction de réseaux de chemin de fer, en France et à l'étranger. La création de banques de dépôt au XIXe siècle a été d'inspiration saint-simonienne, comme le Crédit lyonnais d'Henri Germain ou la Société générale.

### De la stéréotomie à la géométrie descriptive
En 1795, à l'École polytechnique récemment fondée, Gaspard Monge enseigne la géométrie descriptive, nouveau mode de représentation en deux dimensions permettant de décrire des objets avec précision. Il faut, dit-il « diriger l'Éducation nationale vers la connaissance des objets qui exigent de l'exactitude, ce qui a été totalement négligé jusqu'à ce jour, et accoutumer les mains de nos artistes au maniement des instruments de tous les genres, qui servent à porter la précision dans les travaux et à mesurer ses différents degrés : alors, les consommateurs, devenus sensibles à l'exactitude, pourront l'exiger dans les divers ouvrages, y mettre le prix nécessaire ; et nos artistes, familiarisés avec elle dès l'âge le plus tendre, seront en état de l'atteindre. Il faut, en second lieu, rendre populaire la connaissance d'un grand nombre de phénomènes naturels, indispensable aux progrès de l'industrie, et profiter, pour l'avancement de l'instruction générale de la nation, de cette circonstance heureuse dans laquelle elle se trouve d'avoir à sa disposition les principales ressources qui lui sont nécessaires. Il faut enfin répandre, parmi nos artistes, la connaissance des procédés des arts et celle des machines qui ont pour objet ou de diminuer la main-d'œuvre, ou de donner aux résultats des travaux plus d'uniformité et plus de précision ; et, à cet égard, il faut l'avouer, nous avons beaucoup à puiser chez les nations étrangères. On ne peut remplir toutes ces vues qu'en donnant à l'Éducation nationale une direction nouvelle. (…) Le premier est de représenter avec exactitude, sur des dessins qui n'ont que deux dimensions, les objets qui en ont trois et qui sont susceptibles de définition rigoureuse. »
En 1891, Léon Eyrolles, conducteur de travaux des Ponts et Chaussées, pose les bases de la future École spéciale des travaux publics, du bâtiment et de l'industrie et fonde un nouveau type d'éducation pour les métiers de la construction.

## Monde machine
Fin XVIIe siècle, l'idée d'une physique mécaniste tend à s'imposer avec des penseurs comme Descartes pour laquelle, à une telle action, il faut chercher des causes physiques (L'expression monde machine est de Robert Boyle). La loi de la chute des corps professée par Galilée dans son De Motu, a ébranlé la physique aristotélicienne, Isaac Newton (1643 - 1727) fait définitivement entrer la physique dans le giron de la géométrie et des mathématiques. Galilée a précisé la notion d'inertie mais n'admettant pas d'attraction terrestre, l'accélération de la chute des graves est jusqu'à Newton, une constante universelle. Newton va penser la masse en rapport avec la force et l'accélération, c'est le quotient de ces deux réalités. Sont clarifiés par Newton le concept de « force » et ses espèces, inertie ou vis impressa (force centripète notamment): c'est la véritable cause du mouvement, ce qui permet de le produire ou de le détruire ou de le maintenir rationnellement. Le couple mouvement-force permet de porter la mécanique au rang de science, parce que ses concepts de base sont susceptibles d'être exprimés par des « quantités », soit traduits mathématiquement. Annoncé par Halley en 1705 et précisé par Alexis Claude Clairaut en novembre 1758 - le premier retour prévu d'une comète -, le retour de la « comète de Halley », le 13 mars 1759, marque les esprits d'un large public, et pour le monde scientifique réalise la plus éclatante vérification de la Loi universelle de la gravitation.
Robert Hooke (1635-1703) formule la loi de déformation élastique.
On doit à Galilée (1564-1642) les premières tentatives pour soumettre au calcul la résistance des corps aux efforts qui tendent à les rompre. Jacques Bernoulli (1654-1705), Gottfried Wilhelm Leibniz (1646-1716), Leonhard Euler (1707-1783), Joseph-Louis Lagrange (1736 - 1813), ont traité diverses questions de ce genre. On fait sur la résistance des matériaux un grand nombre d'expériences parmi lesquelles on doit distinguer celles de Georges-Louis Leclerc de Buffon (1707-1788). Charles-Augustin Coulomb (1736-1806) a donné les principes de l'équilibre des voûtes et des murs exposés à la poussée des terres. Ces recherches sont dans un premier temps plus utiles aux progrès des mathématiques qu'au perfectionnement de l'art des constructions. La plupart des constructeurs déterminent encore les dimensions des parties des édifices ou des machines d'après les usages établis et l'exemple des ouvrages existants, ils se rendent compte rarement des efforts que ces parties supportent et des résistances qu'elles opposent. Il est difficile de parler d'une application de la science physico-mathématique aux réalités de la construction, car les formules (les « maximes ») dont se servent les techniciens possèdent une grande autonomie par rapport à la théorie. Les mathématiques toutefois jouissent auprès des ingénieurs d'un prestige sans commune mesure avec leur efficacité réelle. Ce prestige provient pour une part de la vieille croyance en une architecture générale du monde, en une « proportion » d'origine divine dont les calculs des savants constitueraient l'expression la plus élevée, mais qui se retrouverait également dans les tâches de dimensionnement accomplies par les ingénieurs. Cela présente peu d'inconvénients tant que les ouvrages que l'on exécute ressemblent à ceux que l'on a fait de tout temps et ne s'écartent pas dans les dimensions et dans les poids des limites accoutumées. Mais on ne peut plus en user de la même manière lorsque les circonstances obligent à sortir de ces limites ou lorsqu'il s'agit d'édifices d'un genre nouveau et sur lesquels l'expérience n'a rien appris. Parallèlement aux progrès de la science physico-mathématique, les ingénieurs accumulent les expériences sur la force des bois, de la pierre et du métal, mais aussi sur la productivité du travail humain à laquelle s'intéressent des personnalités aussi différentes que Jean-Rodolphe Perronet et Coulomb. En France, il se produit une rupture par rapport à l'enseignement centré sur la pratique du projet que dispensaient encore à la veille de la Révolution des établissements comme L’École des Ponts et Chaussées et l'on voit par la suite cohabiter des ingénieurs de deux types: les « artistes » formés dans les dernières années de l'Ancien Régime et leurs cadets passés par Polytechnique et possédant en conséquence une culture scientifique beaucoup plus étendue. Fidèle à Gaspard Monge, les uns déclarent que la géométrie descriptive est la partie la plus nécessaire aux ingénieurs, les polytechniciens il est vrai sont surtout versés dans l'analyse mathématique, bien qu'elle soit d'un usage moins fréquent que la géométrie. Mais d'autres comme Henri Navier poussent au développement des études analytiques. Décelables dès 1825-1830 dans le domaine du génie civil et de la construction, les premiers symptômes de l'industrialisation, la multiplication des théories physico-mathématiques et des objets d'application : machines à vapeur, ponts suspendus, chemins de fer semblent s'opposer à la constitution d'un corpus de connaissances unitaire. Les ponts suspendus, constituent probablement l'un des premiers types de construction entièrement calculables.
À l'exigence traditionnelle de solidité qui consistait à vouloir élever des monuments impérissables en se laissant guider par des règles de dimensionnement réduites en « maximes » se substitue progressivement un idéal de maîtrise des techniques, des coûts de construction et d'amortissement pour lesquels l'outil mathématique va se rendre indispensable. Lois de comportement remplaçant les proportions d'antan, connaissance acquise de la résistance des matériaux, intervalles de validité, techniques d'approximation, coefficients de sécurité, se développe alors un esprit normatif souligné par Navier, « les résultats des solutions répondent ordinairement à des limites que les effets naturels ne peuvent dépasser, (…) la connaissance de ces limites suffit presque toujours au constructeur ». « Ainsi, au lieu de représenter une sorte de centre de gravité de la pratique comme les « maximes » traditionnelles que l'ingénieur pouvait interpréter assez librement, l'analyse prétend déterminer a priori la marge de liberté laissée au praticien : les expériences menées par ce dernier sont désormais encadrées par les résultats du calcul. »

## Industrialisation occidentale de la construction

Principe de la machine à vapeur à balancier de Newcomen.

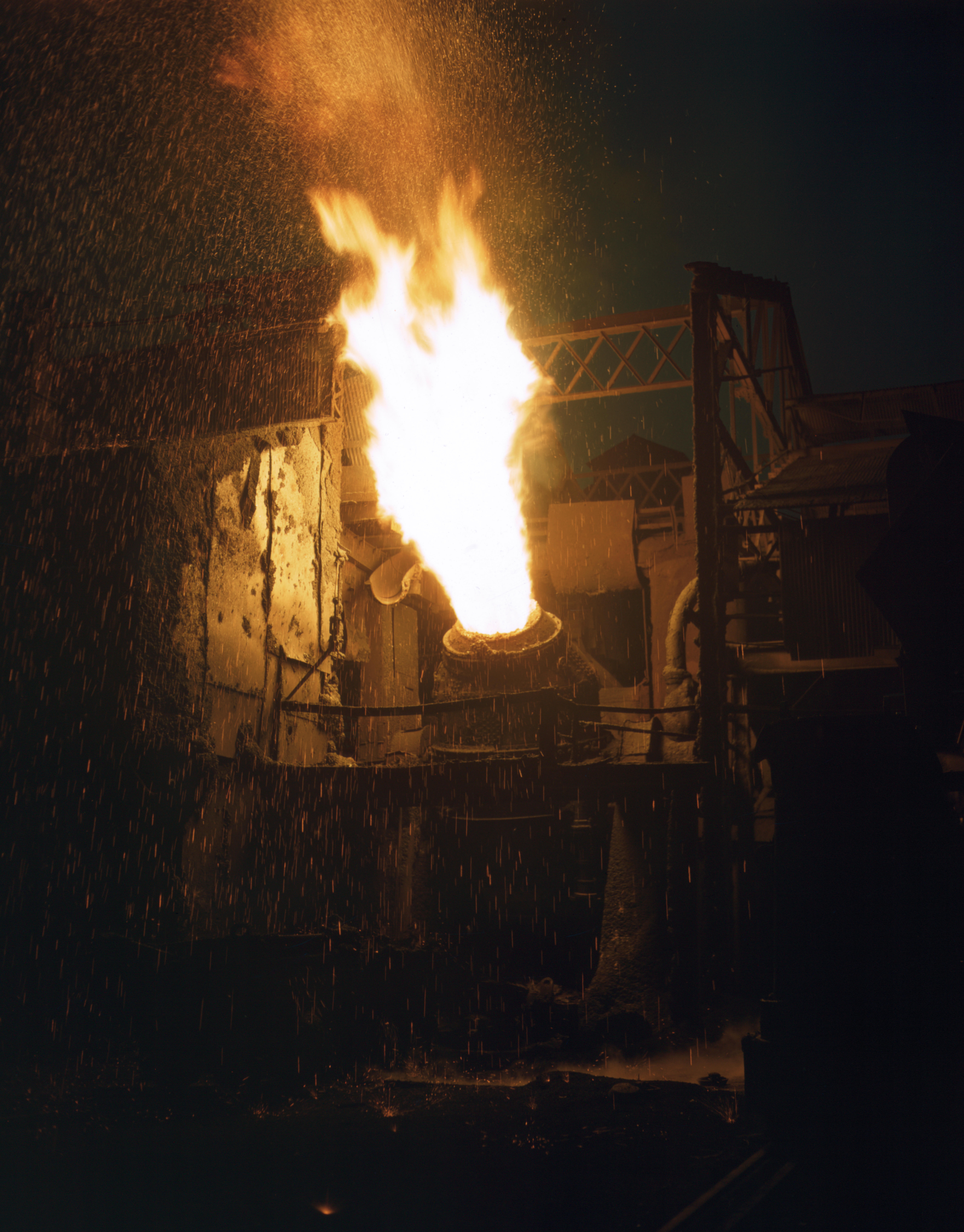
Convertisseur Bessemer de Republic Steel en soufflage en 1941.

La révolution industrielle se caractérise par le passage d'une société à dominante agricole et artisanale à une société commerciale et industrielle dont l'idéologie est technicienne et rationaliste. Un modèle de société se développe sur le modèle de la croissance : croissance démographique, croissance des moyens de production, croissance de la consommation de matières premières (houille et minerai de fer en premier), croissance des moyens de communication. Les premiers espaces à s'industrialiser sont la Grande-Bretagne à la fin du XVIIIe siècle, puis la France au début du XIXe siècle. Après ces pays de la première vague, l'Allemagne et les États-Unis s'industrialisent à partir du milieu du XIXe, le Japon à partir de 1868, puis la Russie à la fin du XIXe.
Un caractère essentiel de la Révolution industrielle est la substitution de substances minérales (houille, fer, sel, etc.) aux substances animales et végétales, qui étaient traditionnellement utilisées comme combustibles et matières premières. Ou si l'on veut, le passage d'un système énergétique fondé sur l'énergie solaire, à un autre basé sur les sources fossiles et non renouvelables d'énergie, le tout entraînant des changements notables et durables dans l'environnement.

### Usine, standardisation mécanisation et préfabrication

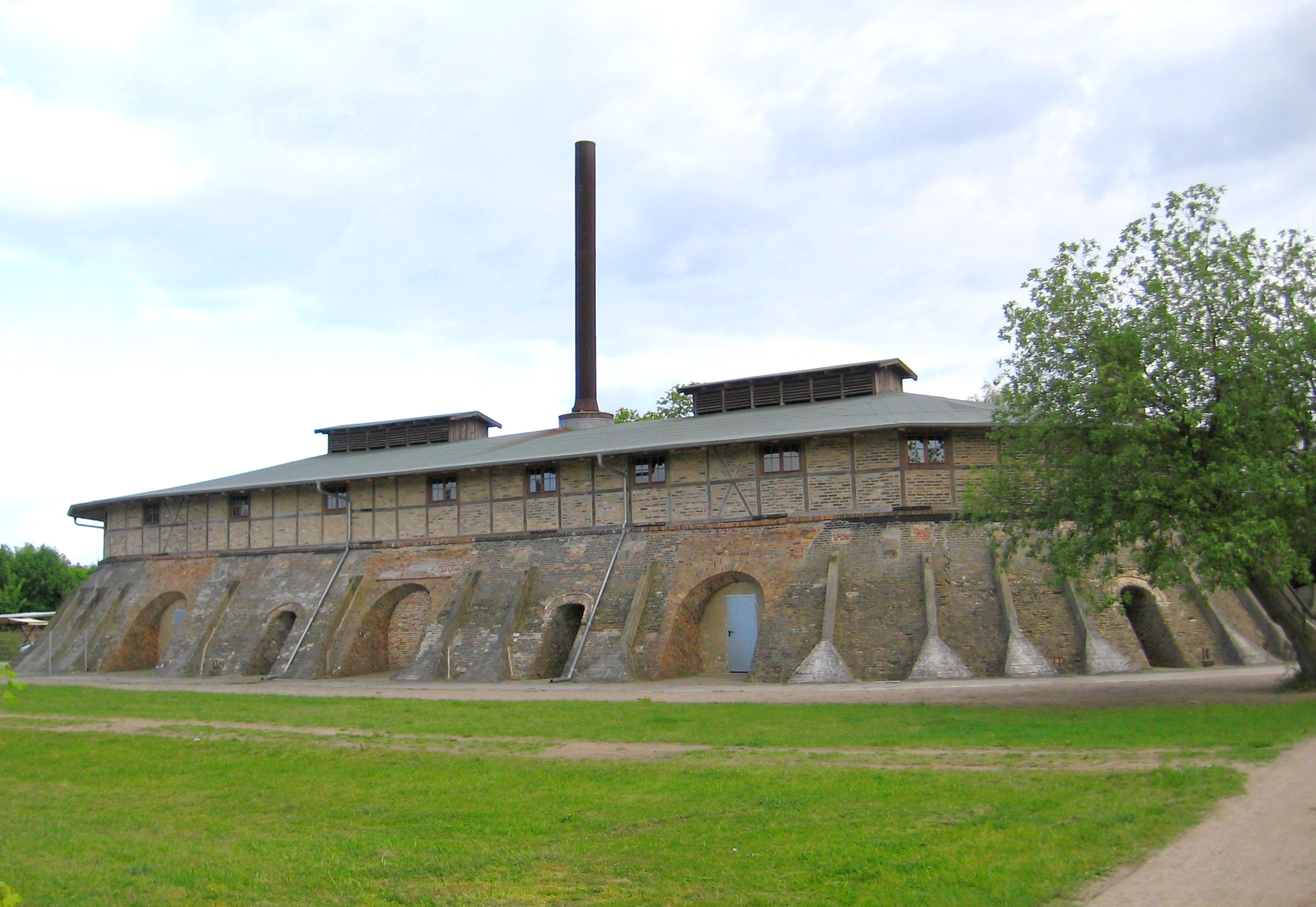
Un four Hoffmann, four à feu continu destiné à la cuisson de briques, tuiles, carreaux et autres produits en terre cuite. Cette invention fut brevetée en 1858 par Friedrich Hoffmann. Elle permit un progrès considérable dans la production des articles en terre cuite.

La grande usine sidérurgique intégrée est rendue possible par l'usage du coke (début du XVIIIe siècle) comme combustible et de la machine à vapeur comme source d'énergie, usage qui libère les usines à fer des contraintes traditionnelles du bois et de l'eau. En Angleterre, la grande usine à fer est très polluante par ses fumées, mais aux alentours, sauf dans la Black Country, le paysage antérieur souvent boisé n'a d'abord guère changé. La gorge de la Severn, berceau de la fonte au coke, a établi le modèle du paysage à la fois minier et sidérurgique, qui se répand notamment dans les hautes vallées désertes du Sud du Pays de Galles. Le haut-fourneau, pyramide tronquée massive de maçonnerie habillée intérieurement de matériau réfractaire, est établi en général au pied d'une éminence pour faciliter le chargement par une rampe ou un pont ; mais en terrain plat, dans la Black Country, il dispose d'appareils de levage inclinés ou verticaux. Ouvert au sommet, le haut-fourneau est constamment couronné de flammes et de fumées rougeâtres (Les hauts-fourneaux n'étaient pas couverts avant 1850 et les gaz ne sont récupérés par Cowper qu'en 1857), et deux fois par jour, la coulée de fonte produit une lueur éblouissante. Les machines soufflantes des hauts-fourneaux, les martinets et laminoirs, longtemps actionnées par des roues à eau, sont actionnées désormais par des machines à vapeur, d'où multiplication des engine houses, constructions hautes de plus de 10 mètres flanquées de la machine de Thomas Newcomen qui se multiplient et dominent littéralement le paysage des bassins industriels et en deviennent un élément caractéristique. Non loin de là se trouvent les forges, longs bâtiments assez bas, surplombés par les cheminées trapues des fours à puddler et par les engine houses ; ainsi que divers bâtiments annexes : fonderie, entrepôts, ateliers de construction de machines, briqueteries, et à proximité, les logements des ouvriers.

#### Usine et production en continu
Les premières usines où le travail est mécanisé - d'abord les filatures de coton hydraulique (cotton mill) - sont construites dans le but d'organiser des machines. L'ouvrier, lui, devient un employé. La production s'y fait en série et en continu. Une nouvelle organisation du travail s'y opère, qui n'est plus liée aux cycles du jour et de la nuit depuis que les ateliers sont éclairés au gaz d'éclairage. Le développement des moyens de transport, surtout du chemin de fer, fait communiquer des régions et des pays qui doivent soudain harmoniser leurs horaires. Le tic-tac des horloges donne le rythme et trouve un écho dans le tic-tac des machines et, désormais, le temps de l'ouvrier se calque sur le rythme de l'usine. Les nouveaux fours Hoffmann autorisent la production en continu des céramiques à destination de la construction. Les premiers jalons de la standardisation sont posés par la production industrielle en continu. Des accessoires, des éléments de décoration, de colonnes et de poutrelles sont fabriqués en fonte. La conception d'un bâtiment passe par la connaissance du catalogue des fonderies. Un autre pas est franchi avec la préfabrication des éléments de béton armé au lendemain de l'après-guerre.

#### Mécanisation

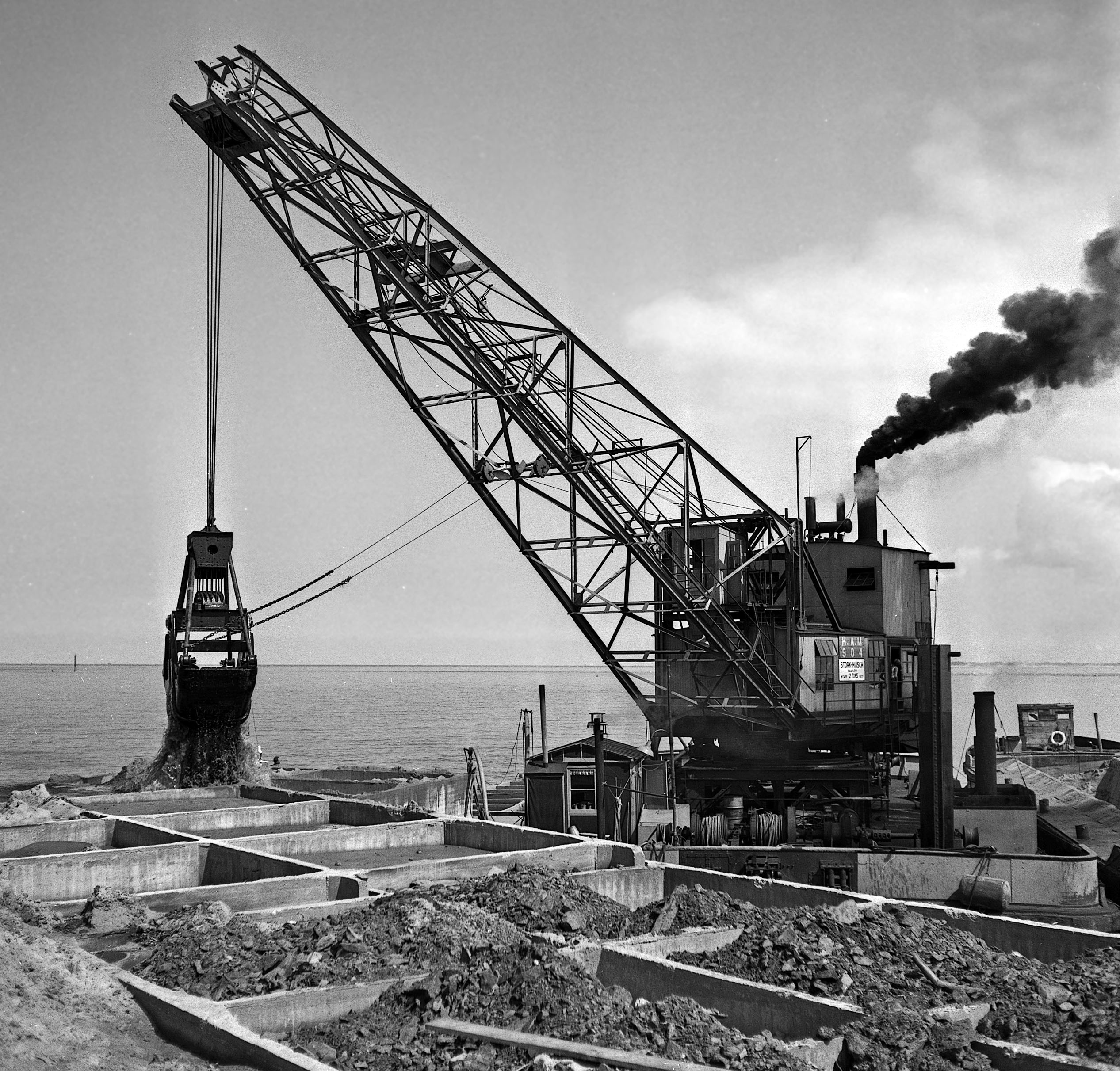
Plan Delta, 1960, Hollande.

Le 24 février 1839, William Otis (1813–1839) invente et fait breveter la pelle à vapeur, ancêtre de la pelle mécanique hydraulique. Les multiples usages de la pelle mécanique passent par la réalisation des terrassements et tous les travaux de génie civil, à commencer par le canal de Panama où il en est fait grand usage. Le machinisme a pu se développer avec l'invention de la machine à vapeur. L'utilisation de chenilles passe du stade des prototypes au stade de la fabrication industrielle au tournant du XXe siècle. Benjamin Holt fonde la marque Caterpillar en 1905 et commence une production à l'échelle industrielle de matériel agricole, et pendant la Première Guerre mondiale, de chars de combat. Le développement de la machine est dopé par les inventions mécaniques faites lors de la Première Guerre. Les fabricants de matériel militaire, chars de combat et véhicules du génie en particulier, sont reconvertis après guerre dans le domaine du machinisme agricole et forestier (pendant que les fabricants de poudre et explosifs se convertissent dans la fabrication massive d'engrais, et que certains fabricants d'armes chimiques se reconvertissaient dans l'industrie naissante des biocides agricoles pendant que la condition paysanne entame de profondes mutations). Dans les années 1920, les véhicules à chenilles sont devenus monnaie courante, en particulier le bulldozer Caterpillar Sixty (en). Pour creuser des canaux, lever des barrages de terre, et faire d'autres travaux de terrassement, ces tracteurs ont été équipés d'une grande plaque métallique épaisse à l'avant, la lame. Les vérins hydrauliques trouvent leur application la plus visible dans les engins de chantier.
L'avènement de la machine comme instrument de production va nécessiter une étude approfondie des procédés de fabrication. En réponse à cette exigence, l'industrie va donner naissance à un nouveau type d'intellectuel issu des universités : l'ingénieur. « C'est à lui que seront dévolues la recherche et l'innovation technologique. Spécialiste en science appliquée, l'ingénieur est aussi un cadre technique qui organise le processus de production. Les ingénieurs s'inscrivent dans la division moderne du travail. » L'évolution du matériel de chantier est liée à de grandes commandes publiques, les travaux du Zuiderzee aux Pays-Bas par exemple. Les sociétés qui innovent dans les machines de chantier sont en France des organismes publics (RATP, SNCF, Égouts de Paris, Tunneliers) et sont l'objet d'investigation du corps des ingénieurs civils et du génie mécanique. Les engins de chantier deviennent un enjeu mondial, et l'offre déterminée par les États-Unis (Caterpillar), le Japon (Hitachi), l'Allemagne et l'Italie.
Bien plus encore que pour le canal de Suez - où jusque 1863, 20000 fellah de la corvée égyptienne seront employés - les conditions climatique s'opposent pour le canal de Panama, à la réunion d'un grand nombre d'ouvriers. La difficulté du travail en lui-même conduit aux mêmes conclusions « il faudra remplacer l'homme par des machines».

### Ère de l'acier, ère du béton

#### La fonte, le fer, l'acier

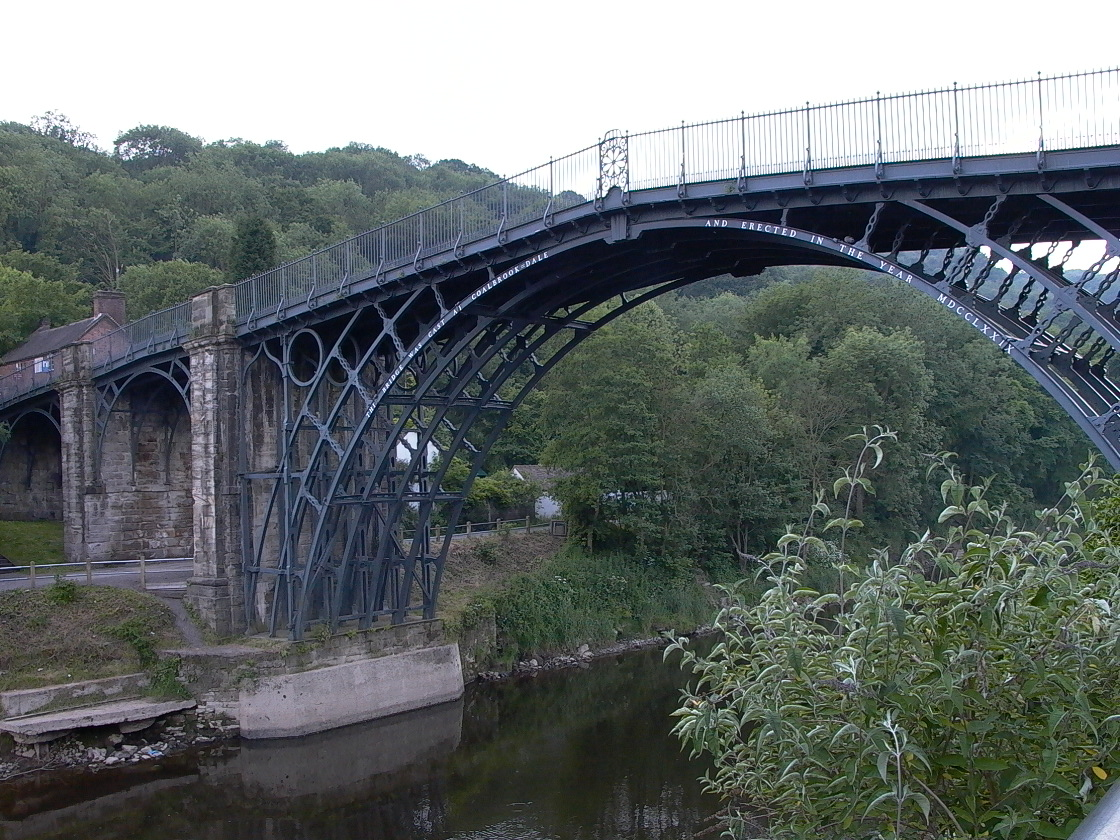
Le Iron Bridge, ou pont de Coalbrookdale, par Abraham Darby III. Premier grand pont métallique au monde, 1779.

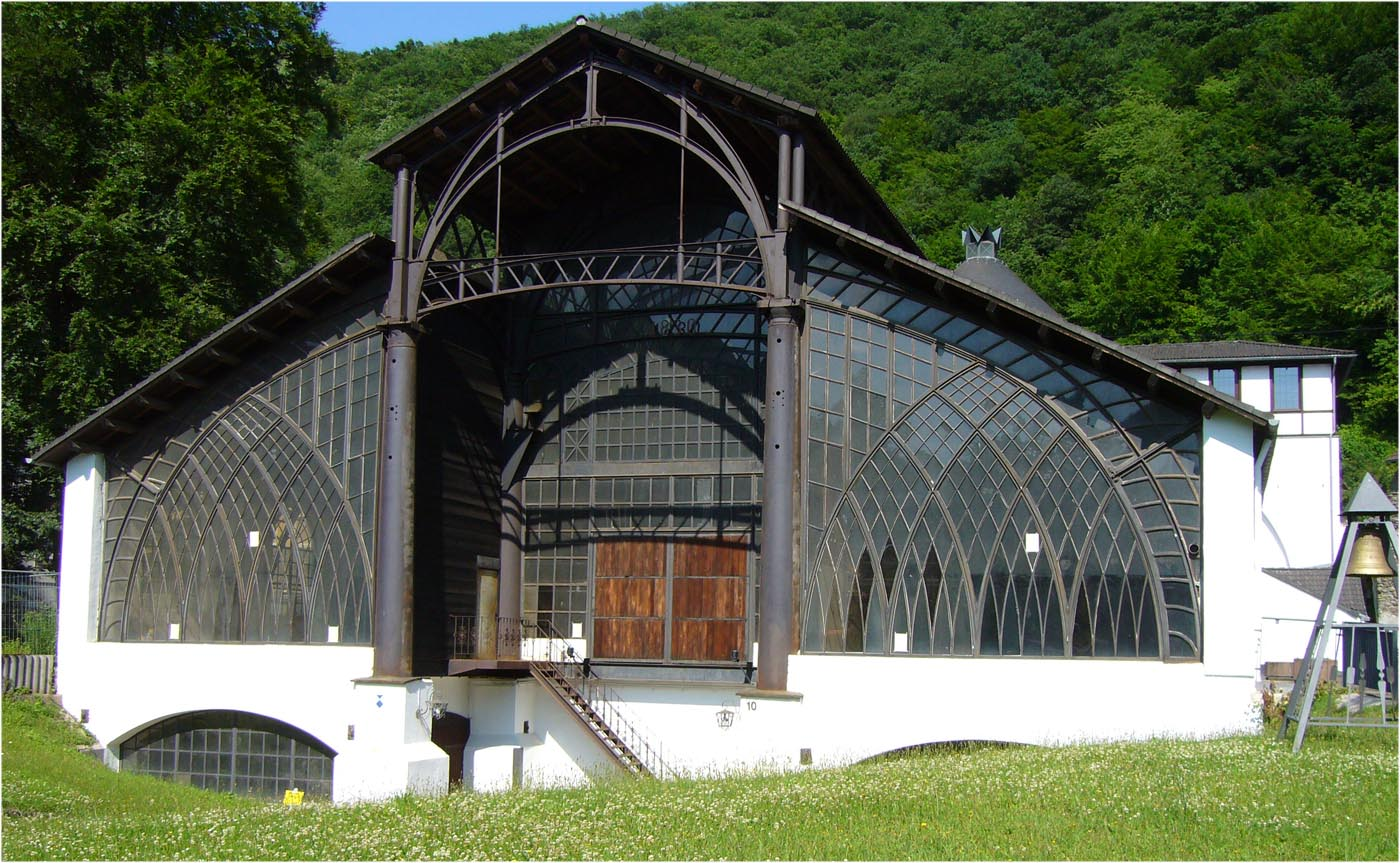
Sayner Hütte, 1865, fonte.

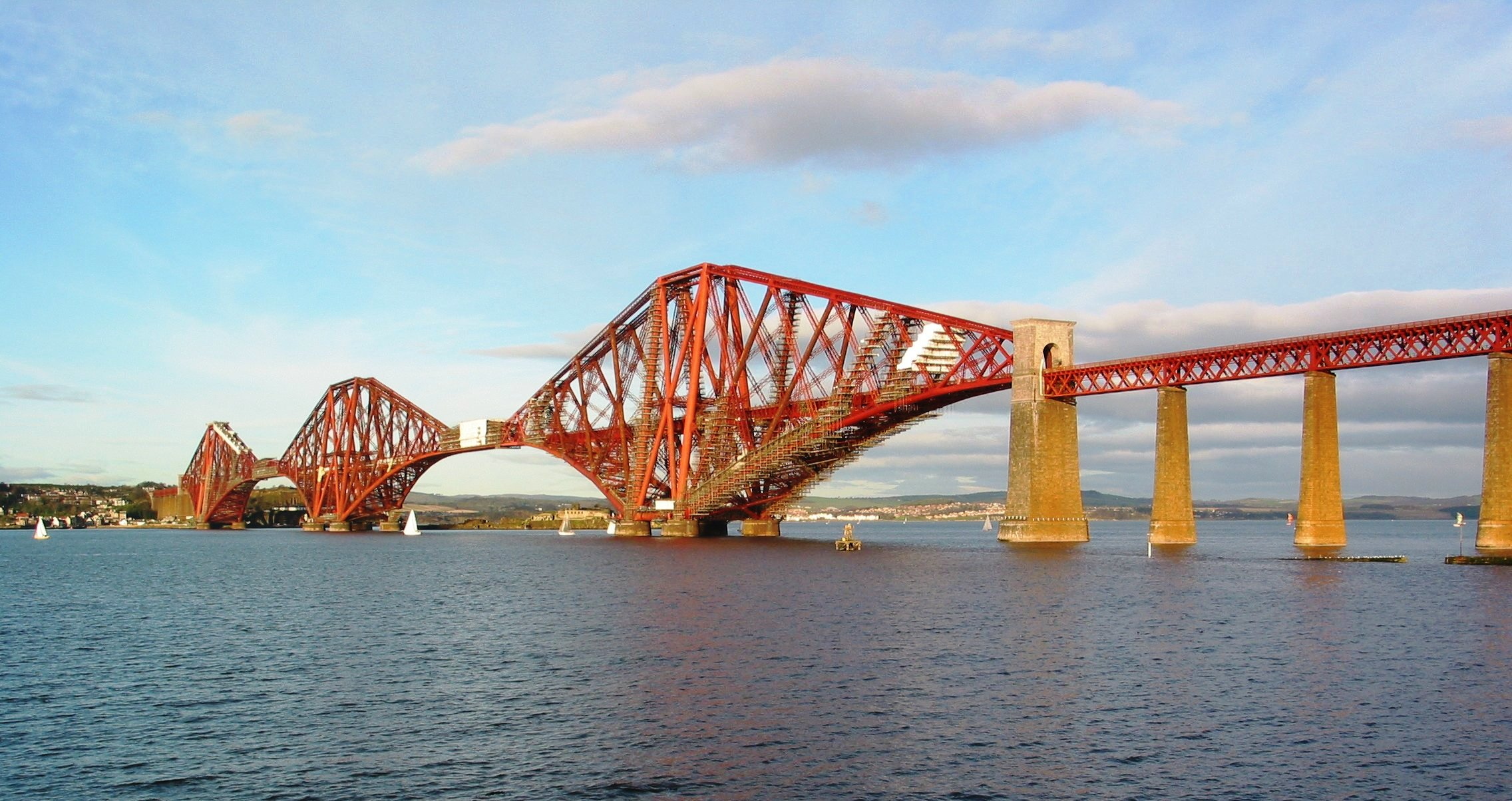
Forth Bridge, 1847-1849, acier.

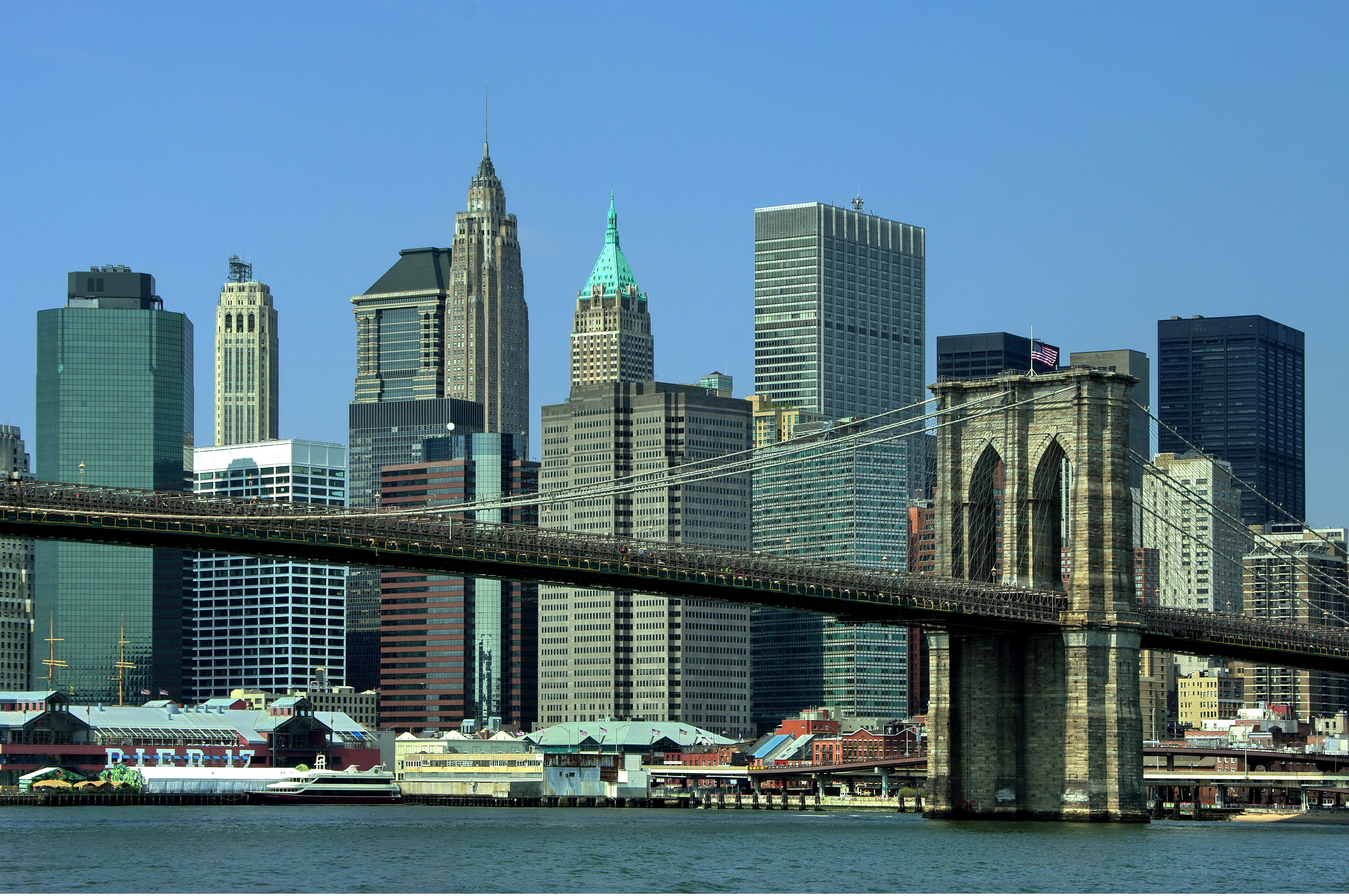
Pont de Brooklyn, John Augustus Roebling, 1883.

La théorie de l'acier repose uniquement sur l'adjonction, en quantité déterminée, de carbone au fer, connaissance toute récente que l'on doit à des intellectuels tels que Réaumur, Bergman, Berthollet, Monge et Vandermonde, Abel et Doebering, Osmond et Werth, Le Chatelier, etc. L'acier est constitué de fer contenant une petite quantité de carbone (de 5 à 15 millièmes) et se place ainsi entre le fer pur et la fonte qui en contient de 2 à 5 centièmes. C'est la proportion et la forme sous laquelle se trouve le carbone qui donnent à l'acier et à la fonte leurs propriétés spéciales et différentes du fer. Dans l'acier, le carbone est combiné à du fer sous forme de carbure. Si ce carbure est réparti régulièrement dans la masse en solution solide (carbone de trempe), on a l'acier trempé. Au contraire, s'il est isolé dans le métal sous forme de cristaux lamellaires (carbone de recuit ou cémentite), on a l'acier recuit. D'autres conditions interviennent évidemment, et en particulier la présence de certains métaux : manganèse, chrome, nickel, silicium, tungstène, etc. pour donner aux aciers des propriétés particulières. Le haut fourneau permet d'atteindre les hautes températures nécessaires à la fusion de la fonte et du laitier, qui facilite les réactions chimiques entre ces deux produits. Trois innovations sont généralement considérées comme essentielles à l'évolution de cette invention ancienne - l'utilisation des énergies hydrauliques ou éoliennes pour le soufflage de l'air de combustion, le remplacement du bois par la houille au début du XVIIIe siècle, et le préchauffage de l'air de combustion vers le milieu du XIXe siècle - qui autorisent alors la fabrication en masse d’un acier de qualité. La décarburation de la fonte est d'abord effectuée par puddlage, invention de Henry Cort en 1784, qui consiste en un brassage suivi d'un cinglage de la fonte et qui permet d'obtenir un fer forgé (puddlé) ; système rapidement concurrencé par le Procédé Bessemer (1855) qui permet la production massive d'acier. Une succession d'outils qui se justifient souvent tour à tour selon la qualité de minerai ainsi que par l'énergie disponibles font de l'aciérie moderne une industrie lourde.
L'essor de la production de fonte, de fer et d'acier modifie de manière fondamentale la manière de construire. Jusque-là limitée par l'utilisation du bois et de matériaux exclusivement sollicités à la compression, tels la pierre ou la brique, la construction de bâtiments de grandes dimensions aux performances structurelles inégalées est rendue possible par l'usage de l'acier. L'acier se retrouve dans des projets de gares, de halles et de ponts. La pierre, détrônée, se retrouve en façade ou en pied de structure.
L'acquisition des connaissances pour ce type de structure est beaucoup plus laborieuse que la construction en pierre ou en bois. En 1859, William Rankine, dans son Manual of civil engineering, sur la base de l'expérience acquise dans la construction en bois, établit les bases de la théorie de l'élasticité et les règles permettant à l'ingénieur de dimensionner les structures directement sur la planche à dessin, de même que de déterminer la résistance des rivets. Il devient alors possible de calculer les ossatures porteuses les plus simples. Dans les années 1930, le soudage modifie de manière fondamentale les techniques de fabrication. « La stabilité ne doit plus être assurée par des angles résistant à la flexion, ni par des renforts diagonaux, mais débouche sur le principe de la construction en cadres qui, par la suite, va fortement influencer l'architecture. Le principe de calcul ne tient plus compte de la seule théorie de l'élasticité, mais aussi de celle de la plasticité. »
Le premier pont en fonte, l'Iron Bridge construit en 1779 par Abraham Darby III à Coalbrookdale, est le signal de départ de la Révolution industrielle anglaise. Le pont des Arts et la Halle au blé à Paris, restauration d'une ancienne charpente en bois qui avait brûlé, par François-Joseph Bélanger, sont deux autres exemples d’ingénierie en fonte. À l'ère de la fonte (1780-1850) succède l'ère du fer forgé ou puddlé (1850-1900), suivie de près par l'ère de l'acier (de 1880 à nos jours). Le High Level Bridge (1847-1849) est un grand pont en fer forgé, conçu par l'ingénieur Robert Stephenson, dans le nord-est de l'Angleterre, le pont du Forth (1882-1890) à Édimbourg en Écosse, long de plus de 2 km, l'un des premiers ponts cantilever. La Tour Eiffel (1887 - 1889) est en fer puddlé. Le pont Alexandre-III, construit pour l'Exposition universelle de 1900 à Paris, est l'un des premiers ponts en acier. En 1837, la ferme Polonceau transforme la manière de concevoir un espace couvert ; en 1902, la poutre Virenddeel la manière de concevoir un pont. Début XXe siècle, l'acier sera concurrencé par le béton armé.

#### Aux États-Unis, les gratte-ciel

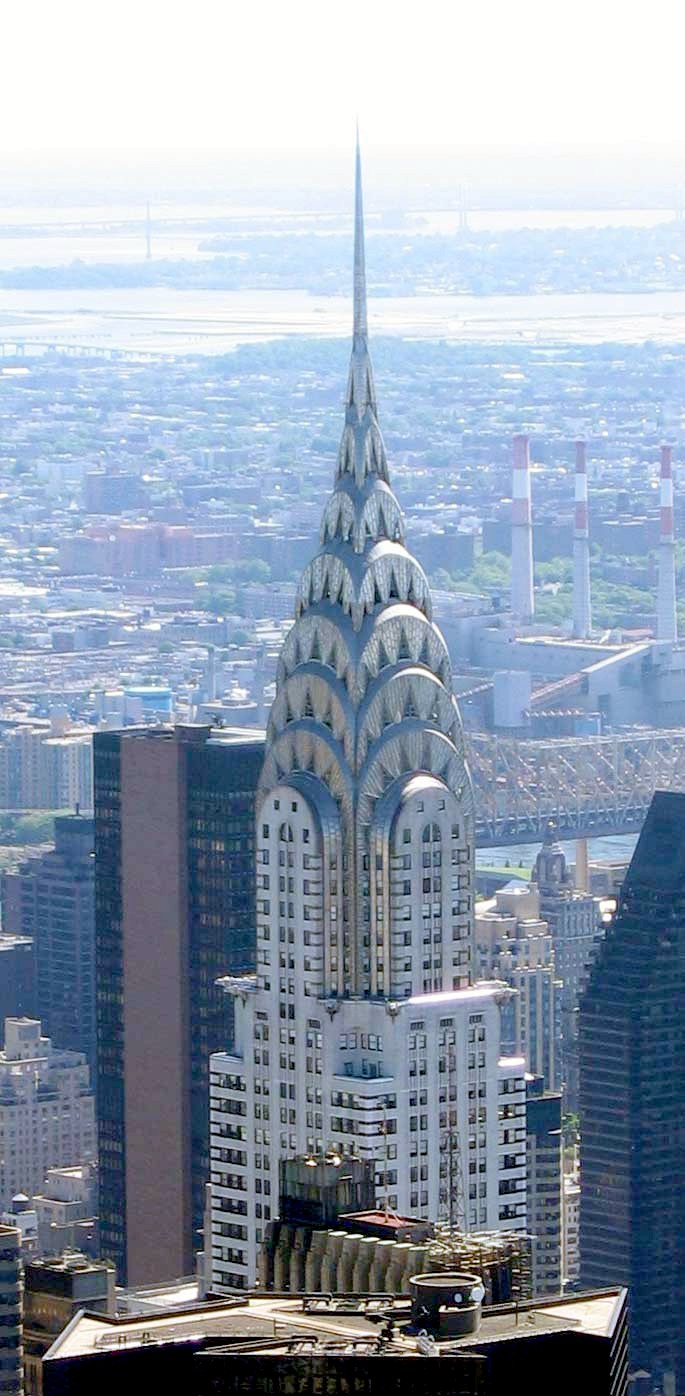
William Van Alen, Chrysler Building, 1928-1930.

Le gratte-ciel naît aux États-Unis vers la fin du XIXe siècle. La reconstruction de Chicago après le grand incendie de 1871 permet l’émergence d’une nouvelle approche de la construction d’immeubles, soucieuse de réduire les coûts liés à l’augmentation du prix des terrains. On trouve les moyens de se protéger de l’eau (surélévation) mais aussi du feu (ossature d’acier emballée de revêtements pare-feu et non plus de bois). La solution est rapide, solide, facile d’assemblage. William Le Baron Jenney est ainsi amené à élaborer un système de structure interne sur laquelle repose tout l’édifice, le mur extérieur n’ayant plus rien à porter. Il tire également parti de l'invention de l'ascenseur mécanique et notamment de l'ascenseur de sécurité par Elisha Otis. Les premiers architectes de ce que l’on appelle ensuite l’école de Chicago créent par leurs œuvres et par leur influence un modèle de développement urbain qui va caractériser toutes les villes américaines au XXe siècle.

#### Mortiers de chaux hydraulique et de ciments
Jusqu'au début du XIXe siècle, la manière de faire le mortier a presque toujours été abandonnée aux ouvriers. En comparant les mortiers des anciens, et surtout ceux des Romains, aux mortiers des temps modernes, on suppose alors que les premiers étaient meilleurs. Plusieurs constructeurs annoncent alors avoir trouvé le secret des mortiers romains, mais d'autres supposent avec raison que n'ont subsisté à travers le temps que les constructions faites avec de bonnes chaux dans de bons mortiers. On le voit, le terme innovation technique a, à la fin du XVIIIe siècle, une signification particulière. Celle-ci est en effet généralement attachée à une découverte archéologique (on redécouvre Pompéi), qui est à la fois source et caution. Antoine-Joseph Loriot, par exemple, invente un mortier dont il annonce avoir déduit le procédé des diverses interprétations qu'il estime pouvoir donner aux ouvrages de Vitruve, de Pline et des autres auteurs anciens qui traitent des mortiers. « L'antiquité est un matériau manipulé ».
Avec le XIXe siècle, la chimie connaît un énorme progrès quantitatif avec Antoine Lavoisier qui la promeut au rang de science exacte. Liés à la révolution industrielle, les progrès réalisés en métallurgie, la maîtrise des fours industriels, la diversification des combustibles profitent à tous les secteurs de l'industrie. On chauffe pour décomposer la matière, pour obtenir de nouveaux matériaux. Enfin, la nécessité de grands travaux d’infrastructures (canaux, ports, urbanisme, fortifications), aiguillonnée par un climat de concurrence pour la suprématie économique et politique entre l’Angleterre et la France, conduit à rechercher de nouveaux mortiers. On chauffe pour produire de manière effrénée.
La connaissance des réactions entrant dans la fabrication et dans la prise des chaux, dont l'usage a peu évolué depuis l'Antiquité, est progressivement intégrée. L'intérêt scientifique se porte sur les chaux faisant prise sous l'eau, que les Romains obtenaient par adjonction de pouzzolane ou de tuileaux à de la chaux grasse. On leur donne les noms successifs de ciment aquatique (et improprement le nom commercial de roman cement par James Parker en 1796), les Allemands de chaux pour l'eau. C'est à Vicat que l'on doit le nom de chaux hydraulique.
En 1796, James Parker découvre sur l'île de Sheppey, en Grande-Bretagne, un calcaire suffisamment argileux pour donner après une cuisson à 900 °C un ciment naturel à prise rapide. Il obtient un brevet intitulé "A certain Cement or Terras to be used in Aquatic and other Buildings and Stucco Work". Il vend son brevet à Samuel Wyatt qui, avec son cousin Charles Wyatt, produit un ciment sous la marque Parker & Wyatt. En 1798, une publicité donne à ce ciment le nom commercial de roman cement. Par la suite, le ciment est fabriqué partout dans le monde, souvent à partir de marnes locales, et son nom traduit dans toutes les langues. Exceptions faites de ces différences locales, tous les ciments romains désignent des ciments dits naturels. Les stucateurs en recommandent l'usage dans la confection d'enduits et de moulures (et notamment le moulage au gabarit). Le ciment romain constitue le matériau de base de l'ornementation extérieure des architectures historicistes et art nouveau des XIXe siècle et début XXe siècle et contribue donc de manière essentielle à l’esthétique des centres urbains de beaucoup de villes européennes. Le ciment romain sert par ailleurs aussi à fabriquer des pierres factices de ciment moulé qui constituent un tournant dans l'art de construire.
Vers 1815, Louis Vicat, ingénieur des ponts et chaussées, part de l'opinion généralement admise à cette époque que c'est l'argile qui donne à la chaux la propriété singulière de durcir dans l'eau. Il expérimente les chaux et parcourt la France à la recherche des calcaires contenant les quantités d'argile nécessaires à leur élaboration. Sous son impulsion, l'usage des chaux hydrauliques se généralise. Ses recherches visent également à produire des chaux factices - qui font prise sous eau très promptement - à partir des produits séparés : argiles et calcaire. Il expérimente différentes combinaisons de chaux et d'argile qu'il sèche et fait cuire. Les principes actifs des mortiers hydrauliques sont, dit-il en 1828, la chaux, la silice, l'alumine, l'oxyde de fer, en 1856, la chaux, la silice, l'alumine et la magnésie. La chaux en est toujours la base essentielle. On la mêle selon sa nature tantôt avec le sable seul, tantôt avec le sable et la pouzzolane, tantôt enfin avec la pouzzolane seule. Nous comprenons, dit-il, « sous ce nom de pouzzolane non seulement les produits volcaniques de l'Italie et de la France mais aussi toutes les substances analogues que l'on modifie par le feu des fourneaux et auxquelles on parvient à donner à très peu près les qualités des pouzzolanes naturelles. (…) Il suit de là que les argiles ferrugineuses, les ocres, les schistes bleuâtres, la houille, le basalte, les laves, le grès ferrugineux, etc. sont autant de matières que le feu peut ramener à l'état des pouzzolanes volcaniques. »Joseph Aspdin dépose en octobre 1824 le premier brevet et crée la marque « Ciment Portland ». C'est encore un ciment prompt, mais c'est un jalon à partir duquel la fabrication de ciment artificiel va devenir progressivement une industrie chimique.
La fabrication du clinker (mélange de calcaire et d'argile), ingrédient principal des ciments, est pointée du doigt, fin XXe siècle, comme responsable d’approximativement 5 % des émissions de gaz à effet de serre (GES) anthropiques à l'origine du récent réchauffement climatique.

#### Le béton de ciment

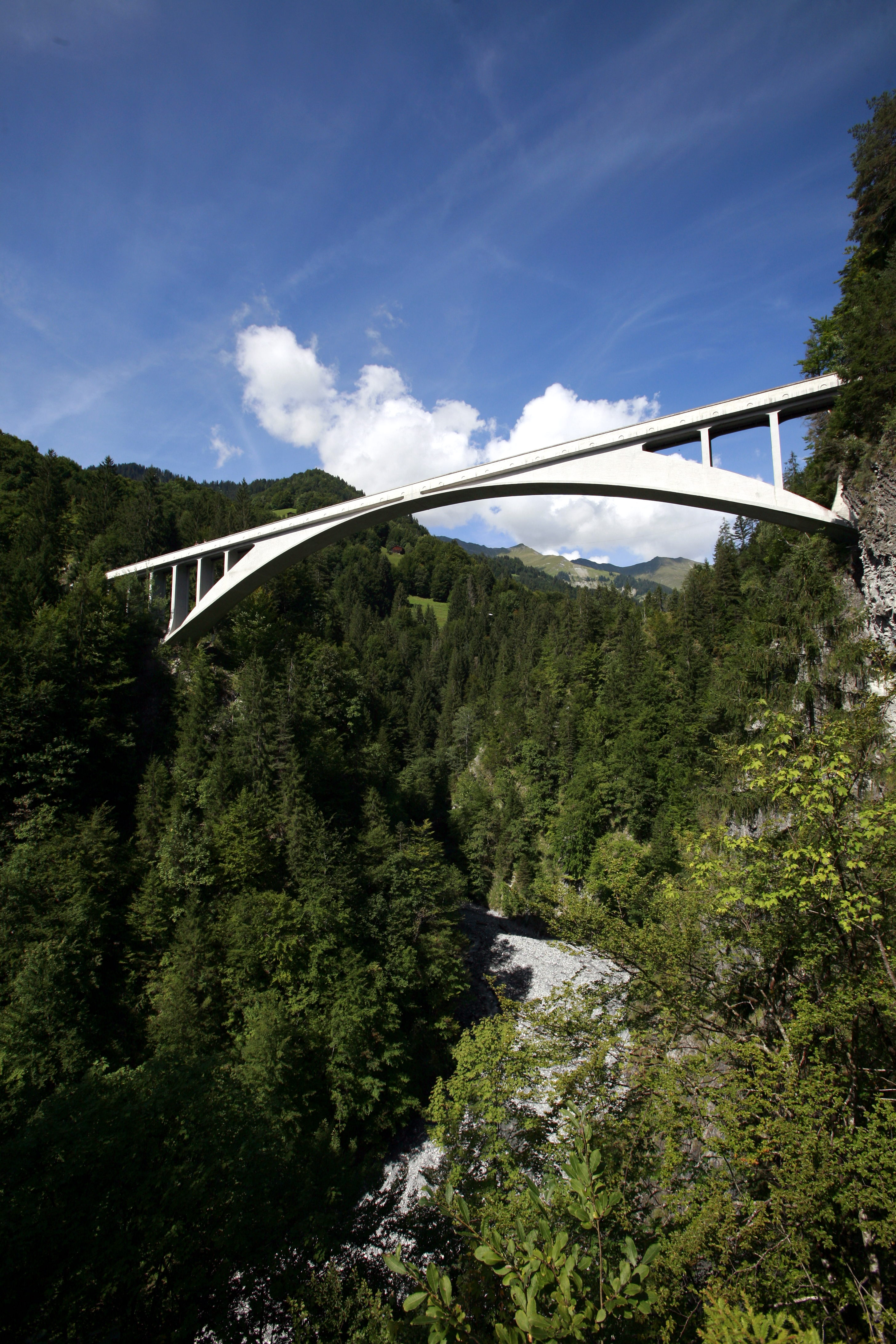
Robert Maillart, pont de Salginatobel, 1930.

Certains inventeurs perçoivent très tôt le bénéfice que l'on peut tirer d'une pierre artificielle obtenue par moulage d'un mortier de ciment. L'industriel français François Coignet, pionnier de l'industrie du béton de ciment (première couverture en ciment coulé en 1847), décrit les avantages de cette nouvelle invention : « Au moyen d'un simple mélange de sables, de chaux, de pouzzolanes et de ciments quelconques, mais en se conformant aux conditions indiquées, on obtient une pâte de pierre, capable de résister à toutes les causes de destruction et de recevoir par le moulage toutes les formes voulues. Cette possibilité de faire de la pierre entraîne pour l'art de construire les conséquences les plus remarquables et les plus importantes. » Si la préparation des pierres artificielles moulées constitue l'une des deux grandes branches d'emploi des béton, elle n'apporte pas de changements aux procédés de bâtir en usage à l'époque, sinon de substituer de la pierre artificielle moulée à de la pierre naturelle taillée. Le moulage des bétons sur site - la seconde branche d'emploi du béton - n'a pas d'analogie dans les moyens de construction de l'époque : « (…) Pendant que la construction en maçonnerie ordinaire, en y comprenant l'extraction des pierres, la taille et la pose, exige l'emploi d'ouvriers d'art existant en petit nombre et obtenant des salaires élevés, les constructions en béton ne demanderaient le concours que de simples manœuvres, que l'on pourrait se procurer partout en nombre illimité et moyennant des salaires beaucoup moins élevés, première source incontestable d'une grande économie dans la main-d'œuvre. »
En 1848, Joseph Louis Lambot crée une barque (en « fil de fer » recouvert de ciment) baptisée « le bateau ciment ». En 1849, le jardinier Joseph Monier invente le ciment armé. Il dépose, entre 1867 et 1891, des brevets relatifs à un système à base de fer et de ciment pour fabriquer des bacs à fleurs, des tuyaux et des réservoirs à eau. En 1867, François Hennebique brevète un immeuble en béton aggloméré qui substitue le béton armé au ciment armé ; suivront en 1879 : première dalle en béton de ciment armé de fers ronds (brevet 1880) ; 1892 : poutres creuses en béton armé moulées d'avance ; 1904 : villa Hennebique à Bourg-la-Reine, et la même année, le premier règlement de calcul du béton armé se fait en Suisse. En 1910, Robert Maillart (1872-1940) se rend célèbre pour ses piliers-champignons créés à Zurich. À partir de 1915, les architectes expérimentent le béton : Robert Mallet-Stevens, Auguste Perret, Le Corbusier, André Lurçat, Georges-Henri Pingusson, Charles-Henri Besnard, etc. Le Corbusier formule les cinq points d’une architecture nouvelle : bâtiment sur pilotis, toits-jardins, plan libre, façade libre, fenêtre en longueur qui découlent tous de l'usage du béton armé. Sous son égide, le IVe Congrès international d'architecture moderne (CIAM) accouche de la Charte d'Athènes en 1933. En 1928, l'ingénieur Eugène Freyssinet invente le béton précontraint contenant des câbles d'acier en tension.

### Rejet de la révolution industrielle

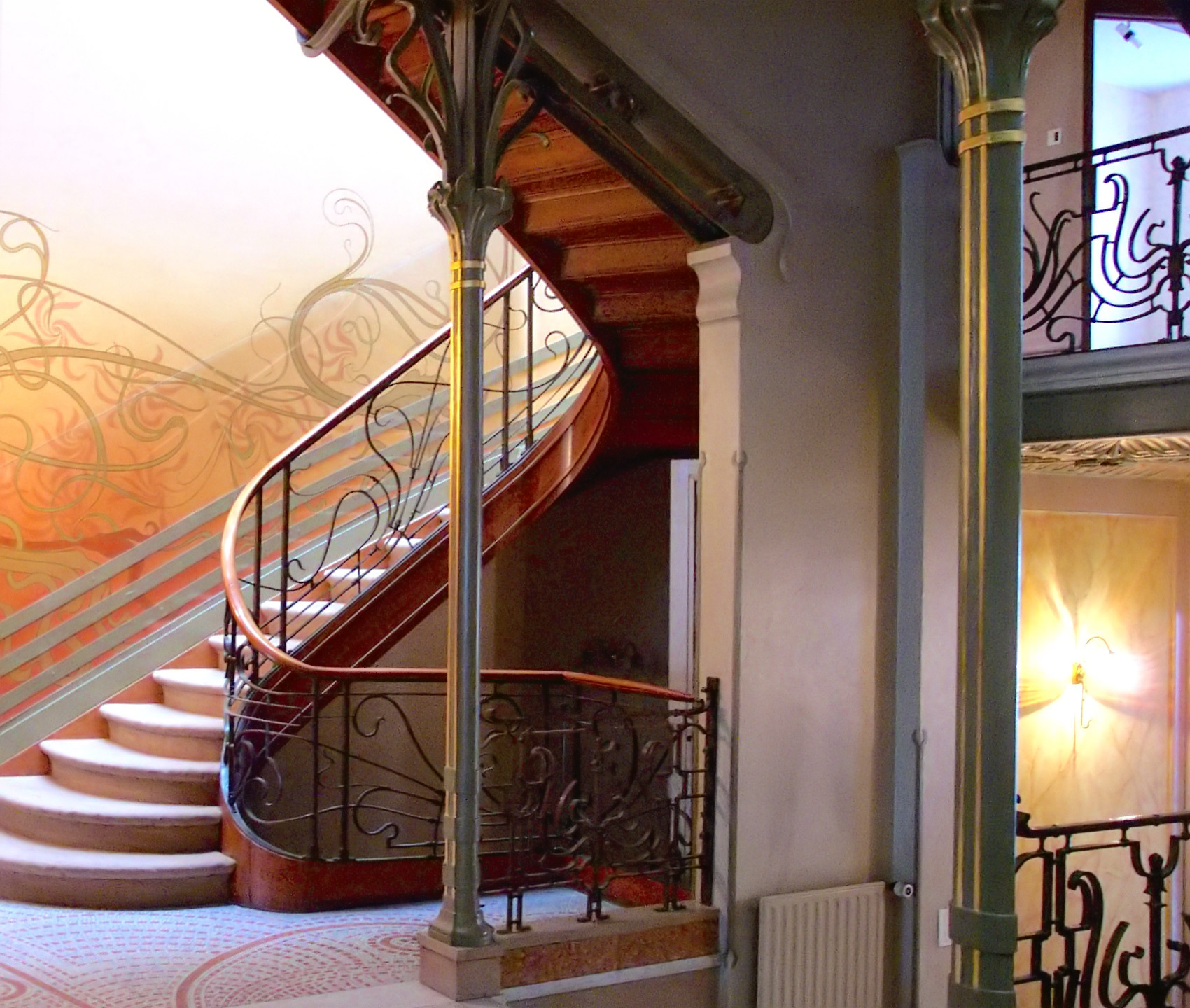
Victor Horta, Hôtel Tassel, 1892.

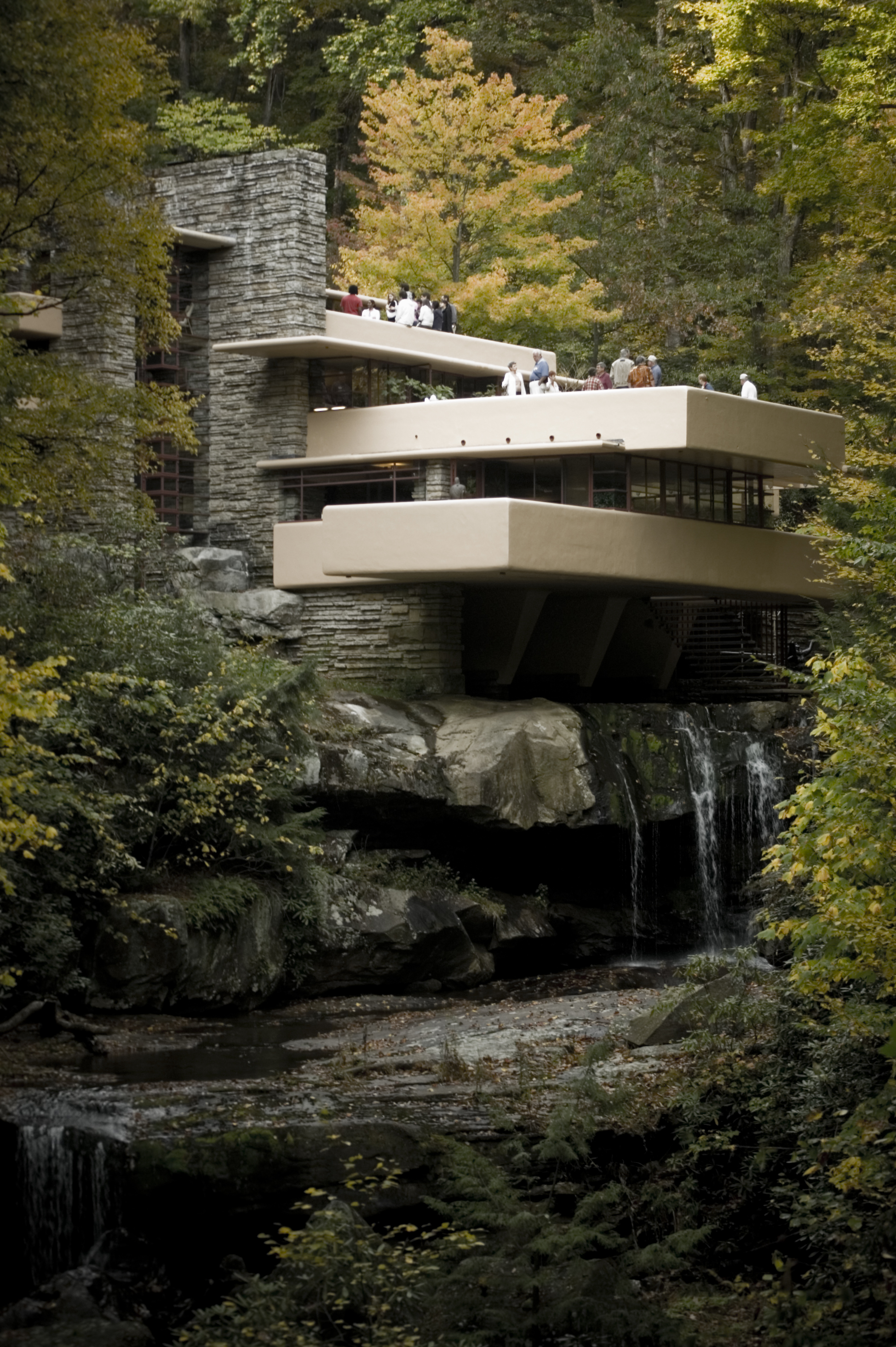
Maison sur la cascade, Frank Lloyd Wright, 1935.

La pollution qui transforme en « pays noirs » une partie de la Grande-Bretagne et d'autres bassins industriels contribue, avec la prise de conscience d'« horreurs », comme le travail des jeunes enfants, à transformer, pour beaucoup d'Anglais et d'Européens, la vision de l'industrie : ils passent de l'admiration pour des réalisations héroïques, qui apportent la rationalité dans un milieu sauvage, à la répulsion pour une activité qui détruit l'ordre naturel, dans le paysage, comme dans les relations sociales. L'image dominante de l'industrie est marquée par la fumée, la crasse et la misère.
Conséquence de la révolution industrielle, la croissance démographique, l'exode rural dans les centres urbains, le développement d'un prolétariat livré aux fluctuations de l'économie de marché libérale, la pénurie de logements qui s'ensuit, parce qu'ils menacent l'ordre établi, mènent à une réflexion qui naît dans les classes supérieures, entourant le logement populaire et plus largement la ville. D'autre part, une attitude anti-urbaine se développe en réaction à l'expansion technocratique des villes, que l'on retrouve dans le mouvement impressionniste Arts & Crafts en Angleterre ou dans la littérature de Henry David Thoreau, etc. L'hygiénisme s'occupe d'hygiène publique.
L'Art nouveau, mouvement artistique de la fin du XIXe et du début du XXe siècle qui s'appuie sur l'esthétique des lignes courbes, naît en réaction contre les dérives de l’industrialisation à outrance et la reproduction sclérosante des grands styles. C'est un mouvement soudain, rapide, mais également très bref et puissant, puisqu'il connaîtra un développement international concomitant : Tiffany (d'après Louis Comfort Tiffany aux États-Unis), Jugendstil en Allemagne, Sezessionstil en Autriche, Nieuwe Kunst aux Pays-Bas, Stile Liberty en Italie, Modernisme en Catalogne, Style sapin en Suisse, Style moderne en Russie. Le terme français « Art nouveau » s’est imposé en Grande-Bretagne, en même temps que l’anglomanie en France a répandu la forme Modern Style au début du XXe siècle. De 1920 à 1939, l'Art déco est une continuation à l'Art nouveau. Le Mouvement moderne, l’Architecture moderne, parfois également dit modernisme, est un courant de l’architecture, avec le mouvement du Bauhaus, caractérisé par un retour au décor minimal et aux lignes géométriques pures, une tendance à la subordination de la forme au prédicat fonctionnel et une exergue de la rationalité, grâce notamment au déploiement de techniques et de matériaux nouveaux.
Le 3e Congrès international d'architecture moderne préconise la construction d'immeubles en hauteur, ce qui sera déterminant pour les futurs aménagements urbains, surtout après la Seconde Guerre mondiale dans le développement des grands ensembles. Cette démarche, entièrement en adéquation avec l’un des mythes fondateurs de la modernité architecturale du début du XXe siècle, à savoir l’industrialisation de la construction conjuguée aux possibilités d'un tout nouveau matériau, le béton de ciment, préférera à une certaine conception romantique de la ville un « pragmatisme sans caractère ».
Printemps des peuples
En 1847, Karl Marx écrit dans le Manifeste communiste : « L'histoire de toute société jusqu'à nos jours est l'histoire de luttes de classes ». L'année 1848 voit une floraison de révolutions à travers l’Europe, appelées dans leur ensemble le Printemps des peuples ou le Printemps des révolutions. En 1864, la loi Ollivier abroge la loi Le Chapelier et met fin à l'interdiction des corporations, des rassemblements ouvriers et du compagnonnage. La loi Waldeck-Rousseau, votée le 21 mars 1884, autorise les syndicats en France. Charles Fourier pose en 1808 les bases d'une réflexion sur une société communautaire dans son ouvrage Théorie des quatre mouvements et des destinées générales, qu’il poursuit sous forme d’un grand traité dit de l’Association domestique et agricole. Cet ouvrage monumental est publié, bien qu’inachevé, en 1822. Dans le but d’être mieux compris, il se contraint ensuite à rédiger un résumé de sa théorie, intitulé Le Nouveau Monde industriel et sociétaire, qu’il publie en 1829. Jean-Baptiste André Godin, sensible à l'idée de la redistribution des richesses industrielles aux ouvriers, souhaite créer une alternative à la société industrielle en plein développement à son époque et offrir aux ouvriers le confort dont seuls les bourgeois pouvaient alors bénéficier. À partir de 1859, il entreprend de créer un univers autour de son usine de Guise, le familistère, dont le mode de fonctionnement peut être considéré comme précurseur des coopératives de production d'aujourd'hui. En Belgique comme en France se développent des cités jardins, théorisées dès 1898 par l'urbaniste britannique Ebenezer Howard, qui sont une négation de la ville.

### Mutations de l'après-guerre

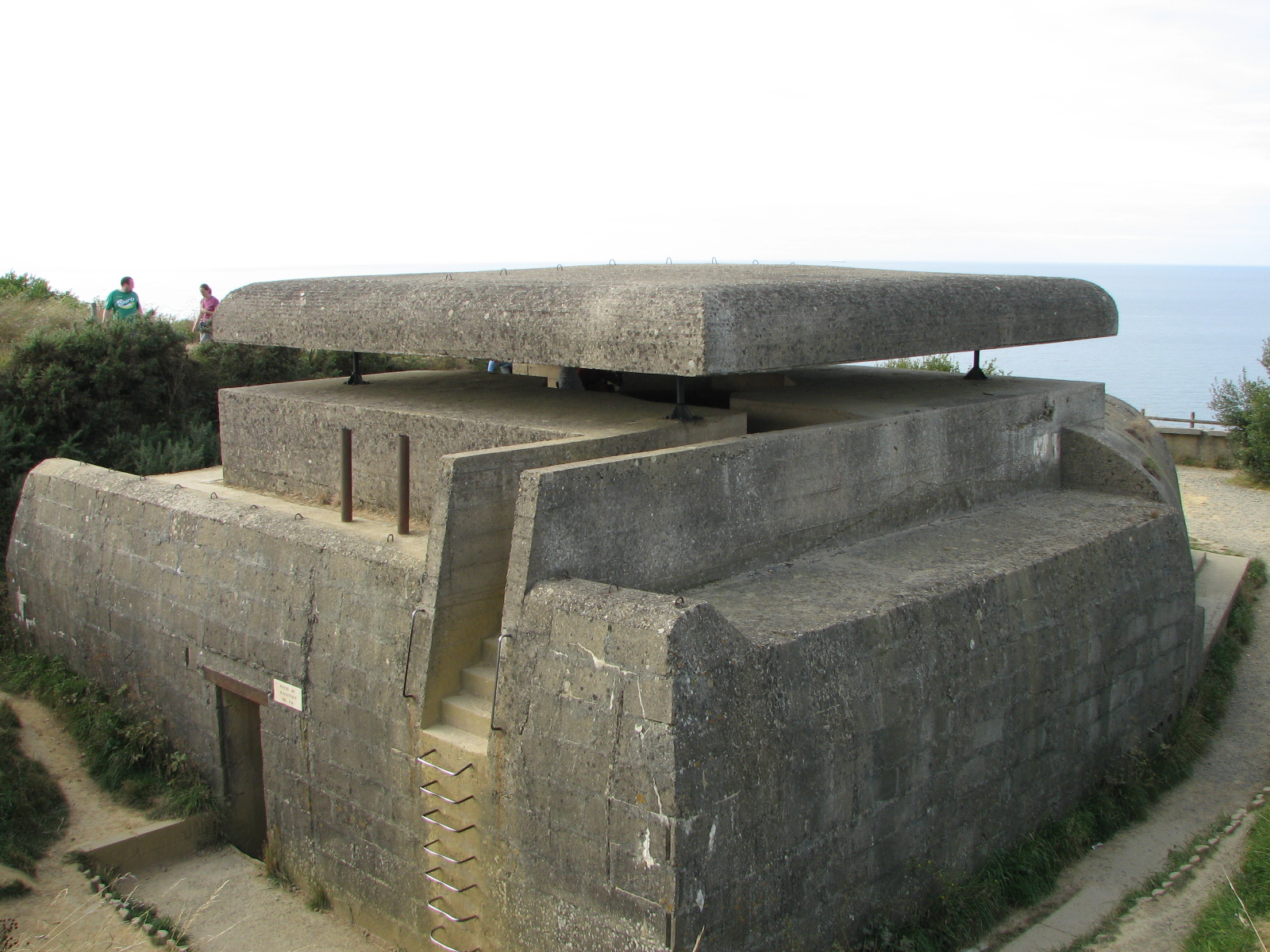
Mur de l'Atlantique - Batterie de Longues-sur-Mer, poste de commande, 1944.

De 1928 à 1940, le béton armé est employé abondamment en France dans la construction des ouvrages défensifs de la ligne Maginot. Celle-ci est très vite démolie par les milliers de prisonniers de guerre russes de l'occupant allemand, les internés ou les requis ukrainiens, yougoslaves ou hongrois, chargés de récupérer l’acier nécessaire à l’édification du Mur de l'Atlantique. S'y rencontrent alors des ingénieurs allemands supervisant des essais de charges creuses, explosifs gazeux et autres « typhons » sur les cuirassements et le béton de nombreux sites. Une estimation fait état de 3,8 millions de m3 de béton pour la ligne Maginot, 2 à 2,7 millions de m3 de béton pour la ligne Siegfried, 10,4 millions de m3 pour le Mur de l'Atlantique (une autre estimation fait état de 17 millions de m3) et, pour les bases de sous-marin, 4,3 millions de m3.

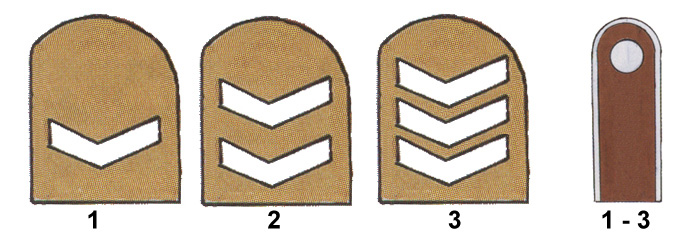
Organisation Todt (OT). Insignes des travailleurs. Vorarbeiter (1), Meister (2), Obermeister (3). Au cours de la guerre, l'OT ne compta qu'un petit nombre de cadres, conseillers techniques et architectes, mais employa un nombre considérable de travailleurs étrangers (1400000 en 1944), essentiellement via le travail forcé.

La puissance des grandes entreprises françaises de béton armé restées actives durant la Seconde Guerre mondiale grâce à la construction du Mur de l'Atlantique et la prééminence des ingénieurs des Ponts et Chaussées, traditionnellement favorables au béton, dans les structures administratives et techniques françaises depuis 1940, va trouver à s'exprimer dans la politique de logements de masse qui se profile à la Libération pour s'achever en 1953. Créé en novembre 1944, le ministère de la Reconstruction et de l'Urbanisme (MRU) va être le moteur de cette modernisation. On assiste durant une dizaine d’années à un foisonnement de « procédés non traditionnels de construction », dont la mise en œuvre à travers de nombreuses opérations expérimentales va être à l’origine de la majorité des systèmes constructifs utilisés plus tard pour réaliser les grands ensembles. Parmi les différents aspects de cette industrialisation, les techniques, qui vont de la mécanisation à l’organisation rationnelle du chantier et à la préfabrication en béton, ne sont plus seulement des moyens de construire plus efficacement, mais deviennent les nouveaux principes générateurs du projet d’architecture. Conçus et réalisés pour être assemblés avec un maximum de rendement sur le chantier par une main-d’œuvre peu qualifiée et peu nombreuse, la plupart de ces procédés obéissent à des règles strictes de mise en œuvre. La solution passe par la production en usine, dans des conditions optimales, de « grands éléments complexes », c’est-à-dire réunissant en amont du processus de fabrication l’ensemble des corps d’état principaux et secondaires intervenant habituellement sur le chantier, ce dernier se réduisant exclusivement à un lieu de montage. La première préfabrication se développe dans un contexte de pénurie générale, la seconde - l’opération des « 4 000 logements de la région parisienne » en 1953 en préfigure le commencement - inaugure la généralisation à de grands ensembles de logements.
La division habituelle du travail dans le bâtiment est bouleversée, pour l’ouvrier sur le chantier (ou à l’usine), mais aussi pour le maître d’œuvre - l'architecte : dans un contexte où la dimension technique du projet prime sur les autres (notamment architecturale et urbanistique) et où l’hégémonie des grandes entreprises de construction n’a d’égale que la montée en puissance des bureaux d’études techniques (BET), il est logique de voir les architectes, dépourvus de compétence technique, marginalisés au point de perdre progressivement le monopole de la conception. « Ces derniers, bénéficiant des facilités nouvelles que leur offre la technique et des fructueuses commandes publiques en matière de logement, seront les complices de cette funeste évolution, dont les conséquences perdurent encore aujourd’hui. »

### Informatique et construction

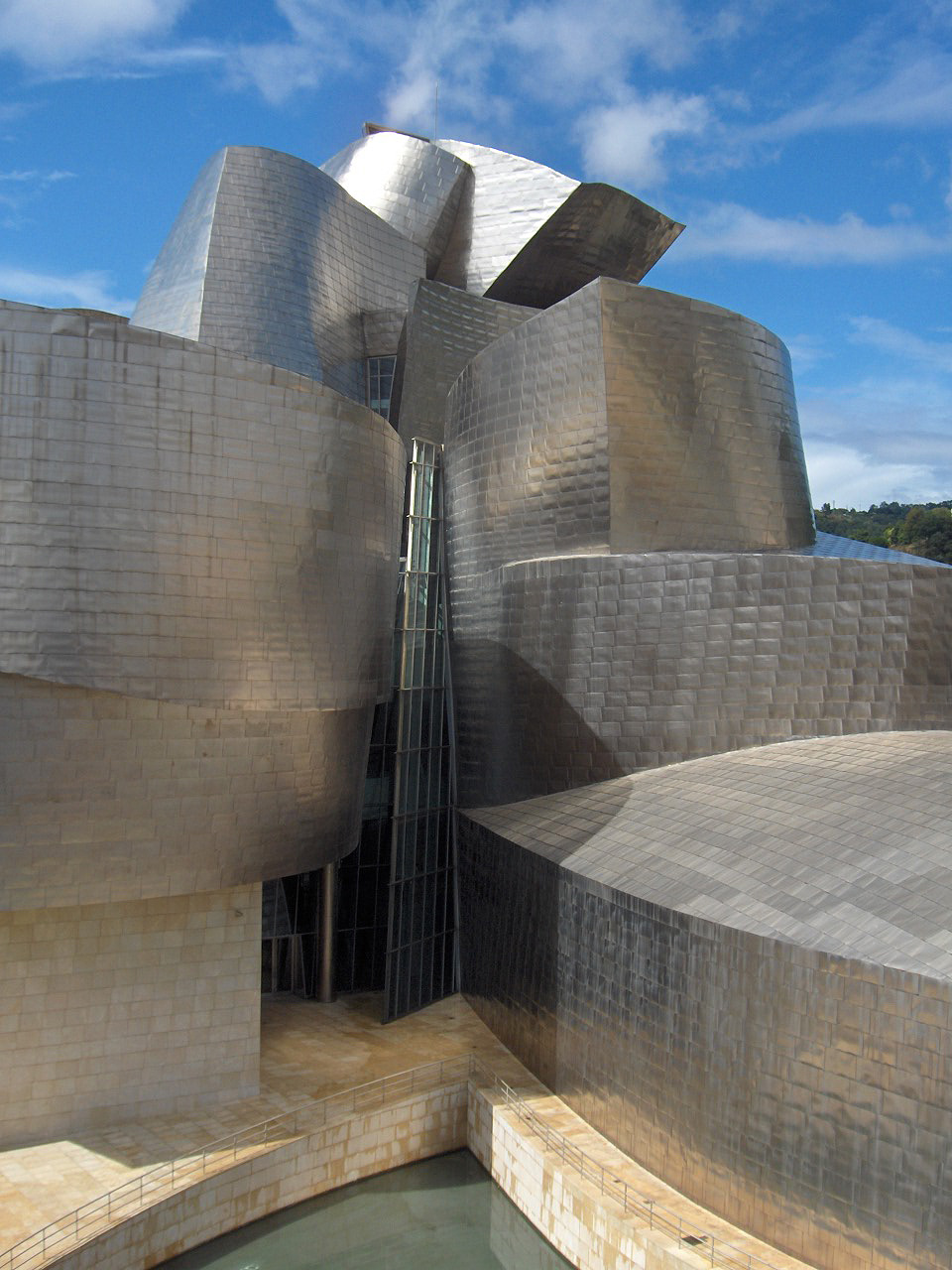
Frank Gehry, Musée Guggenheim (Bilbao), 1997, modélisé sur CATIA.

L'invention du microprocesseur en 1969, l'apparition des premiers ordinateurs personnels dans les années 1970, de la DAO (dessin assisté par ordinateur), de la CAO (conception assistée par ordinateur), de la FAO (fabrication assistée par ordinateur) transforment le travail de conception et de construction des bâtiments. Les logiciels à destination de la construction se développent à partir des années 1990. Des logiciels sophistiqués permettent de simuler le comportement des structures sollicitées jusqu'à leur maximum ou des propositions de formes audacieuses. Le BIM (Building Information Modeling), processus de production et de gestion des données de construction informatisé tout au long de la conception d'un bâtiment s'appuie sur des logiciels de "modélisation dynamique" utilisant les trois dimensions. Ils visent à faciliter les échanges d'informations et l'interopérabilité par rapport aux autres logiciels. La mise au point de standards comme les IFC (Industry Foundation Classes) vise à remplacer un système d'information fragmenté en une solution interopérable autour d'un modèle de données commun alimenté par tous les acteurs d'un projet de bâtiment (architectes, ingénieurs, bureaux d'étude, maîtres d'ouvrage, entreprise, etc.) ; le modèle informatique permet de caractériser une construction sous toutes ses facettes, et ce durant toutes les phases de son cycle de vie.

## L'immobilier

### L'impôt
Début XIXe siècle les États cherchent à se doter d'un cadastre. Des petits États comme les États de Savoie sont précurseurs dans le domaine, dès le XVIIIe siècle, un cadastre général, officiel et fiscal, avec levés parcellaires y est instauré (Les mappes sardes). A contrario pour la France, empêtrée dans les routines d'une administration chaotique, ne s'y trouvait avant 1789, que des plans isolés, d'origine seigneuriale. La réforme de l'impôt était une des raisons d'être de la Révolution; pour l'asseoir, sur le sol, d'une façon enfin à peu près équitable, des levés topographiques étaient indispensables, chantier de vaste entreprise initié par Gaspard de Prony, mais qui n'a véritablement démarré que début XIXe siècle lorsqu'un bureau de géomètres a été initié. Par l'arrêté du 3 novembre 1802, il est décidé pour un certain nombre de communes — deux au moins et huit au plus par arrondissement — de procédé à l'arpentage des terres et à l'évaluation des revenus, non parcelle par parcelle, mais seulement par masses de terrain soumises chacune à une même nature de cultures; les revenus des autres communes du département, et, par conséquent, la faculté contributive de celui-ci, dans son ensemble, seraient ensuite calculés par comparaison. Le XIXe siècle d'autre-part enrichi les connaissances économiques et sociales grâce au développement exceptionnel de l'appareil statistique qui livre une masse d'informations concernant le nombre de maisons, d'usines, de parcelles, le montant des loyers, les prix des terrains, le nombre des propriétés et des propriétaires, les valeurs locatives et vénales, etc. Cependant, le domaine de l'immobilier n'est pas compté dans la production. Il semble ni un produit, ni une marchandise. L'orientation des travaux publics vise les moyens de communication (constructions des chemins de fer, canaux, routes, poste et télégraphie). L'immobilier en tant qu'infrastructure de l'économie (surtout la construction des usines et des magasins) est laissée de côté. On reconnaît en biens immobiliers un des indices essentiels de la richesse d'une nation mais la statistique du XIXe siècle néglige le processus de sa création. Il s'agit pour l’État, d'une « matière imposable », directement. Dans cette optique fiscale, l’État s'intéresse à l'existence physique de l'immobilier, sa propriété constatée, sa valeur vénale et locative. Aucun effort, pourtant, n'est porté pour connaître le profit, le coût de revient, la fluctuation des prix. On ignore donc aujourd'hui de cette époque « la durée des baux commerciaux, l'itinéraire habituel des passants, la densité de la circulation, le moyen de transport, la concurrence, les marchés, les distances des centres de développement, etc. Sans parler de décoration extérieure, distribution, commodités diverses, affectation, utilisation et les servitudes de l'immeuble, son âge, son état d'entretien, les vices de la construction et du terrain, genre et situation des terrains, etc.» Les décrets des 23 novembre et 1er décembre 1790, instituent un nouveau système d'impôts directs dont trois sont directement liés à l'immobilier: impôt foncier, impôt personnel-mobilier, Impôt sur les portes et fenêtres. L'administration distingue la propriété rurale, la propriété urbaine, et plus concrètement la propriété non bâtie et la propriété bâtie.

### L'immobilier, un stock de capital
La terre a nourri en France la doctrine des Physiocrates et suscité la passion de premiers banquiers modernes qui voulaient en faire le soubassement du crédit fiduciaire, l'immobilier rentre dans les discours économistes.
La Révolution française s'ouvre sur le désordre financier de l'Ancien Régime. N'ayant pas su réaliser le relèvement fiscal nécessaire, après l'effondrement du Système de Law (1716-1720), elle a recours pour la deuxième fois au papier-monnaie à garantie foncière, adossée aux biens de l’Église confisqués, tentative vouée à l'échec d'augmenter la masse monétaire sans quantité correspondante de biens réels - habituellement un dépôt fixe monnaie métallique - démarche condamnée par Edmund Burke (1729-1797), le grand objet de ces politiques dit-il, « est de métamorphoser la France, d'un grand royaume en une table de jeu; transformer ses habitants en une nation de joueurs ; faire de la spéculation aussi vaste que la vie; pour la mélanger avec toutes ses préoccupations; et de détourner l'ensemble des espoirs et des craintes des gens de leurs canal habituel, dans les impulsions, les passions et les superstitions de ceux qui vivent de la chance». L'hyperinflation qui suit l'introduction des assignats, dans un contexte de pénurie de marchandises et de guerre, entraine sa perte de valeur quasi immédiate et accélère et rend irrévocable la vente des biens nationaux. Le crédit gratuit devient la préoccupation des économistes et des penseurs, le papier-monnaie fondé sur la confiance (le crédit) et non sur sa valeur intrinsèque. La proposition de Louis Wolowski de créer un titre foncier, sur le modèle de la rente perpétuelle de l’État, établit en 1852, la base du crédit foncier ou hypothécaire. La circulation des titres de gage fournit la possibilité de concilier le placement à longue échéance et l'immobilisation du gage, cette nouveauté financière pose la question de l'équilibrage financier. Le crédit hypothécaire vient injecter sur le marché du crédit une masse de signes monétaires, et participe, de ce fait, du mouvement du taux d'intérêt, du mécanisme des crises financières, de l'endettement des propriétaires fonciers. Avec les créances ou obligations hypothécaires, la masse monétaire se grossit en volume par une sorte de billet de banque, du titre représentatif d'un droit de propriété ou d'une hypothèque sur des terres et des maisons. L'immobilier est une source de revenu atypique, les immeubles conservent quasi perpétuellement la possibilité d'entrer et de sortir de la circulation. Les immeubles reproduisent la valeur, selon les logiques que l'on ne saurait entièrement expliquer par l'addition des capitaux rajoutés pour leur amélioration et pour leur entretien contrairement aux autres marchandises dont la valeur s'évapore ou diminue irréversiblement avec leur consommation. « Cette reproductibilité de la valeur, donc du revenu, est détachée du processus de construction. La valeur de l'immobilier n'est pas dans sa création, mais dans la durée de son existence sous forme d'une source vivante du revenu. La valeur immobilière est considérée comme un stock de capital. Le temps et l'espace sont matérialisés dans une enceinte, immuable et mouvante à la fois. Un stock inexprimable par les moyens conceptuels de la statistique économique annuelle qui doit décrire la marche de l'économie, par le biais de flux. »

### Les sociétés immobilières
Paris devient au XIXe siècle le théâtre de « crimes inédits », qui font suite à la « farce misérable » du Coup d'État de Charles-Louis-Napoléon Bonaparte, la littérature est concurrencée par le « réel frénétique d'une époque tragi-comique ». La haute-bourgeoisie complice du régime est impliquée dans la politique de la ville - la presse récemment libéralisée s'en fait largement écho, Les Comptes fantastiques d’Haussmann de Jules Ferry aussi, Paris est livrée à la pelle du démolisseur au nom de l'hygiène publique. « Tout bourgeois veut construire comme les grands seigneurs » disait Jean de La Fontaine; les Frères Pereire, les Mirès et enfin Georges Eugène Haussmann, l’« artiste démolisseur », comme il se nomme lui-même, sont dans « La Curée » de Zola les modèles du personnage de Saccard, l'homme d'affaires sans scrupule, Ponzi avant l'heure, qui va finir par caractériser l'époque. Le développement exceptionnel du capitalisme de l'argent au XIXe siècle fait de l'immobilier un élément de poids dans son développement qui se traduit par la multiplication des sociétés immobilières et de leurs opérations financières. Les établissements de crédit foncier et les sociétés immobilières, en Angleterre, les buildings societies, aux États-Unis, les Loan and building societies, en Australie les mortage and trust compagnies, en Allemagne, les Landschaften (banques foncières à caractère mutuel), Credit Anstalten, Mortgages Compagnies, en France, le Crédit foncier, et les établissements sous son contrôle, la Rente foncière de France, La Foncière lyonnaise, le Crédit foncier d'Algérie connaissent toutes leurs crises fin XIXe siècle: à Vienne en 1873, à Montréal en 1878, à Rome en 1882, à Paris en 1884, au Winnipeg en 1888.
Les Real estate investment trust (REIT) sont créés aux États-Unis après que le président Dwight D. Eisenhower a signé la loi publique 86-779, parfois appelée la Cigar Excise Tax Extension de 1960. La loi a été promulguée pour donner à tous les investisseurs la possibilité d'investir à grosse échelle, dans des portefeuilles diversifiés de biens immobiliers producteurs de revenus, de la même manière qu'ils investissent habituellement dans d'autres catégories d'actifs. Le premier REIT était l’American Realty Trust fondé par Thomas J. Broyhill en 1961. Depuis lors, plus de 30 pays à travers le monde ont mis en place des régimes de REIT. La diffusion de l'approche REIT pour l'investissement immobilier dans le monde entier a également permis de mieux faire connaître et accepter l'investissement dans des titres immobiliers mondiaux. Un indice complet pour le REIT et le marché immobilier global répertorié est la série d'indice FTSE EPRA/NAREIT Global Real Estate Index Series qui a été créée conjointement en octobre 2001 par le fournisseur de l'indice FTSE Group, la National Association of Real Estate Investment Trusts (NAREIT) et l'European Public Real Estate Association (EPRA). En juin 2014, l'indice mondial comprenait 456 sociétés immobilières cotées en bourse de 37 pays, représentant une capitalisation boursière d'environ 2 milliards de dollars.
L'émergence d'un système financier global à la fin des années 1980, est marqué par des innovations financières importantes, s'appuyant sur un rythme d'évolution rapide en informatique et en télécommunication, accompagnant la libéralisation des marchés des capitaux et la déréglementation bancaire. Les changements structurels important dans la conduite de la politique monétaire et la gestion macroéconomie de beaucoup de pays par rapport est à l'origine de cycles immobiliers de très grande ampleur. Immobilier de bureaux, industriels, hôtelier et de loisir, résidentiel, économie des ménages deviennent étroitement interconnectés.

## Mondialisation de la construction

### Offre et demande mondiale de construction auXXIesiècle
La construction de l'habitation dans les sociétés rurales s'est constituée dans le cadre des activités vivrières en ne faisant appel à une main-d'œuvre professionnelle que de manière exceptionnelle. Pour le géographe la construction a donc longtemps pu constituer un « phénomènes de génération spontanée », d'où l'intérêt limité qu'il lui a porté. En 2001, les investissements par habitant en Éthiopie de 4,7 dollars dans le secteur de la construction constitué en industrie ne sauraient masquer que la construction des édifices et de l'habitat y passe par d'autres canaux, comme dans beaucoup d'autres pays. De même, nombre de travaux de construction (barrages d'irrigation, canaux, etc.) sont souvent restés difficilement dissociables dans bien des cas des activités agricoles.
Dans les pays industriels, la construction apparaît généralement comme une des toutes premières activités économiques, et une véritable industrie « motrice ». Elle absorbe, aux États-Unis par exemple, 80 % du verre, 60 % du bois, 60 % de la production de peinture, 42 % du plomb,
13 % de la production d'acier, 6 % du cuivre, etc. Le développement de la construction de logements entraîne celui de la production de mobilier, de tissus d'ameublement, d'appareillage électrique, etc. L'accroissement du nombre des logements nécessite de nouveaux bâtiments publics, scolaires, commerciaux, de nouvelles voies d'accès, un développement des adductions d'eau et de gaz, de nouvelles lignes électriques et téléphoniques… Les différents secteurs des industries de construction sont donc liés les uns aux autres par des relations complexes et ils constituent à des degrés différents des « multiplicateurs d'emploi » dont l'importance est considérable. En n'envisageant que les productions directement liées à la construction (matériaux et équipements), on estime généralement qu'à trois emplois sur un chantier en correspondent quatre dans les ateliers et les usines.
À la différence des autres industries dont les branches se sont spécialisées d'après la nature du produit qu'elles fournissent, les industries de construction se sont historiquement spécialisées et définies en fonction d'un certain nombre de techniques et de matériaux distincts qui entraient généralement dans la réalisation d'édifices et de travaux excessivement divers. Il est difficile de donner une définition précise de cette industrie, de ses entreprises et de sa main-d'œuvre, et par là leur recensement, d'établir la limite entre les travaux d'installation industrielle et ceux de construction proprement dite; un grand nombre de constructions sont effectuées par exemple « en régie » par des organismes ou entreprises dont les fonctions spécifiques ne sont pas la construction (armée, chemin de fer, mines…). Aux anciens corps de métier qui réalisent le gros œuvre, dans ce que l'on nomme désormais « secteur du bâtiment », se sont ultérieurement juxtaposés les métiers du second œuvre, peintres, vitriers, plombiers, électriciens, fumistes, etc. au fur et à mesure qu'augmentait la complexité des bâtiments et les industries de construction sont donc apparues par la suite comme un agrégat de métiers extrêmement différents les uns des autres, ayant des contacts limités les unes avec les autres. Les entreprises de travaux publics ou du génie civil réalisent d'autre-part tout ce qui n'est pas édifice: routes, ponts, canaux, infrastructures diverses, barrages, travaux d'électrification, etc..
Alors que de nombreux autres secteurs se mondialisent, celui de la construction reste essentiellement une industrie locale. À l'entrée du XXIe siècle, le plus gros de la production mondiale de la construction se trouve dans des pays à revenu élevé - 77 %, soit plus de deux mille milliards de dollars, concentrés en Europe occidentale, Amérique du Nord, Japon et Australasie - et en proportion inverse, 74 % des 111 millions d'emplois générés par la construction le sont dans des pays à faible revenu (PNB par habitant inférieur à 9 266 dollars US). Les pays européens à revenu élevé contribuent pour 30 pour cent à la production mondiale totale. Malgré sa taille et une croissance économique rapide, la Chine vient en 2001 loin derrière, avec 6 pour cent seulement de la production totale, et l’Inde avec 1,7 pour cent. En 1998, l’Inde a investi l’équivalent de 52 dollars par habitant dans le secteur, la Chine 148 dollars, et le Japon 4 933 dollars. Cette répartition extrêmement inégale de la production du secteur de la construction est évidemment le reflet de l’inégalité des revenus à l’échelle planétaire. Une tendance est à utiliser la main-d’œuvre de manière plus parcimonieuse dans les pays riches, où les salaires sont élevés et où les coûts de main-d’œuvre représentent un pourcentage élevé du prix d’adjudication. Cette tendance s’est généralement traduite par le remplacement de la main-d’œuvre par des machines, par le recours à la préfabrication et par une utilisation plus grande des usines dans les processus de production. Dans les pays à revenu élevé, le recours à des méthodes de production plus capitalistiques est tout à fait justifié économiquement. Cette tendance a malheureusement parfois atteint les pays à revenu faible, notamment dans les projets de génie civil, la raison principale étant une préférence marquée pour des méthodes à forte intensité d’équipement de la part de ceux qui décident des investissements dans les pays en développement, autrement dit des clients, des bailleurs de fonds et des ingénieurs consultants qui définissent la conception et le cahier des charges, ce qui détermine souvent les méthodes à utiliser dans la construction. Cette préférence repose souvent sur un malentendu au sujet des méthodes à forte intensité de main-d’œuvre et de leur rentabilité, et sur l’idée que le produit serait de qualité inférieure, une idée qui vient renforcer les systèmes nationaux d’adjudication, favorables aux grands projets et à leur exécution et, donc, à des méthodes plus capitalistiques. Dans les pays à bas salaire et à fort taux de chômage, le remplacement de la main-d’œuvre par des machines ne se justifie ni sur le plan économique ni d’un point de vue social

### Bulles spéculatives immobilières et krachs
La crise financière survenue à la fin du XIXe siècle avait établi une étroite relation entre crise et spéculation immobilière. Dès la fin des années 1980, l'effondrement de la Bulle spéculative japonaise met en évidence la nécessité d'une régulation plus saine des relations trop souvent malsaines entre secteur bancaire et secteur immobilier. La dernière crise en date, la crise des subprimes a entrainé les États-Unis dans une récession profonde, avec près de 9 millions d'emplois perdus en 2008 et 2009, soit environ 6 % de la main-d'œuvre. Une estimation de la perte de production de la crise se traduit par au moins 40 % du produit intérieur brut de 2007. Les prix des logements aux États-Unis ont chuté de près de 30 % en moyenne et le marché boursier américain a diminué d'environ 50 % début 2009. Au début de 2013, le marché boursier américain avait retrouvé son sommet avant la crise, mais les prix des logements sont restés proches de leur point bas et le chômage est resté élevé; la croissance économique est restée inférieure aux niveaux antérieurs à la crise. L'Europe a également continué à lutter contre sa propre crise économique, avec un chômage élevé et de graves déficiences bancaires estimées à 940 milliards d'euros entre 2008 et 2012. La crise des subprimes a été déclenchée par une forte baisse des prix des maisons après l'effondrement d'une bulle immobilière, entraînant des défaillances hypothécaires et des saisies et la dévaluation des titres adossé à des créances hypothécaires. La bulle immobilière américaine des années 2000, qui a précédé la crise a été financée par des titres adossés à des créances hypothécaires (MBS) et des obligations adossées à des actifs (Collateralized debt obligations, CDO), qui ont initialement offert des taux d'intérêt plus élevés - c'est-à-dire à meilleurs rendements - que les titres du gouvernement, ainsi que des cotes de risque intéressantes par les agences de notation. Alors que les éléments de la crise sont devenus de plus en plus visibles en 2007, plusieurs grandes institutions financières se sont effondrées en septembre 2008, avec une perturbation importante du flux de crédit auprès des entreprises et des consommateurs et l'apparition d'une récession mondiale sévère, durable pour les économies américaines et européennes. Les commentateurs attribuant différents niveaux de responsabilité aux institutions financières, aux organismes de réglementation, aux agences de crédit, aux politiques gouvernementales du logement et aux consommateurs, entre autres. Deux causes liées ont été l'augmentation des prêts subprimes et l'augmentation de la spéculation immobilière. Le pourcentage de prêts hypothécaires subprimes de qualité inférieure est née au cours d'une année donnée, passant de la fourchette historique de 8 % ou moins à environ 20 % de 2004 à 2006, avec des ratios beaucoup plus élevés dans certaines parties des États-Unis. Un pourcentage élevé de ces prêts hypothécaires à risque élevé - plus de 90 % en 2006, par exemple - étaient des prêts hypothécaires à taux variable. La spéculation en matière de logement a également augmenté, la part des origines des prêts hypothécaires envers les investisseurs (c'est-à-dire ceux qui possèdent des logements autres que des premières résidences) a augmenté de manière significative passant d'environ 20 % en 2000 à environ 35 % en 2006-2007. Les investisseurs, même ceux ayant des cotes de crédit privilégiées, étaient beaucoup plus susceptibles de défaillir que les non-investisseurs lorsque les prix se sont effondrés. Ces changements faisaient partie d'une tendance plus large vers des normes de prêt abaissées et des produits hypothécaires à risque élevé ce qui a contribué à ce que les ménages américains deviennent de plus en plus endettés. Le rapport entre la dette des ménages et le revenu personnel disponible est passé de 77 % en 1990 à 127 % à la fin de 2007. Lorsque les prix des maisons aux États-Unis a fortement diminué après avoir culminé au milieu de 2006, il est devenu plus difficile pour les emprunteurs de refinancer leurs prêts. Comme les prêts hypothécaires à taux variable ont commencé à se réinitialiser à des taux d'intérêt plus élevés (causant des paiements mensuels plus élevés), les défaillances hypothécaires ont grimpé en flèche. Les titres soutenus par des prêts hypothécaires, y compris des prêts hypothécaires à forte valeur ajoutée, largement détenus par des entreprises financières à l'échelle mondiale, ont perdu la plus grande partie de leur valeur. Les investisseurs mondiaux ont également considérablement réduit les achats de dettes hypothécaires et d'autres titres dans le cadre d'une baisse de la capacité et de volonté du système financier privé de soutenir les prêts. Les inquiétudes concernant la solidité du crédit américain et des marchés financiers ont conduit à resserrer le crédit dans le monde entier et à ralentir la croissance économique aux États-Unis et en Europe. À hauteur de 3000 milliards de dollars, l'assouplissement quantitatif réalisé par la FED depuis 2008 s'est achevé en septembre 2017, ouvrant une porte sur l'inconnu.

### Conscientisation écologique,XXesiècleetXXIesiècle
La construction, comme tout autre secteur de l'industrie, doit reconsidérer tous ses processus eu égard aux enjeux écologiques qui se sont profilés dès le milieu du XXe siècle : épuisement des ressources naturelles, réchauffement climatique, surpopulation.
Choc pétrolier
Le premier choc pétrolier en 1973 aboutit, pour des raisons uniquement économiques dans les climats froids et tempérés, et surtout dans les pays occidentaux, à un nouveau type de construction faisant un usage intensif de l'isolation thermique. Sa mise en pratique impose de telles contraintes constructives que sa mise en œuvre ne se fait pas immédiatement de manière rigoureuse. Les couches situées au-delà de l'isolant vers l'extérieur deviennent superflues, en termes d'isolation et de sécurité d'usage tout du moins. Hormis le cas des enduits qui s'appliquent sur l'isolant, elles démultiplient les fixations et les agrafes. Pour les bâtiments isolés qui s'appliquent à perpétuer une esthétique héritée du passé, dans l'utilisation d'une lame de pierre de faible épaisseur placée en parement, les éléments d'ornementation (corniche, bandeau, pilastre, etc.) augmentent les sources de problèmes, d'étanchéité notamment, et le coût du mètre carré de façade. Conséquence : dans certains bâtiments, la peau extérieure devient lisse. Pour répondre à cette nouvelle gageure de l'isolation, l'industrie fabrique de nouveaux produits : plaques de pierre de 15 mm d'épaisseur, méthodes constructives d'assemblage avec des parements de 6 mm d'épaisseur, etc.. D'autres matériaux sont envisagés comme solution de bardage. Le bois employé en bardage extérieur est envisagé comme solution performante, de même que le verre ou les panneaux de fibre ciment.
Protocole de Kyoto
Avec le Protocole de Kyoto en 1997, visant à la réduction des émissions de gaz à effet de serre principales responsables du réchauffement climatique, les états instaurent des règlements visant à améliorer la performance énergétique des bâtiments ainsi que leur indépendance concernant les sources d'énergies fossiles.
L'industrie cimentière du béton et l'industrie briquetière sont notamment encadrées.
Le ciment employé dans le béton contribue maintenant pour 5 pour cent de la production annuelle mondiale de CO2 anthropique. La règle empirique est que pour chaque tonne de ciment produit, une tonne de CO2 est produite. Les fours à ciment modernes sont maintenant plus efficaces et produisent environ 800 kg de CO2 par tonne - mais c'est encore une grosse émission. La production de béton est responsable d'une telle quantité de CO2 parce que le clinker ne nécessite pas seulement des quantités importantes d'énergie pour atteindre des températures de réaction allant jusqu'à 1 500 °C, mais aussi parce que la réaction principale du ciment est la décomposition du carbonate de calcium, en oxyde de calcium et en CO2. Sur ces 800 kg de CO2 produits, environ 530 kg sont libérés par la réaction de décomposition calcaire elle-même. La raison pour laquelle le béton a une grande empreinte carbone dans son ensemble tient aux quantités énormes de béton utilisées. Le remplacement hypothétique du béton par de l'acier par exemple ne ferait qu'accroitre le problème, la fabrication de l'acier produisant également beaucoup de CO2. D'ici 2050, l'utilisation du béton atteindra quatre fois le niveau d'utilisation de 1990. Le problème semble donc vouloir empirer. Le ciment tient une place importante dans les activités, négociations ou révisions de quotas échangeables (ou permis d'émissions transférables) de gaz à effet de serre dans le cadre du Système communautaire d'échange de quotas d'émission. Plusieurs façons de réduire l'impact environnemental du béton font d'autre-part actuellement l'objet d'études. Un obstacle clé de l'utilisation efficace du béton tient à l'incapacité à comprendre de manière complète les réactions chimiques en œuvre dans la formation du béton, connaissance devant laquelle on a souvent reculé au profit d'une sorte d'approche empirique. L'étude des propriétés du ciment et du béton se fait donc à des échelles micro- et nanométriques, et met l'accent sur la réduction des émissions de dioxyde de carbone à tous les stades de la production.
L'industrie briquetière, d'autre-part, est de par le monde l'une des plus énergivores et des plus polluantes (pollution atmosphérique locale et émission de gaz à effet de serre du fait de l'utilisation massive et souvent inefficace de charbon et de biomasse dans les fours à briques). Les efforts de développement dans les pays en voie de développement poussent vers des technologies moins consommatrices d'énergie, moins polluantes et moins coûteuses.
La conception des bâtiments prend désormais en considération les caractéristiques thermiques et l'étanchéité à l'air du bâtiment, les équipements de chauffage et d'approvisionnement en eau chaude, les installations de climatisation, la ventilation ; ainsi que lors de l'implantation la compacité et l'orientation du bâtiment, les systèmes solaires passifs et les protections solaires, l'éclairage naturel etc. La paroi devient un objet de haute technicité.
D'autre part, des indicateurs comme l'énergie grise sont créés qui quantifient l'énergie nécessaire au cycle de vie des matériaux : la production, l'extraction, la transformation, la fabrication, le transport, la mise en œuvre, l'utilisation, l'entretien, puis, pour finir, le recyclage.
Toxicité des matériaux de construction
L'histoire est émaillée de catastrophes sanitaires. La peste et les maladies pestilentielles ont été éradiquées à partir du XIXe siècle par l'amélioration de l'hygiène et notamment de l'hygiène domestique, l'eau potable, la ventilation, etc. Le plomb, dont des cas d'intoxication sont observés de l'antiquité à nos jours (Histoire du saturnisme), se retrouvera utilisé dans les canalisations (il donnera son nom au plombier) ou dans les peintures (céruse). Malgré l'interdiction du plomb dans les peintures et l'essence dans de nombreux pays, des cas graves de saturnisme persistent dans la plupart des grandes villes (habitat ancien et habitat vétuste) et régions industrielles.
Les développements relativement récents (début XIXe siècle) donnés aux produits de synthèse chimique ont suscité de nouveaux sujets de préoccupation. La chimie analytique dissèque alors la matière et sans grande précaution trouve rapidement des applications industrielles aux composés qu'elle découvre. Au début du vingtième siècle, des utilisateurs se plaignent encore des mauvaises odeurs, des céphalées et vomissements causés par les gaz d'éclairage. Le principal d'entre eux, un gaz obtenu par distillation de la houille, est un dangereux mélange de sulfure d'hydrogène, de monoxyde de carbone et de méthane. Il conduit à la généralisation de la ventilation dans les appartements. Le gaz de houille est remplacé dans toutes ses applications par l'électricité à partir de 1880 et par le gaz naturel en Europe à partir de 1945.
Des débats plus récents concernent la toxicité du pentachlorophénol et du lindane, employés dans le traitement du bois, des pyréthrinoïdes, antimites employés dans les tapis de laine, des polychlorobiphényles (PCB) et formaldéhydes, des composés organiques volatils, du toluène (cf. Intoxication au toluène) et du xylène, les hydrocarbures chlorés employés dans les colles, les vernis, les peintures, les diluants et les décapants, etc.
L'usage passé des chlorofluorocarbures (CFC) par l'industrie de la climatisation a conduit pour une bonne part à la destruction progressive de la couche d'ozone, dont le rôle protecteur est déterminant pour les êtres vivants. Constaté à la fin des années 1970, ce que l'on a appelé le « trou de la couche d'ozone » a conduit au premier protocole environnemental atteignant la ratification universelle, le Protocole de Montréal, en 1985. Il a pour objectif de réduire et à terme d'éliminer complètement les substances qui réduisent la couche d'ozone.

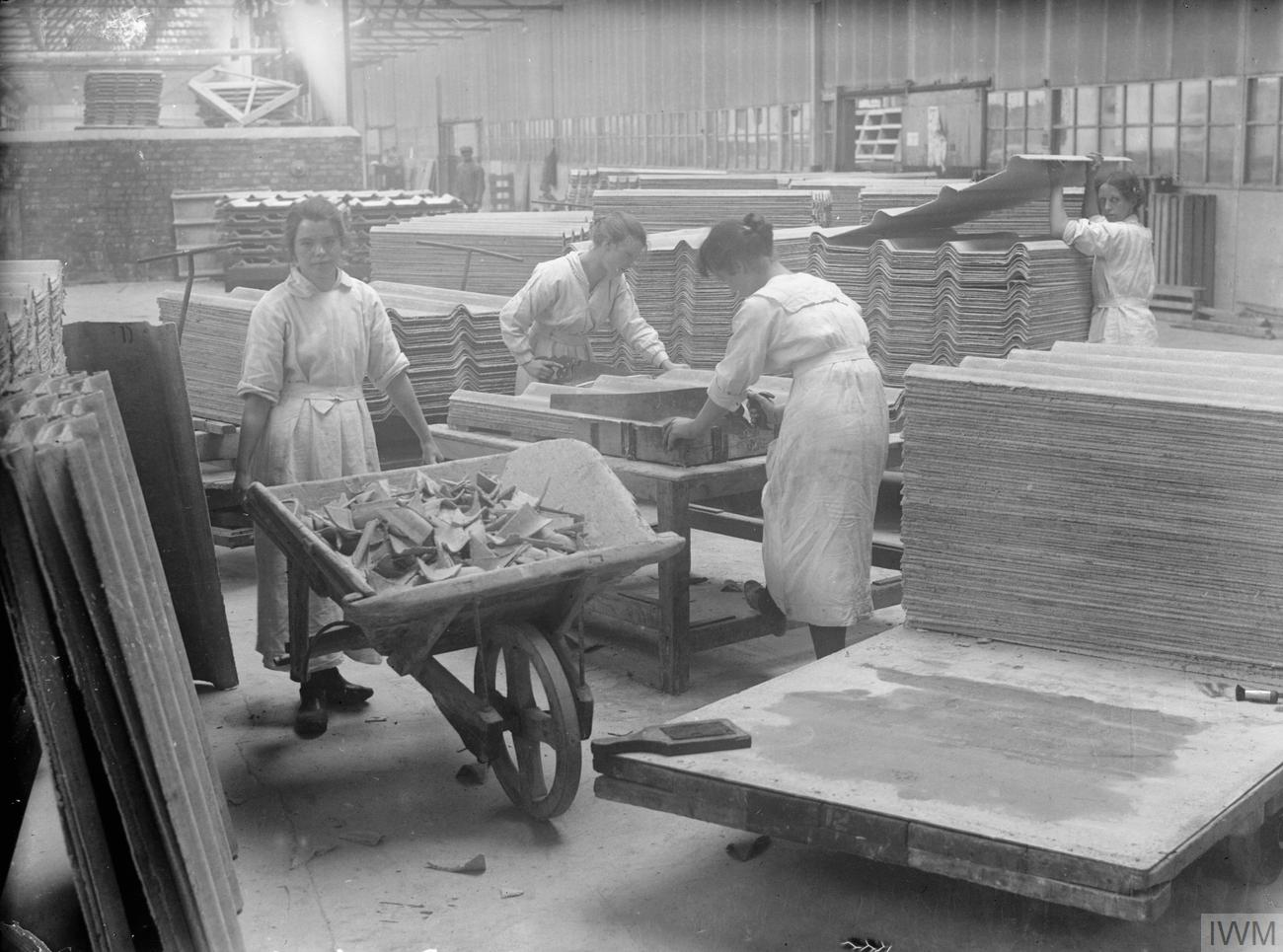
Fabrication de panneaux de toiture en amiante-ciment durant la Première Guerre mondiale.

L'amiante est interdit en France et dans divers pays depuis 1996, à la suite du scandale de l'amiante, mais le Québec continue, sur le fondement d'un accord passé avec les producteurs canadiens d'amiante, d'en promouvoir un usage sécurisé. Toutes les activités industrielles à base de chlore sont actuellement minutieusement examinées. Dans l'industrie des résines, le PVC est le produit le plus sérieusement examiné puisqu'il est le plus grand consommateur de chlore industriel. Une grande variété de produits chimiques sont actuellement surveillés, afin de déterminer s'ils perturbent le niveau hormonal normal des espèces vivantes (perturbateurs endocriniens) : le bisphénol A, qui est utilisé dans la fabrication de polycarbonates, les phtalates qui sont utilisés comme plastifiants dans les PVC, le nonylphénol qui est un additif aux polymères tels que le polystyrène et les PVC.
Un autre débat s'intéresse à l'évaluation des risques liés à l’exposition aux champs électromagnétiques.
Choc des plages qui disparaissent
Le béton constitue les trois quarts des structures construites dans le monde au XIXe siècle. L'extraction du sable nécessaire à la fabrication du béton de construction et à la fabrication des routes goudronnées est passée de l'extraction depuis les rivières au XXe siècle à, de nos jours, l'extraction depuis les plages (comme en Inde) et depuis les fonds marins (par exemple, aux États-Unis). Le prélèvement de ce matériau « gratuit » sur toute la planète contribue à l'érosion du littoral et à la disparition globale des plages. À noter que le sable des dunes terrestres ne peut techniquement être utilisé pour le béton et que les extensions de territoire voulues avec du sable, par exemple à Dubaï, amplifient le problème (cf. aussi Anthropisation).

## Discipline universitaire
Le champ de l'histoire de la construction s'est constitué dans certains pays comme un domaine d'étude universitaire intéressant diverses disciplines qui vont de l'histoire de l'architecture, à l'histoire du droit en passant par l'histoire des sciences et des techniques. Des colloques mondiaux rassemblent la communauté des chercheurs travaillant sur ce sujet tous les trois ans depuis 2003.
Une association francophone d'histoire de la construction, l'AFHC, a été constituée en 2010 à Paris, à la suite de l'organisation d'un premier congrès francophone d'histoire de la construction en 2008. L'association s'est notamment chargée de l'organisation du quatrième colloque mondial d'histoire de la construction en 2012 à Paris.